# Histoire culturelle de la France

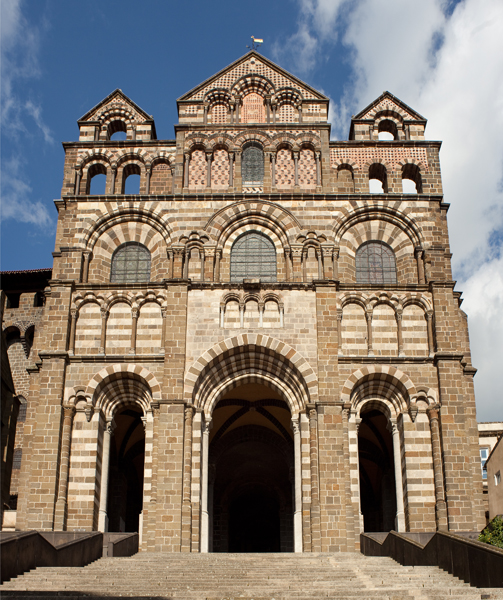
Façade de la Cathédrale Notre-Dame du Puy-en-Velay, exemple de l'art roman français.

L'Histoire culturelle de la France est la discipline qui étudie l'ensemble des champs culturels depuis les origines jusqu'à nos jours et faisant partie du domaine de la culture française. L'évolution de la culture française est ici comprise comme englobant les idées, sentiments collectifs, les mentalités et les arts de la population résidant dans les frontières de l'actuelle France métropolitaine depuis qu'il est légitime de faire remonter la culture française, jusqu'à nos jours.

## Royauté franque (Ve–Xesiècles)
Reconnaître les mouvements intellectuels des peuples francs entre les années 500 et 1000 et les rattacher à la culture française dans son ensemble soulève un certain nombre de problématiques méthodologiques. Toutefois, le consensus historique permet un certain nombre de conclusions.
Durant les premiers siècles du Moyen Âge, la culture écrite est toujours latine, et très fortement liée à la religion chrétienne. Les laïcs n'écrivent plus et les maîtres francs n'ont pas utilisé l'écriture pour fixer et transmettre leur propre culture germanique. Par ailleurs, si on peut détecter l'apparition sur cette période d'une première langue française, celle-ci n'est pas le vecteur d'une culture écrite.
Les savants religieux étudient, recopient et transmettent un certain nombre d'ouvrages antiques dès le Ve siècle dans une optique ecclésiale, que ce soit au sein d'écoles ecclésiastiques urbaines ou de monastères. Ce qu'il est convenu d'appeler la Renaissance carolingienne prend sa source dans les initiatives culturelles des maires du palais, et consiste essentiellement dans un renouveau de la langue et des arts libéraux antiques, en grande partie grâce à l'apport de savants étrangers à l'aire culturelle franque : irlandais, italiens ou espagnols.

### Problématiques méthodologiques
Le concept de culture est une construction contemporaine, qu'il est délicat de transposer sans précaution à une époque où cette notion n'existait pas. Le risque d'anachronisme est très fort.
Les sources disponibles sont rares et ne montrent qu'une facette étroite de la culture de l'époque, essentiellement orale. Par ailleurs, la distance temporelle et intellectuelle qui sépare les chercheurs des hommes et femmes de cette époque est énorme, et doit être prise en compte.
Le découpage géographique pour cette époque n'a pas de sens, et une histoire de la culture doit se concentrer sur la culture du peuple franc, qui est à l'origine lointaine de ce qui deviendra des siècles plus tard l'espace culturel français.
La synthèse la plus récente élaborée par Michel Sot, Jean-Patrice Boudet et Anita Guerreau-Jalabert n'est, en 2005, qu'un essai et non d'une histoire en tant que telle, en raison des lacunes documentaires immenses et d'absence de consensus de la part des historiens de l'art et des archéologues spécialistes de cette période sur des éléments fondamentaux de la culture à cette époque.

### Les origines de la culture franque médiévale
Les connaissances de la culture franque des premiers siècles après leur installation en Gaule, se limitent à quelques textes dont le plus important est l'Histoire des Francs de Grégoire de Tours, et ses réinterprétations postérieures par les érudits francs.

#### L'intégration des Francs dans le monde romain

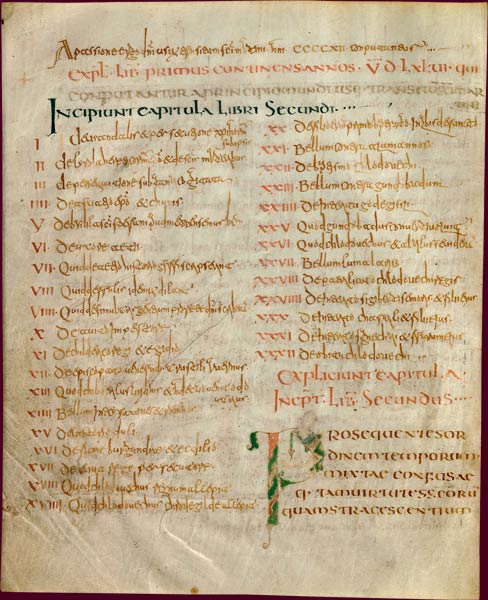
Histoire des Francs, Grégoire de Tours, page à l'initiale P en forme de poisson ouvrant le livre consacré à Clovis. Luxeuil ou Corbie, fin du VIIe siècle. BnF, Manuscrits, Latin 17655 fol.13v-14.

Au VIe siècle, les élites franques se définissent avant tout comme romaines, en s'opposant aux autres peuples non intégrés, rejetés comme barbares. Intégrés depuis le IVe siècle comme peuple fédéré, les Francs ont vécu plusieurs générations dans l'Empire romain et en ont intégré la culture lorsque celui-ci s'effondre à la fin du Ve siècle. Ils apprennent et écrivent le latin, ne cherchant pas à écrire leur langue germanique, et se lient conjugalement aux élites gallo-romaines en place. Lorsque des textes sur les mythes de la nation franques sont rédigés au VIe siècle, ils ne reprennent ni les mythes germains, ni a fortiori les gaulois, mais bel et bien les mythes romains. Ils créent ainsi une généalogie faisant remonter les lignées royales à la ville de Troie, en imitation des idéaux de l'élite romaine.
Par ailleurs, l'évènement majeur qui fait encore davantage entrer les Francs dans la romanité est le baptême de Clovis. Abandonnant son ancienne religion et poussant son peuple à faire de même, il intègre un christianisme qui a repris les cadres culturels romains. Cette conversion facilite le ralliement des élites gallo-romaines à son pouvoir tout en lui conférant un prestige particulier. Il est ainsi comparé à l'empereur de Constantinople comme protecteur du peuple élu de Dieu. Cette acculturation est facilitée à la fois par le faible nombre de Francs par rapport à la population au sein de laquelle ils s'insèrent, au plus 10 % de cette dernière, et par le fait que tous les autres peuples chassés de leurs terres et s'installant en Gaule font de même, Wisigoths et Burgondes pour l'essentiel.

#### La lente apparition de la langue française
Un élément fondamental dans l'apparition de la culture française est l'apparition de la langue française. La période de cette apparition fait débat entre les spécialistes car la langue gallo-romaine, une forme de latin vulgaire locale également nommée le gallo-roman, se nourrit autant d'une déformation du latin naturelle que d'une certaine influence des langues germaniques qui restent parlées, tel le vieux-francique. Il existe durant des siècles une cohabitation linguistique.
Or, seule la culture latine de cette époque nous est parvenue, et donc une fraction importante de la culture de la population franque ou sous domination franque nous est inaccessible. Toutefois, le peuple gallo-romain illettré comprend le latin, au moins sous sa forme vulgaire. On en a la preuve car les prédicateurs n'ont pas besoin de traduire leurs sermons aux Ve et VIe siècles.
En revanche, à partir de la renaissance carolingienne, cette difficulté se pose. Les élites religieuses entreprennent une restauration d'un latin plus conforme à celui dans lequel les écrits sacrés ont été rédigés, mais ils s'aperçoivent vite que le peuple ne comprend plus ce latin. Ainsi, le Concile de Tours mentionne pour la première fois l'obligation pour les prédicateurs de ne pas porter le message divin en langue sacrée, mais dans la langue du peuple auquel il s'adresse. Cette décision de traduction marque le passage d'une culture où élite lettrée et masse analphabète pouvaient se comprendre à une situation culturelle où l'accès à une forme fondamentale de la culture n'est plus accessible à la grande majorité de la population.

### Culture tardo-antique et culture chrétienne (Ve–VIIesiècles)
Les différentes formes de la culture littéraire et intellectuelle romaine tardive connaissent une remarquable continuité au cours des trois siècles qui suivent la chute de l'Empire romain d'Occident. Les différentes invasions et déplacements de populations n'affectent pas fortement les formes culturelles écrites que les archéologues et historiens sont à même de percevoir.
En revanche, les arts manuels sont fortement affectés par les évolutions politiques, la disparition ou le rétrécissement des villes ; les foyers de tradition artisanale et les lieux d'échanges se réduisent fortement ou s'éteignent. Les créations artistiques se sont progressivement concentrées dans les villes épiscopales majeures et les capitales des différents peuples ou hauts dignitaires.

#### Culture littéraire et intellectuelle

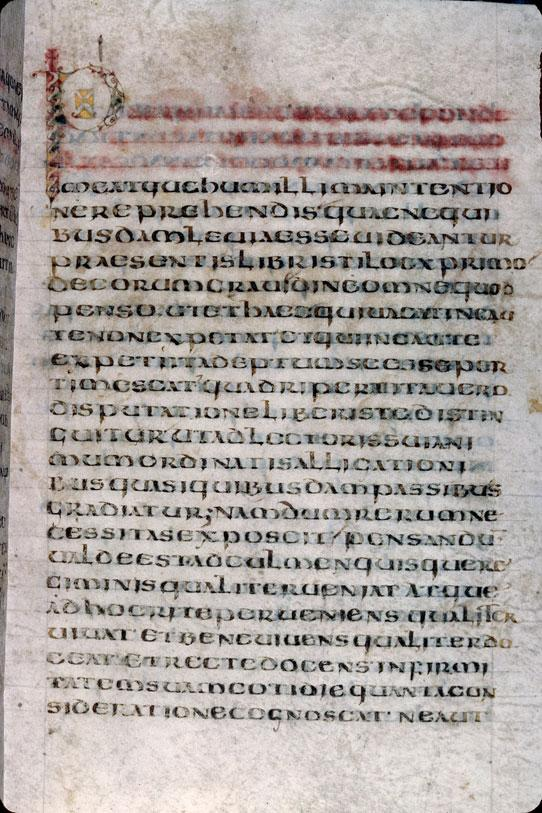
Première page du texte de la Règle pastorale dans un manuscrit produit vers 600 (Troyes, Bibliothèque municipale MS 504).

La culture latine classique ne disparaît pas avec l'effondrement politique de l'Empire romain d'occident. Les populations gallo-romaines, parlent le latin et entretiennent une culture classique malgré les changements politiques. Si les écoles urbaines disparaissent lentement, elles sont remplacées par un enseignement familial, et surtout, à partir du VIe siècle, par l'apparition d'écoles épiscopales et monastiques qui entretiennent les bases de l'enseignement de la grammaire latine, en recopiant des textes antiques qui servent de base à l'apprentissage.
Au VIIe siècle, la culture écrite n'est plus portée que par les religieux, l'immense majorité des élites laïques ne sachant plus lire et écrire.

##### Les dernières formes de la culture antique tardive (400-500)
Sur l'ensemble des Gaules, malgré la prise de pouvoir de différents peuples (Francs, Wisigoths, Burgondes), l'usage de l'écrit, en latin exclusivement, se maintient durant tout le Ve siècle. De nombreux témoignages prouvent que des grammairiens et des rhéteurs officient toujours sous de nouveaux maîtres. Les auteurs antiques restent la référence et étudiés, les formes classiques du discours ne sont pas perdues et encore employées. En 467, Sidoine Apollinaire compose et prononce un carmen en l'honneur de l'empereur Majorien dans la tradition des panégyriques d'empereurs ; Avit de Vienne, quelques années plus tard, prononce un discours d'apparat en l'honneur du baptême de Clovis construit strictement selon les règles de grammaire et de rhétorique classiques.

##### Écoles ecclésiastiques et monachisme (500-650)

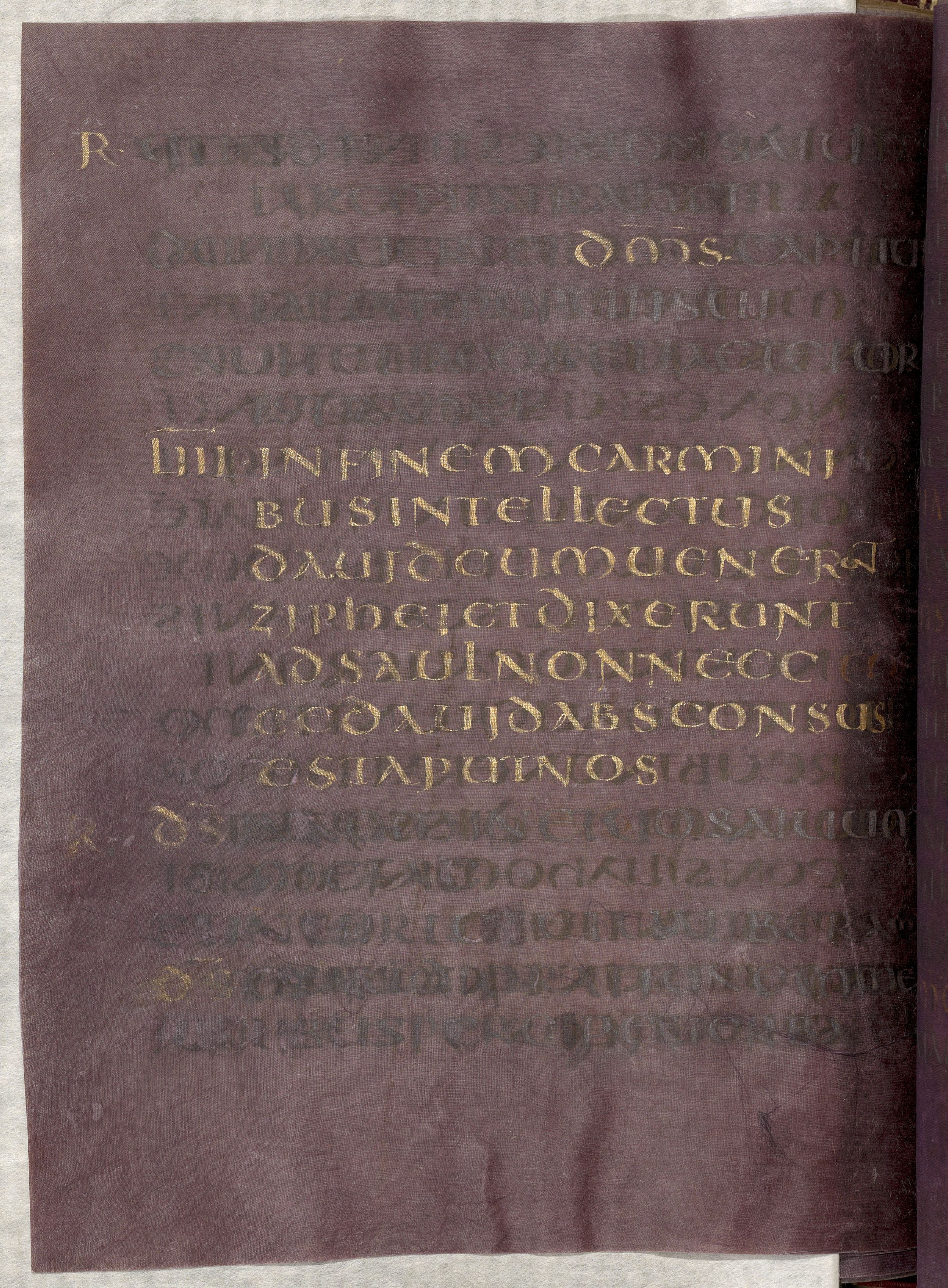
Psautier pourpré dit de saint Germain, vers 500-550. BNF. Inv. Latin 11947, folio 101 verso.

Les écoles antiques classiques, urbaines et laïques, disparaissent au cours du VIe siècle. On le détecte à la disparition d'un certain vocabulaire juridique qui ne s'acquiert que dans ces structures. Si dans certaines grandes cités, elles ont pu subsister quelque temps, le consensus estime qu'elles sont toutes arrêtées au VIIe siècle.
Simultanément, pour des raisons religieuses, des écoles ecclésiastiques naissent et reprennent l'apprentissage du latin, de sa grammaire. Si des traces d'enseignement de la langue latine se retrouvent au cours du Ve siècle auprès de clercs, le premier marqueur de ce développement est le concile de Vaison de 529 qui postule dans le royaume burgonde que « chaque prêtre de paroisse rurale doit prendre chez lui des lecteurs et leur enseigner le psautier, les textes saints et la loi divine ». Édicté par Césaire d'Arles, ce canon pousse à l'enseignement de la lecture au plus près des populations, et les historiens constatent le développement de nombreuses écoles paroissiales sur l'ensemble de l'ancienne Gaule. Césaire d'Arles a également participé à la constitution d'école ecclésiastiques urbaines, rassemblant autour de lui une communauté de clercs et organisant en leur sein un enseignement de la langue latine. Les premières écoles de ce type connues concernent dès la fin du VIe siècle autant la Gaule du sud (Bourges, Poitiers, Clermont, Lyon) que celle du nord (Vermand, Reims, Metz, Tongres, Paris).
Au cours des VIe et VIIe siècles, les anciennes Gaules se couvrent de monastères, jusqu'à plus de deux cents. Beaucoup d'entre eux vivent avec des règles qui organisent des études visant à comprendre et lire les textes sacrés. D'autres, tels ceux suivant la règle établie par l'irlandais Colomban accordent moins d'importance aux études, sans jamais l'exclure. Il s'agit surtout pour ce dernier de ne pas laisser les moines être distrait par de la littérature profane.
Durant le VIIe siècle, la spiritualité colombanienne se répand largement au sein de toute la Gaule. Touchant un certain nombre de laïcs et de nombreux monastères, les immigrants irlandais influencent fortement l'esprit de l'église franque et au-delà. Provoquant un renouveau de la conscience religieuse, ils demandent aux croyants de revenir aux textes sacrés, et donc de savoir les lire et de disposer des textes. Sans avoir de volonté de restauration culturelle, ce mouvement a poussé au développement de lieux d'étude et de copie au sein des monastères.

##### Contraction puis maintien de la culture écrite (650-750)

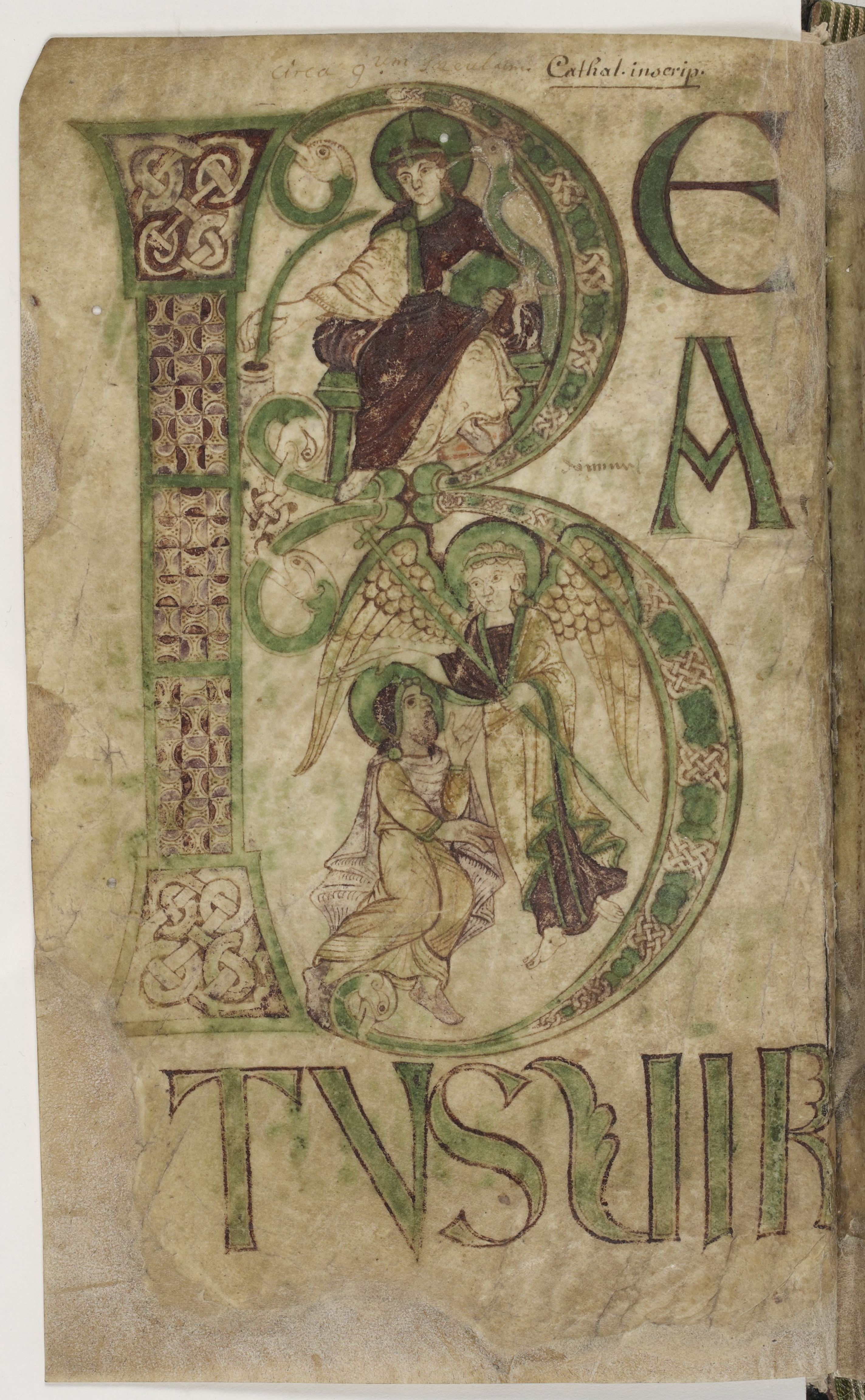
Première page du Psautier de Corbie (vers 800-810), bibliothèque municipale d'Amiens.

Durant la période 650-750, l’illettrisme chez les laïcs atteint un niveau important, la plupart ne sachant même plus signer les actes officiels. La culture savante n'est donc portée plus que par les évêques et les monastères, qui conservent et copient des ouvrages de l'antiquité, religieux pour l'immense majorité. Ces centres monastiques restent actifs et produisent des textes, développent l'art de l'enluminure et font produire quelques réalisations architecturales notables.
Les monastères les plus actifs à cette période sur le plan de la copie et de l'enluminure sont Laon, Chelles, Saint-Denis, Meaux, Fleury, Tours et Corbie. C'est au sein des deux derniers que l'on distingue l'apparition des prémisses de ce qui devient plus tard la minuscule caroline. Il est délicat d'analyser une production intellectuelle au sein de ce qui est avant tout un immense travail de copie. Il ne faut toutefois pas perdre de vue que recopier signifie à cette époque modifier pour améliorer si les copistes le jugent utile. Il existe également une production originale, essentiellement des hagiographies de saints locaux. Citons ainsi la Vie de sainte Salaberge rédigée à Laon au début du VIIIe siècle ou la Vie de saint Wandrille écrite avant 688 à Fontenelle. Parmi les textes qui sortent de ce schéma, il y a la Vision de Barontus, récit d'un voyage de l'âme dans l'au-delà composé vers 678 par un moine de Saint-Cyran.
Au début du VIIIe siècle, des signes indiquent que les maires du palais pippinides redonnent une certaine importance au savoir religieux. Pépin II a ainsi aidé l'évangélisation des Frisons en établissant un monastère à Echternach pour le missionnaire Willibrord. Son fils Charles Martel agit de même avec Boniface pour qui il fonde le monastère de Fulda. Mais il entretient également à sa cour un petit cercle de lettrés, qui poursuivent la rédaction de l'histoire des francs ou recopient la loi salique en l'agrémentant d'un prologue à la gloire des Francs. Les maires du palais se rapprochent beaucoup au début du VIIIe siècle du monastère de Saint-Denis, notamment pour en faire le lieu de l'onction royale de Pépin III par le pape Étienne II.

#### L'art en Gaule duVeauVIIesiècle

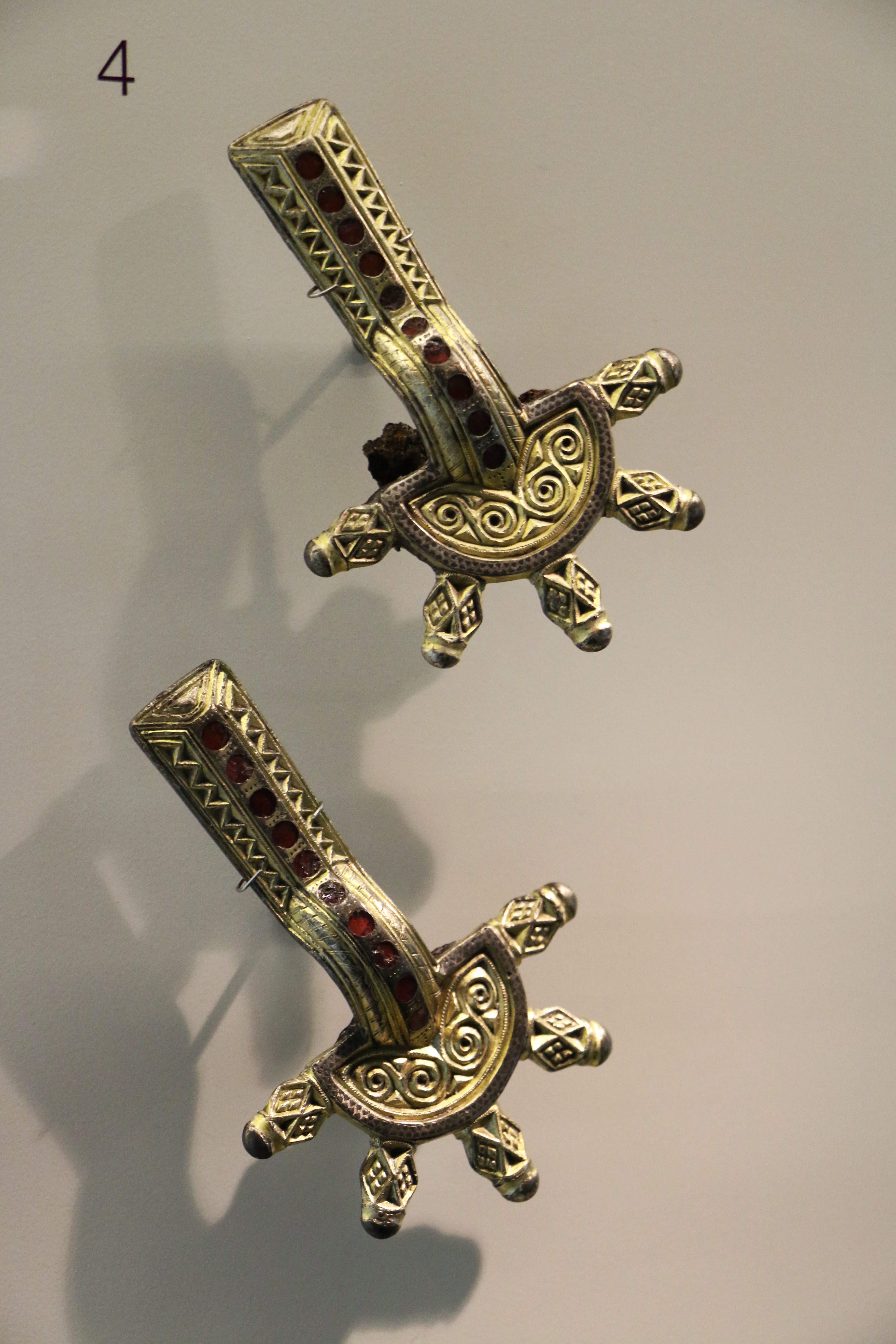
Paire de fibules ansées digitées mérovingiennes, Archéa, Louvre.

Si les formes artistiques antiques restent présentes durant cette période, elles sont influencées par les apports des Francs. Les historiens de l'art ont des difficultés pour appréhender les évolutions et les particularités culturelles de cette période, les traces subsistant étant peu nombreuses et fragmentées. Que ce soit pour les arts somptuaires, l'architecture, les traditions funéraires, la sculpture au sein de monuments religieux ou la peinture, ce qui est parvenu à nous n'est qu'une petite partie de la production des artistes et artisans de l'époque.

##### Arts somptuaires
Les traces de l'art somptuaire de cette époque sont souvent maigres et il a fallu les travaux de nombreux archéologues à la fin du XXe siècle pour parvenir à dresser des séries de fibules ou de plaques-boucles. Les séries établies ne permettent pas d'établir de ligne de partage claire entre ce qui relève spécifiquement de la culture gallo-romaine et de la culture germanique, l'une comme l'autre étant déjà tout à la fois hétéroclites et ouvertes aux apports extérieurs.
Durant la période du Ve au VIIe siècle, l'aire culturelle germanique, tout en conservant la tradition typiquement nordique pour l'abstraction, a intégré tout à la fois des influences du sud des Gaules et de la Lombardie (taille biseautée, traitement animalier) et de l'Irlande (formes linéaire et géométrique, avec également des motifs d'animaux).

##### Architecture
L'architecture mérovingienne prolonge dans ses formes les monuments antiques, la dynastie franque et les autres commanditaires maintenant une forte continuité entre le Ve et le VIIe siècle. La connaissance fine des apports spécifiques et des particularités artistiques propres aux Francs des Ve, VIe et VIIe siècles est complexe car l'essentiel des ouvrages d'art ont disparu, ne subsistant que des soubassements lacunaires et des mentions textuelles imprécises. Il n'est ainsi possible de repérer que des généralités sur cette période,.
Les basiliques funéraires ont été financées par les rois, reines et grands dignitaires de la dynastie mérovingienne, pour abriter les tombes et reliques des saints majeurs de la chrétienté et accueillir les nombreux pèlerins qui viennent adorer ces derniers. Les basiliques sont encore édifiées majoritairement à l'extérieur des cités, près d'une nécropole. Leurs formes sont influencées par l'Orient, avec une nef se terminant par une abside et dépourvue de transept.
Si certaines cathédrales ont été érigées de la volonté de rois, la plupart sont issues de l'initiative des évêques. Nombreuses sont celles qui suivent un plan type constituant un groupe épiscopal avec une ecclesia major, une église plus petite située juste à côté, un baptistère et une demeure épiscopale.
Si l'architecture mérovingienne adopte un grand nombre de traits issus de l'Antiquité et de l'Orient, elle adopte quelques caractéristiques qui attestent d'une certaine variabilité et d'une forme d'autonomie locale des formes architecturales : les placages d'arcade sur colonne contre les parements internes et externes de l'édifice, ou le fait que le matériau majoritairement utilisé est la pierre et non la brique.
Sur la période allant du Ve au VIIe siècle, les chercheurs ne détectent pas d'architecture spécifique aux nombreux monastères qui apparaissent dans l'aire culturelle franque. Les établissements sont le plus souvent modestes, en bois, ou récupérant d'anciennes villas romaines. Les églises construites, quelquefois plusieurs par monastère, n'ont pas l'ampleur et le prestige des basiliques et cathédrales urbaines. Il ne semble pas que l'architecture monastique de cette époque ait connu de crypte.

Architecture mérovingienne
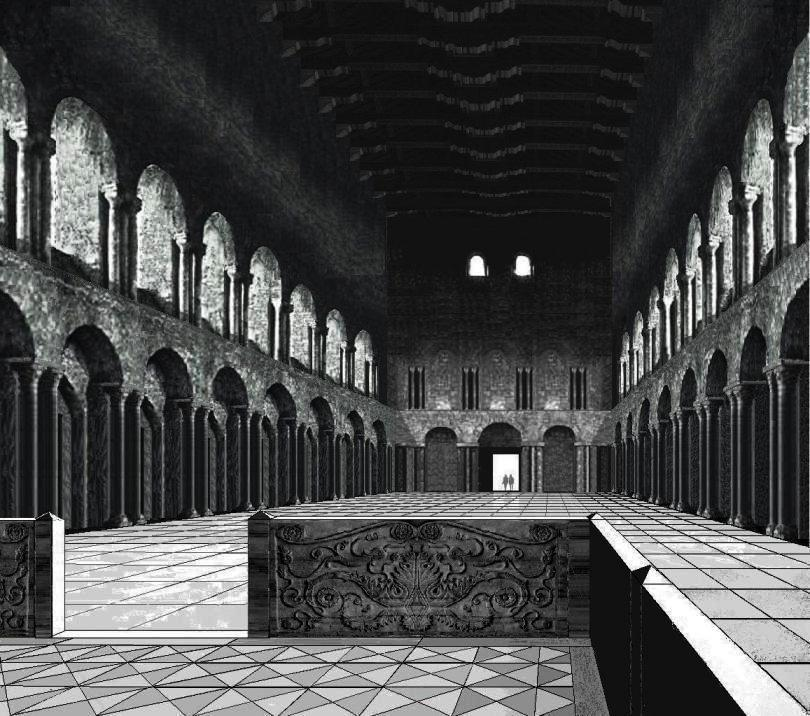
Reconstitution informatique de l'aspect possible de Saint-Pierre de Vienne.
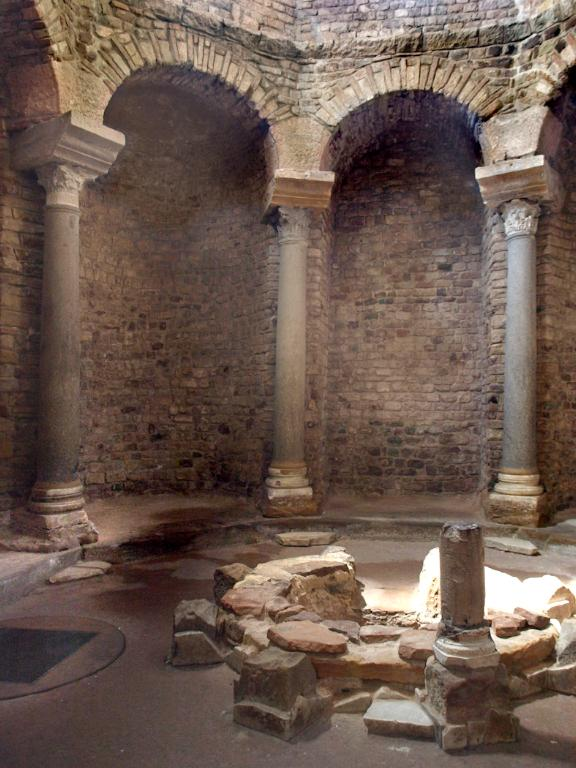
Le baptistère mérovingien de la cathédrale de Fréjus.
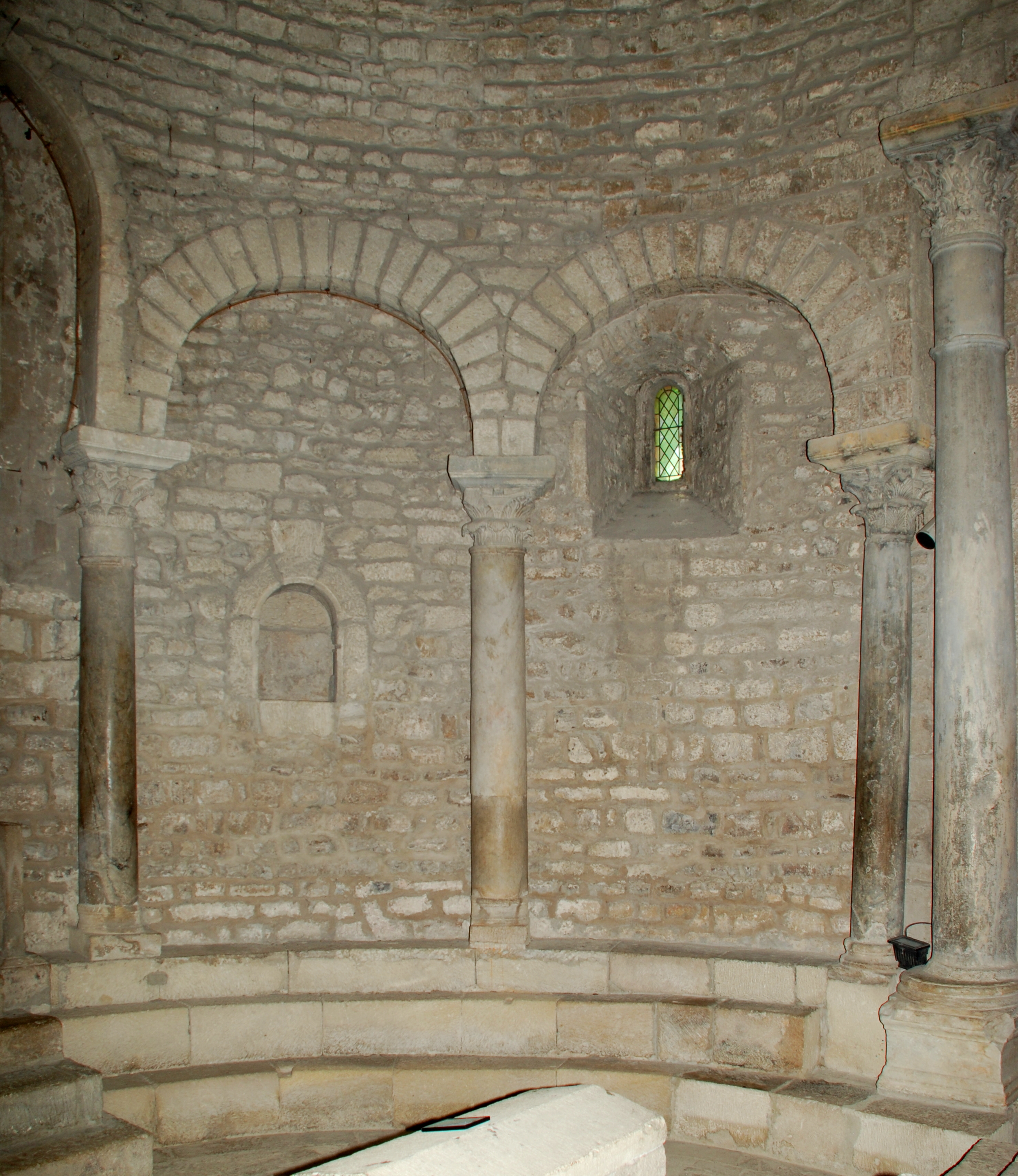
L'abside de la cathédrale de Vaison-la-Romaine.
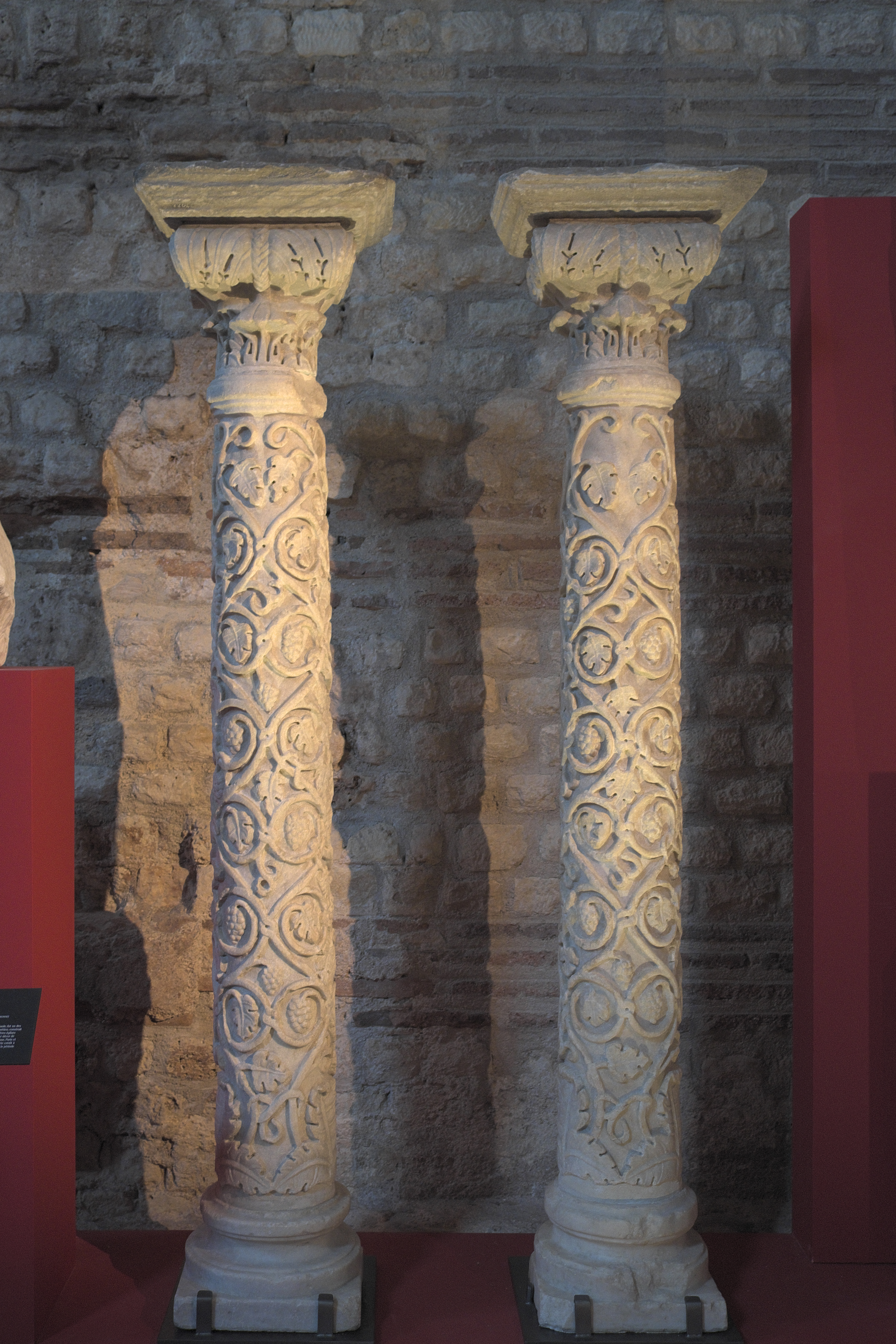
Colonnes mérovingiennes ornées de rinceaux exposées au musée de Cluny à Paris.

##### Traditions funéraires
Les habitudes funéraires en Gaule n'évoluent qu'assez peu entre le Ve et le VIIe siècle. Les archéologues notent bien l'apparition et le développement parmi l'élite militaire franque de l'inhumation en armes, mais cette évolution est une rupture avec leurs traditions antérieures où ils se faisaient plutôt incinérer. C'est une innovation apparue aux alentours des IVe et Ve siècles avec le développement d'une caste militaire avec les migrations, et qui s'est imposée au sein de l'aire culturelle mérovingienne.
La grande masse des monuments funéraires sont des sarcophages en calcaire ornés de motifs géométriques simples et de croix, taillés en relief de faible épaisseur, ou uniquement ciselés à la broche ; le mode de représentations dominant étant le méplat. Les exemples de représentations figuratives sont exceptionnelles, comme celles du panneau de tête du cénotaphe d'Agilbert à l'abbaye de Jouarre ou le sarcophage de Chrodoara de la collégiale Saint-Georges-et-Sainte-Ode d'Amay.
Au sein de l'aire culturelle des anciennes Gaules, il est possible de déterminer des particularismes locaux dans le domaine des monuments funéraires. Dans le sud-ouest et la Provence, les sculpteurs ont adopté des motifs essentiellement géométriques et des séries de motifs simplifiés, dans le Poitou, seuls les couvercles sont décorés et dans la région de Paris les décors, qui occupent également les côtés de la cuve se distinguent par un très faible relief et une simplification extrême des motifs.

Tombeaux mérovingiens
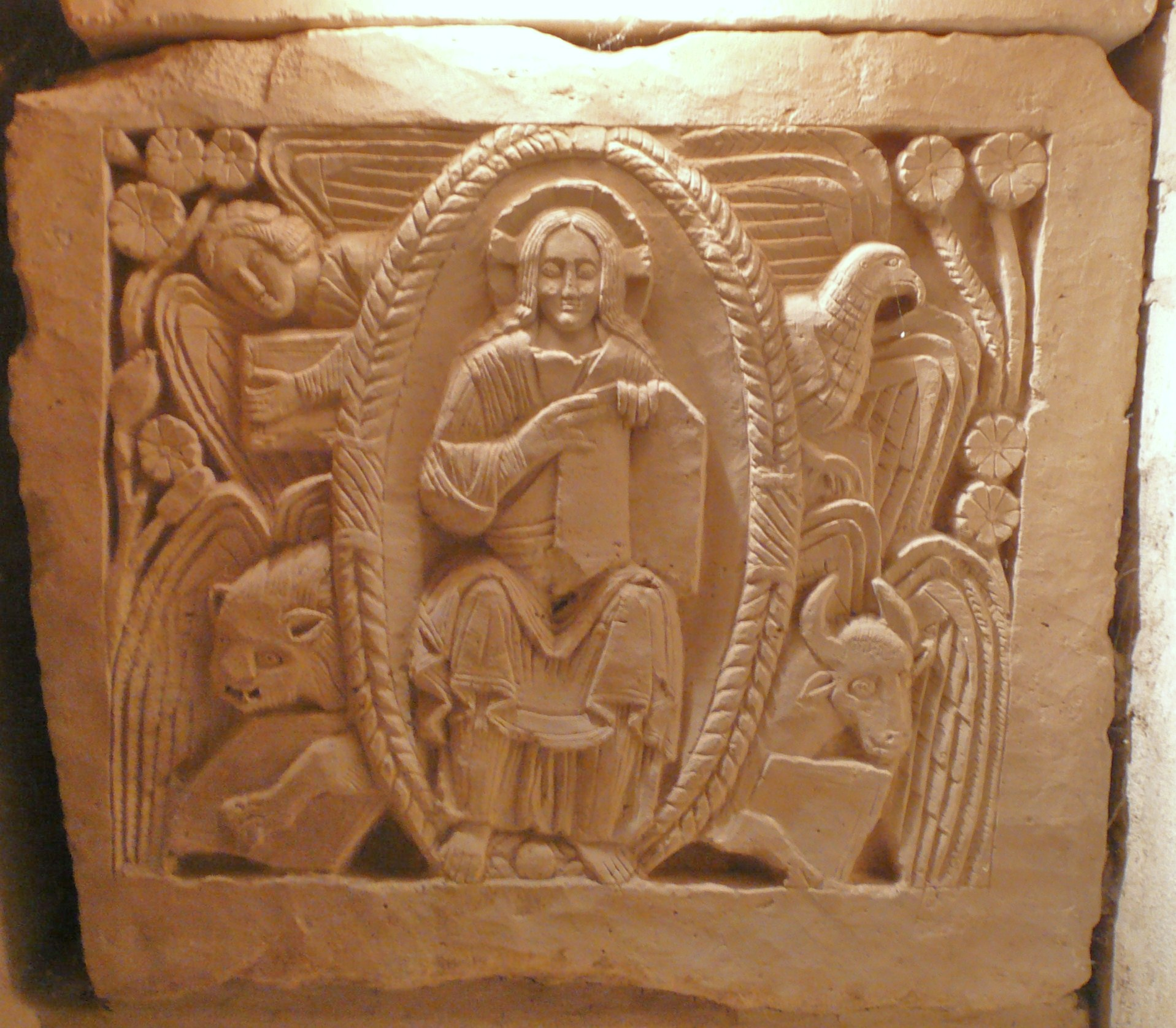
Panneau de tête du cénotaphe d'Agilbert
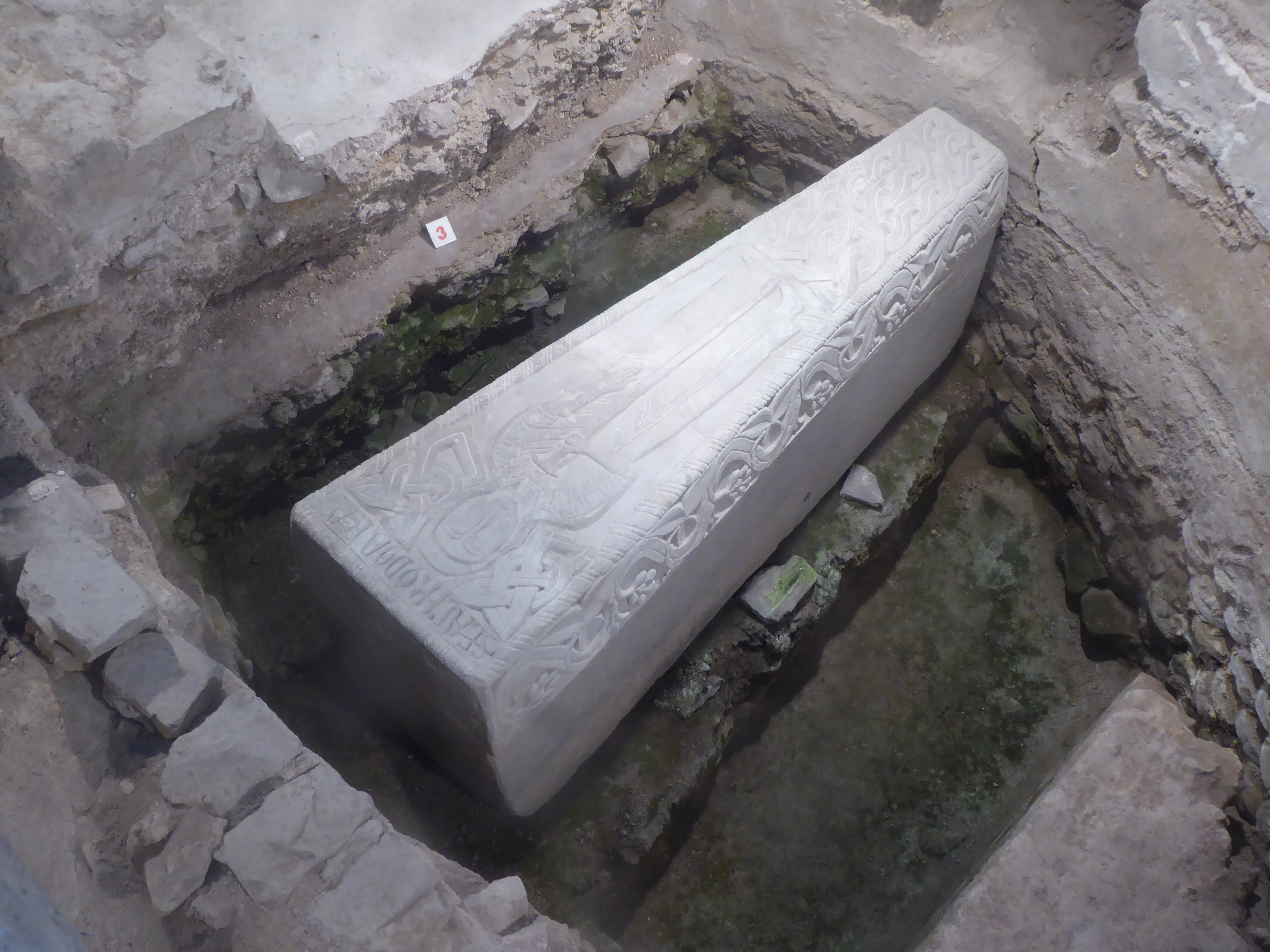
Sarcophage de Chrodoara
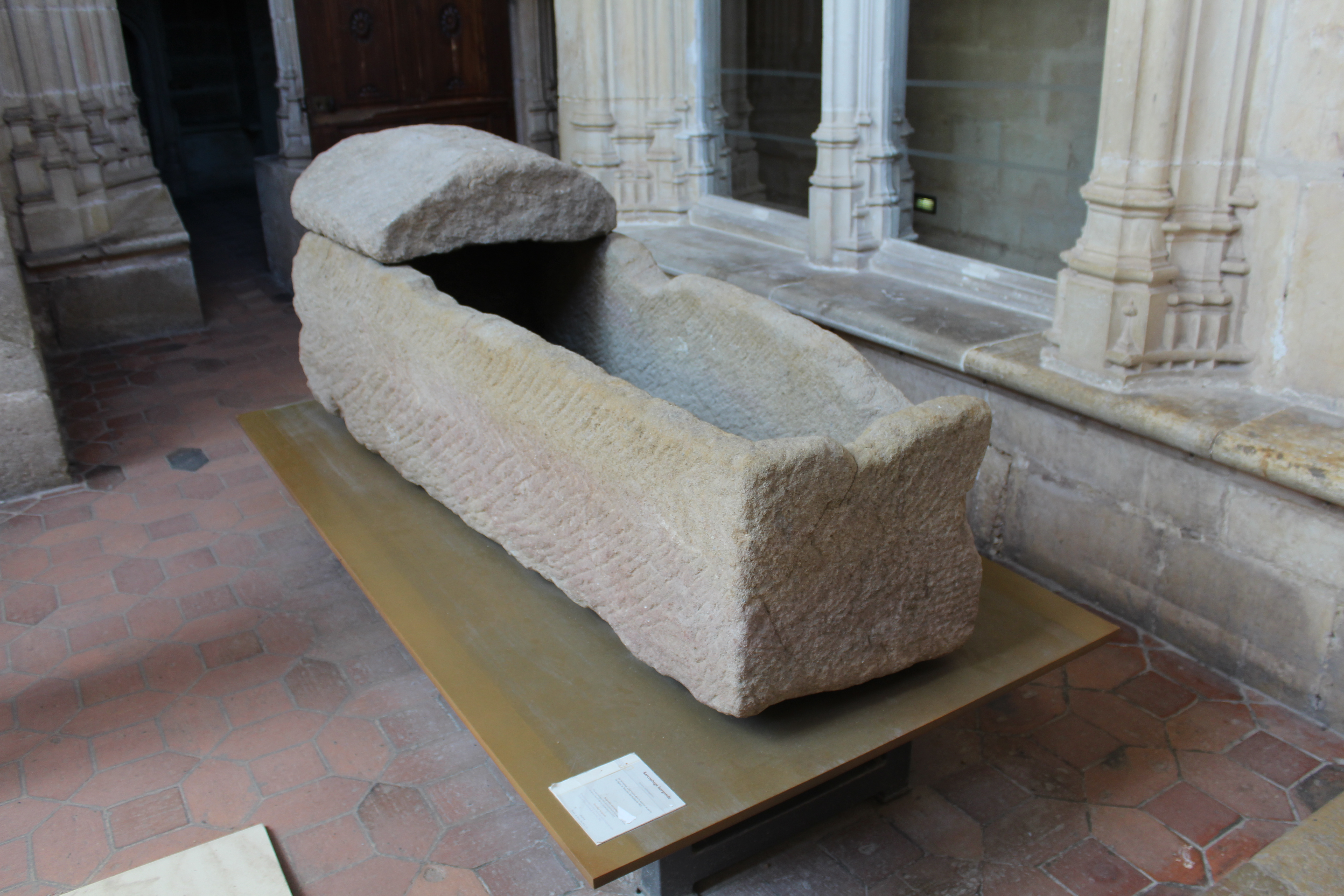
Sarcophage mérovingien typique. Église de Brou.

##### Sculptures ornementales
L'art de la sculpture s'étiole avec l'extension du christianisme, la nouvelle religion étant iconoclaste par principe. À l'art antique de la représentation fidèle des corps succèdent les styles plus abstraits des peuples germains ou irlandais, portés par l'excellence de l'orfèvrerie, spécialité des nouveaux maîtres de la Gaule. Des techniques semblables s'observent entre les tailleurs de pierre et les orfèvres, telle la taille en biseau, entrainant une raideur caractéristique au décor réalisé, ainsi qu'un effet graphique. De même, il arrive régulièrement que des pierres semi-précieuses et des pâtes de verre soient insérées dans des dalles de pierres, à la manière de l'incrustation de plaques de métal.
La sculpture mérovingienne s'inscrit dans un mouvement plus large de continuité des formes antiques, tout en s'individualisant partiellement avec le temps, notamment des arts lombards. Les deux centres de la sculpture de la Gaule antique, la Provence et le Sud-ouest, poursuivent leur activité sous les Francs. La transmission du savoir et des styles est principalement repérée au sein des ateliers d'Aquitaine.
Le champ d'expression de la sculpture s'est fortement réduit, les maîtres laïcs et ecclésiastiques qui financent les constructions de monuments chrétiens limitant les zones d'expression au sein des églises aux chapiteaux, et au-delà aux sculptures funéraires. Le répertoire de formes évolue rapidement et dès le Ve siècle, il se concentre sur les symboles chrétiens : croix, rosace, lierre, serpent et figures humaines de saints. Pour les réaliser, les sculpteurs utilisent comme en Lombardie le méplat et les formes linéaires, mais de manière plus austère et plus accentuée. Entre le IVe et le VIIIe siècle, l'objet de culte, et donc de représentations principal est la Sainte Croix. Ce symbole fait l'objet d'un grand nombre d'érections, que ce soit dans ou à l'extérieur des églises.

Sculpture mérovingienne
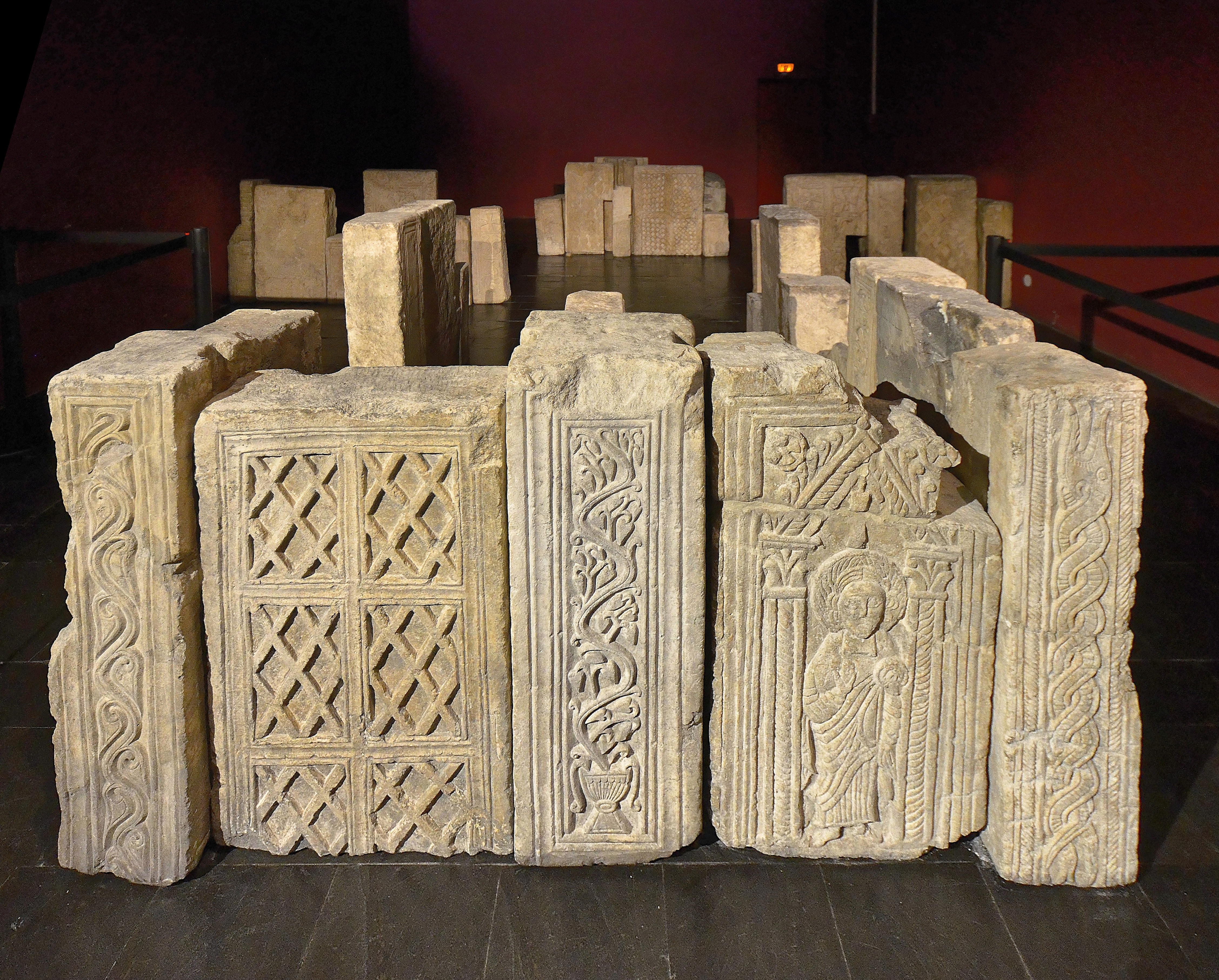
Plaque de chancel de l'église Saint-Pierre-aux-Nonnains.
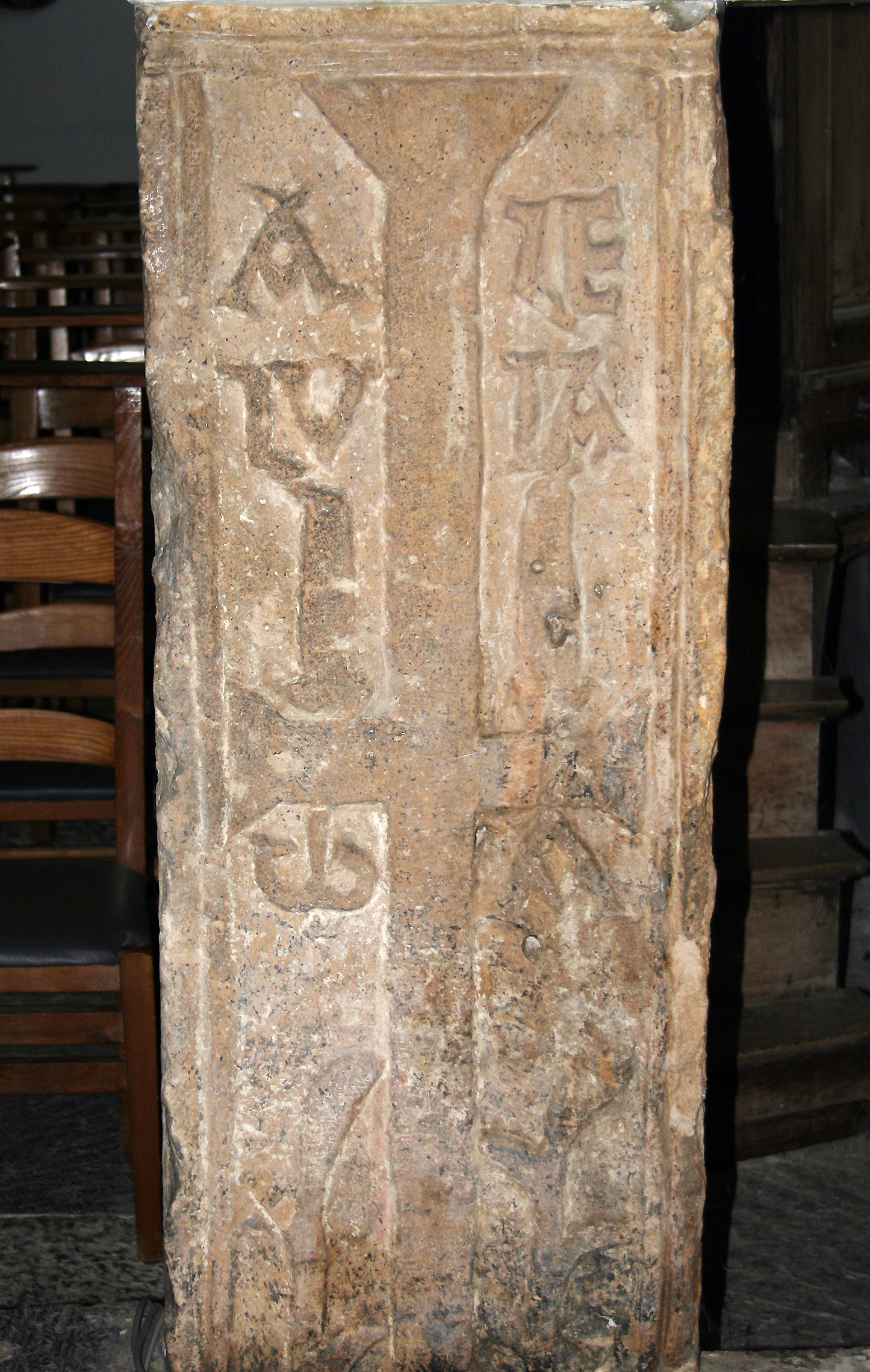
Pilier de la chapelle Sainte-Agathe de Hubinne.
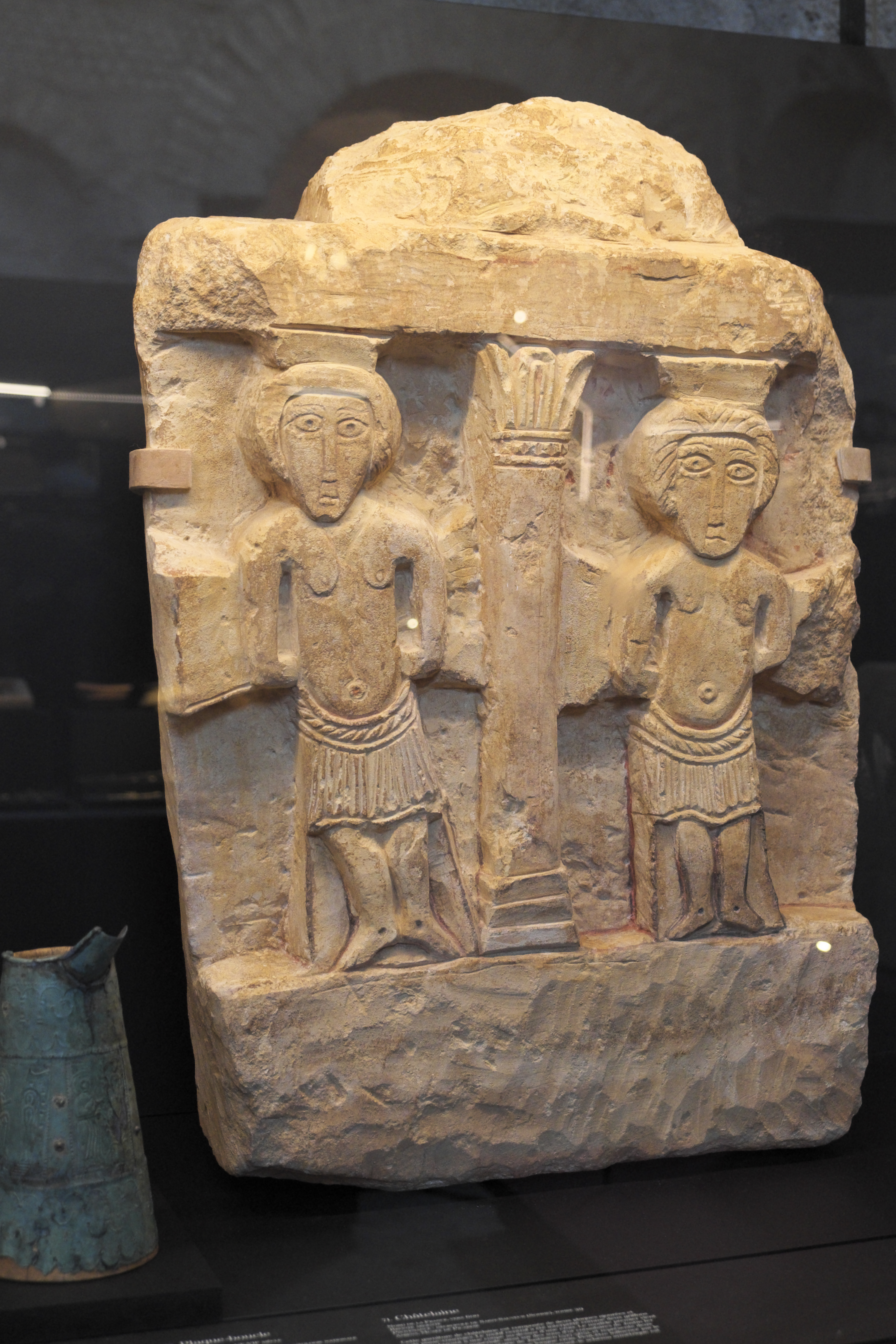
Base aux larrons, base d'une Crucifixion monumentale des VIe – VIIe siècles retrouvée à l'hypogée des Dunes.

##### Enluminures
L'art pictural du VIe au VIIIe siècle ne nous est connu que par les manuscrits enluminés. Il a existé des peintures murales religieuses mais aucune ou presque ne nous est parvenue, même si quelques indices laissent penser que c'est art n'a pas été marginal.
Sauf exception rarissime, l'art de l'enluminure est un art monastique. Les principaux centres artistiques sont alors les monastères de Corbie, de Laon, de Chelles, de Soissons, de Fleury, de Tours et de Luxeuil. À plusieurs reprises, les répertoires de formes sont copiés et recopiés d'un centre à l'autre, au travers d'une grande circulation des manuscrits. La principale influence de l'art de l'enluminure en pays franc est irlandaise, au point que les spécialistes ont le plus grand mal à établir si un ouvrage de cette époque a été réalisé en Irlande, par un Irlandais en terre mérovingienne ou par un moine franc fortement inspiré par ces derniers. Les artistes du sud de l'Europe ont également influencé les enlumineurs francs.
« La miniature continentale pré-carolingienne [...] touche à deux mondes, insulaire et méditerranéen. Par ses moyens d'expression, elle semble être plus proche du premier. Le dessin à la plume, parfois au pinceau, est la technique de base de la miniature, qu'elle soit une représentation figurée, un symbole ou un ornement. Souvent, l'espace entre les lignes est couvert de couleurs, formule qui donne aux objets ainsi représentés et aux lettrines un certain volume ; cependant, sauf dans quelques cas isolés, la couleur n'est pas employée pour créer le modelé ».

Enluminure mérovingienne
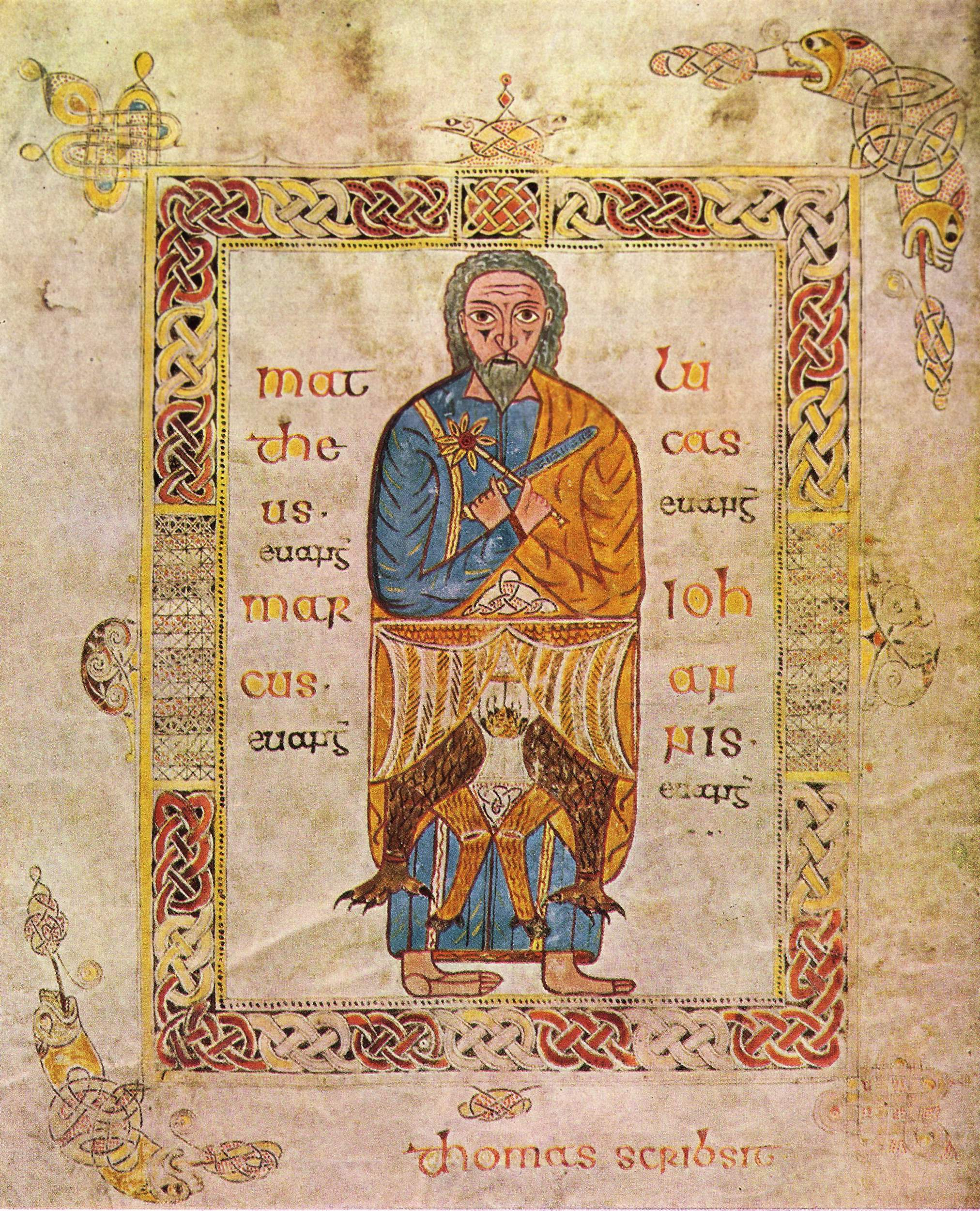
Tétramorphe dans l'Évangéliaire de Trèves, bibliothèque de la cathédrale de Trèves.
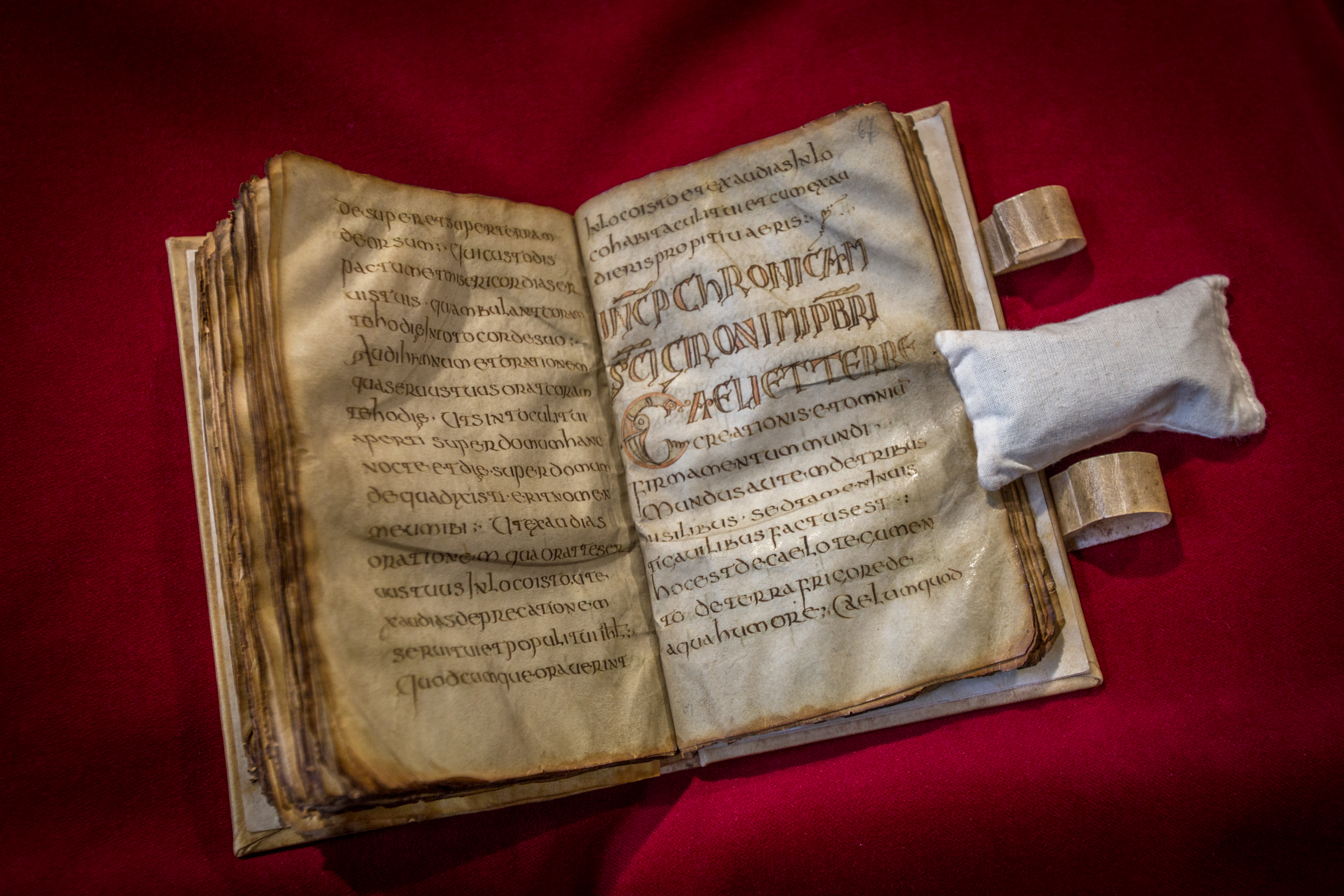
Lectionnaire mérovingien (VIIe siècle), bibliothèque humaniste de Sélestat.

### Culture carolingienne (VIIIe–Xesiècles)
La culture carolingienne est issue en premier lieu des initiatives des maires du palais pippinides lors du VIIe siècle. Ce mouvement est amplifié par leurs successeurs et Charlemagne entreprend en plus de concentrer dans le cœur de l'empire franc des influences de plusieurs cultures issues de nombreux endroits du continent européen : Italie, Espagne et Îles britanniques,.

#### Initiatives culturelles carolingiennes

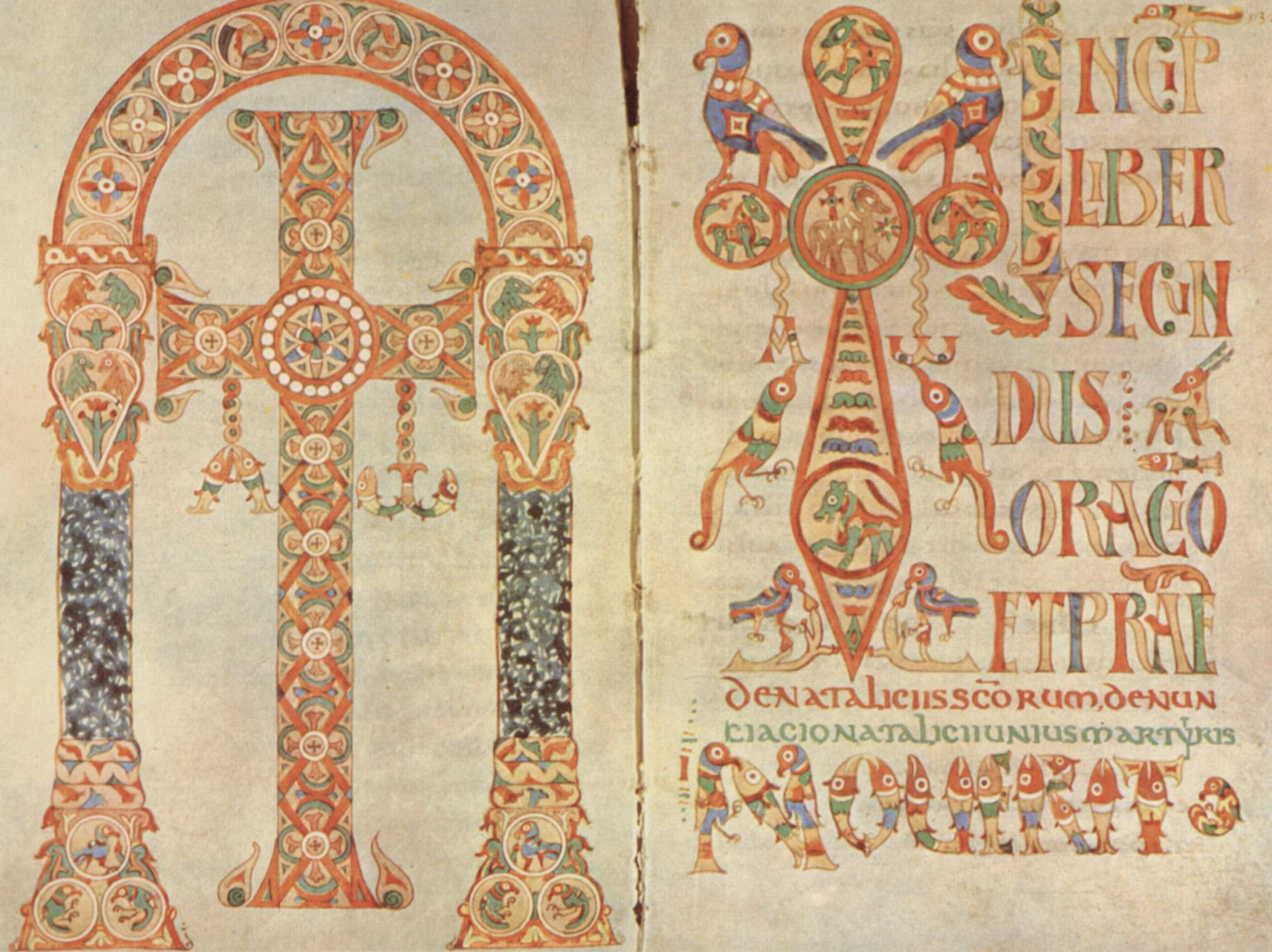
Sacramentaire gélasien, copie de 750, Bibliothèque apostolique du Vatican, Reg. Lat. 316. Folios 131v/132.

L'essentiel des initiatives culturelles des rois carolingiens s'inscrit dans le cadre de la défense et de l'expansion de la chrétienté. Les liens entre les élites franques et le pouvoir de Rome est resserré, en témoignent les nombreux échanges épistolaires conservés entre les papes et les rois carolingiens, dès Charles Martel et ses fils. Ceux-ci accueillent des dignitaires romains et leur octroient des places épiscopales, tout en faisant imiter par les églises de leurs terres la liturgie romaine. Le chant romain est ainsi enseigné dans de nombreux centres religieux et le premier missel, le Sacramentaire gélasien est issu de Rome.

##### L'action des rois carolingiens
Charlemagne maintient cette proximité, se rend à plusieurs reprises à Rome, notamment pour recevoir la couronne impériale en 800. Il fait venir dans ses capitales plusieurs lettrés importants, dont Alcuin, Paulin d'Aquilée ou Paul Diacre, ainsi que des artistes qui influencent fortement les centres de production francs. Le pape Hadrien Ier envoie à Charlemagne la collection canonique Dionysio-Hadriana, qui servira de base au droit canonique des pays francs.

Plan de l'abbaye de Centula, première fondation de Charlemagne à présenter un massif occidental (de).

À l'époque de Charlemagne, une innovation architecturale apparaît, répondant à une évolution de la pratique cultuelle. Les églises nouvelles sont pensées avec un massif occidental élaboré, permettant le déploiement d'une liturgie pascale complexe, et un chœur dédié aux saints et apôtres, avec des espaces de circulation autorisant de multiples processions. Ce schéma devient la norme et se répand au sein de l'espace carolingien. Le massif occidental est à la base des façades harmoniques flanquées de deux tours qui seront présentes dans la majorité des édifices romans et gothiques.
Enfin, Charlemagne promeut un rétablissement de la discipline et de l'instruction du clergé, de manière plus accentuée que son père, à la fois dans un souci pastoral qu'administratif, pour disposer d'un personnel compétent pour rédiger lois et instructions.
Il rassemble autour de lui une cour de lettrés dont une grande partie n'est pas issu du monde franc mais d'aires culturelles étrangères. La bibliothèque d'Aix-la-Chapelle s'enrichit de nombreux classiques latins, qui reprennent une place éminente dans l'étude au sein du centre politique carolingien. Il s'y réunit des ouvrages de Salluste, Cicéron, Claudien, Lucain, Stace, Térence, Juvénal, Martial et Tibulle, à côté de nombreux traités de patristiques ou d'ouvrages liturgiques.

##### L'apport des cultures étrangères
L'essor intellectuel du début de la période carolingienne ne provient pas d'une volonté politique, les rois ayant essentiellement insisté sur la constitution d'un clergé formé pour porter le peuple vers Dieu. Mais ce premier but a abouti à une renaissance plus large de la culture, visible au travers d'une production littéraire inédite du milieu du VIIIe siècle à la fin du IXe. « Ce renouveau n'est pas né brusquement dès l'avènement de Charlemagne. Il a été préparé et devancé par des renaissances intellectuelles, en Espagne, dans les îles britanniques et en Italie. Il a été aidé alors par l'arrivée des étrangers en Francia ».
Les lettrés venus d'Italie revivifient l'étude du latin et des lettres classiques dès les années 770. Les savants italiens les plus notables à résider auprès des élites carolingiennes sont Pierre de Pise, Paul Diacre, Paulin et Fardulf.
Durant le règne de Charlemagne, de nombreux érudits espagnols viennent à la cour ou plus largement dans le monde franc. L'influence de la pensée des élites espagnole se voit dans les remous provoqués dans le royaume carolingien par l'hérésie adoptianiste venue d'Espagne et portée par Élipand de Tolède et Félix d'Urgel. Condamnée par le concile de Francfort en 794, elle est un signe de l'influence des milieux religieux espagnols au sein du monde franc. Cette influence est également portée par de grands personnages dont Théodulf, Claude de Turin, Agobard, Benoit d'Aniane ou Prudence de Troyes, qui témoigne de la présence des traditions wisigothiques dans le monde franc,.

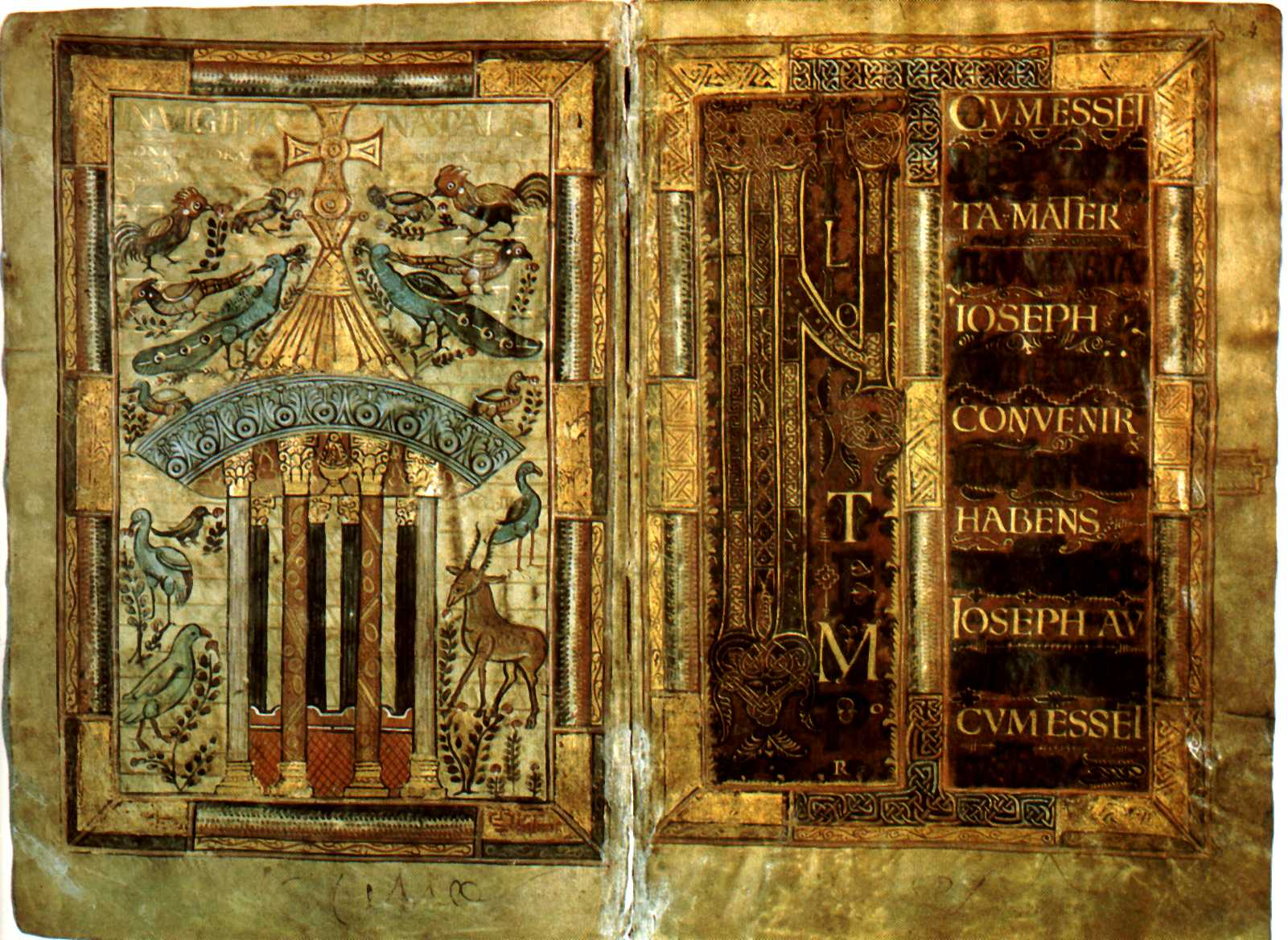
Peinture de Godescale dans l'évangéliaire de Charlemagne. 781-783, BNF.

Plusieurs savants anglo-saxons ont contribué à restaurer l'église franque au VIIIe siècle. Les premiers d'entre eux sont Willibrord et Boniface, et celui qui a l'aura la plus importante sous Charlemagne est Alcuin. Les monastères et évêchés des îles britanniques ont également fortement alimentés en ouvrages d'auteurs antiques les bibliothèques carolingiennes, tout comme de nombreux scribes anglais ou irlandais sont venus des îles pour renforcer ou former du personnel des scriptoria franques. La venue de moines irlandais et anglais dans l'aire culturelle franque est continue et se renforce encore après le partage de 843, leur rôle dans la copie d'ouvrage ou la production littéraire religieuse étant majeur. La personnalité emblématique de cette influence du IXe siècle est Jean Scot, qui maîtrisant le grec entreprend des traductions et rectifications de textes auprès de Charles le Chauve entre 850 et 870. Cette influence se fait également sentir dans le domaine de la peinture, avec tout à la fois la transmission de modèles antiques et des formes caractéristiques de l'art d'outre-Manche.

##### Géographie des centres culturels

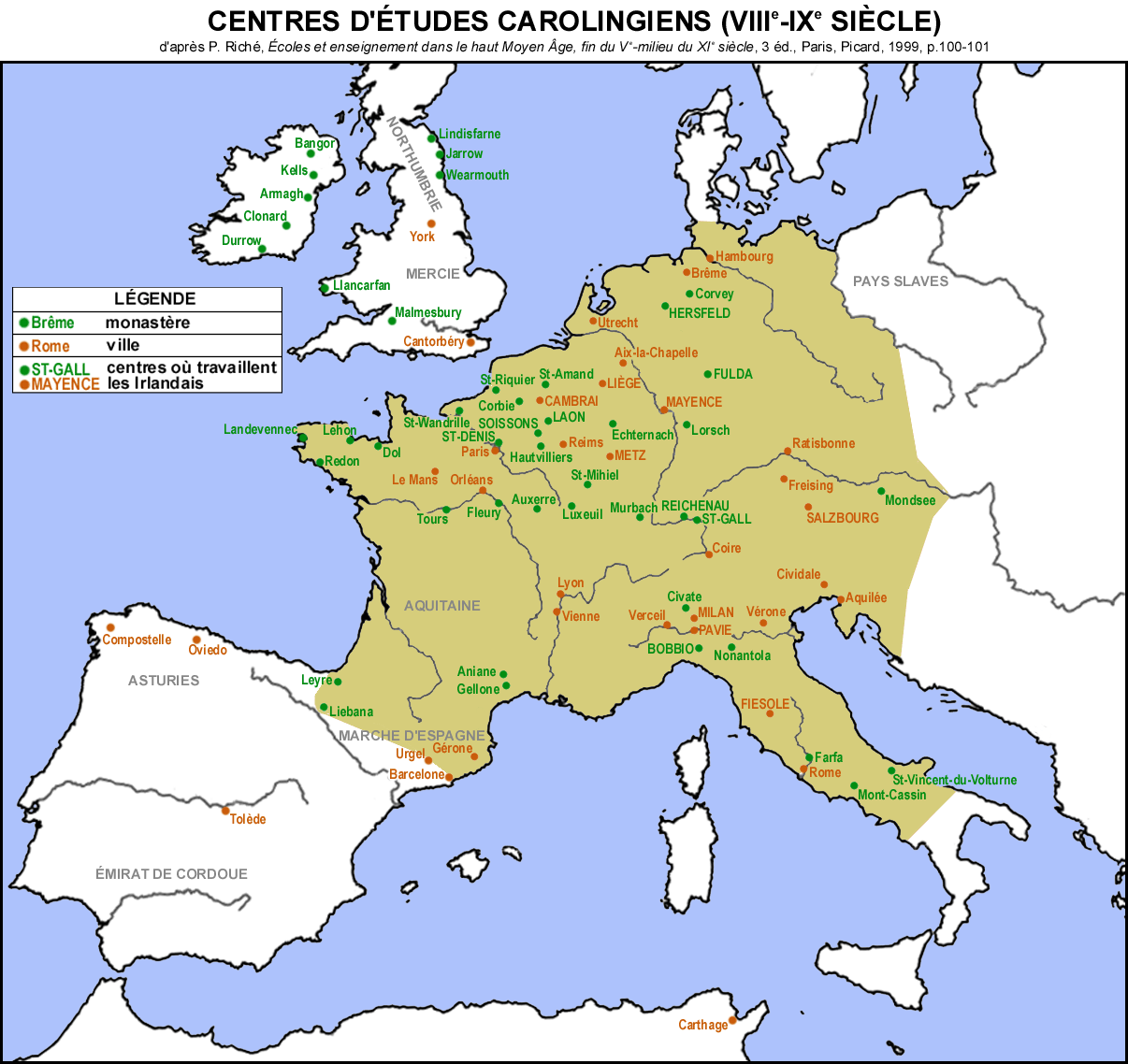
Centres d'études carolingiens,.

À cette époque, la lente évolution de la migration des centres culturels dans l'ancienne Gaule du sud vers le nord est achevé. Sous les Carolingiens, les principaux centres de recherches théologiques, littéraires, philosophiques ou artistiques sont situés dans le cœur de l'empire franc. Il s'agit des régions du nord, du centre et de l'est de la France actuelle, ainsi que des espaces germaniques du monde franc. Les limites de cette aire culturelle sont Tours à l'ouest, Lyon au sud, Fulda ou Reicheneau à l'est. Le sud actuel de la France ne présente pas de lieu de culture notable, à l'exception de quelques abbayes de Septimanie telles Maguelonne, Aniane, Gellone et Psalmody.
Les principaux centres de culture au nord de la Gaule sont les abbayes de Saint-Amand avec le poète et musicien Hucbald, Saint-Riquier avec le poète gendre de Charlemagne Angilbert et Corbie qui connaît des lettrés importants tels Maudramme ou Adalhard et des théologiens notables tels Paschase Radbert et Ratramne.

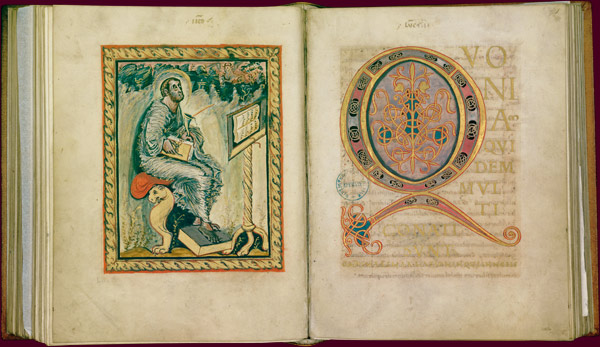
Évangiles d'Ebbon : Saint Luc et grande initiale Q marquant le début de son Évangile. Hautvillers, deuxième quart du IXe siècle. Épernay, Bibliothèque municipale, ms. 1 fol. 90v-91.

Au nord-est, les centres d'études les plus importants sont les sièges des évêchés de Reims et Laon. Le scriptorium de Reims, notamment sous la direction de l'abbé Ebbon ou de l'archevêque Hincmar de Reims produit un certain nombre de plus beaux exemples d'enluminures carolingiennes avec un style qui lui est propre, qui influencent fortement la production occidentale. À Laon, le centre d'étude, qui produit également de nombreux manuscrits enluminés, officient de nombreux maîtres tels Hincmar de Laon, Bernard, Adelhelm et des écossais.
En Lotharingie, Metz, sous la direction de Chrodegang (mort en 766) est à l'origine de la réforme liturgique de l'empire et met en place une école de chant réputée. Ce centre d'étude produit également des ouvrages prestigieux dont le sacramentaire de Drogon. L'abbaye Saint-Michel de Saint-Mihiel est célèbre pour la rédaction d'un manuel de gouvernement, le Miroir du prince de l'irlandais Smaragde.
Autour de Paris deux abbayes concentrent les savants et scriptoria les plus importantes : Saint-Denis et Saint-Germain-des-Prés. Proche du pouvoir politique, Saint-Denis produit plusieurs manuscrits de luxe et possède une vaste bibliothèque. Saint-Germain-des-Prés connaît des lettrés tels Usuard ou le poète Abbon.
Dans le centre-est de l'actuelle France, l'abbaye de Ferrières a une tradition d'étude sérieuse avec l'abbé Loup, grammairien, exégète et théologien, élève de Raban Maur et, parmi ses élèves, Hérix d'Auxerre. Auxerre justement développe deux écoles, celle de l'épiscopat et l'école monastique de Saint-Germain. Muretach, Haymon, Héric puis Rémi s'y succèdent et travaillent sur les textes sacrés mais aussi des auteurs de l'antiquité tardive. Lyon est également un centre d'étude important, avec une école de lecteur et de chantres. Les grands noms de ce centre culturel sont Leidrade, Agobard, Amolon et Rémi, mais surtout le diacre Florus, « un des plus grands savants de son époque : on conserve quarante-deux manuscrits annotés de sa main dans les domaines du droit, de la liturgie, de l'exégèse et de la patristique ».
L'espace culturel de cette époque ne correspond pas à la France actuelle et s'étend alors commun aux actuels Benelux, Allemagne et Suisse avec comme lieu culturel important l'évêché de Liège ou d'Utrecht, et les abbayes majeures de Fulda, Saint-Gall et Reichenau.

#### Structures de la culture carolingienne

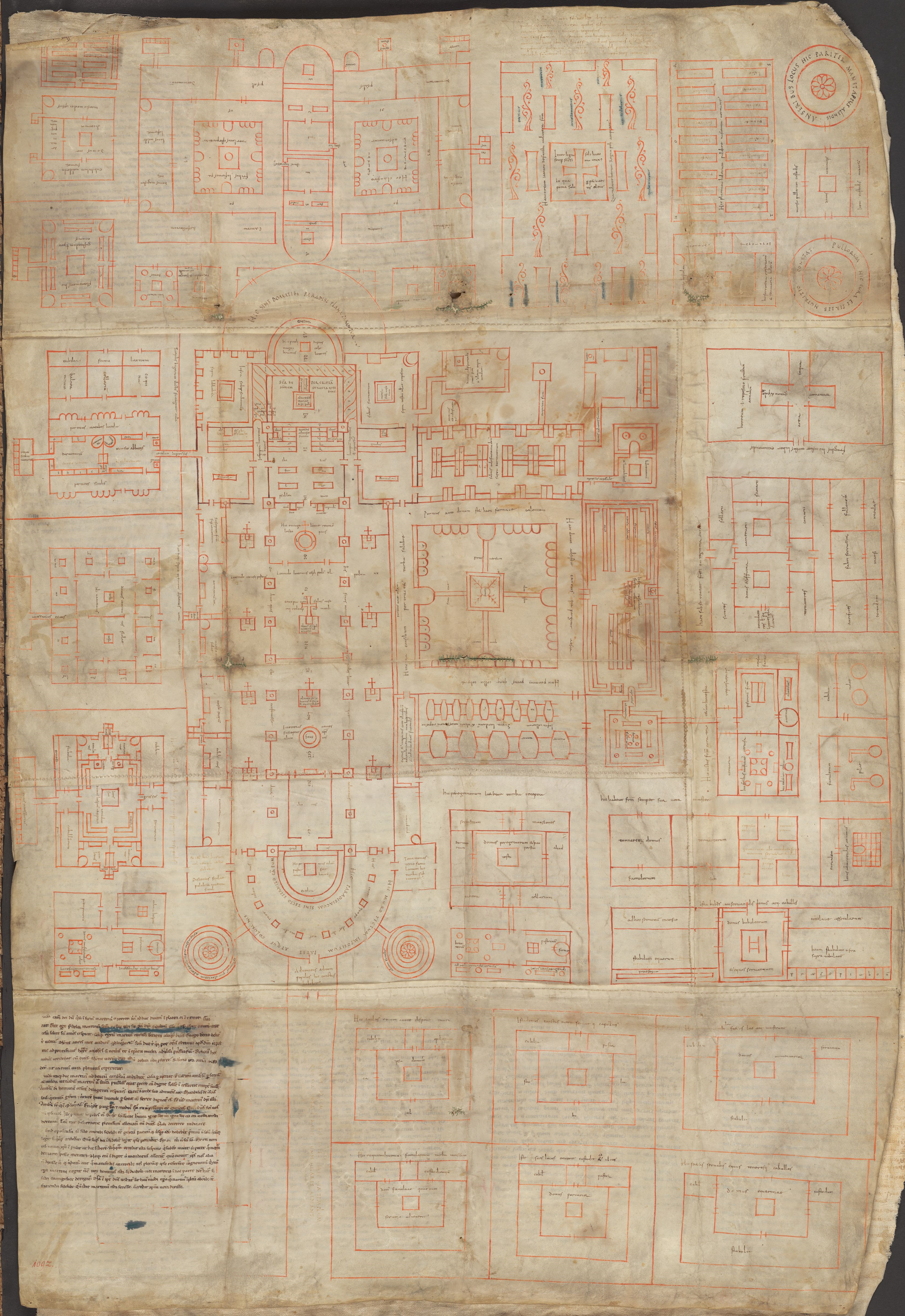
Plan de l'abbaye de Saint-Gall, haut lieu culturel carolingien, IXe siècle, Stiftsbibliothek Sankt Gallen.

Les connaissances que l'on a de la culture des Francs à cette époque est, comme pour les époques précédentes, limitées à une petite élite. Et celle-ci n'est pas un milieu homogène et stable. Les îlots de culture que l'on peut entrevoir sont essentiellement liés à un maître prestigieux qui réunit à un endroit une bibliothèque, des élèves et des compagnons. Mais ces lieux ne perdurent pas au départ ou au décès de leur initiateur. Ainsi, l'école de Fulda rayonne sous la direction de Raban Maur, et décline après lui, ou celle de Laon qui s'efface à la fin du IXe siècle. Le seul centre d'étude qui présente une réelle continuité à travers l'ensemble de la période carolingienne est le monastère de Saint-Gall.
Une des caractéristiques de la culture carolingienne est l'interdépendance des différents centres d'études. Les lettrés et érudits se déplacent, discutent et font voyager les textes et idées. Il y a véritablement une grande unité culturelle du monde franc, même si des nuances existent sur le plan intellectuel ou artistique.

##### La culture écrite
L'apport central des savants carolingiens sont l'étude et la transmission de l'écriture et de la grammaire latine. La volonté de lire et comprendre les textes hérités de l'antiquité, surtout les écrits religieux, ont poussé les lettrés et les princes à développer l'enseignement d'une écriture plus aisée à tracer, la minuscule caroline et de la grammaire latine, qui permet la pleine compréhension des textes sacrés et profanes.
Les textes et l'écrit, qui ont une importance énorme en tant qu'accès au savoir des anciens, se retrouvent dans le soin et la somptuosité mise dans les livres, enluminés, ornés de plaques de métal précieux ou d'ivoire, et quelquefois de gemmes. La culture carolingienne est également celle qui met en place de nombreux lieux de copies au sein de centres épiscopaux, royaux, d'abbayes ou de monastères ; et des bibliothèques qui pour beaucoup traverseront les époques. L'étude de la grammaire se développe, à la fois au travers de la création de textes d'aide à l'apprentissage de cet art, mais également avec un souci de retrouver un latin le plus correct possible.
Les lettrés de l'époque connaissent les arts libéraux antiques, notamment au travers de la lecture des textes de Martianus Capella ou de Boèce, mais ils ne les étudient et les pratiquent qu'assez peu. Grammaire et rhétorique, pas toujours bien distinguées l'une de l'autre, sont enseignées pour leur utilité ecclésiale mais la dialectique, même si son statut de couronnement du trivium est célébré, est très peu utilisée. Seul Jean Scot, notamment pour répondre aux théories de Gottschalk l'emploie. Quant aux disciplines du quadrivium, elles sont à peine travaillées à cette époque.
Les savants de l'époque franque ont de faibles connaissances en médecine, et ne l'envisagent pas comme une science expérimentale. Les médecins sont des lecteurs de textes antiques, essentiellement issus des écrits de Cassiodore.
L'ambition des savants et érudits de cette époque n'est jamais de construire une œuvre originale, de parcourir de nouveaux horizons intellectuels mais de comprendre au mieux les textes des anciens, et surtout la bible, pour être fidèle à leurs messages et à leur savoir. Il n'existe pas à cette époque de travail intellectuel novateur, posant les bases de nouvelles réflexions sur la religion ou le monde. La grammaire, la rhétorique, toutes les études savantes servent pour connaître Dieu. C'est pour cette raison qu'il y a si peu à cette époque de textes proprement théologiques, mais seulement des gloses de textes anciens.

##### Les arts sous les Carolingiens
Sous les Carolingiens, l'art franc sous toutes ses formes se place dans la continuité directe de l'héritage mérovingien, et donc antique ; mais également sous l'influence de courants artistiques issus d'autres aires culturelles, anglo-saxonne, italienne ou byzantine. La culture franque ne connaît pas de style unifié, chaque atelier établissant son corpus de formes et de techniques. Au sein de cette diversité, une tendance de fond menant à la mise au premier plan des figures humaines se relève dans l'ensemble des aires culturelles franques. Là où à l'origine, seuls les portraits des évangélistes illustraient un texte, une multitude d'images nouvelles apparaissent, chargées d'un message doctrinal de plus en plus net. « L'époque carolingienne prépare ainsi l'essor des compositions iconographiques savantes futures ».

###### L'enluminure
L'enluminure, après une période de faible production sous les mérovingiens, devient un art majeur sous les carolingiens. Les décors sont marqués par les motifs zoomorphes et l'imitation des formes d'orfèvrerie. Les thèmes exploités sont fortement chargés en symboliques, que ce soit la croix, le cerf ou la colombe représentant le fidèle, l'aigle pour l'esprit saint ou le poisson associé au Christ. Sous la nouvelle dynastie, l'importance de la figure humaine et du naturalisme à l'antique s'accroît. Apparaît également l'usage de l'initiale historiée avec le sacramentaire commandité par Drogon au milieu du IXe siècle, et qui connaît un essor considérable par la suite. L'influence irlandaise transparaît dans plusieurs travaux d'enluminures avec un rejet quasi total des figures humaines pour déployer des spirales, des entrelacs, des formes zoomorphes ou végétales, avec des couleurs disposées uniquement en à-plat ; un exemple typique de cette tendance étant la seconde bible de Charles le Chauve réalisée entre 871 et 877.

Enluminure mérovingienne
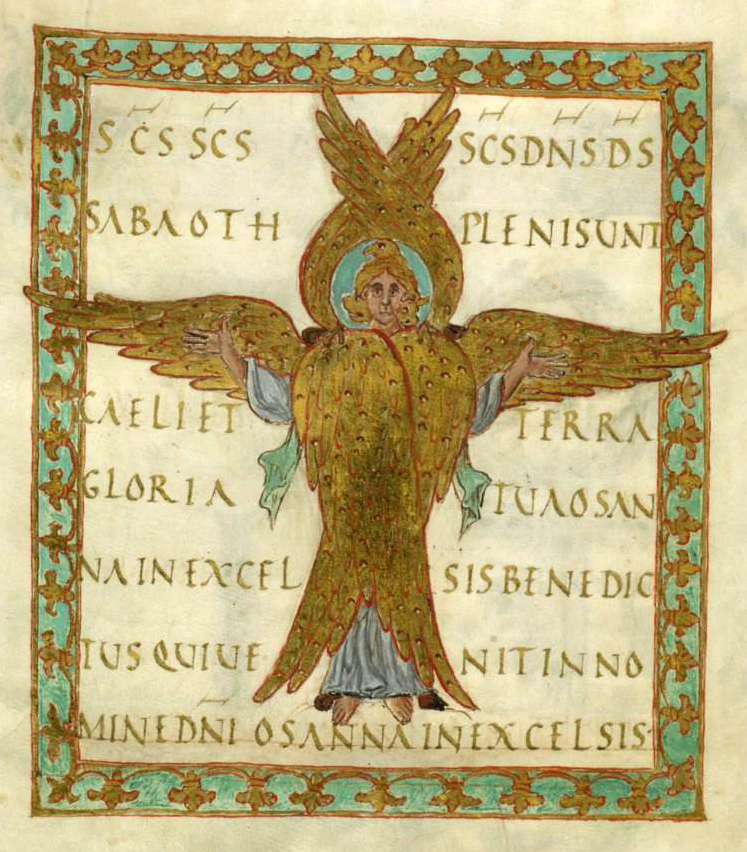
Initiale historié du quinzième folio du Sacramentaire de Drogon. BNF.
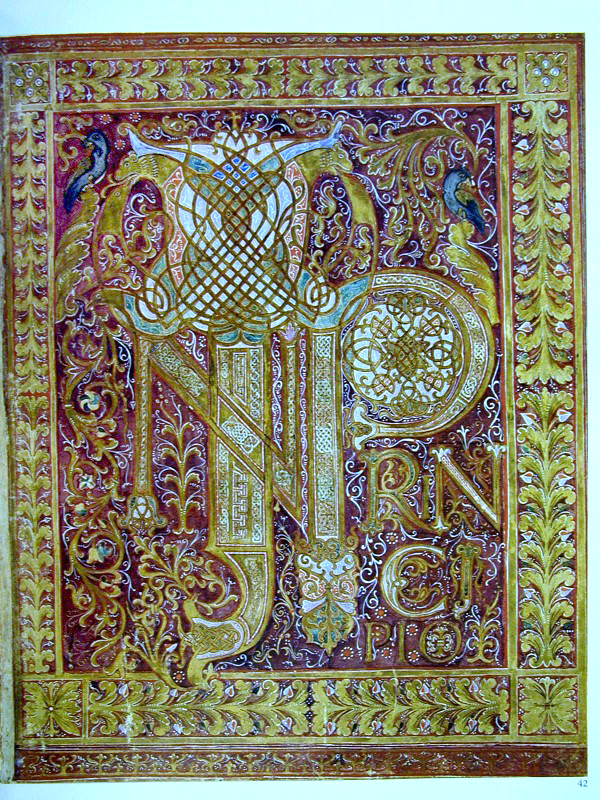
L'incipit du Livre de la Genèse de la Bible de Saint-Paul-hors-les-Murs. Rome.
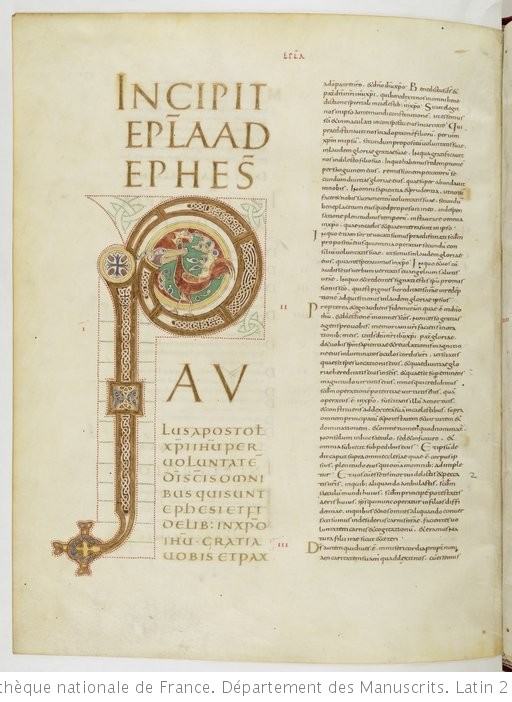
Incipit du folio 430v de la seconde bible de Charles le Chauve. BNF.

###### L'orfèvrerie et la sculpture sur ivoire
L'orfèvrerie connaît à partir de Charlemagne un essor important dans la quantité et la qualité de sa production. Tournée essentiellement vers l'art sacré, il produit à cette époque des pièces d'une très haute technicité. De nombreux travailleurs du métal précieux n'hésitent pas ainsi à unir dans une seule création des procédés éloignés les uns des autres tels le sertissage, le cloisonné ou le repoussé. De même, les commanditaires n'hésitent pas à accumuler sur les objets liturgiques des richesses exceptionnelles, qu'ils concentrent pour orner l'ensemble des objets entourant l'autel des fondations religieuses les plus importantes. Parallèlement à l'enluminure, la sculpture sur ivoire renaît sous Charlemagne. Très liée au domaine du livre, sa production est presque exclusivement destinée à la reliure, ce qui explique que l'iconographie gravée dessus soit intimement liée à l'enluminure. La tradition de la sculpture sur ivoire antique ayant été perdue sous les Mérovingiens, un retour aux sources s'est opéré, qui explique que les formes employées soient fondamentalement issues des auteurs anciens.

Orfèvrerie carolingienne
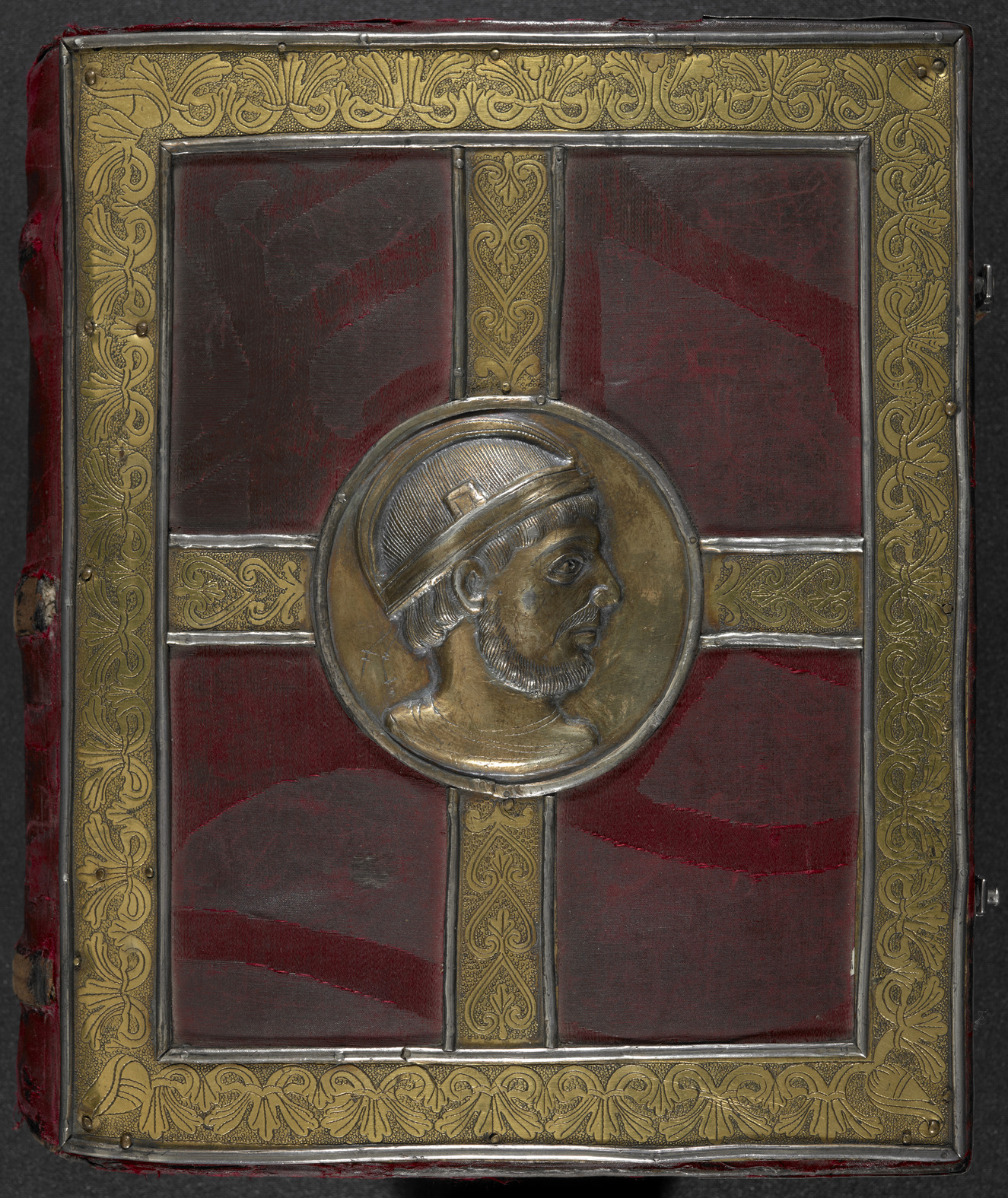
Psautier de Lothaire. British Library.
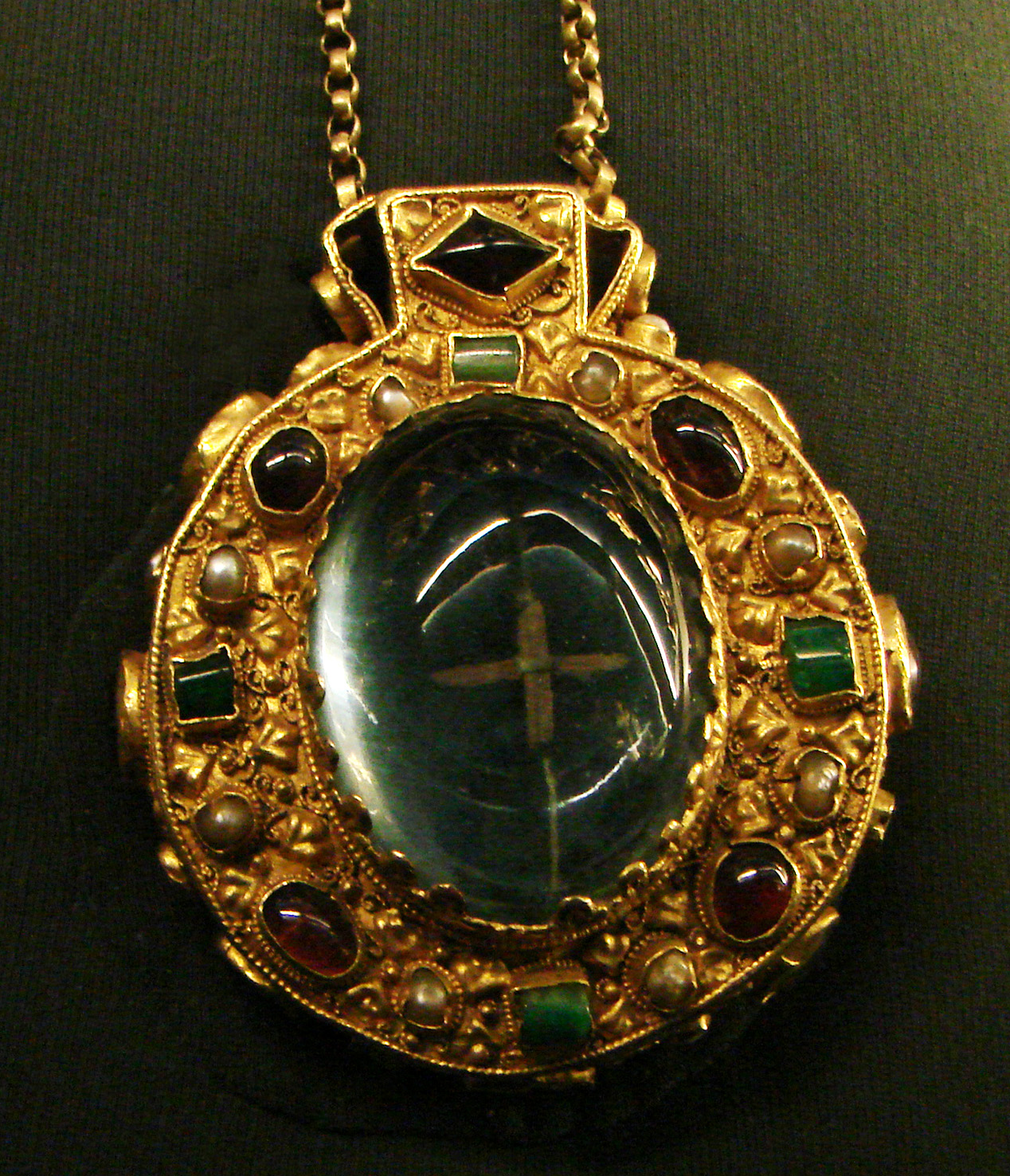
Talisman de Charlemagne, pendentif-reliquaire, IXe siècle, palais du Tau
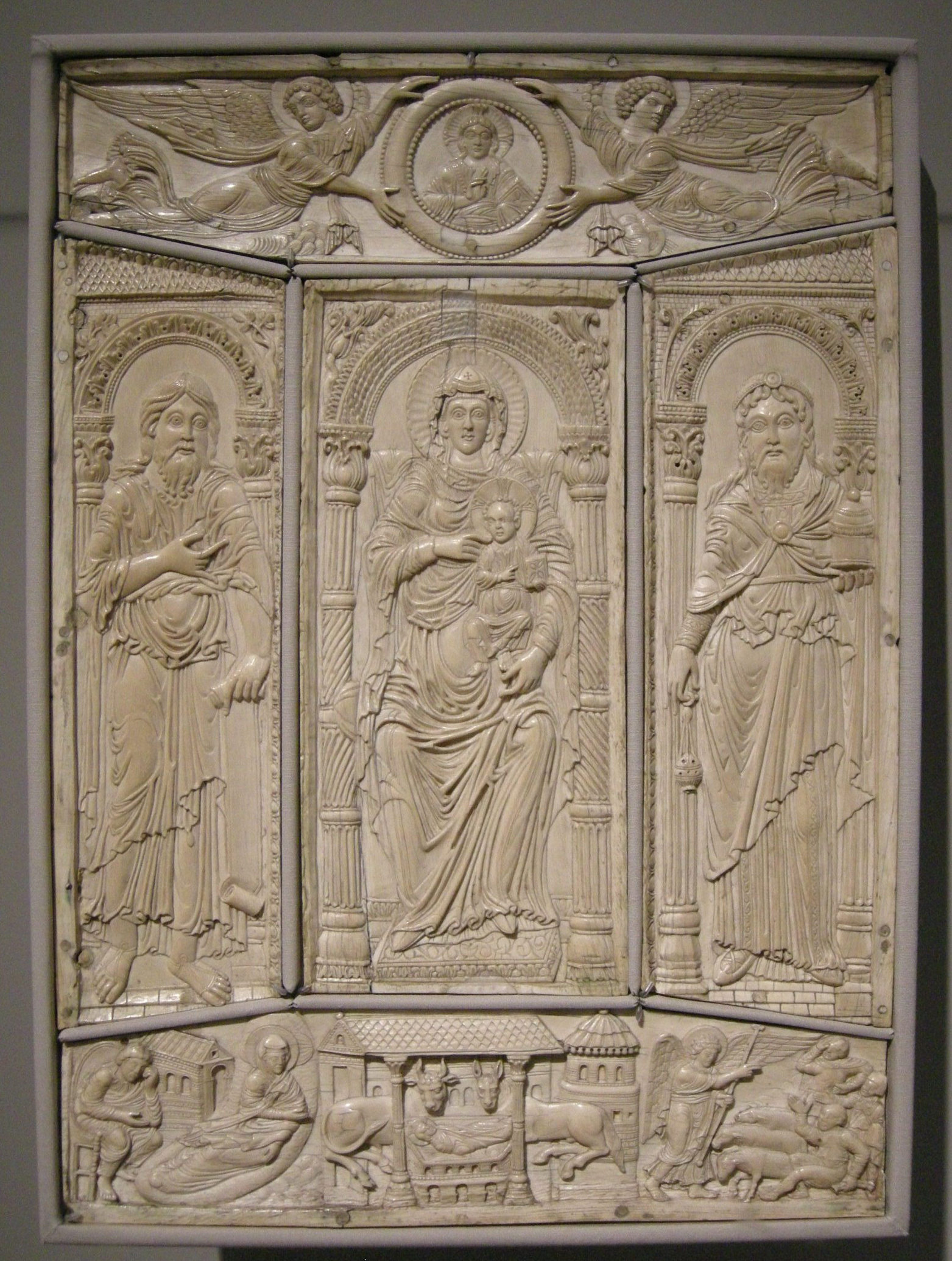
Plaque d'ivoire de la couverture de l'Évangéliaire de Lorsch. vers 810.

###### L'architecture et la sculpture
L'architecture de l'aire culturelle franque se caractérise par trois éléments : l'esprit de grandeur, le retour à une structure basilicale et l'agencement recherché d'un nombre croissant d'éléments architecturaux. Mais cette vision est partielle ; la plupart des édifices bâtis à cette période n'existent plus et leur compréhension repose donc sur les éléments archéologiques et les sources écrites contemporaines.
La volonté de grandeur pour les édifices religieux se retrouve essentiellement dans les constructions voulues par les rois et leurs proches, en Austrasie et Neustrie. La volonté d'une imitation de l'Antiquité trouve également son origine au cœur du pouvoir franc, avec comme modèle les basiliques de la Rome antique tardive. Les nouveautés par rapport à ce modèle initial sont l'invention d'une façade monumentale et la recherche d'un équilibre entre « le mouvement horizontal engendré par la structure basilicale et la stabilité de la forme propre aux masses étagées du chevet et de la façade ». Par ailleurs, une autre nouveauté apparaît à cette époque, répondant au besoin de faire circuler les pèlerins et visiteurs venus se recueillir devant la tombe du saint fondateur de l'édifice sans perturber la vie de la communauté locale, ecclésiale ou monastique. Des déambulatoires apparaissent donc, en premier lieu modestes et destinés à circuler au sein des cryptes où reposent les saints vénérés (tel à Auxerre ou Flavigny-sur-Ozerain), puis de véritables espaces organisés arrondis autour du chœur, le saint fondateur reposant souvent sous le maître-autel (comme à Clermont-Ferrand ou Saint-Maurice-d'Agaune).
Le décor sculpté, quant à lui, répond fortement à cette époque aux normes classiques de l'architecture, et est influencé par le monde méditerranéen et reprend pour l'essentiel les modèles antiques, sans figuration. À cette tendance de fond s'ajoute, pour les réalisations dans l'espace alpin, l'emploi de stuc peint. Les premières sculptures d'églises figuratives, encore modestes, ne datent que du Xe siècle, mais la sculpture romane ne se déploie réellement qu'après l'an mil.

## La société féodale (XIe–XIIIesiècle)
Pour un article plus général, voir Moyen Âge central.

### Sources et problématiques
L'étude des structures culturelles de la période comprise entre l'an mil et la fin des Capétiens est toujours fortement contrainte à une fraction très minoritaire de la société, les élites ; les sources permettant des analyses et synthèses solides pour l'immense majorité pauvres et rurales de la société restant trop parcellaires. L'histoire culturelle de cette période reste donc, comme pour les périodes précédentes, celles des clercs et d'une fraction de l'aristocratie. Par ailleurs, la langue qui porte cette culture est encore très majoritairement le latin, les quelques textes en langue vulgaire de cette période ne permettant pas d'avoir une vision de ce que pouvait être la culture en langue commune.

#### Documentation disponible
L'histoire culturelle de la période féodale (XIe – XIIIe siècles) souffre des sources documentaires disponibles, textes religieux, documents juridiques et administratifs, qui excluent quasiment totalement ce qui constitue le mode normal de transmission de la culture pour la population de cette époque : l'oralité. Les traces permettant de saisir la culture orale de tous les jours, mais également la réceptions par la population des constructions culturelles construites par les élites manquent cruellement à l'historien, qui doit se contenter d'éléments épars et indirects, et être très prudents sur les conclusions à apporter. Les retranscriptions des cultures orales n'existent qu'à la fin du Moyen Âge.

#### Approche théorique
Dans l'étude de la culture du Moyen Âge féodal, un certain nombre de contraintes s'imposent à l'historien, qui doit admettre que des aspects de son champ d'étude lui resteront plus ou moins fermés.
Même si cette période connaît un développement des structures d'enseignement, le savoir écrit reste l'apanage d'une infime minorité, et la culture littéraire à laquelle nous avons accès ne peut donc représenter correctement la culture globale de la société. La déformation inévitable entre ce qui a été rédigé par quelques-uns et le vécu de l'ensemble de la population impose une grande prudence dans l'analyse de la culture française de cette période.
L'étude de la culture des femmes sur cette période est d'autant plus délicate. Les textes issus d'une femme sont rarissimes et les discours dont disposent les chercheurs est non seulement masculin, mais également façonné quasi exclusivement par des clercs. Il les exclue de toute instruction, même pour les femmes de l'élite aristocratique, et savoir ce qu'elle pensent ou ce qu'elles ont comme pratique culturelle est très difficile.

### Les lieux de culture
Les lieux de culture évoluent fortement durant les trois siècles du milieu du Moyen Âge. Les lieux d'enseignement quittent progressivement les monastères pour s'insérer pleinement dans les villes, et les maîtres évoluent. S'ils sont encore théoriquement des clercs, leur insertion dans la vie profane se développe et prend le dessus sur leurs origines cléricales. Les lieux de culture française dont on a des traces se situent dans les cours des élites aristocratiques, qui exportent la culture française notamment via la langue, en dehors du territoire du royaume de France.

#### Les écoles
Au XIe siècle, les écoles issues des fondations carolingiennes produisent très peu de textes, et sont donc très mal connues. Les traces d'influence perçues ont systématiquement pour origine les écrits d'un maître prestigieux, tel l'abbaye du Bec avec Lanfranc de Pavie et Anselme du Bec.
Durant cette époque, les écoles monastiques se ferment en restreignant le nombre d'oblats autorisés à y suivre un enseignement. Certains monastères exigent un âge minimum, et une instruction minimale pour être autorisé à y entrer en tant qu'écolier. Dans le même temps, les travaux intellectuels des maîtres de ces monastères se restreignent, se limitant à des recherches individuelles. La production écrite des monastères se replie lentement vers les textes rédigés pour leurs propres besoins, sermons, histoire de leur monastère, lettres spirituelles et de moins en moins en direction du monde extérieur.
Au XIIe siècle, si les écoles monastiques poursuivent leur repli et la limitation du nombre de leurs élèves, les différentes écoles urbaines, au contraire, se développent. Durant les XIIe et XIIIe siècles, les écoles cathédrales se maintiennent. Les écoles canoniales, issues d'anciennes collégiales urbaines ou de nouveaux ordres enseignants, croissent en nombre et en importance. Enfin, de rares mais souvent notables écoles « privées » autorisées apparaissent, dont celle d'Abélard à Paris.
Les écoles canoniales connaissent un développement important grâce à l'action de réforme portées par les ordres prémontrés et victorins. Ce dernier est le plus influent, né autour de Guillaume de Champeaux et de l'abbaye Saint-Victor, il produit une méthode et des textes majeurs. Il renouvelle une forte exigence de la maîtrise des sciences du langage (grammaire et dialectique) et de l'histoire pour comprendre les sciences religieuses, exégèse et théologie. Le mouvement victorin essaime au sein de nombreux groupes canoniaux dans l'aire culturelle française.
Le nombre d'élèves s'accroissant rapidement, les écolâtres des écoles cathédrales et canoniales ne peuvent progressivement plus assurer l'ensemble de l'enseignement et ils multiplient le nombre de « maîtres agrégés », recevant la licentia docendi, l'autorisation d'enseignement. Les conditions d'obtention de ce grade sont floues au XIIe siècle. La papauté encourage leur développement, établit la gratuité de leurs cours et fixe pour eux une prébende. Le réseau scolaire est disparate, de nombreux maîtres n'enseignant que quelques savoirs, conduisant nombre d'élèves à devoir voyager d'une ville à l'autre pour compléter leur éducation. Cela génère à cette époque un milieu de clercs mobiles, vagants, dénommés des « goliards », qui écrivent des poésies mêlant critique de l'ordre social, exaltation de l'amour et de la bonne vie.

#### Les universités

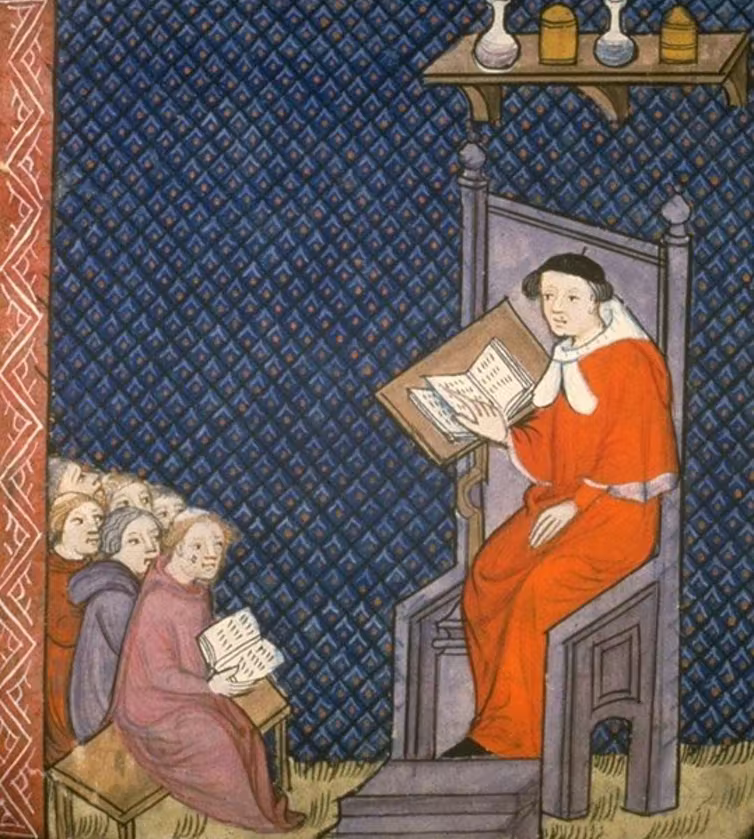
Miniature représentant un cours à la faculté de médecine de Paris dans l'ouvrage Livre des propriétés des choses de Barthélemy l'Anglais, BNF, Paris, département des Manuscrits, Français 216, fol. 43.

L'accroissement du nombre de maîtres se réalise sans qu'une organisation ne soit prévue pour eux, et ils finissent par s'organiser par eux-mêmes. La première association de maîtres est officialisée en 1200 par l'octroi d'une charte par Philippe Auguste, et sa structuration est globalement achevée au milieu du XIIIe siècle. Dominant intellectuellement le nord de la France, l'université de Paris affaiblit les écoles provinciale de cette aire culturelle, comme le démontre la rareté des sources issues de ces lieux de savoir à cette époque, en forte diminution par rapport à l'époque antérieure. Le sud de la France possède également deux universités, à Montpellier et Toulouse, cette dernière fondée à la suite de la croisade des albigeois. Ces universités fonctionnent surtout dans le domaine du droit, et de la médecine pour Montpellier.
L'université de Paris est fondamentalement structurée par les maîtres, qui défendent leur autonomie, choisissent les doyens et les recteurs, organisent la hiérarchie de l'enseignement et font respecter les règlements. Les étudiants, très nombreux, n'ont pas de pouvoirs. La faculté des arts prépare aux différents examens et est chapeauté par la faculté de théologie, la plus prestigieuse, même si elle ne contient qu'un dixième des effectifs de l'université. La faculté de théologie de Paris est la seule en occident avec celle d'Oxford, et c'est en son sein que sont réalisées les plus grandes œuvres théologiques de l'époque, et que les débats les plus importants sur la définition même de la théologie se déroulent. Parmi les grands penseurs formés en son sein on compte Thomas d'Aquin, Albert le Grand ou Bonaventure.

#### La cour
Alors que durant le XIIe siècle, une culture de cour se crée en Angleterre et Italie, Les principales places lettrés en France sont les cours d'Aquitaine, aux temps d'Aliénor, et de Champagne, avec sa fille Marie de Champagne. De nombreux lettrés sont réunis pour instruire les nobles et les distraire. Ces cours françaises voient se réunir des poètes tels Chrétien de Troyes, Benoît de Sainte-Maure, Wace ou Philippe de Thaon. C'est surtout au XIIIe siècle qu'une cour dotée d'une production culturelle propre entoure le roi de France.

#### La culture française hors du royaume
« Le rayonnement des princes, de la langue et de l'art de vivre français outrepasse les frontières du royaume capétien, car ses limites politiques, longtemps demeurées assez théoriques qui plus est, n'ont rien d'infranchissables, considérées dans le large espace de la Chrétienté occidentale, unifiée par l'interprétation catholique du christianisme latin ». L'espace ibérique tout comme l'italien voient un certain nombre d'hommes et d'éléments culturels français s'insérer en leur sein. En Espagne, de nombreux hommes sont partis comme volontaires ou mercenaires pour combattre les musulmans d'Al-Andalus, les Bourguignons ont été parmi les plus nombreux à émigrer, l'un des exemples les plus influents étant Alphonse-Henri, fils du comte de Bourgogne Henri, qui devient le premier roi du Portugal.
En Italie, la langue française est utilisée et célébrée comme une langue de culture ainsi que de commerce. Dante Alighieri tenait cette langue en haute estime, Marco Polo a fait rédiger par Rusticiano de Pise la première version de son Livre des Merveilles en français, tout comme la première histoire de Venise par Martino de Canal. Rusticiano de Pise rédige également des récits arthuriens en français pour un lectorat italien. Trois éléments expliquent cette implantation du français en Italie et dans le monde méditerranéen. Elle est utilisée comme langue commune par beaucoup de marchands du versant oriental de la Méditerranée, de nombreux marchands au long cours ont comme client final des princes du nord de la France, via les foires de Champagne et le prestige de l'université de Paris attire de nombreux lettrés qui sont obligés d'apprendre le français pour vivre à Paris.

### La culture ecclésiastique
La culture cléricale est durant les trois siècles centraux du Moyen Âge largement issue des principes augustiniens établis dans le De doctrina Christiana (en) et mis en application aux temps carolingiens. Cette culture s'enrichit de nombreux apports de nouvelles sources antiques, mais qui sont systématiquement réinterprétées dans une optique chrétienne. Une littérature cléricale apparaît durant ces trois siècles, issue du milieu des écoles en plein essor, mais s'engageant progressivement vers des thèmes et un public laïcs, en commençant à écrire en langue vernaculaire au XIIIe siècle. La théologie, conçue comme discipline dominant les champs du savoir, est une culture réservée à une petite élite, mais disposant d'un prestige intellectuel incontesté.

#### La culture classique et les arts libéraux

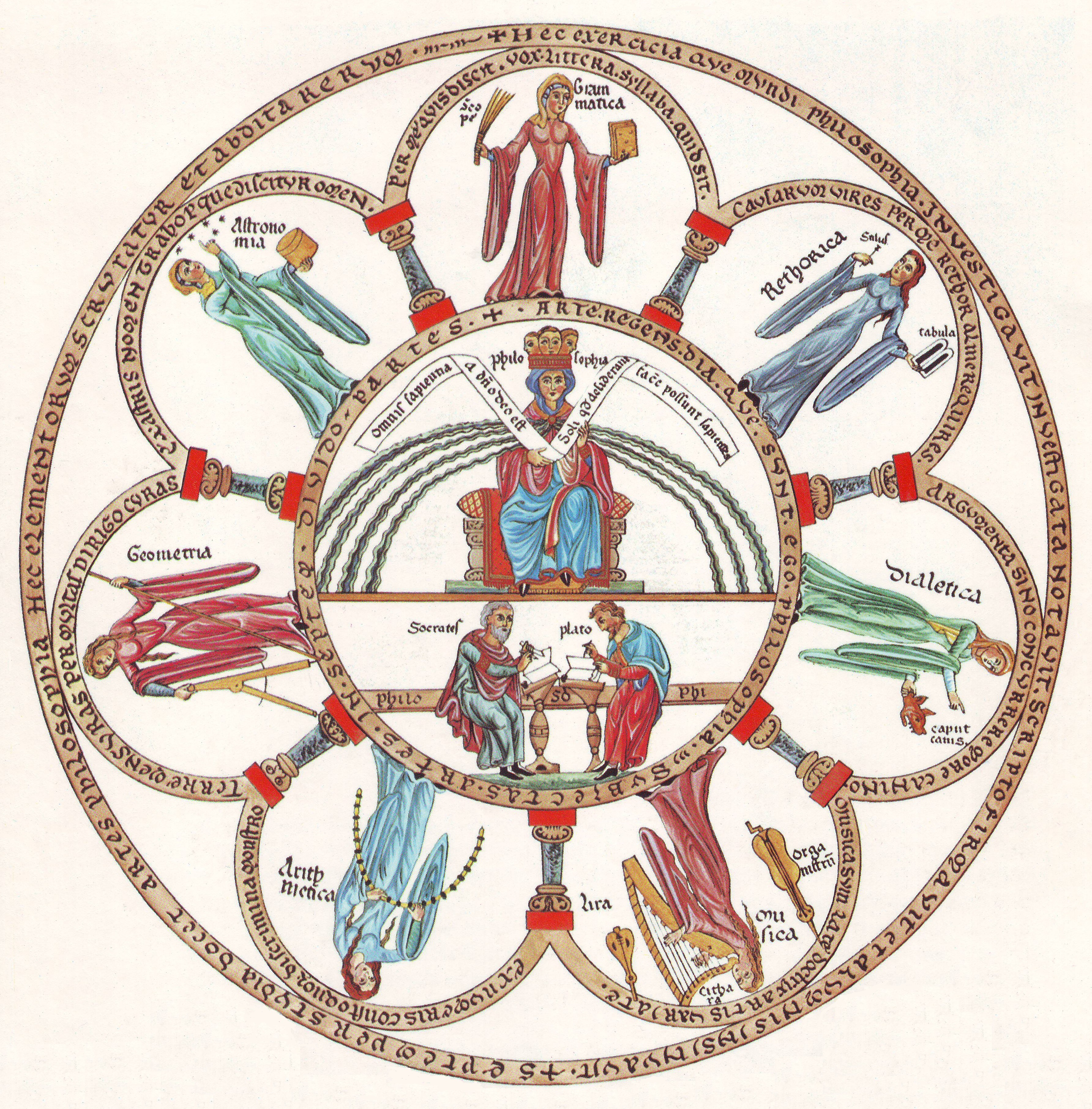
Les sept arts libéraux, enluminure de Herrade dite de Landsberg, copie de l'Hortus deliciarum, XIIe siècle.

La culture cléricale est durant les trois siècles centraux du Moyen Âge largement issue des principes augustiniens établis dans le De doctrina christiana et mis en application aux temps carolingiens. Cette culture s'enrichit de nombreux apports de nouvelles sources antiques, mais qui sont systématiquement réinterprétées dans une optique chrétienne
Les enseignements au sein des écoles et des universités sont toujours calqués sur les classiques trivium et quadrivium, même si dans les faits, les maîtres sont libres d'enseigner ce qu'ils jugent bon et que c'est le trivium qui occupe une place prépondérante. La discipline reine reste la grammaire, permettant de maîtriser le latin, langue de culture par excellence et ouvrant l'accès aux textes sacrés. Son apprentissage se fait à l'aide de nombreux textes issus de l'antiquité, mais plus par fragments que dans le cadre d'une étude réelle du texte lui-même. La grammaire ouvre la voie à la dialectique, ou logique. Peu étudiée auparavant, elle devient un élément d'enseignement majeur à partir du XIIe siècle à la fois avec de nouvelles traductions de textes de logiques antiques venus des zones de contact avec les arabes en Espagne, Italie ou Sicile, ou de textes grecs retraduits. Le développement de la logique fait évoluer d'autres champs culturels, tel que la théologie.

##### L'usage des penseurs antiques au sein de la culture médiévale

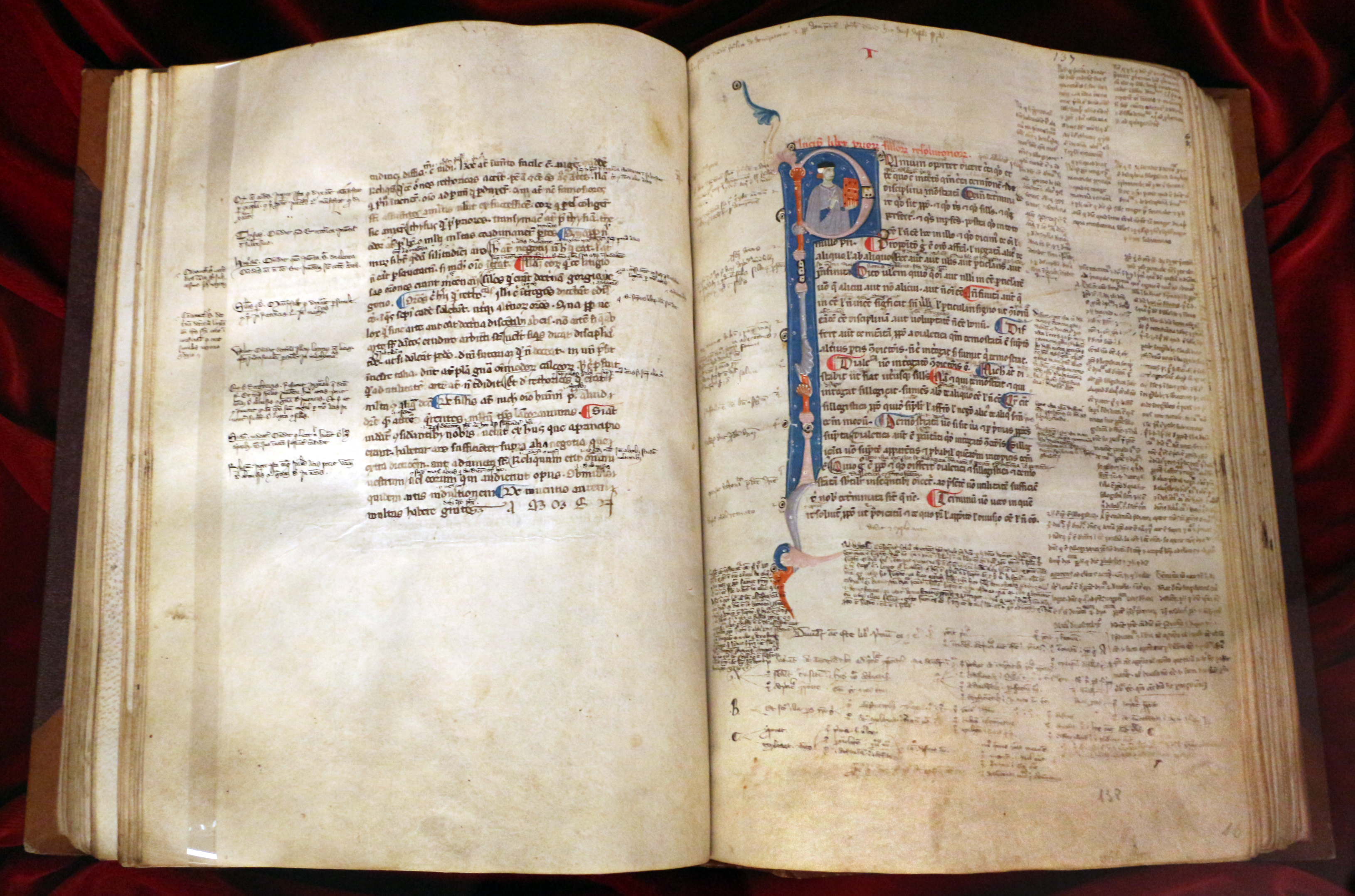
Premiers Analytiques d'Aristote, rédigé en grec, env. 1290, Bibliothèque Laurentienne, Florence.

Parmi les nombreux auteurs antiques redécouverts, Aristote est considérablement traduit, recopié et étudié au cours du XIIe siècle. Mais si ses textes permettent d'enrichir la culture de la langue latine, du discours et de la logique, ils amènent également des éléments de représentations de l'univers difficilement compatible avec la structure de la société chrétienne qui heurte de nombreuses autorités jusqu'à la fin du XIIIe siècle. La synthèse entre les visions du monde portées par les textes anciens et la culture cléricale médiévale se fait en conservant et étudiant particulièrement les éléments utiles et en adaptant ou éludant le reste. Tout ce qui fournit des outils utiles au déchiffrement et à la bonne compréhension de la Révélation est employé, et quasi-uniquement dans ce but. « Au XIIIe siècle, les œuvres métaphysiques, éthiques, politiques d'Aristote sont lues de la même façon ; elles fournissent un stock limité et récurrent de notions, d'idées et d'arguments qui sont abstraits de leur contexte intellectuel et social pour venir à l'appui d'une réflexion chrétienne sur l'ordre du monde et de la société. Ainsi, les notions aristotéliciennes de bien commun et d'homme comme animal politique […] sont utilisés en des sens du reste contradictoires par différents auteurs des XIIe et XIIIe siècles pour justifier la prépondérance du pouvoir pontifical dans la chrétienté, ou au contraire pour assurer celui des rois et princes. Aristote ne fournit ici qu'un vocabulaire et des notions qui sont pliés à une réalité sociale tout autre que celle de la cité antique, laquelle est du reste très largement, sinon totalement ignorée au Moyen Âge ».

##### L'usage du savoir antique

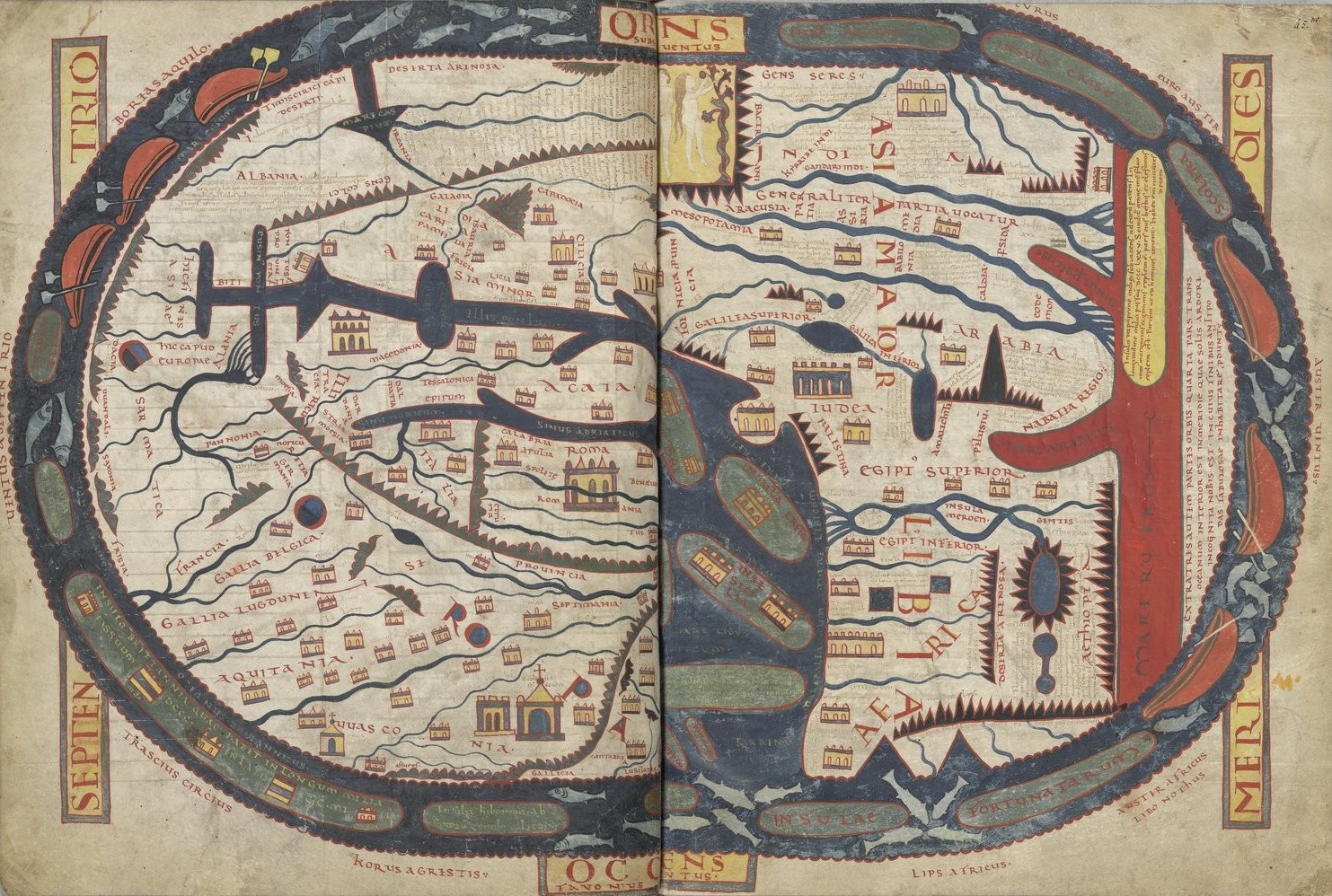
Mappemonde dessinée dans le Beatus de Saint-Sever au sein de l'abbaye de Saint-Sever, milieu du XIe siècle. BNF. Lat.8878.

La transformation des savoirs issus de l'antiquité dans une optique chrétienne se voit par exemple dans la culture géographique des lettrés. Les clercs qui recopient ou élaborent des cartes du monde ou des textes évoquant l'agencement de l'espace géographique n'ont jamais un souci de vraisemblance, de précisions ou de représentations concrètes du réel. Dans l'iconographie ou les textes, les présupposés religieux ou les légendes s'imposent à toute construction géographique rationnelle. « On ne soulignera jamais assez le poids des représentations religieuses pour expliquer le fixisme et aussi le caractère hétéroclite des conceptions médiévales du monde. Certaines mappemondes étaient fondées sur l'idée d'un univers rond et sphérique, mais elles continuaient de l'inscrire dans un carré, pour s'accorder à la parole biblique selon laquelle les anges devaient annoncer l'heure du Jugement aux quatre extrémités du cosmos. On estimait aussi que l'hémisphère sud, séparée de l'hémisphère Nord par une zone torride infranchissable, n'était pas peuplée. Sinon, ses habitants n'auraient jamais pu entendre la parole évangélique, injustice difficilement concevable ».

#### La littérature ecclésiastique
Une littérature cléricale apparaît durant ces trois siècles, issue du milieu des écoles en plein essor, mais s'engageant progressivement vers des thèmes et un public laïcs, en commençant à écrire en langue vernaculaire au XIIIe siècle.
Lors du XIe siècle, la production littéraire ecclésiastique est restée quantitativement limitée, restreinte à quelques centres monastiques importants tels Fleury, Cluny ou Saint-Martial de Limoges et centrée sur quelques genres : hagiographie, récit de miracles, biographie, histoire et chronique. Cette production littéraire est profondément marquée par la culture de l'époque, imprégnée de l'évidence de la toute-puissance de Dieu et une vision eschatologique de l'histoire de l'humanité ; les auteurs ne recherchent ni réalisme, ni exposition objective des faits, mais « des faits et des phénomènes qui constituent des signes et font sens dans une conception du monde dominée par les représentations et le valeurs chrétiennes ».
Aux XIIe et XIIIe siècles, les textes se multiplient et se diversifient fortement autour de quatre grands catégories : récits d'histoire, littérature d'édification, écrits encyclopédiques et poésie latine.

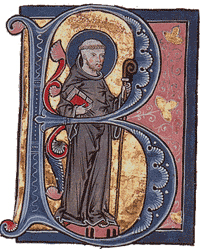
Lettrine historiée représentant Bernard de Clairvaux dans la Légende dorée, mi-XIIIe siècle, Keble College, Oxford, MS 49, fol 162r.

Les centres monastiques produisent toujours plus de récits d'histoire, chroniques, annales et gesta. Inscrits systématiquement dans un cadre local, ils peuvent s'étendre dans une optique universelle et rattacher ainsi une histoire à l'histoire du monde, tel l'Historia ecclesiastica d'Orderic Vital, composée à partir de 1100 à Saint-Évroult, qui commence par le récit d'une histoire universelle pour décrire ensuite, en la rattachant à cette dernière, l'histoire du monde normand et de sa propre abbaye. Dans ce genre, les récits de croisade se multiplient après la première d'entre elles, que ce soit par des témoins ou par des auteurs n'ayant pas participé à l'évènement. Cette croisade fournie une des premières autobiographie de la culture française avec De vita sua, sive monodiarum de Guibert de Nogent. Ces récits de croisade sont parmi les premiers à être rédigés en langue vernaculaire.
Un second pan de la littérature ecclésiastique est la littérature d'édification. Touchant à la théologie, leurs auteurs rédigent ces textes destinés à leurs pairs mais également aux laïcs, et montrent un souci de clarté et de simplification pour toucher réellement leurs auditoires. Les figures importantes de ce genre sont Abélard ou Bernard de Clairvaux pour le XIIe siècle et Guillaume d'Auvergne, Bonaventure ou Albert le Grand au XIIIe siècle. Ces petits traités théologiques, de plus en plus écrits en langue vernaculaire, emploient de nombreuses anecdotes puisées à des sources variées, mêlant culture purement cléricale et laïque pour toucher au mieux le public.

#### La théologie
La théologie, conçue comme discipline dominant les champs du savoir, est une culture réservée à une petite élite, mais disposant d'un prestige intellectuel incontesté. La théologie est une discipline essentiellement universitaire, liée à l'enseignement et aux débats entre maîtres. Entre les années 1100 et 1300, les centres théologiques importants du monde franc sont Laon, Chartres et surtout Paris. Elle s'appuie à cette époque sur l'essor de deux disciplines, l'exégèse et la théologie systématique. Fondement de l'ordre social, cette discipline emploie les outils de la grammaire et de la logique, mais en employant les éléments de la foi chrétienne comme postulats, jamais pour les remettre en cause.

### La culture laïque
Les trois siècles centraux du Moyen Âge, du XIe au XIIIe siècle, sont la première période de l'histoire de France pour laquelle il subsiste de nombreuses traces et témoignages de la culture laïque. Le temps a toutefois joué un puissant rôle de filtre et les historiens ne disposent encore qu'essentiellement des livres, les objets et lieux de cette époque n'ayant que très rarement été conservés.

#### L'écrit administratif et politique
Le nombre d'actes écrits dans les administrations laïques ou ecclésiastiques augmente considérablement entre l'an mil et la fin du XIIIe siècle. Les pouvoirs centraux développent considérablement la culture de l'écrit dans l'administration et la mémoire des décisions officielles. En France, ce développement accuse un retard important comparativement à l'Angleterre et à la papauté. Là où ces deux pouvoirs produisent plus d'une centaine d'actes par an au milieu du XIIe siècle, la chancellerie française n'en rédige qu'une quinzaine par an à la même date. La petitesse du territoire royal explique probablement cela. Au XIIIe siècle, la chancellerie française rattrape son retard. L'usage de l'écrit aux échelons inférieurs du pouvoir se répand d'abord dans les monastères et évêchés, les élites nobiliaires ne prenant l'habitude de l'écrit qu'à la fin du XIIe siècle.

#### La littérature du Moyen Âge central
La littérature dans le sens utilisé à l'époque contemporaine avec des objets nettement définis et des institutions l'encadrant et la régulant n'existe pas au Moyen Âge. La notion d'écrivain ou d'auteur est quasiment inexistante. Celle d'œuvre même pose problème, tant la copie d'un récit implique systématiquement sa réécriture, voir sa réinvention. Les pièces majeures de cette époque telle la Chanson de Roland ou la geste arthurienne apparaissent dans des formes variées, modifiées quelquefois fortement à chaque copie, ces dernières étant le plus souvent anonymes. Pour le chercheur, la littérature médiévale est un objet complexe à appréhender.
La littérature du XIe au XIIIe siècle dans l'espace capétien est rédigée dans de nombreux dialectes des langues d'oc et d'oïl, mais l'ensemble forme un continuum où tout le monde comprend les autres : « les contemporains semblent avoir eu longtemps le sentiment qu'il n'y avait qu'une seule langue romane et que toutes les variations étaient dialectales ».
Les écrits en langue vernaculaire relèvent tous d'une production savante avec une grande recherche formelle. Celle-ci procède de la même construction que celle en latin. Tous les écrits ont une volonté morale, édificatrice, même ceux qui semblent procéder du pur divertissement ou du récit historique. Ces derniers ne sont pas rédigés avec un souci d'exactitude, mais avec un but autre, comme ancrer une lignée dans un passé prestigieux et reconstruit. Enfin, à aucun moment les rédacteurs n'opèrent de distinction entre le sacré et le profane. Tout comme la société médiévale ne connaît pas d'autonomie de la sphère laïque vis-à-vis de la religion, les poèmes, romans ou fabliaux sont insérés dans une société qui ne voit pas de différence entre les deux mondes.
Durant cette période, les écrits se regroupent en quelques genres : la lyrique d'oc, la chanson de geste, le grand chant courtois (en), pour les formes destinées à être chantées ; et le roman et les fabliaux, apparaissant à partir de la seconde partie du XIIe siècle pour les formes destinées à être récitées ou lues. Les thèmes abordés sont d'un côté l'amour courtois, appelé à l'époque le fin amor, et de l'autre les trois grandes matières à des récits historico-mythiques composant la Matière de Rome, la Matière de France et la Matière de Bretagne.

### De l'art roman à l'art gothique
Alors que durant les temps carolingiens, la production des images a connu les soubresauts d'une polémique sur leur légitimité, elle connaît une forte croissance entre les XIe et XIIIe siècles. Outre le développement de formes classiques que sont la peinture sur manuscrit et murale et la sculpture en bas-reliefs et ornementale, deux nouvelles formes apparaissent et marquent cette époque : la statuaire et les vitraux. En architecture, aux XIe et XIIe siècles romans succède, à partir du centre de l'aire culturelle franque, l'opus francigenum, l'architecture gothique.
Comme pour les traces antérieures, les restes de l'art roman, plus encore que le gothique sont parcellaires et délicates d'interprétation, les écrits sur leurs significations étant rarissimes. Si durant le XIXe et encore le XXe siècle, l'historiographie a tenter de mettre en avant des « écoles régionales », avec une recherche d'antériorité et de réseaux d'influence, cette approche est considérée au XXIe siècle comme obsolète et l'art roman est étudié comme un tout, avec uniquement des particularités locales limitées.

#### Architecture
L'architecture romane s'exprime pour l'essentiel au sein des édifices religieux, monastères et églises, dont l'espace franc se couvre durant les XIe et XIIe siècles. Porté par le mouvement clunisien, l'architecture romane est centrée sur l'office et le culte des reliques. Contrairement à l'architecture romane germanique, mandatée par les empereurs et leurs soutiens pour exalter la grandeur du trône impérial à l'image de la cathédrale de Spire, l'architecture romane dans l'espace culturel franc reste centrée sur des problématiques religieuses.
À partir de l'an mil, après quelques expérimentations et sur le modèle de la seconde église de Cluny, deux éléments architecturaux majeurs s'imposent au sein du royaume franc : le chœur à déambulatoire pour permettre la circulation des fidèles autour des reliques et la voûte en berceau percée de baies, qui succède au toit à pans plats sur le modèle latin. Ces deux éléments majeurs connaissent une évolution continue durant les XIe et XIIe siècles, à la fois dans le sens d'un perfectionnement mais aussi d'une adaptation à des sensibilités locales.
Le modèle roman trouve tout à la fois son apogée et son terme avec la construction au XIIe siècle de la troisième église de Cluny. Immense édifice qui porte le style et les techniques à leur meilleur, elle est achevée à une époque où le style gothique s'impose progressivement ; s'il frappe les contemporains par son ampleur, il ne crée pas d'engouement pour en reprendre les principes.

Exemples d'architecture romane en royaume de France
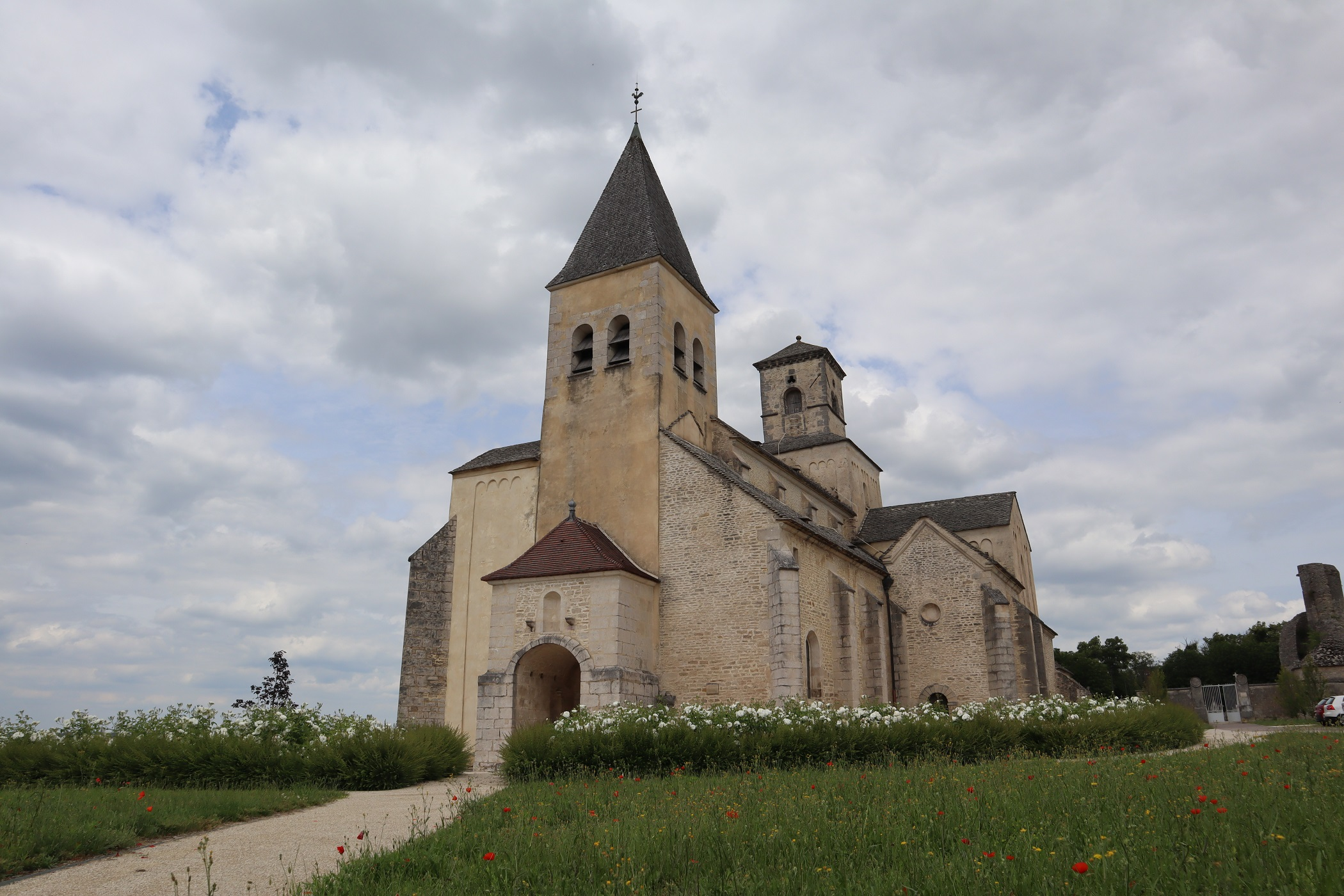
L'église Saint-Vorles de Châtillon-sur-Seine
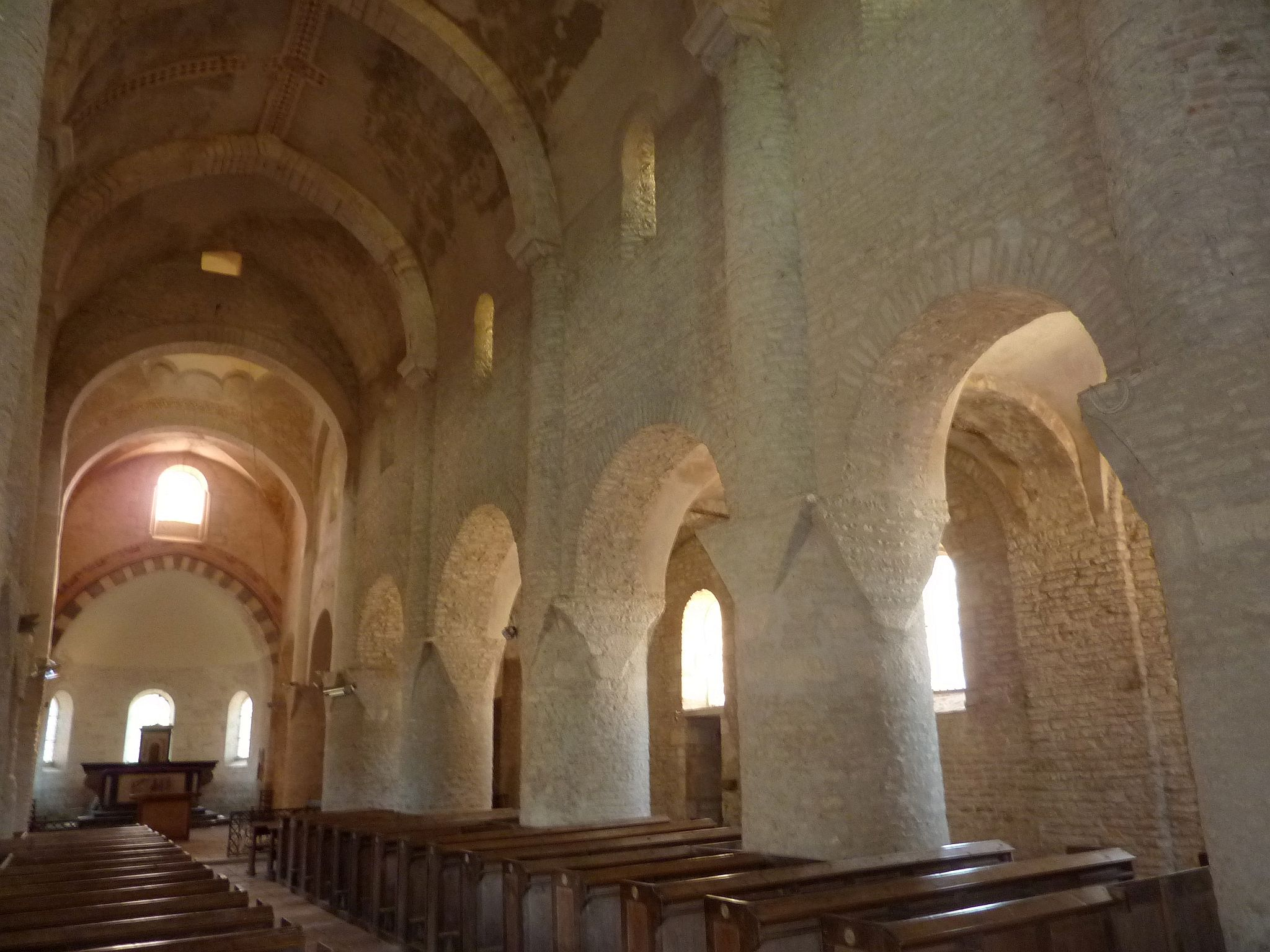
L'église Saint-Martin de Chapaize
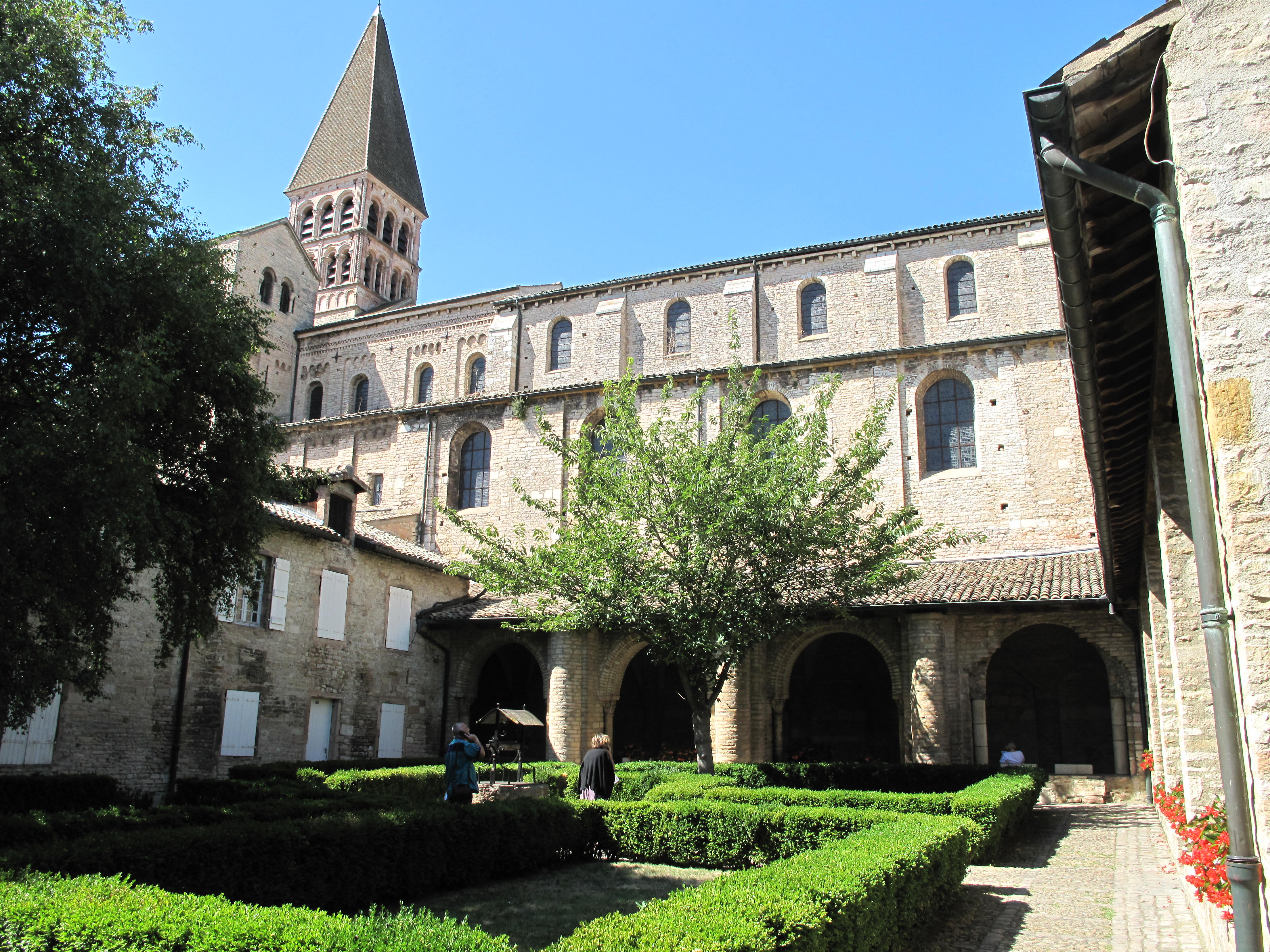
L'abbaye Saint-Philibert de Tournus
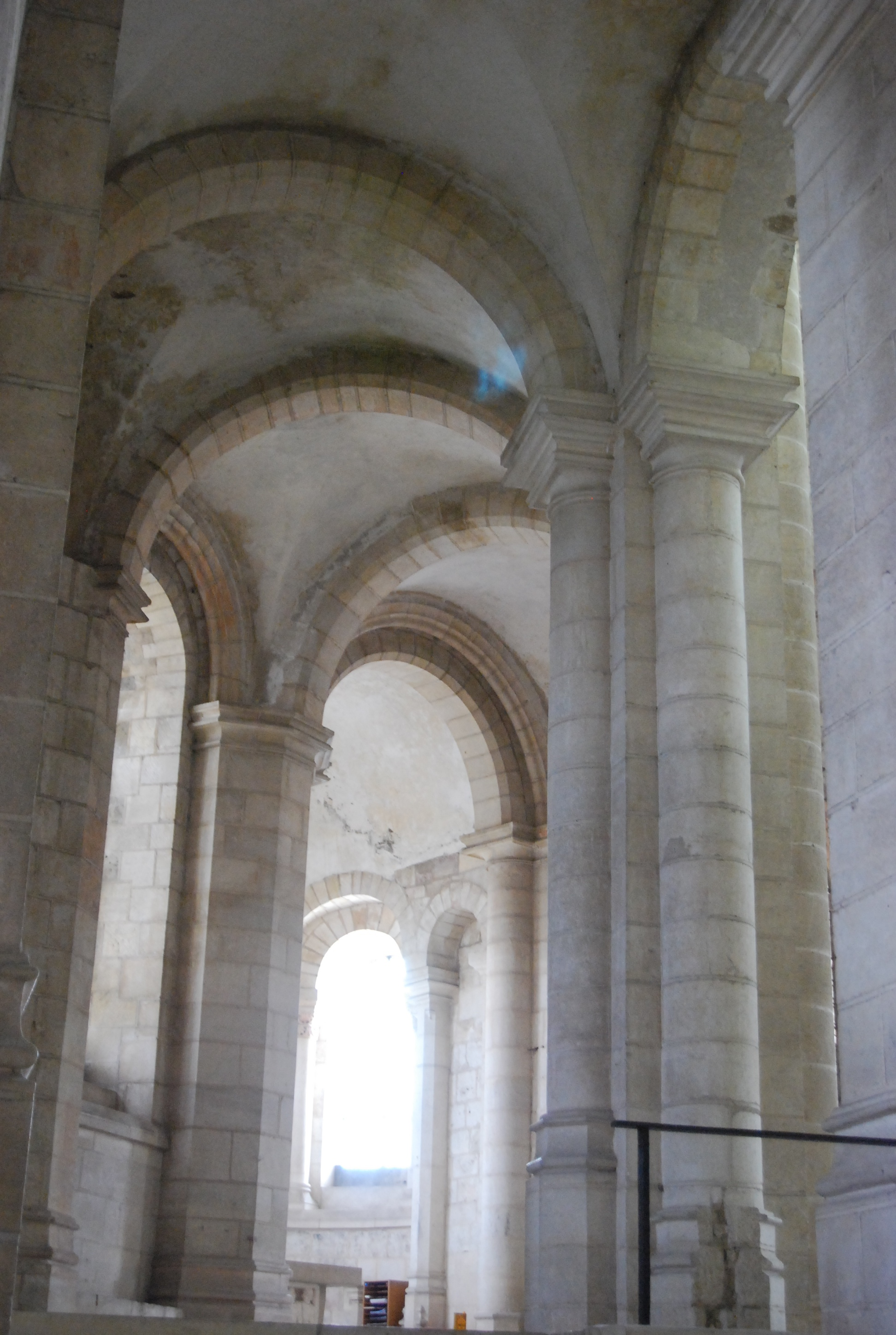
Le déambulatoire de l'abbaye de Saint-Benoît-sur-Loire

À partir de la fin du XIIe siècle, l'architecture gothique apparaît et se développe au cœur de l'espace culturel franc, dans le domaine royal de l'époque et à sa périphérie, avec les cathédrales de Paris, Sens, Laon, Soissons, Chartres, par exemple, ou les abbayes de Saint-Rémi de Reims ou de Saint-Germain-des-prés. Cette forme architecturale se déploie de manière concomitante avec l'affirmation de la puissance royale capétienne, sous le règne de Philippe auguste. Si les donneurs d'ordre des ornementations sont bien les puissances religieuses, ils font apparaître massivement une imagerie royale, mettant en avant les figures des rois de la Bible et ceux des lignées françaises, donnant à penser qu'il y a continuité entre les uns et les autres. Ce lien entre art gothique naissant et pouvoir royal capétien se lit également dans les reconstructions qui ont lieu en Occitanie après la prise de pouvoir du comté de Toulouse par Philippe III (les cathédrales de Narbonne, Toulouse ou Rodez), et à contrario dans le décor voulu à contre-courant par l'évêque d'Albi hostile au roi de France pour sa cathédrale.
L'art gothique français est caractérisé par l'arc brisé, des techniques permettant de répartir les forces autrement et d'ouvrir largement des murs pour laisser passer la lumière. Cet art est également celui de la couleur, avec les vitraux, l'apparition des rosaces, les peintures murales intérieure comme extérieure, et une statuaire bien plus présente, et peinte également. Cette forme s'impose dans toute la France, puis s'étend dans toute l'Europe à partir de la seconde moitié du XIIIe siècle. Les techniques du bâti connaissent également une révolution avec l'apparition d'une standardisation et de la production en série, qui impose l'existence d'un architecte maîtrisant la géométrie et capable d'élaborer des plans précis suivis par les artisans. L'architecture quitte le seul milieu de l'artisanat pour devenir un art intellectuel.

Exemples d'architecture gothique du XIIIe siècle en royaume de France
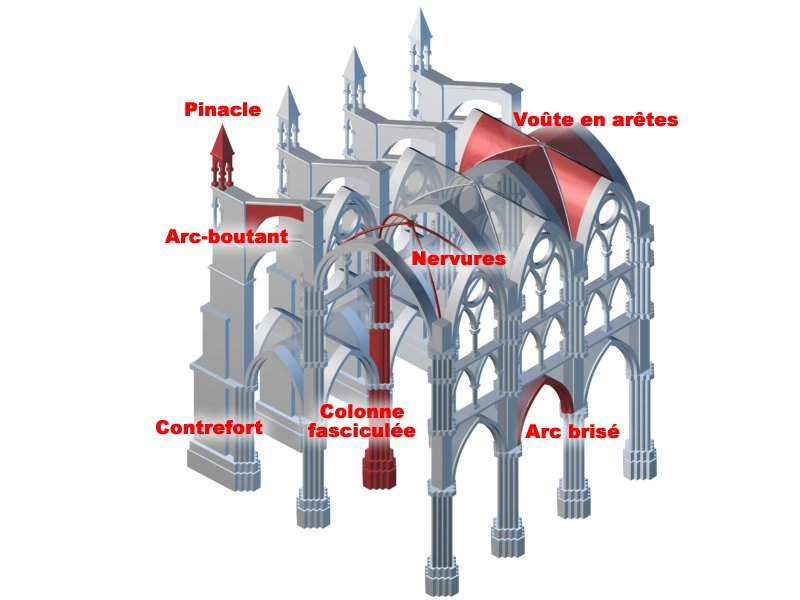
Caractères principaux de l'architecture sacrée gothique.
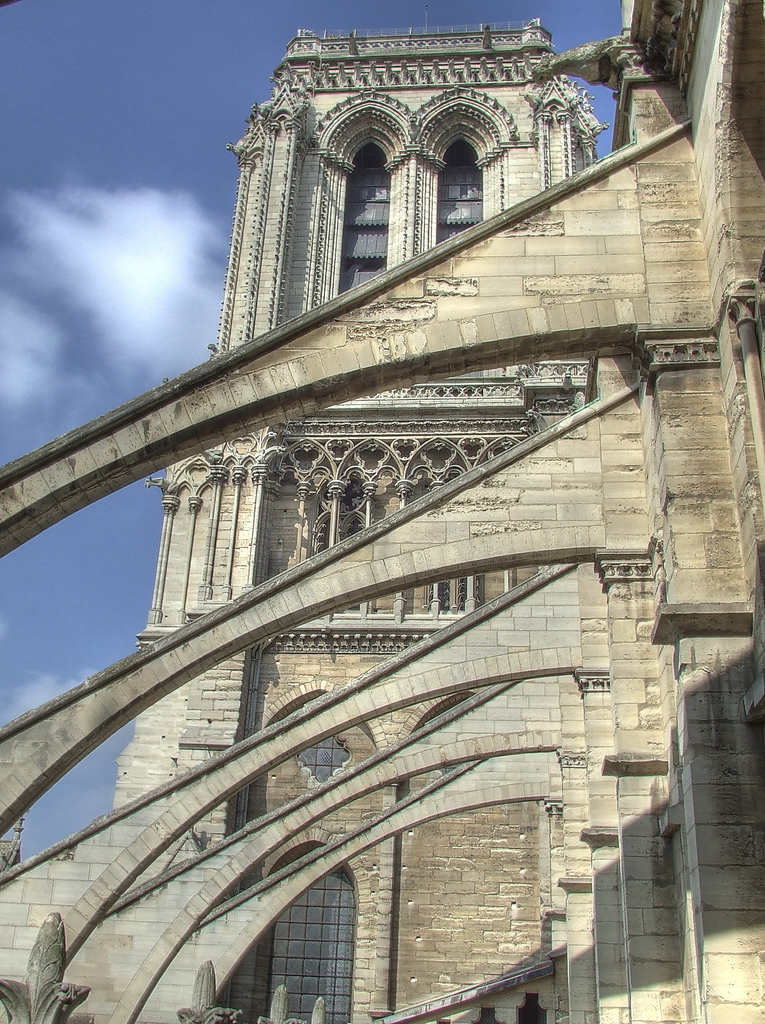
Arc-boutants de Notre-Dame de Paris, milieu du XIIIe siècle.
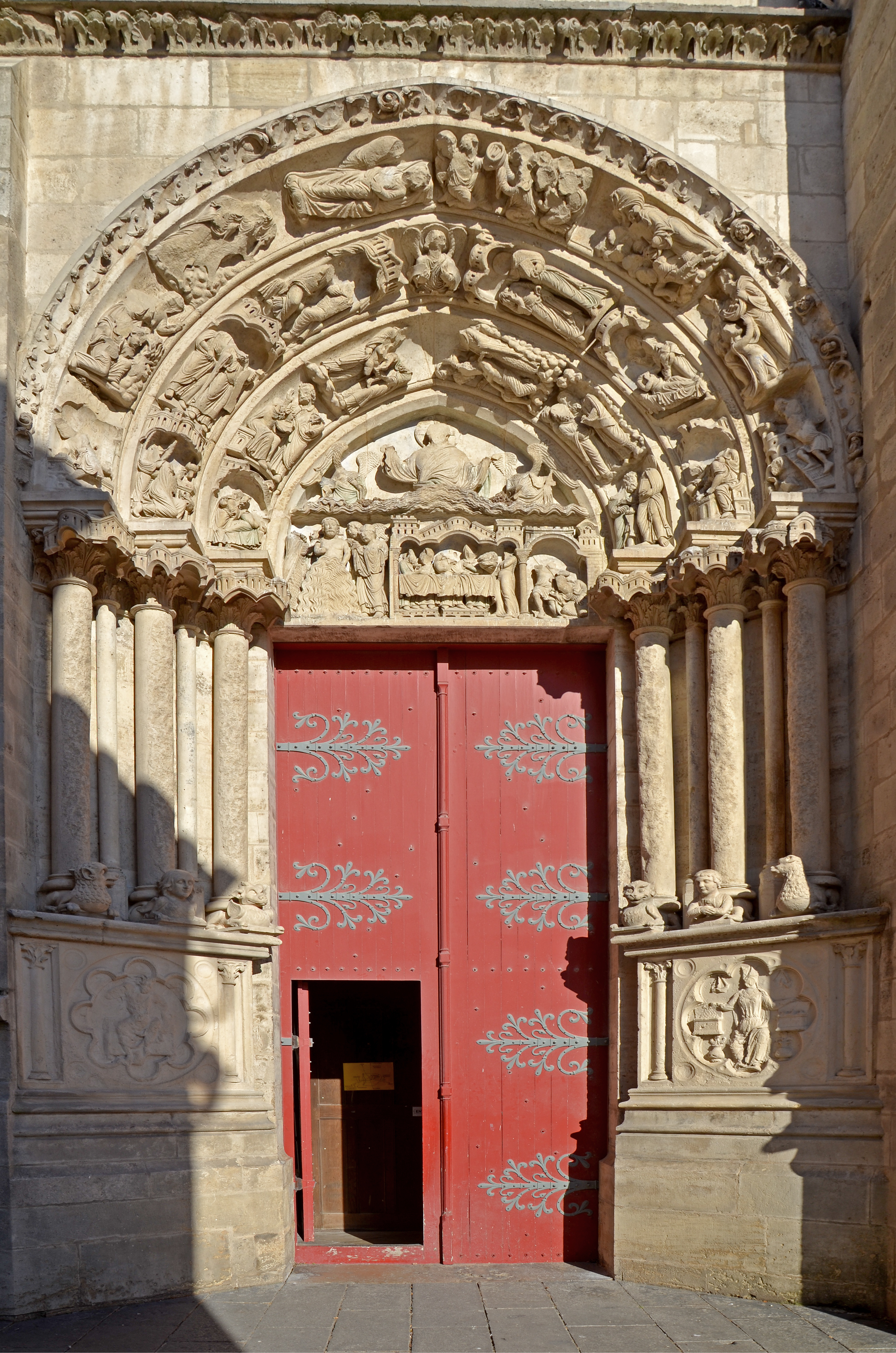
Portail nord de la cathédrale de Sens.
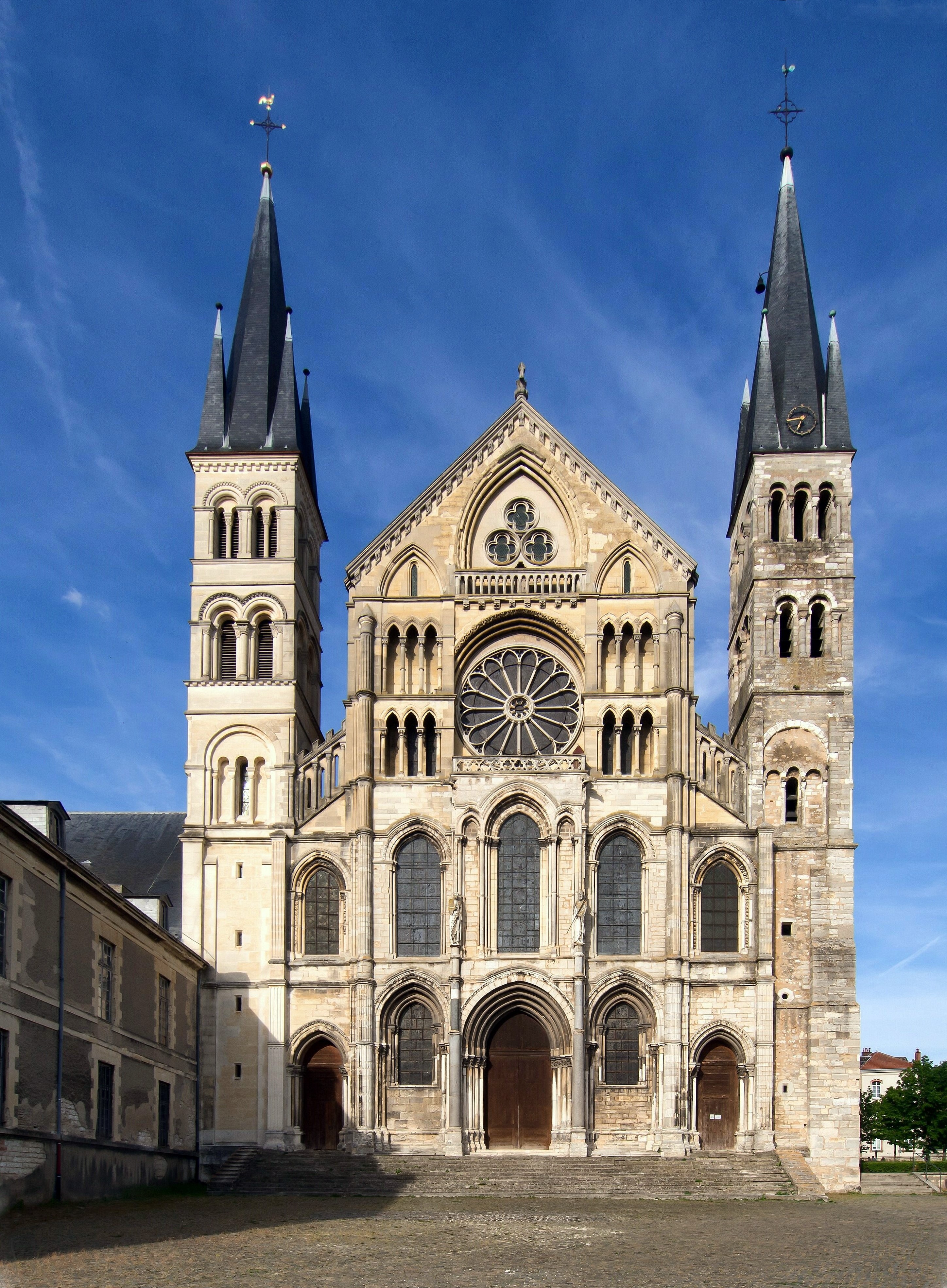
Façade de la Basilique Saint-Remi de Reims.

#### Sculpture
La sculpture religieuse poursuit son déploiement entamé durant les derniers temps carolingiens, étalant sur les façades et les intérieurs un riche programme d'éducation du peuple chrétien par l'image, centré sur les thèmes de la mort, du jugement divin et des Jérusalem céleste et terrestre. Ces thèmes répondent d'un côté à la structuration de la croyance dans le Purgatoire, et d'un autre à l'idéal des Croisades. Au XIe siècle, l'essor de la sculpture est principalement le fait des abbayes et monastères, destiné à un usage interne, peut être dans la crainte de l’idolâtrie et pour fournir aux moines des modèles de vie vertueuse. Durant ce siècle, les modèles proviennent partiellement des sculptures romaines, mais surtout des enluminures, pièces d'orfèvrerie ou plaques d'ivoire.
C'est au XIIe siècle que les sculptures sont massivement portées à la vue des fidèles, principalement par le biais des frontons et intérieurs des basiliques. Les moteurs de cette évolution sont les abbayes les plus puissantes et surtout Cluny. Signes de richesse et de puissance, ces décors monumentaux ont également une fonction sociale et politique en fixant dans la pierre les signes de l'orthodoxie et de la légitimité des intermédiaires monastiques et cléricaux entre le peuple et Dieu sur le chemin du Salut.

#### Peinture
La période romane de l'art pictural français s'épanouit entre 1000 et 1200 et présente aux spécialistes des entités culturelles assez tranchées. « Les relations entre elles ne sont certes pas absentes, et nous constaterons même le parallélisme de certaines progressions. Mais sans pour autant revenir à la notion d'« écoles » — nous la récusons dès l'introduction — ces milieux ont connu chacun leur évolution propre ».
Les espaces de production picturale principaux sont le Nord, le Centre-Ouest, les régions proches de l'Espagne, la Bourgogne et l'Île-de-France. Plusieurs centres artistiques dans le Nord de l'espace culturel franc présentent des caractéristiques communes, des initiales historiées développées, l'apparition de la glose figurative et des compositions vivantes, rompant avec le style graphique figé antérieur. Sont notamment issus de cet élan artistique la Bible de Saint-Vaast, la Vie de Saint-Armand et Baudemond ou les Vies et miracles de Saint-Omer. Dans le Centre-Ouest du centre de l'espace franc, la région du Poitou, du Berry ou de la Marche, le XIIe siècle est le moment d'une formidable éclosion de peinture monumentale, ainsi que le lieu où naissent les vitraux historiés. Parmi les exemples conservés de cette production existe Le Christ et les apôtres du lac de Tibériade  de la salle capitulaire de église de la Trinité de Vendôme, l'œuvre sur la nef de l'abbaye de Saint-Savin-sur-Gartempe ou le vitrail de la Crucifixion et de l'Ascension du Christ de la cathédrale de Poitiers. Les régions proches de l'Espagne recèlent des compositions avec des à-plats de couleurs tranchés et des figures très stylisées. Issus des arts mozarabes, ces réalisations atténuent leurs caractéristiques avec le temps. La Bourgogne connaît à cette époque la double influence clunisienne et cistercienne. La première se retrouve par exemple dans les peintures de la chapelle de Berzé-la-Ville. Cîteaux, quant à elle, promeut des réalisations d'une plus grande sobriété, renonçant aux riches polychromies, à l'or et aux pourpres pour s'en tenir à un dessin au trait fin seulement rehaussé de quelques tons légers. Certains manuscrits reprennent des éléments byzantins. Les réalisations en Île-de-France sont fortement liées au pouvoir royal. Les vitraux de Saint-Denis réalisés au milieu du XIIe siècle, pour la première fois, intègrent une véritable dimension d'exaltation des liens entre la dynastie régnante et les personnages bibliques. Voulus par Suger et les rois Louis VI et Louis VII, de très nombreux maîtres de multiples origines sont sollicités amenant avec eux plusieurs styles. « La conjonction de ces courants majeurs allait précisément permettre, en phase totale avec la dynamique capétienne bientôt prévalente, de poser les fondements d'un art nouveau ».

Peinture et vitrail gothiques
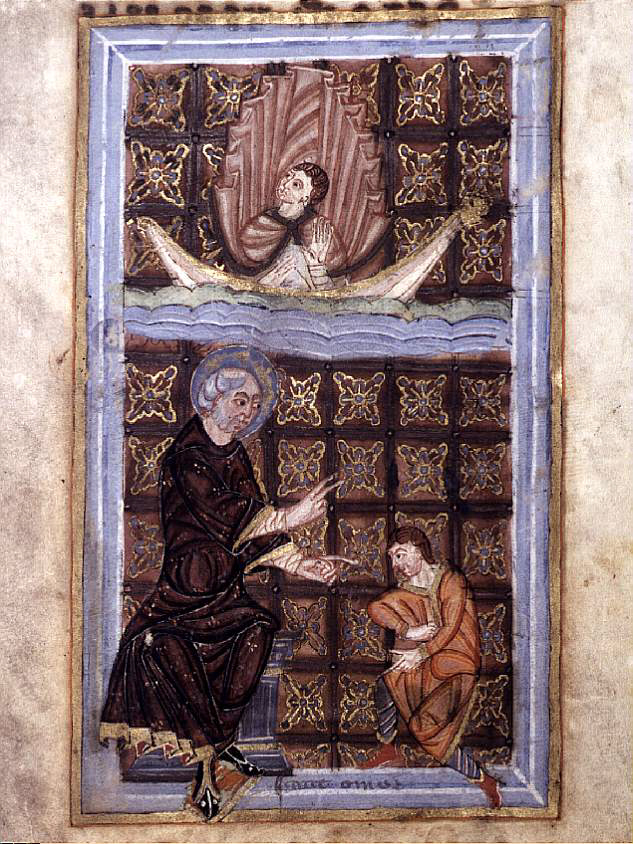
Omer sauve et pardonne son serviteur, Vie de saint Omer ; XIe siècle ; Ms 698. Bibliothèque municipale de Saint-Omer. Exemple de la production du nord de l'espace franc.
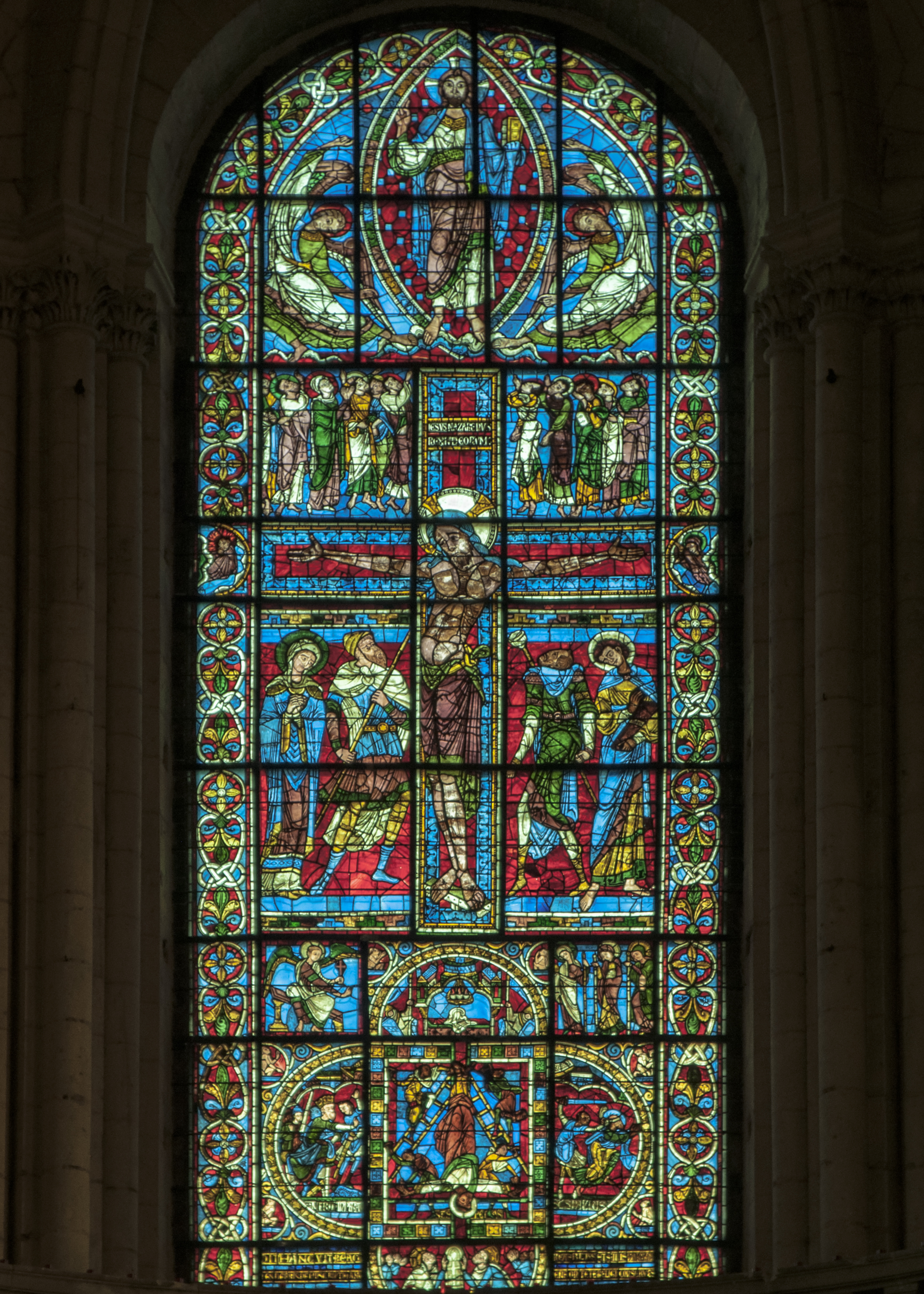
Vitrail de la crucifixion, cathédrale Saint-Pierre de Poitiers.
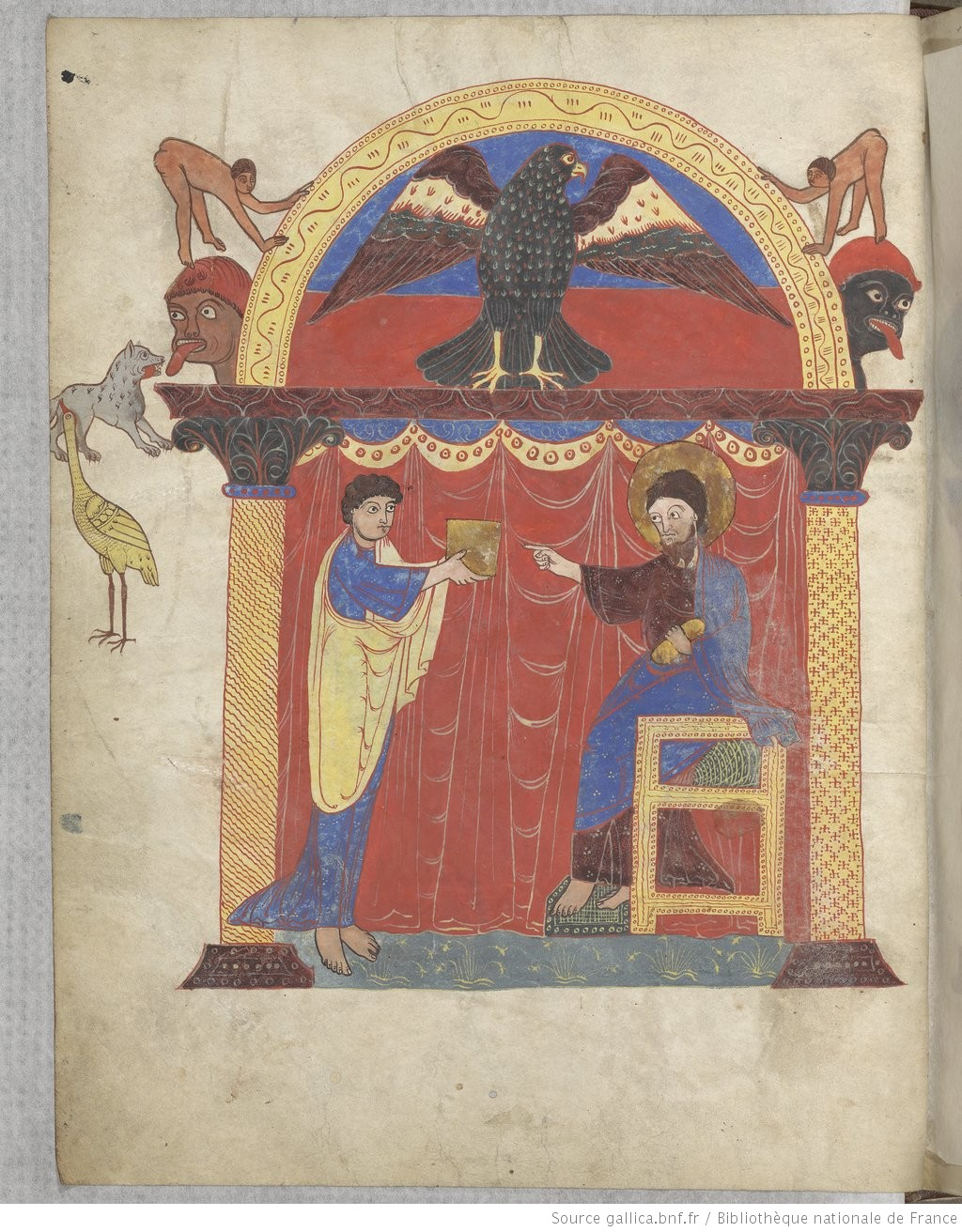
Beatus de Saint-Sever, milieu XIe siècle, typique de l'influence mozarabe.

Tout en ayant à l'esprit que poser des limites reste artificiel, il est possible d'estimer que l'apparition de nouvelles pratiques et styles picturaux apparaissent entre la fin du XIIe et le début du XIIIe siècle. La production du livre enluminé est dorénavant confiée essentiellement à des laïcs, le rôle du vitrail au sein des édifices religieux devient prépondérant, et le langage formel répond à une aspiration au naturalisme.
L'apparition d'une nouvelle forme artistique, la peinture gothique, répond en partie à de nouveaux modes de production. Le développement des universités entraîne la constitution de groupes laïcs de copistes qui travaillent pour les docteurs, comme dans le quartier Saint-Séverin à Paris. Ces groupes deviennent très importants et prennent le relais des ateliers monastiques, sans les faire disparaître complètement. La demande émanant non plus exclusivement d'ecclésiastiques, mais également de nobles et de bourgeois, les peintres n'illustrent plus uniquement des ouvrages de piété mais également de la littérature profane, historique, romanesque ou didactique.
Le style gothique est celui d'un retour au style antique mieux imité, avec le drapé mouillé, une recherche sur la figure humaine et son épaisseur charnelle ou le souci de rendre compréhensible la gestuelle. Ce style, qui a bénéficié des nouveaux contacts avec le monde byzantin liés aux croisades, se retrouve autant dans les peintures d'enluminures que sur les vitraux. Même si les techniques des deux types d'artistes sont éloignées, il existe une profonde unité formelle entre les peintres sur parchemin et les maîtres verriers.
Ces derniers font évoluer leurs compositions d'ensemble car l’agrandissement progressif de la dimension des vitraux les oblige à clarifier et organiser un véritable discours théologique, comme le montrent les verrières du déambulatoire et des chapelles rayonnantes de la cathédrale de Bourges qui offrent à la vue un ensemble d'images strictement ordonné délivrant un message savant de comparaison entre l'Ancien Testament et le Nouveau. Toutefois, même si les artistes doivent obéir à une ambition collective unique, leur style individuel reste visible dans leurs créations.
L'art pictural monumental évolue au cours du XIIIe siècle pour devenir plus naturaliste. Les peintres cherchent à mieux décrire les costumes, accessoires et abandonnent les formes inadaptées pour ce faire. « La matière même des vêtements change, se fait plus épaisse, ne se prête plus aux effets de draperies moulant étroitement le corps mais souligne sobrement les attitudes en ponctuant efficacement les gestes ». Malheureusement, le maigre corpus de peinture murale qui subsiste ne permet pas de construire une vision d'ensemble de cet art.

## La fin du Moyen Âge (XIVe–XVesiècle)
Pour un article plus général, voir Moyen Âge tardif.

### Culture écrite et enseignement
Durant les XIVe et XVe siècles, l'enseignement croît qualitativement et quantitativement, tout en restant profondément inégalitaire. Devenant une demande de la part d'une tranche importante de la société pour eux-mêmes et leurs enfants, la connaissance de la lecture se répand car à l'apparition et la croissance dans toutes les régions françaises de nombreuses petites écoles, et également par la création d'un grand nombre d'universités, permettant à un nombre important de fils de toutes les élites, nobiliaires et bourgeoise, d'accéder pas trop loin de chez eux à une culture universitaire minimale.

#### Progrès de la lecture et de l'écriture
Lors des deux derniers siècles du Moyen Âge, la société française connaît une croissance forte du nombre de personnes qui savent lire et écrire. Les élites continuent d'employer le latin comme langue savante et de l'administration mais les langues vernaculaires se couchent progressivement à l'écrit pour tous les usages courants, et même pour des productions artistiques.

##### Extension de la culture écrite
« La civilisation de la fin du Moyen Âge profite à plein de l'élan donné au XIIe siècle à la culture écrite. Celle-ci se diffuse de plus en plus largement sous l'effet de l'urbanisation et de la poursuite de l'enrichissement de la population ». De nombreux facteurs poussent un nombre toujours plus grand de personnes à faire l'effort de l'apprentissage et à payer pour leurs enfants, les fils la plupart du temps, une éducation minimale avec la lecture et le calcul. Les plus importants d'entre eux sont l'intensification des échanges à moyenne ou grande distance, la multiplication des transactions foncières, la dévaluation des formes ordaliques ou orales des preuves judiciaires au profit des traces écrites, ou la mise à l'écrit des coutumes.
Les estimations les plus récentes postulent que la population française passe d'une proportion de lecteurs allant de 2 à 3 % au milieu du Moyen Âge à 10 à 20 % pour le XVe siècle. Durant ce dernier siècle, l'usage de l'écrit est devenu complètement banal pour l'élite nobiliaire et bourgeoise.

##### Apparition du soucis éducatif
Les sources permettent à partir du XIVe siècle, d'avoir une vision plus nette qu'aux époques antérieures sur la manière dont les parents considèrent l'enseignement de leurs enfants. La manière dont doivent se dérouler les premiers âges de la vie est assez largement partagée à la fois par les nobles, les bourgeois et les clercs.
Jusqu'à l'âge de raison, fixé très largement à sept ans, les enfants des deux sexes sont confiés à des femmes : mères, servantes, nourrices. La mise en nourrice est fréquente dans la plupart des milieux, et tout particulièrement dans les couches aisées de la société. L'allaitement maternel est selon les auteurs vu comme un marque de pauvreté, avilissement ou comme un témoignage d'amour. Apparaissent ainsi à cette époque des écrits exprimant la tendresse des parents pour leurs enfants.,
À partir de sept ans, les enfants sont considérés comme en mesure de prendre les décisions engageant leur avenir, mais également capables d'être tentés par les vices, et qu'ils doivent donc être corrigés en conséquence. C'est à partir de sept ans qu'on confie les premiers travaux aux enfants dans les populations pauvres, et que les premiers enseignements intellectuels ou martiaux commencent. Mais c'est à partir de douze à quatorze ans que les enfants s'engagent réellement dans l'apprentissage d'un métier, pour les classes populaires, du métier des armes pour les nobles destinés à la guerre, et également à l'apprentissage de la lecture et de l'écriture pour ceux qui ont accès au savoir.

#### Apparition des petites écoles
Au début des années 2000, il n'existe aucune étude d'ensemble sur l'enseignement non universitaire en France à la fin du Moyen Âge, uniquement des recherches ponctuelles. La synthèse établie en 2005 par Jean-Patrice Boudet est donc sujette à évolution. Les trois traits principaux de ce niveau d'enseignement sont l'absence de distinction entre les niveaux des écoles non universitaire, une multiplicité de formes d'établissement très majoritairement sous le contrôle de l'Église et un accès très inégalitaire favorisant les classes sociales élevées, les citadins et les garçons.
Très mal connues pour les campagnes, elles existent néanmoins et permettent aux garçons à partir de six à huit ans de bénéficier de l'apprentissage de la religion et d'élément de lecture sous l'autorité d'un clerc. Visibles dans les sources surtout au XVe siècle, elles semblent plus nombreuses en Normandie et Champagne.
Les écoles des villes, bien mieux documentées, apparaissent plus nombreuses dès le XIVe siècle. Leur mode d'organisation et l'enseignement proposé est très divers, avec des éléments de lecture, d'écriture, de grammaire, de morale chrétienne, de logique, etc., selon les capacités de l'enseignant. Dès le XIVe siècle, certaines proposent des cours pour les jeunes filles, dispensés par des bourgeoises. Les maîtres peuvent être des clercs ou des laïcs, rarement gradués de l'université. Le contrôle de l'école, s'il est souvent sous la direction des autorités religieuses locales, résulte également de compromis avec les notables locaux qui y envoient leurs enfants. Certaines structures deviennent suffisamment grandes pour organiser des niveaux de manière souvent informelle. Des écoles proposent ainsi aux enfants ayant déjà un certain niveau des éléments de trivium et de quadrivium.
Il est malheureusement très difficile de mesurer l'impact de la montée en puissance de cet enseignement « primaire ». Le but premier de ce dernier est l'accès à la lecture, plus qu'à l'écriture, ainsi qu'à des notions d'arithmétique. Il est toutefois délicat d'estimer numériquement le résultat de cet alphabétisation. Jean-Patrice Boudet indique ainsi qu'il est possible d'estimer à 15 à 20 % la population capable de lire à Reims au début du XVe siècle, mais sans pouvoir généraliser, Reims étant un cité archiépiscopale avec une proportion de clercs supérieure à d'autres villes de l'époque. L'auteur en reste donc à une impression d'ensemble de développement des moyens de l'enseignement et de l'extension du nombre de lecteurs entre le XIVe et le XVe siècles ; et donc d'une croissance de la part de la population ouverte à la culture écrite.

#### Expansion et déclin des universités
Au cours des deux derniers siècles du Moyen Âge, l'enseignement des universités croît quantitativement et si elles jouent un rôle social de plus en plus net, leur influence intellectuelle semble se réduire. Toutefois, l'idée historiographiquement traditionnelle d'un déclin des universités françaises aux XIVe et XVe siècles est nuancée par les travaux de plusieurs chercheurs.

##### Développement des universités et collèges

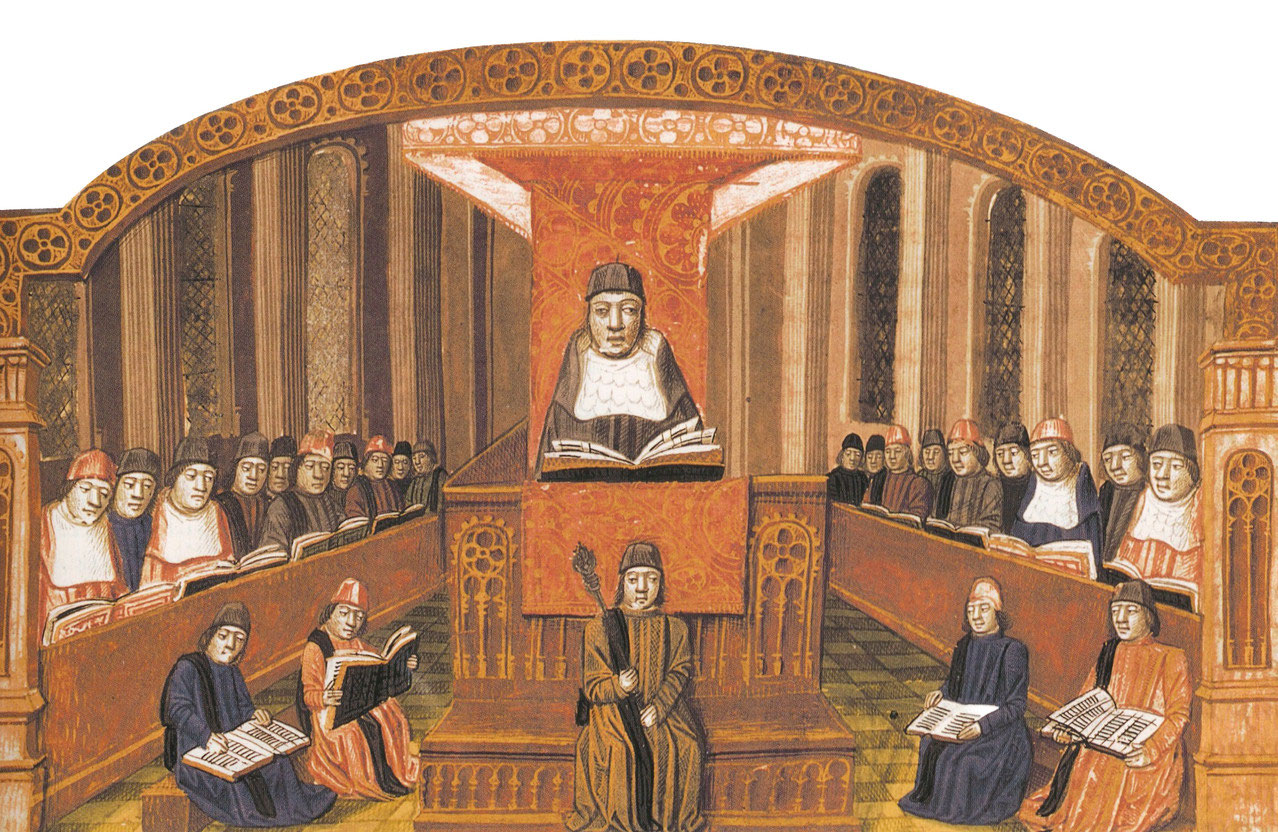
Cours de théologie à la Sorbonne, enluminure du XVe siècle.

Le nombre d'universités croît fortement à la fin du Moyen Âge, conçues essentiellement sous l'autorité d'un monarque ou d'un prince territorial. Dans la mesure où elles sont destinées à assurer l'éducation des élites nobiliaires et bourgeoises, leur recrutement est toujours élitiste. Leurs statuts fixant leur fonctionnement sont toujours des imitations des statuts des universités de Paris et Toulouse, sans nouveautés organisationnelles ou éducatives. La plus grande part des nouvelles universités sont destinées au droit, civil ou canon. Consécutivement à la multiplication du nombre d'établissements, l'aire de recrutement de chacun se réduit ; mais cet affaiblissement de l'influence des universités françaises vis-à-vis des étudiants étrangers provient également du Grand schisme, qui réduit notablement l'attraction des établissements français, et surtout de Paris
Durant cette même période, le nombre de collèges qui assurent l'accueil des étudiants se multiplie, plus de cinquante sont fondés à Paris entre 1300 et 1500, onze à Toulouse, cinq à Montpellier et environ vingt-cinq dans les autres villes universitaires. Le plus grand reste sur cette période celui de la Sorbonne. Très lié au bienfaiteur qui le finance et à sa famille, le collège est destiné avant tout à accueillir les membres de son clan, de ses amis et affiliés, même si certains développent des activités pédagogiques élémentaires. De fait, et malgré l'inscription dans les statuts qu'ils sont destinés à accueillir les pauvres, ces derniers sont numériquement peu nombreux.
Durant cette période, les universités ne génèrent quasiment pas d'ascension sociale ; la très grande majorité des étudiants sont issus de l'élite française. Par ailleurs, leur influence sur la marche du royaume n'est pas très forte, peut être moins qu'aux époques antérieures ; les gradués s'insèrent largement dans les administrations laïques ou ecclésiastiques, mais leurs études ne leur assurent jamais l'accession à des organes de décision, qui restent réservés aux personnes dont la naissance les destine à diriger. Par ailleurs, une part importante des étudiants n'acquiert pas de grades, dont l'obtention impose un sacrifice financier important. Beaucoup retournent dans leur famille après l'acquisition des formations de base.

##### Influence sur la société française
Longtemps, l'histoire a glosé sur le déclin intellectuel des universités durant les deux derniers siècles du Moyen Âge, mais cette position est de plus en plus nuancée. Si beaucoup de philosophes se sont perdus dans des théories sans avenir, l'institution parisienne acquiert au XIVe siècle une influence politique et morale, qu'elle perd par la suite, réduite par le renouveau de la monarchie.

###### Faiblesse du renouveau intellectuel
Une des raisons du jugement longtemps sévère sur la production intellectuelle des universitaires français est la faiblesse de la vivacité de la théologie française des XIVe et XVe siècles comparativement aux époques antérieures, temps des grandes synthèses et aux courants étrangers, notamment le scotisme et l'ockhamisme d'Oxford. Réelle, cette moindre créativité ne touche d'autres disciplines au sein desquelles les penseurs universitaires français réalisent des œuvres notables. La majeure partie des penseurs universitaires français s'engagent à la suite de Jean Duns Scot et Guillaume d'Ockham dans le rejet l'union de la science et de la foi. Ce courant de pensée modifie les méthodes d'enseignement, qui négligent tout un pan de la philosophie médiévale et réduisent les questions entre élèves. Les quelques savants français qui tentent de réfléchir aux sciences expérimentales (tels Jean Buridan ou Nicole Oresme) ne parviennent pas à dépasser les intuitions théoriques pour aboutir à de véritables constructions intellectuelles. Les dérives théoriques des maîtres de l'université nominalistes ou terministes sont abondamment raillés par François Villon ou François Rabelais,.

###### Place dans la politique nationale
L'influence sociale de l'université provient tout à la fois du prestige de ses maîtres, mais également de ses nombreux anciens élèves qui peuplent les places laïques et ecclésiastiques prestigieuses de France et d'Europe. Au XIVe siècle, elle joue un rôle important dans les grands évènements du royaume. « Charles V l'appelle « la fille aînée du Roi ». Elle est officiellement représentée dans les conciles nationaux de l'Église de France et dans les assemblées des États généraux. Sa médiation est demandée au moment de la lutte entre Étienne Marcel, les Parisiens et la Cour, lors de l'insurrection des Maillotins ; elle est signataire du traité de Troyes ». Lors du schisme, si elle commence par soutenir la papauté d'Avignon, elle évolue et finit par soutenir le roi de France. Ce revirement l'affaiblit mais c'est la prise de Paris par les Anglais et la soumission d'une partie du corps universitaire aux Bourguignons qui fait diminuer définitivement l'opinion de la monarchie à son encontre. Le XVe siècle est une succession d'affaiblissements politiques, de la suppression de ses privilèges fiscaux en 1437 à celui du droit de grève en 1499.

### Les traditions et rituels communs

#### Une culture sociale commune
À partir du XIVe siècle, les sources permettent de disposer de nombreux avis sur la manière dont la culture commune existe au sein de la société française. Des valeurs partagées sont distinguables, en dehors des traités théoriques religieux, reflétant ainsi davantage le sentiment commun des Français.
Ces valeurs faisant consensus sont l'ordre public dans un univers chrétien, protégé par le Roi, qui l'est de droit divin. Pour tous, atteindre à la paix et à l'ordre public régenté par le Roi, est rompre un ordre sacré, une action sacrilège. Cet ordre public est également intimement lié à la hiérarchie sociale, indispensable à l'harmonie entre les hommes. Cette hiérarchie s'inscrit partout et en premier lieu dans les vêtements et postures publiques, qui doivent montrer à chacun ce que chacun est dans la société chrétienne.
Une autre valeur fondamentale de cette époque est l'honneur, ressenti et vécu par l'ensemble de la population, riche ou pauvre, et qui correspond à la renommée au sein de sa communauté, portée par le regard des autres. Cet honneur doit être défendu jusqu'à la violence s'il le faut, car à cette époque, la justice se fonde beaucoup sur la réputation des personnes pour statuer, dans la plupart des cas « rendre la justice, c'est mesurer un consensus social ».
Dans les histoires d'honneur, comme pour toutes les épreuves de la vie, l'homme n'est jamais seul, mais s'inscrit dans un groupe social, qui le défend et qu'il défend. La société de cette époque fait vivre de nombreux liens au sein d'un groupe, et des structures apparaissent pour porter ces liens : ordre de chevalerie, confrérie de jeunes d'une même communauté, mais les plus essentiels restent les groupes de vie : famille, villages et quartiers.
Enfin, la dernière valeur unanimement portée par les témoignages est l'amour. Autant au sens général de sentiment propre à l'espèce humaine que l'amour entre conjoints, ou l'amitié entre membres d'une même famille, dénommé souvent amour charnel. Le premier amour promu par les moralistes est celui dévolu à Dieu, avant tout sentiment envers sa famille et amis. Les mêmes moralistes mettent en garde contre l'amour excessif, qui rend fou et surtout qui peut entrer en contradiction avec les indispensables hiérarchies et places sociales auxquelles chacun est lié.

#### Amorce de la prééminence culturelle de Paris

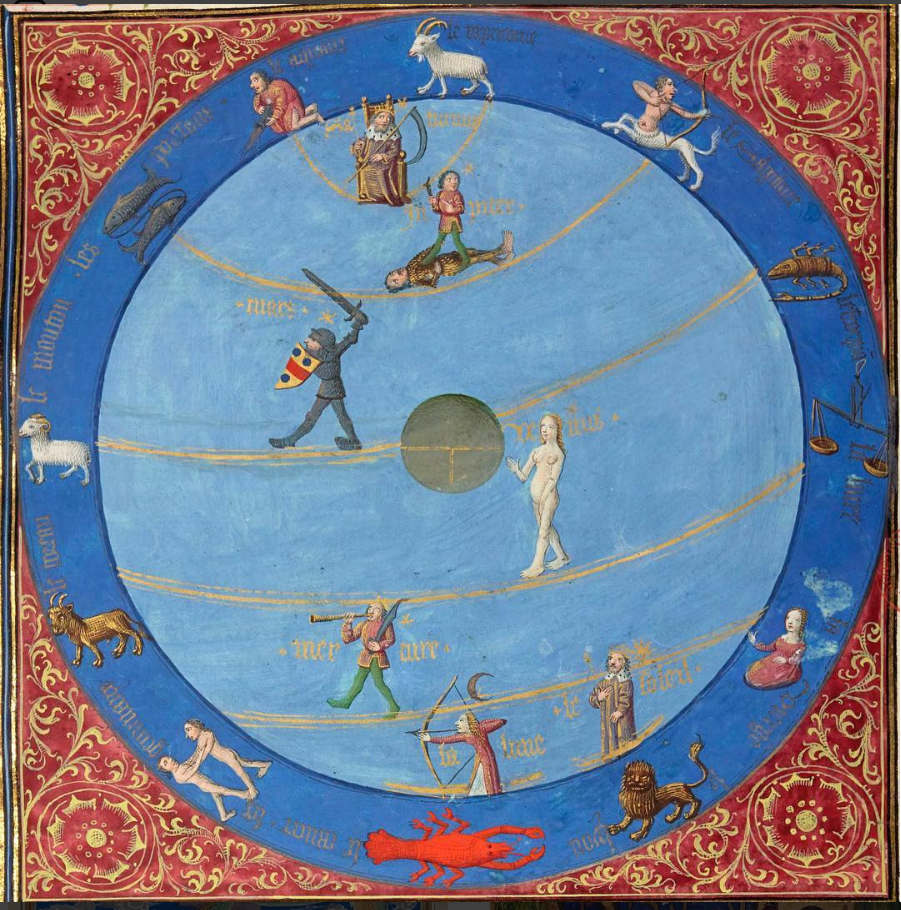
Zodiaque et planètes - Bartholomeus Anglicus, De proprietatibus rerum - Livre des propriétés des choses, BnF, FR9140, fol. 169r.

L'importance de la vie culturelle parisienne devient un topos auprès de nombreux érudits à partir du XIIIe siècle, la cour royale et l'université étant les causes principales de la présence de personnalités prestigieuses. Les érudits déploient alors le thème de la translatio studii qui fait de Paris la continuatrice d'Athènes et de Rome. Ce thème a un succès considérable au XIVe siècle avec les contributions notables de Jean de Jandun ou Nicole Oresme, ou la traduction du De proprietatibus rerum de Barthélemy l'Anglais réalisé par Jean Corbechon à la demande de Charles V. Un des sommets achevés de ce genre littéraire, qui devient un lieu commun, est la Description de la ville de Paris de Flamand Guillebert de Mets, qui énumère les intellectuels, artistes et artisans qui font rayonner la capitale.
Le nombre de lettrés à Paris augmente fortement, avec l'extension de l'administration royale. Passant de quelques centaines pour l'ensemble du royaume sous Louis IX, ils sont environ douze mille à la fin du XVe siècle. Une bonne part de cette forte croissance des effectifs bureaucratiques se situe à Paris et résulte de l'accroissement considérable de l'usage de l'écrit par le pouvoir central, qui parvient ainsi à contrôler toujours plus étroitement les affaires du royaume, comme en témoigne le remarquable degré d'exactitude de l'état des paroisses et des feux demandé par Philippe VI en 1328. Mais les plus puissantes seigneuries suivent le mouvement et acquièrent un nombre grandissant de lettrés pour tenir par écrit leur administration. De même, au niveau du peuple, le recours aux avocats et hommes de loi se multiplie, imposant la croissance de leur nombre. Cette augmentation est concomitante d'une mainmise progressive du roi et de la cour sur la production intellectuelle, et en particulier sur l'historiographie produite dans la cité.

#### La culture de cour
La culture de cour se développe et influence l'ensemble de la société. Naissant autant au sein de l'entourage du roi que de la cour papale d'Avignon ou des cours princières territoriales, elle est encore moins que les siècles précédents une culture de clercs mais bien une culture nobiliaire. Encensée mais également critiquée, elle constitue déjà un modèle de civilisation. En son sein apparait alors une étiquette, des cérémonies propres, une certaine théâtralisation du pouvoir ; et plus encore qu'autrefois, elle est un lieu de mécénat et de création littéraire et artistique. Ce mécénat, dont les exemples les plus importants sont issus de la cour royale, répond au besoin de fortifier sa position sociale dominante par le luxe et l'ostentation, mais aussi car le modèle du bon prince devient celui d'un prince détenteur de tous les savoirs, avec à ces côtés une bibliothèque complète et des savants prestigieux.
La culture des cours princières est centrée sur la réactualisation de l'idéal chevaleresque et courtois, dont les valeurs fondamentales sont le courage, la courtoisie et la largesse. Cette réaffirmation accompagne l'évolution sociologique et culturelle nobiliaire qui voit l'extinction progressive de l'armée féodale et le dépérissement des rituels traditionnels de la chevalerie, avec l'effacement de l'adoubement par exemple. Ces valeurs sont nouvellement défendues notamment par les différents ordres de chevalerie créés par de nombreux princes, petits ou grands.

#### Apparition de l'humanisme - prélude à la Renaissance
Si l'humanisme et l'imprimerie ont longtemps été les marqueurs de la fin du Moyen Âge et le début de la Renaissance, les historiens actuels insistent sur la concomitance de valeurs relevant de l'une ou l'autre époque et existant en même temps, dès le XVe siècle et sur le temps long, et le plus souvent au sein d'une même personne ou d'une même pensée.
L'imprimerie, qui se diffuse à grande vitesse à partir de 1470, répond à un besoin impérieux ; et si elle transforme la société à la fois par la diffusion facilité des connaissances et la rupture civilisationnelle que cela engendre, les premières décennies de son utilisation voient la diffusion avant tout de textes dont les origines et les valeurs sont proprement médiévales, les textes humanistes n'étant publiés que très minoritairement et bien plus tardivement.
L'humanisme se diffuse depuis l'Italie en France avec un certain nombre de lettrés qui ne sont souvent pas des maîtres universitaires. Mais, dans la seconde moitié du XVe siècle, plusieurs maîtres s'emparent et diffusent la nouvelle philosophie tels Guillaume Fichet ou Robert Gaguin. Toutefois, la fin du XVe siècle ne voit pas une diffusion institutionnelle de l'humanisme, qui reste un courant de lettrés privés ; l'université de Paris rejette l'essentiel des nouveautés proposées. Celles-ci sont une recherche du latin pur, la traduction en français de textes classiques et la critique de l'historiographie traditionnelle avec la remise en cause des mythes des origines troyennes ou des légendes entourant la personnalité de Charlemagne.
Plusieurs indices indiquent que l'importance de l'individu par rapport à son groupe d'appartenance apparaissent bien avant l'influence italienne en France et la Renaissance. L'apparition et la diffusion rapide de la signature autographe chez les élites laïques date de 1350, l'utilisation progressivement majoritaire de la prose aux vers permettant une lecture à voix basse, pour soi-même, l'apparition du « je » d'auteur dès le début du XIVe siècle, la création des anges gardiens personnels, et de la croyance en des diables privés ; tous ces faits culturels indiquent une première évolution vers un certain individualisme bien avant l'arrivée de la pensée humaniste italienne.

### L'art du Moyen Âge tardif
Il est extrêmement difficile de diviser les périodes historiques pour l'art en France, car les influences de la Renaissance italienne sont concomitantes aux formes finales du gothique. Cependant, dans tous les arts, des évolutions de fond marquent l'art en France dans son rapport aux représentations sociales.
Aux XIVe et XVe siècles, les commanditaires des œuvres changent ; les impulsions ne sont plus sous le contrôle quasi absolu de gens d'Église pour devenir l'apanage des élites laïques, et en premier lieu des cours princières, où se concentre l'essentiel de la puissance financière et l'influence sociale. Le ton donné est celui de la culture courtoise, marqué par un souci du réalisme, une volonté de représentations du sensible, des émotions et de la position sociale. En dehors de la culture de cour, l'art est davantage tourné vers les masses et se soucie bien plus de leur parler directement. Les sculptures, les peintures véhiculent des images marquantes, destinées à toucher les fidèles et non plus uniquement à les éduquer.
Dans le même temps, l'élargissement et l'enrichissement d'un élite plus nombreuse entrainent la multiplication des œuvres d'art privées, chapelles, ouvrages illustrés, tableaux et sculptures personnels, destinés en premier lieu aux chapelles et lieux de dévotion intimes. De monumental, l'art rapetisse pour être accessible à une population plus large et orner tombeaux et lieu de vie de grands bourgeois.
Durant ces deux siècles, le gothique, né en France septentrionale, se déploie selon plusieurs modalités dans toute l'aire culturelle française puis dans toute l'Europe. Mais d'autres centres de diffusion apparaissent et impriment en retour leur marque à l'art français : le style des villes de la mer du Nord et de la Baltique d'un côté, et les premières formes de la Renaissance italienne d'une autre côté.

## Renaissance

Tableau représentant François Rabelais, Nationalmuseum.

Le XVIe siècle est pour la France une période de profondes transformations culturelles inscrites dans un monde encore partiellement figé, une « Révolution lente ». Les sources historiques sont à cette époque bien plus riches et permettent de discerner les caractéristiques de ces changements selon trois grands axes, la culture du quotidien, la frontière entre croyance et raison et la culture artistique.
Pour un article plus général, voir Renaissance française.

### Culture matérielle et du quotidien
Durant longtemps, jusqu'aux années 1950, les historiens du la culture française ont trop utilisés une méthode régressive en exploitant les recueils de tradition des campagnes françaises du XIXe siècle et en extrapolant leur ancienneté jusqu'aux frontières du Moyen Âge. La science historique est revenu des très nombreux raccourcis et approximations, en rétablissant surtout les ignorances dues aux manques de sources directement issues du XVIe siècle. L'étude du quotidien vécu des hommes et femmes de la Renaissance permet à présent d'appréhender les perceptions, les modes de vie, les transformations des cadres techniques et sociétaux. .

#### Démographie
« La Renaissance intellectuelle et artistique a été favorisée en France par une conjoncture démographique, économique et sociale propice […] La première des conditions bénéfiques est la spectaculaire croissance du nombre des habitants du royaume ». Après les troubles de la guerre de Cent Ans et les épisodes de peste, la seconde moitié du XVe et la première moitié du XVIe siècle constituent un énorme rattrapage et de très nombreuses opportunités pour les Français ; nombreuses terres en jachère, facilité pour trouver du travail, foncier moins cher en zone urbaine. Le royaume compte au milieu du XVIe siècle, qui constitue un point haut, environ dix-huit millions d'habitants dans ses frontières du traité du Cateau-Cambrésis et est le pays le plus peuplé d'Europe.
Mais surtout, cette croissance est perçue par les contemporains et façonne leur vision du monde. Les villes sont progressivement pleines, et il est difficile d'y trouver un lieu où bâtir ; les campagnes finissent par exploiter toutes les friches créées lors des épisodes de peste de la fin du Moyen Âge et de la guerre de Cent Ans. Cette croissance démographique soutenue, accompagnée d'une baisse de la mortalité par maladie au cours de la première moitié du siècle, s'estompe lors de la seconde moitié. Cette France « pleine » connaît alors un morcellement des terres agricoles dû aux divisions lors des héritages, une baisse des salaires urbains et ruraux due à un grand nombre de personnes qui cherchent du travail.

#### L'homme et son quotidien

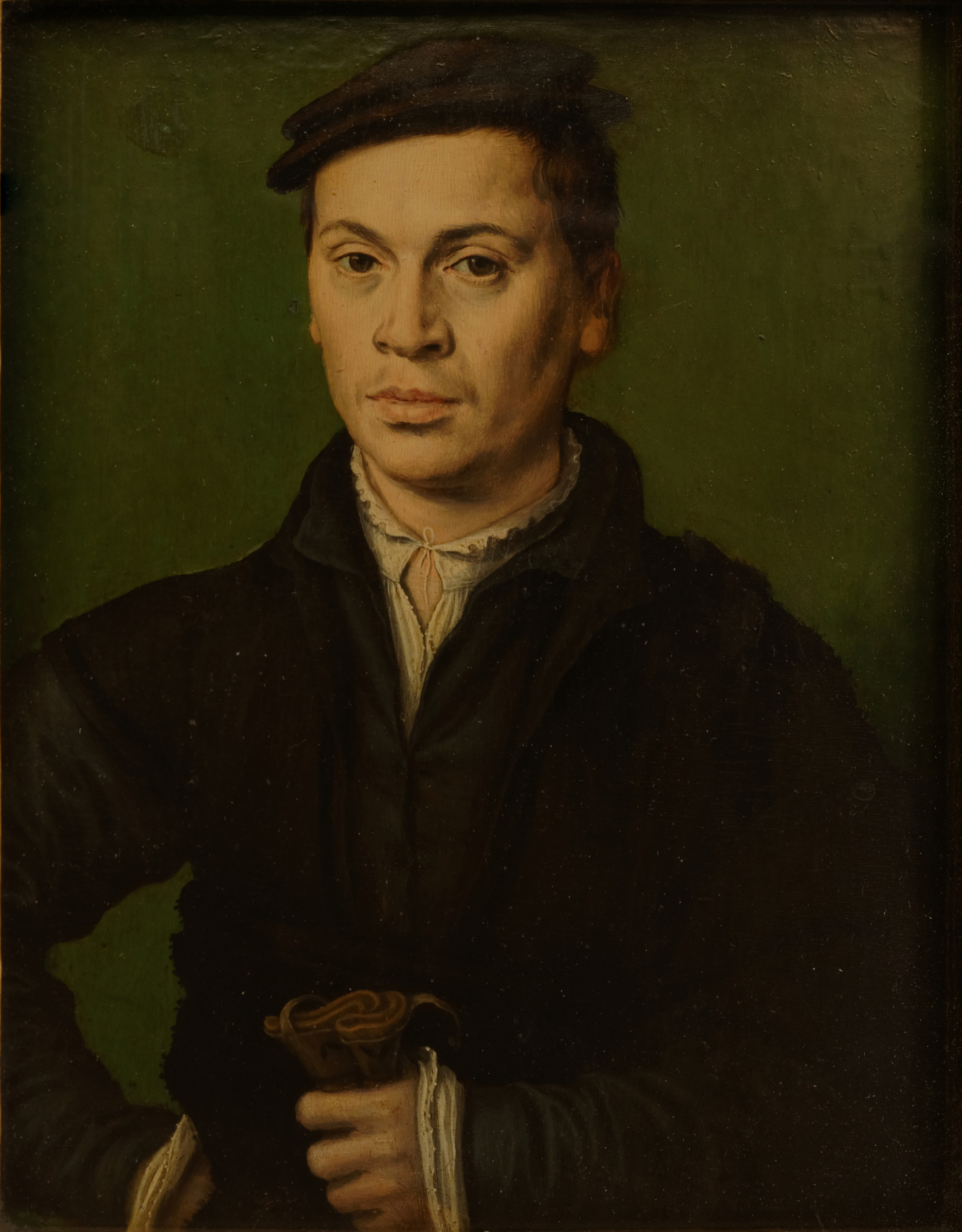
Homme au béret noir tenant une paire de gants peint par Corneille de Lyon. Musée des Beaux-Arts de Lyon.

Durant la Renaissance, la société française est encore une société très proche de la nature et une société de la frugalité et du manque. Pour une immense majorité de la population, les maisons sont en matériaux pauvres, constamment en réparation. Le mobilier est maigre, les éléments de décors rares ou frustres. Le premier symbole de position sociale plus ou moins élevés se situe au niveau de l'habit, que l'on a en plus ou moins grand nombre, et en différentes qualités.
À l'inverse pour l'élite apparaissent des meubles statiques, remplaçant les coffres médiévaux destinés à être transportés. L’ébénisterie se développe avec la naissance des dressoirs pour présenter les vaisselles précieuses, des tables non démontables et d'autres mobiliers sédentaires. Leur importance croissante dans la vie des élites entraine le développement de tous les arts mobiliers, sculptures, marqueterie, joaillerie.
La nature, omniprésente, fournit aux hommes une nourriture encore peu variée et ne répondant qu'imparfaitement aux besoins. La base de l'alimentation est constituée par les céréales, en pain ou en bouillie. Les légumes et les fruits sont rares, de même que la viande, le principal apport régulier en protéine animale étant dû aux œufs. Les disettes et famines frappent encore régulièrement, fruit combiné des aléas du climat et de la spéculation des grands propriétaires et marchands.
Certaines zones de productions agricoles évoluent pour s'adapter à un commerce de plus en plus européen. Non seulement la France devient un pays quasiment entièrement cultivé, mais certaines régions sont remodelées dans leur paysage agricole par des cultures d'exportation portées par un grand commerce florissant. Il est possible ainsi de citer la naissance de la sériciculture dans le midi, de régions à plantes tinctoriales comme le pastel et le safran dans le Toulousain ou des agriculture destinées à la fermentation et l'exportation comme les pommiers à cidre en Normandie, Picardie et Bretagne ou la vigne sur la côte atlantique ou autour de Paris.

#### Les rites de passage

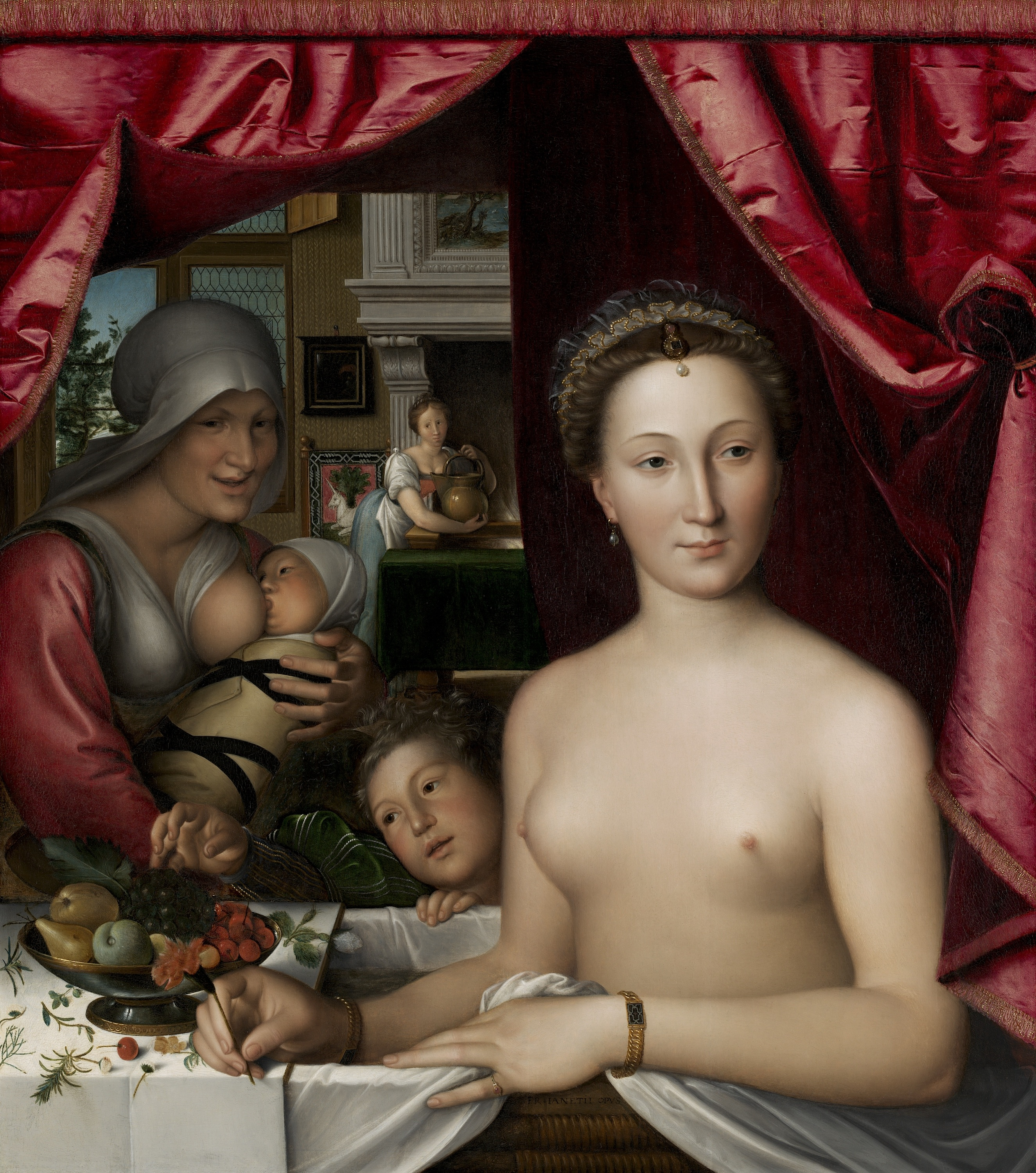
Dame au bain, François Clouet, 1571, National Gallery of Art.

S'il existe une quantité de variations régionales, il existe une culture commune aux grands passages de la vie des hommes et des femmes, naissance et baptême, jeunesse, passage à l'âge adulte, mariage et vieillesse.
Le premier rite, qui à cette époque suit le plus près possible la naissance est le baptême, rite fondamental dans le cadre d'une mortalité infantile très importante, qui est destiné à apporter à l'enfant la protection divine, à sauver son âme, mais également comme rituel d'intégration à la communauté. À la Renaissance, de premiers ouvrages évoquent l'enfance et informent sur les premières étapes de la vie. L'historiographie est revenue de la théorie de la découverte de l'enfance au XVIIe siècle, soutenue en son temps notamment par Philippe Ariès. Il a présent établi que les sentiments n'ont pas fondamentalement varié d'une époque à l'autre, mais seulement la manière dont les lettrés l'expriment.
Dès cette époque, l'âge de raison est fixé à sept ans, âge à partir duquel on éduque l'enfant, par l'enseignement ou l'apprentissage auprès de la famille ou d'un maître. L'entrée dans la vie active se déroule progressivement, entre la dixième et la quinzième année. Cette entrée progressive dans la vie adulte ne change pas le statut d'enfant de ces jeunes personnes, qui ne changent réellement d'état qu'avec le mariage ou l'entrée dans un ordre religieux. Cependant, les enfants entre quinze et vingt ans ne sont pas absent de la vie communautaire : en témoigne l'importance locale des groupes de jeunesse qui ont une vraie place dans l'animation de la vie du village ou du quartier, et qui participent pleinement à la régulation sociale par ente autre les réprobations des comportements rompant les usages tacites ; homme trop vieux prenant une épouse trop jeune, mari se laissant cocufier trop aisément, etc.
À la Renaissance, le mariage n'est pas encore une frontière stricte, impliquant la virginité des deux conjoints. De nombreux indices indiquent qu'existe une certaine marge de liberté des hommes et femmes avant l'union définitive, tel les mariages « à l'essai » du Pays basque ou dans la région de Montbéliard ou les taux élevés de naissances hors mariage dûment enregistré, qui indiquent nécessairement des situations hors cadres bien plus fréquentes. Le mariage intervient encore assez tôt au regard des normes du siècle suivant ; un quart des filles se marient avant vingt ans, et la moyenne se situe entre vingt et vingt-deux ans, soit cinq ans de moins qu'au XVIIe siècle. Il n'empêche, le mariage est pleinement la norme de comportement habituelle, ceci avec une forte homogamie due à la nécessité de trouver un parti de même âge et rang social. La religion n'a pas encore de grande importance dans l'ensemble des normes sociales qui entourent et encadrent le mariage, qui reste à la Renaissance une affaire civile.

#### Les progrès techniques
« À partir de la Renaissance, la technique non seulement attire l'attention des pouvoirs publics, mais encore fait partie intégrante de la culture ». Les élites cultivées, mais également les classes moyennes, s'intéressent aux artisans et techniciens, et ne font pas de distinction entre art et technique, que ce soit au niveau conceptuel ou vis-à-vis des artistes ou techniciens. Si l'essentiel des inventions (imprimerie, ressort à spirale, rouet à ailettes, fortifications modernes) naissent à la fin du XVe siècle, elles se diffusent et font bouger la culture du quotidien tout au long de la Renaissance.

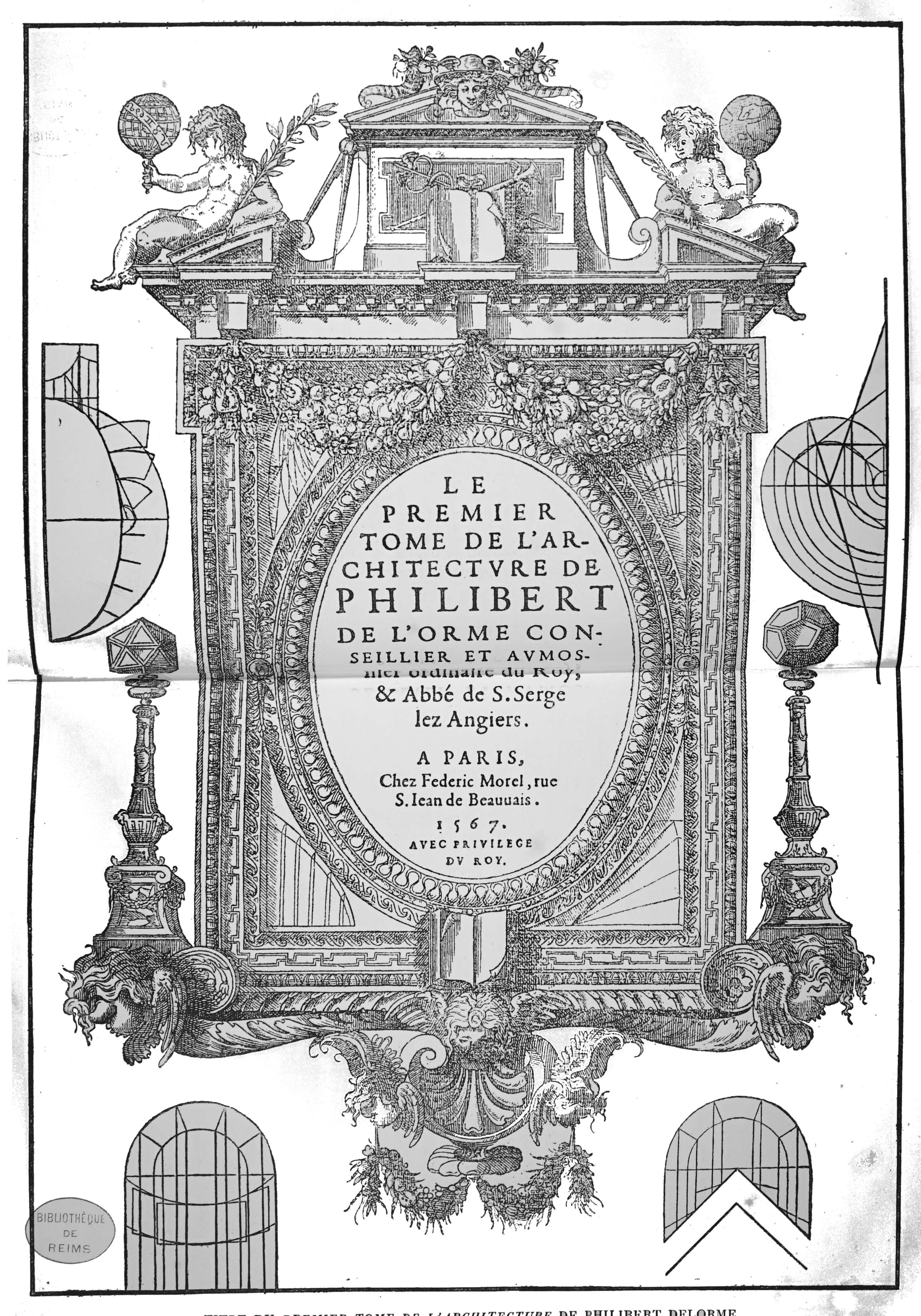
Page de garde du Premier tome de l'Architecture de Philibert Delorme.

Les ingénieurs eux-mêmes ne sont pas uniquement des techniciens, mais également des architectes, artistes ou inventeurs. Les premiers techniciens européens se situent plutôt en Italie et en Allemagne, la France en attirant rapidement de nombreux représentants qui font émerger des figures locales. Enfin, les premiers pas d'une méthode scientifique, avec l'observation de la nature, sa reconstitution via des expériences et des tentatives de généralisation s'impose auprès des intellectuels.
De nombreuses techniques apparaissent qui transforment la société française, en premier lieu l'imprimerie. D'autres secteurs techniques connaissent une révolution comme la métallurgie avec l'apparition des hauts fourneaux et des forges d'affinage. À l'inverse, l'industrie textile, l'apparition de la soierie mise à part, essentiellement à Lyon, si elle connaît une forte expansion, ne connaît pas de profondes transformations techniques.
Des évolutions lentes marquent la vie des Français. Parmi celles-ci, une des plus importantes est la généralisation dans toutes les campagnes des moulins à eau et à vent, qui apportent partout une hausse de la production des travaux agricoles et artisanaux de base.

#### Société et commerce
Les structures sociales, et notamment le fonctionnement de l'économie sont au XVIe siècle un mélange de pesanteurs du passé et d'évolutions. Si l'essentiel des échanges continue de se réaliser à un niveau local, de plus en plus de produits circulent à échelle régionale, nationale et internationale.
Durant la Renaissance, l'axe commercial européen entre le nord et le sud passe en grande partie par Lyon et le couple Paris-Rouen, évitant les Alpes et Genève comme précédemment. Lyon devient une place marchande internationale, dont l'importance tient à la présence d'une grande concentration de banques originaires d'Italie ou d'Allemagne et finançant une grande part du commerce au long cours de l'époque. Des familles de grands marchands français émergent alors et prennent une place importante dans la vie du royaume.
L'horizon de nombreux commerçants s'étend à la Renaissance. Les marins pêcheurs bretons étendent leurs zones de pêche et de chasse à la fourrure jusqu'en Amérique du Nord, essentiellement à Terre-Neuve. Les grandes familles commerçantes des principaux ports français, Bordeaux, Saint-Malo, Marseille ou La Rochelle étendent leurs zones d'influence à la même échelle que les navigateurs espagnols, portugais, anglais ou hollandais, commerçant dans la Baltique, jusqu'en Guinée ou au Brésil. La monarchie soutien ces entreprises, notamment François Ier, tentant d'établir des colonies permanentes, mais sans succès.

### Croyances et raison - Humanisme et religion

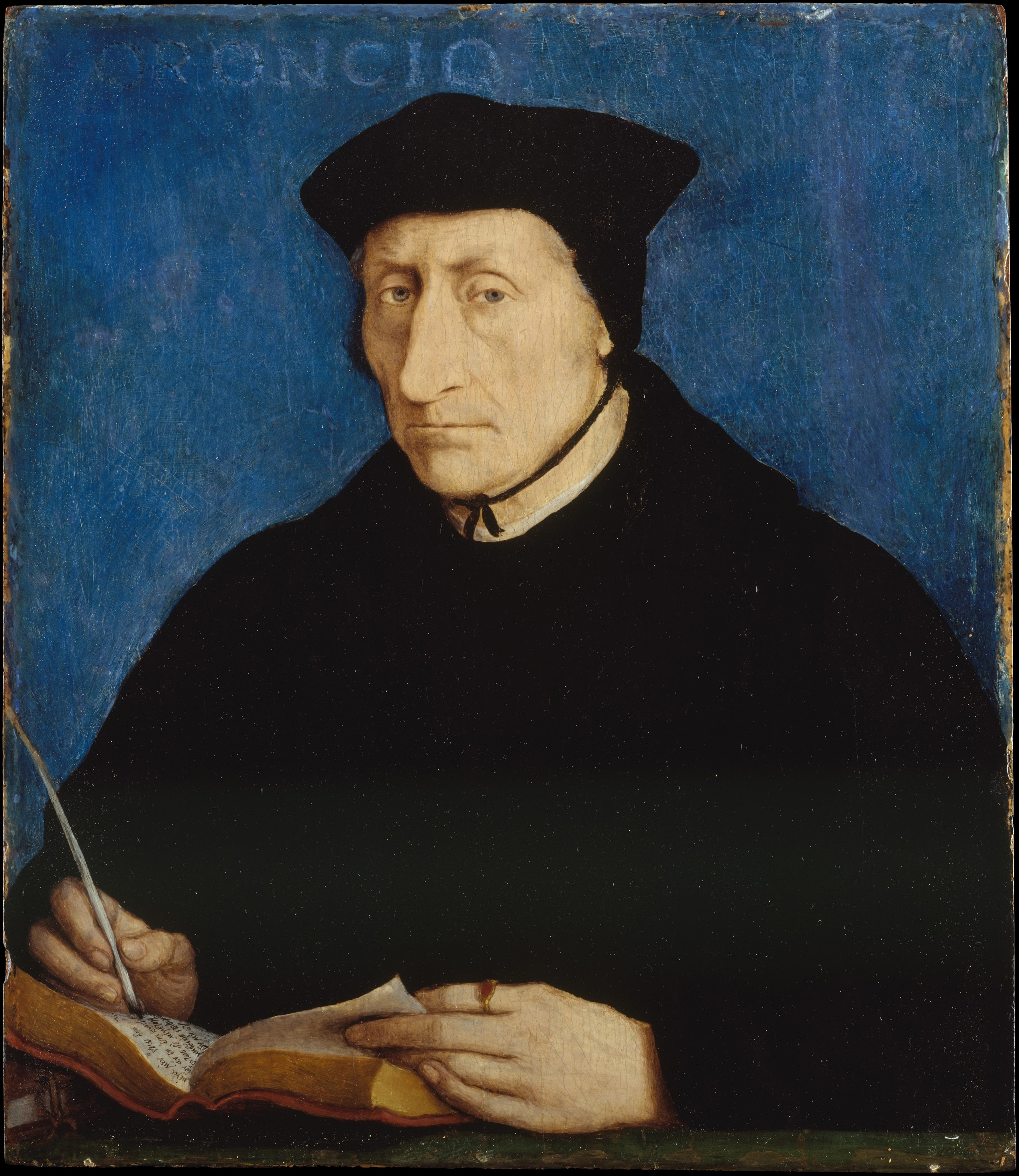
Guillaume Budé, par Jean Clouet, vers 1536, Metropolitan Museum of Art.

Durant la Renaissance, un profond mouvement de pensée, l'humanisme, naît et se développe en France comme en Europe et touche l'ensemble des lettrés de ce temps. Provenant en partie d'Orient et surtout d'Italie, cette volonté de rénover les sciences et lettres et de revenir à une pensée antique exemptes d'altérations bénéficient des avancées techniques telle l'imprimerie et touche l'ensemble des sciences de l'époque, linguistique, sciences physiques, théologie.
L'humanisme a pour ambition de retrouver l'esprit et la pratique de la religion des origines et donc de rénover l'Église, mais cette volonté se heurte aux résistances des institutions en place et aboutit aux Guerres de religion.

#### Humanisme: la rénovation des Lettres
Selon Pierre Chaunu, « L'humanisme qui modifie profondément le cours de l'histoire européenne au XVIe siècle est une technique intellectuelle, un ensemble d'inclinations qui s'emparent d'un milieu restreint, avant de déborder, par le relais tout neuf de l'imprimerie, sur des secteurs de plus en plus vastes de la société et de la sensibilité ». Les principales caractéristiques de ce mouvement intellectuel sont de placer l'homme au centre de leurs réflexions, de vouer une fascination sans borne à tous les savoirs, de puiser aux sources antiques tout en méprisant le Moyen Âge et d'être porté par la révolution de l'imprimerie.

##### Origines

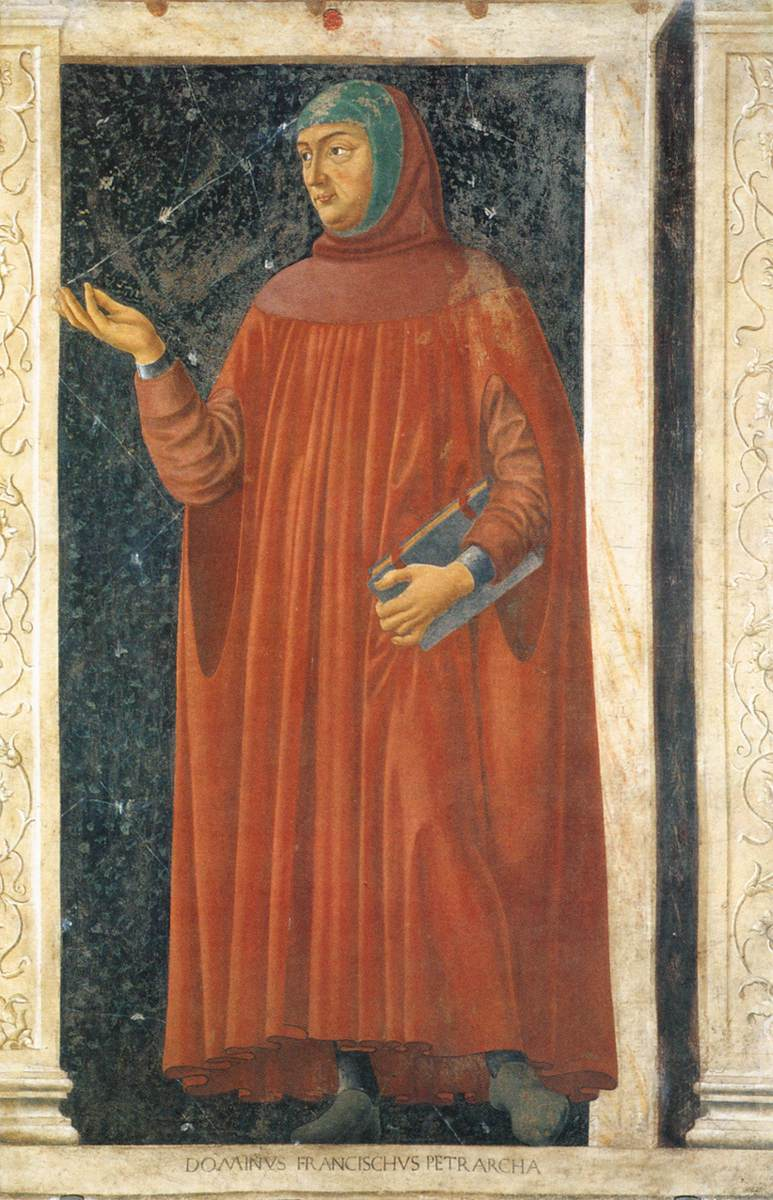
Pétrarque peint par Andrea del Castagno dans sa série des Hommes et femmes illustres à la Galerie des Offices, Florence.

L'humanisme français puise son inspiration dans la renaissance italienne des XIVe et XVe siècles, ainsi que des savants issus du monde chrétien byzantin fuyant l'invasion ottomane.
La première source d'inspiration du mouvement humaniste français est italien avec le premier opposant à la scolastique traditionnelle, Pétrarque, accompagné de Laurent Valla, Marsile Ficin et Pic de la Mirandole. Initiant un mouvement vers les belles-lettres latines et la recherche d'une langue élégante et puisée directement aux textes d'origines antiques, ce mouvement entraîne un premier et timide intérêt de la part des lettrés français, en partie via la cour papale d'Avignon ; en témoignent par exemple les travaux de Jean de Montreuil.
La redécouverte de la culture hellénistique naît lors du voyage de penseurs grecs lors du concile à Florence en 1439, puis bien davantage lors de l'exil d'autres savants byzantins chrétiens lors de la conquête de l'Empire romain d'orient par les forces ottomanes. La langue grecque étant restée proche de la langue antique, les textes antiques deviennent directement accessibles aux savants occidentaux via l'apprentissage de cette langue.
L'essor véritable de l'humanisme en France date de la fin du XVe siècle avec l'accueil volontaire de la part de nombre érudits des penseurs italiens et de leurs textes. Le premier élan est donné par le bibliothécaire de la Sorbonne Guillaume Fichet, puis par Guillaume de Rochefort, Guy de Rocherfort, Pierre de Courthardi et Jean de la Driesche.
Cette première effervescence peut naître et se développer surtout grâce à l'appui des puissances monarchiques et nobiliaires. Tous les rois de France soutiennent les humanistes, les défendent contre leurs détracteurs et invitent en France les Italiens ou les Allemands. Si Charles VIII et Louis XII protègent et aident déjà de nombreux penseurs, cette volonté royale est portée avec davantage de force par François Ier. Ce dernier développe fortement la bibliothèque royale, crée une charge de grand maître de la librairie pour Guillaume Budé et, en coordination avec lui, engage des équipes de copistes qu'il envoie dans les bibliothèques italiennes pour reproduire de nombreux manuscrits. Sa création la plus importante, qu'il défend constamment contre les attaques des universitaires de la Sorbonne est le collège des lecteurs royaux en 1530,.

##### Caractères de l'humanisme
Un des traits marquant de l'humanisme est la place donnée à l'Homme dans le monde, à l'optimisme affiché à son endroit, qui tranche avec l'opinion antérieure d'un homme pécheur par nature. L'Homme est à la fois considéré comme étant au centre du monde par la volonté de Dieu, mais également comme un raccourci de ce même monde. Cette même pensée est également pétrie d'un puissant optimisme, estimant que par ses capacités intellectuelles, l'Homme est capable de dépasser et surmonter sa condition initiale.

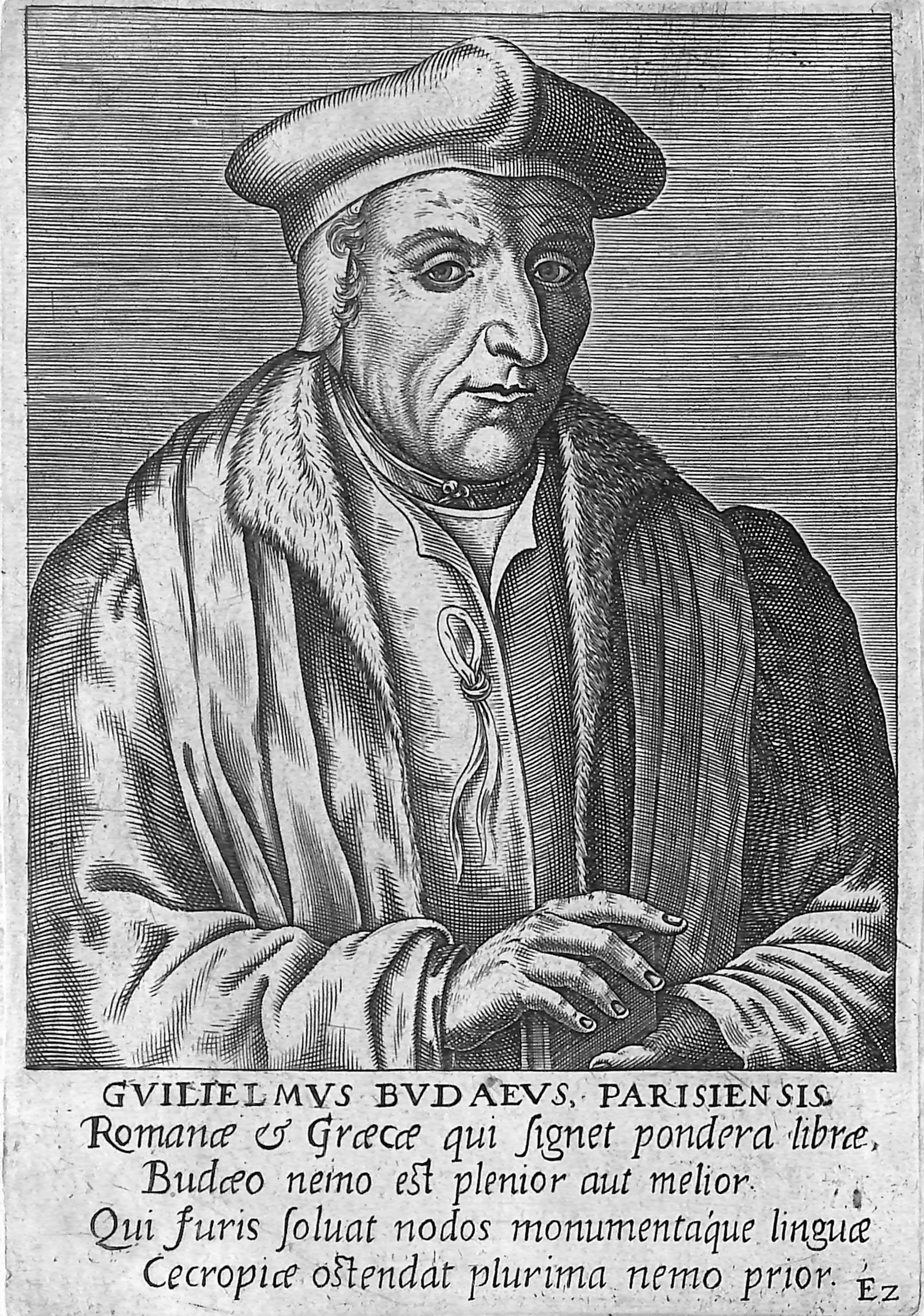
Portrait de Guillaume Budé gravé par J. de Bosscher, 1540. Collection MAS Estampes Anciennes - Paris.

Les penseurs humanistes vouent une passion aux textes, aux idées et arts antiques, qu'ils redécouvrent et s'efforcent de lire dans des versions les plus fidèles que possible aux originaux. Pour cela, ils s'efforcent de reconstruire des langues anciennes les plus conformes à ce qu'elles étaient sous l'Antiquité. Ils veulent expurger le latin des déformations médiévales, qu'ils méprisent comme une trahison. Ils accusent également les penseurs médiévaux d'avoir progressivement préféré les commentaires et les gloses aux textes fondateurs de la religion ou de la philosophie antique. La divergence entre les penseurs humanistes et ceux tenant d'une méthode scolastique est le rapport au texte. Pour les scolastiques, les textes doivent avoir été compilés, décortiqués et classés avant d'être proposés au lecteur ; les principaux ouvrages de cette tendance proposent des classements et des synthèses des idées antiques sans soucis de renvoi aux textes. À l'inverse, les humanistes proposent un projet intellectuel où les penseurs, après avoir découvert et maîtrisé la véritable langue dans lesquels les textes ont été rédigés, plongent dans les textes originaux, uniquement accompagnés de notes philologiques et historiques. Les humanistes ridiculisent et dénigrent leurs opposants — qui font de même — au sein d'un combat intellectuel comprenant débats directs et oppositions aux travers de publications qui se répondent.
Un trait novateur de l'humanisme est le souci de rénover la pédagogie. De nombreux penseurs rédigent des traités pédagogiques, des manuels scolaires pensés pour des élèves et étudiants, réfléchissent et mettent en place de véritables programmes d'enseignement organisés. Le mouvement accompagne la naissance de collèges où les élites envoient leurs enfants bénéficier de ces nouvelles pratiques. « Désormais, l'écolier travaille de manière personnelle avec ses propres livres, ses propres cahiers, accomplissant ses exercices écrits et oraux ; le temps de la vieille faculté des arts où l'enseignement se fondait sur la lectio par le maître et la répétition par l'élève s'achève, les collèges la relaient pour diffuser l'apprentissage des humanités, selon un tout autre mode d'acquisition du savoir ».
Si l'époque de la Renaissance n'est pas un grand moment de développement scientifique, il l'est toutefois dans le domaine linguistique, porté par la volonté des humanistes de comprendre pleinement les textes anciens. Des savants initient la philologie, l'étude critique du latin et du grec. Initié en Italie avec Cosme l'ancien et Marsile Ficin, ce mouvement intellectuel est relayé en France principalement par Guillaume Budé avec ses Commentarii linguæ graecæ en 1529. Dictionnaires et ouvrages d'étude des langues antiques se multiplient pour permettre l'accès direct aux textes d'origine. Ce courant entraîne l'apparition et le développement de l'étude de la langue hébraïque. Initiée également en Italie, elle irrigue les milieux humanistes français, apportant avec elle l'étude de la mystique juive qui influence la pensée humaniste de la Renaissance dans son ensemble, avec notamment les écrits de Guillaume Postel. À l'encontre des directives des universités scolastiques, qui estiment que connaître les langues d'origine ne sert pas pour comprendre les textes, de nombreux collèges d'enseignement trilingues, latin, grec et hébreu, naissent en Europe. En France, le collège de Paris créé en 1530 adopte d'emblée les trois enseignements.
« La remise à l'honneur, à une échelle jusque-là inconnue, des trois grandes littératures anciennes a bien donc été une réalité à l'époque de la Renaissance. À cet égard, humanisme et imprimerie se sont épaulés l'un l'autre ».

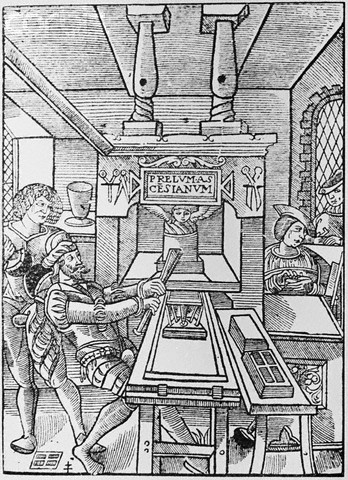
Imprimerie de Josse Bade, imprimeur à Lyon et Paris. Gravure de 1520 environ.

Le dernier caractère qui fait de l'humanisme un mouvement intellectuel particulier est que son essor est porté par la révolution de l'imprimerie. Cette révolution se caractérise par un essor très rapide des moyens de reproduction, et de ses coûts. En trente ans, entre 1470 et 1500, plus de quarante villes françaises sont dotées d'au moins un atelier ; auxquels il faut ajouter la pratique très courante d'ateliers mobiles, allant à la demande d'une cité à une autre pour répondre à un besoin. Les humanistes s’emparent immédiatement de cette technologie pour diffuser à une large échelle leurs textes, étant soucieux d'une grande exactitude scientifique et de proposer aux lettrés des textes et ouvrages d'études en latin, grec et même hébreu. Beaucoup de grands imprimeurs sont des compagnons intellectuels d'humanistes et les emploient pour établir les meilleurs livres possibles. Parmi ceux-là, il est possible de citer Sébastien Gryphe, Robert Estienne (qui travaille avec Budé) ou Josse Bade.
Cette révolution de l'imprimé transforme également le rapport à l'oral. Si celui-ci est encore prédominant dans la circulation générale des idées et des nouvelles à cette époque, l'abondance soudaine de l'imprimé renforce considérablement la place de l'écrit et des sachant lire. L'autorité des idées ne provient plus que de ce qui est écrit, et plus de ce qui est transmis oralement. Alain Croix cite ainsi deux éléments qui mettent en lumière cette transformation du rapport écrit-oral : l’assertion de Rabelais dans Gargantua qu'un « homme de bien croît toujours ce qu'on lui dit s'il le trouve par écrit » ou l'ordonnance de Villers-Cotterêts de 1539 qui impose des preuves écrites en justice, et donc la tenue des registres paroissiaux.
Enfin, l'essor de l'imprimé a une influence forte sur l'oralité, car la diffusion massive d'idées ou d'histoires imprimées est ensuite largement relayée à l'oral vers les personnes illettrées ; la pratique de la lecture à haute voix à destination d'une assemblée familiale ou amicale est en effet monnaie courante.

##### Limites de l'humanisme: superstitions et intolérance
L'ensemble des couches de la société française sont culturellement imprégnée de superstitions, avec un cadre de pensée mêlant sans difficultés ni questionnement dogmes chrétiens et idées ou pratiques relevant du miraculeux. Des paysans qui honorent la lune avec une oraison chrétienne aux lettrés qui placent sur le même plan idées de l'antiquité païenne, dogme catholique et imagination personnelle au travers de l'astrologie, de l'alchimie ou de la cabale, la culture humaniste de la Renaissance n'est pas encore empreinte de rationalisme. Même les savants et érudits qui se moquent des superstitions simples des illettrés ne parviennent pas à s'affranchir eux-mêmes de nombreux préjugés irrationnels.
Le recours au surnaturel est quotidien et évident pour toute la population, clergé et érudits compris. La société dans son ensemble n'établit pas de distinction claire entre l’intercession du monde divin et les pratiques protectrices relevant de la magie, ou de la sorcellerie. Si des accusations et des procès en sorcellerie existent déjà, ils n'ont pas la même importance et le caractère systématique de la période postérieure. Au XVIe siècle, il est normal d'évoquer comme le fait Noël du Fail des sorciers qui protègent les champs de la communauté ou que des prêtres convaincus de cas de maléfices conservent leur poste sans être inquiétés.
La culture française de la Renaissance, enfin, est pétrie d'intolérance, dont les manifestations les plus extrêmes sont les Guerres de religion. Cette intolérance existe dans toutes les couches de la population, les élites lettrées n'y échappant pas plus que les autres ; elle s'expriment tout à la fois au travers des nouvelles confréries de pénitents qui se répandent dans l'ensemble du pays comme dans les persécutions plus classiques à l'encontre des juifs puis des protestants. Apparaît toutefois, dès le début des troubles de la part de personnalités modérées, une culture de la recherche du compromis qui promeut intellectuellement la séparation de la fidélité au roi de celle due à la religion. Nommés par leurs adversaires les « politiques », ces personnes engagent une lutte culturelle pour promouvoir une nation harmonieusement soudée derrière le roi, et s'opposent à une autre vision, où la fidélité à la religion catholique autorise tout, dont le régicide du roi « traître » à la foi. Cette opposition ne trouvera sa résolution qu'aux périodes postérieures et entraînent une lutte intellectuelle durant toute la seconde moitié du XVIe siècle. Parmi les lettrés qui défendent la tolérance se trouve Montaigne avec ses Essais, qui n'auront une importance culturelle qu'à l'époque classique.

#### Le bouleversement de la religion

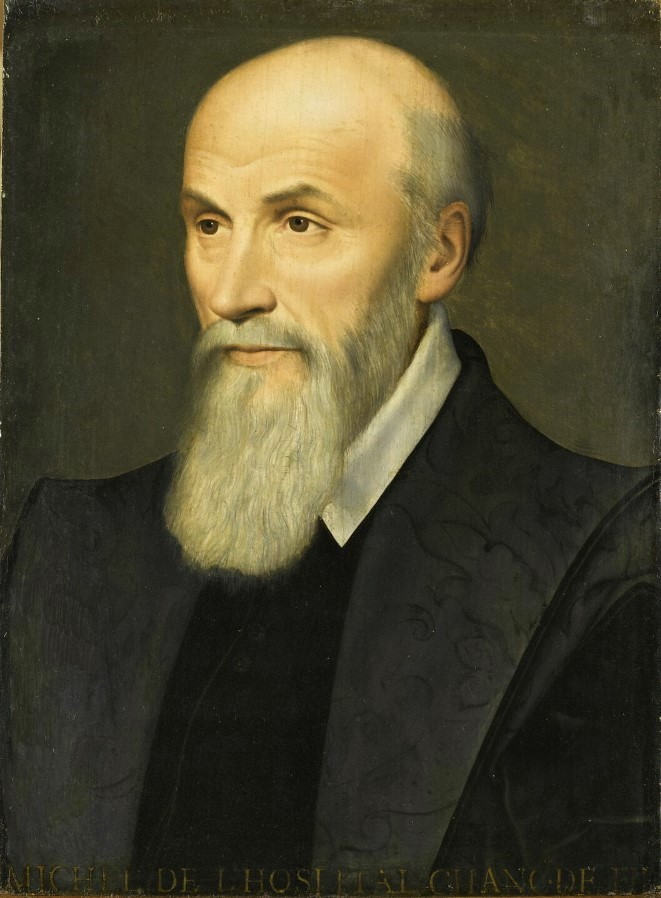
alt=Portrait peint d'un homme chauve et portant une longue barbe, en costume Renaissance., partisan et symbole des tentatives de réconciliation religieuse. Musée du Louvre.

Sous les réflexions de nombreux penseurs dès le XVe siècle, la religion et ses pratiques évoluent fortement au XVIe siècle. Ces évolutions, issues pour partie de réflexions anciennes et parfaitement orthodoxes, entraînent un progressif rejet des directives de la hiérarchie romaine par de nombreux penseurs et aboutissent tout à la fois à des divisions sociales et aux guerres de religion, mais aussi à de multiples transformations au sein de l'Église catholique. Mais au-delà de l'apparition et de l'emprise sur une minorité de français du calvinisme et du protestantisme, tous les penseurs de la religion connaissent une évolution de leur rapport à cette dernière, au travers de la dévotion moderne, intériorisé, et des prières privées nourrie par la méditation sur les Écritures et la vie terrestre.
La Renaissance est l'époque d'une certaine radicalité religieuse, issue d'un fond d'exclusivité de la religion, la très grande majorité de la population, au travers toutes les classes sociales, ne pouvant penser la coexistence de plusieurs religions au sein du royaume. Toutefois, durant toute la période, des penseurs, souvent humanistes, laïcs ou ecclésiastiques, estiment possibles l'existence d'une tolérance envers d'autres croyances, et la défendent. Qua ce soit des théoriciens qui argument ou des politiques qui recherchent un moyen d'obtenir une concorde civile, cette frange de la population ne disparaît jamais dans les tourmentes des conflits, et restent souvent soutenus par des pouvoirs politiques forts.

##### Volonté d'amélioration de l'Église

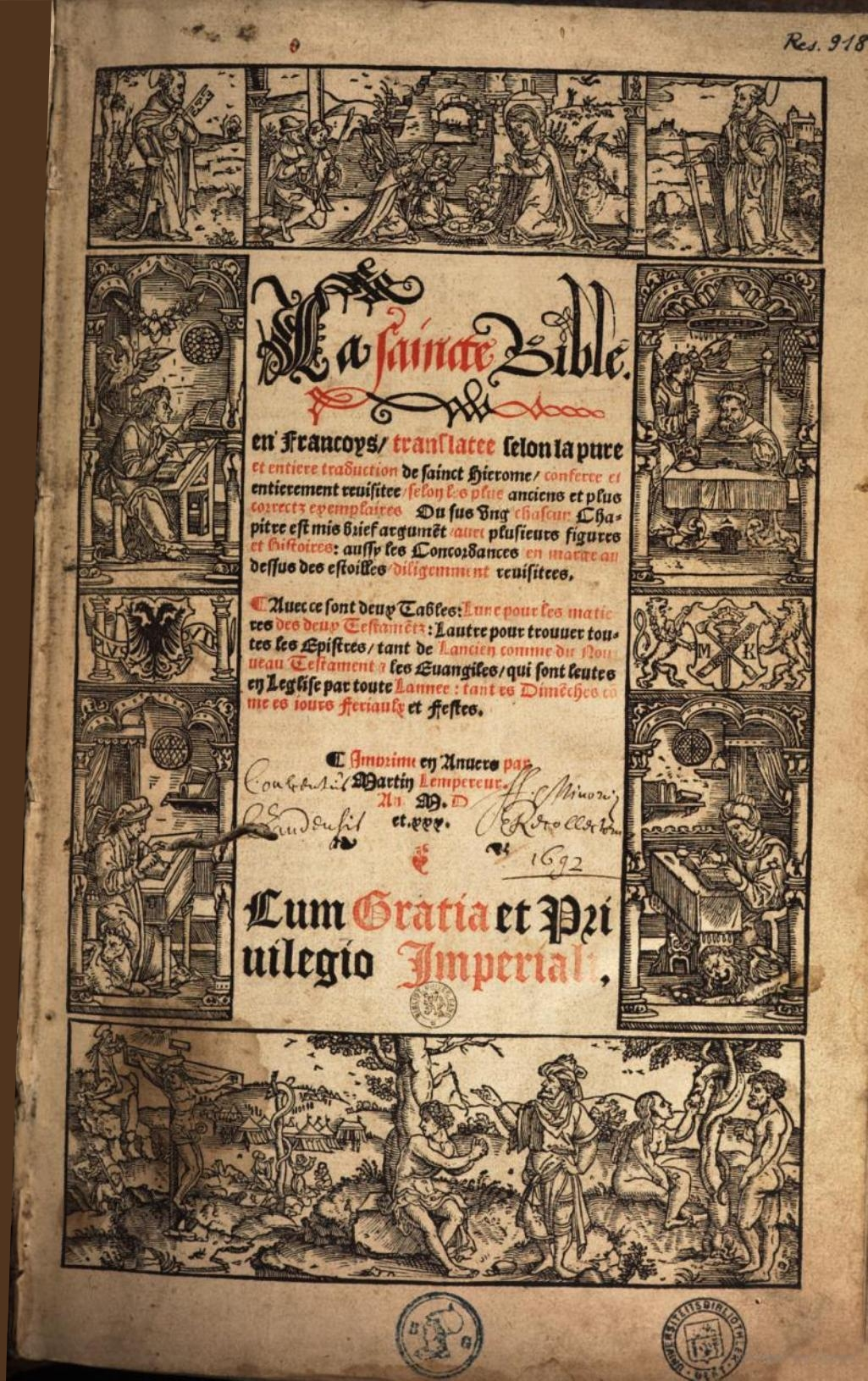
Bible en français de Lefèvre d'Étaples éditée en 1530 à Anvers.

La culture religieuse ne doit pas se lire uniquement en termes d'affrontement entre deux camps monolithiques, mais bien davantage dans la volonté présente chez tous de rénover, de corriger les pratiques religieuses. Cette volonté préexiste aux conflits armés et anime autant ceux qui rompent avec Rome que ceux qui y restent fidèle.
Dès la seconde moitié du XVe siècle, de nombreux lettrés, religieux ou laïcs ressentent le besoin de réformer des abus dans les pratiques du clergé, et essaient avec l'appui de diverses autorités de procéder à des restaurations d'un ordre mis à mal. Tout d'abord centrées sur les ordres monastiques, de nombreuses initiatives tentent de procéder au retour à l'observance, à la clôture, à la vie commune pour des communautés s'étant éloignées des pratiques originelles de leur ordre. Ce mouvement qui n'est pas structuré engage de nombreuses initiatives qui ne sont pas toutes couronnées de succès, car les moines non observants sont souvent rétifs et soutenus par une communauté locale de fidèles, les résultats sont des réformes en ordre dispersé, efficaces à certains endroits et en échec dans d'autres,.
L'initiative la plus importante concernant le clergé séculier est le Cénacle de Meaux autour des figures de l'évêque de Meaux Guillaume Briçonnet et de Jacques Lefèvre d'Étaples. Un groupe d'humanistes essaie de rénover les pratiques et la foi des fidèles catholiques dans les années 1520-1530 au travers une exigence accrue envers les prêtres et curés (obligation de résidence, prédication, encadrement par des synodes annuels), le développement de la prédication avec la diffusion des Écritures en français, l'emploi du français dans la liturgie ou la lutte contre les superstitions, notamment contre les images de saints. Si cette expérience, et surtout les excès de certains de ces membres, est finalement condamnée par la Sorbonne, elle est la partie émergée d'un mouvement habitant de nombreux prélats français cherchant à améliorer les pratiques de leur clergé et de leurs fidèles.

##### Transformation de la piété et des formes religieuses
Au-delà des courants protestants, il existe à la même époque une transformation pour une large frange de la population du mode de pratique de leur foi. De cérémonielle et déléguée au clergé, elle devient plus personnelle, intime et en relation directe avec Dieu. Chez de nombreuses personnes, elle vient avec la foi en une relation directe à Dieu en vue du salut de l'âme, et mène au rejet de toute intercession du clergé, au rejet des œuvres, de la hiérarchie cléricale, typique des courants protestants. Mais cette évolution de la sensibilité religieuse se retrouve tout autant au sein de nombre de personnes tout à fait fidèles à Rome. De même que certains courants protestants ne rejettent pas toutes les pratiques communes et la recherche d'un guide sous les traits des pasteurs ; de nombreux catholiques expriment leur foi de manière plus intime, plus individuelle, comme en témoigne par exemple le succès des livres d'heures,.
La transformation de la pratique religieuse chez les catholiques s'exprime également par la création de nouveaux ordres comme la Compagnie de Jésus ou les Capucins et l'essor des confréries. Les Jésuites prennent au cours de la seconde moitié du XVIe siècle une importance intellectuelle importante dans l'aire culturelle française, de par leur formation intellectuelle élevée, leur implication très forte dans les luttes religieuses et le réseau de séminaires ouverts pour former les élites du pays.

##### Une culture de l'intolérance - la division de la société française
La société est dans sa grande majorité intellectuelle structurée par une culture d'intolérance en matière de religion ; il ne peut exister qu'une seule religion pour le peuple chrétien. Toute la culture religieuse impose de considérer les tenants d'une foi différente comme étant dans l'erreur et mettant en danger non seulement leur propre âme mais également la société tout entière. L'idée d'un devoir incombant à tous les chrétiens de lutter par la parole ou par tout autre moyen contre les ennemis de la foi est présente partout. Cette opposition est présente partout en Europe, et les violences engendrées sont portées par les deux camps.

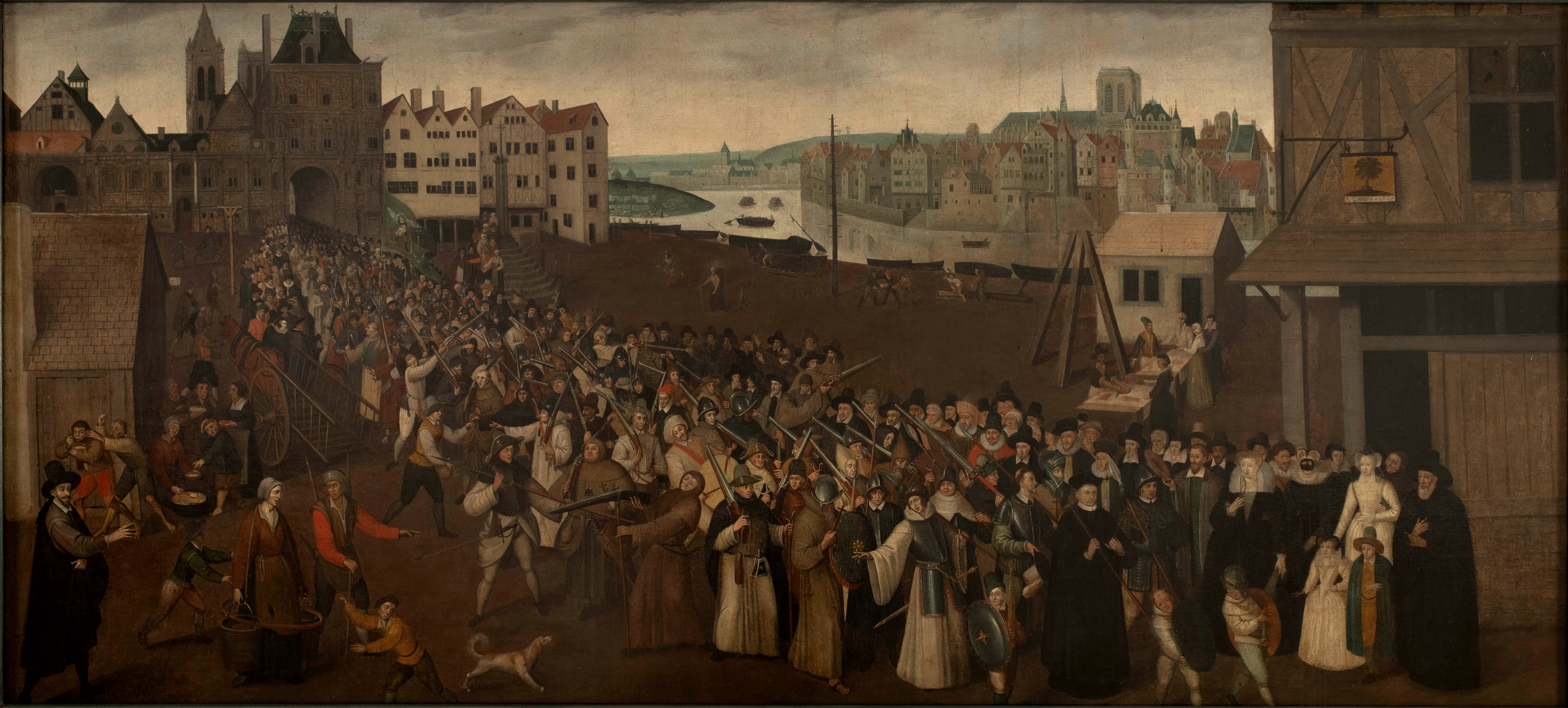
Procession de la ligue à Paris, vers 1590. Musée Carnavalet.

Dès le début de la Réforme, mais surtout durant la seconde moitié du XVIe siècle, la société française catholique exprime cette volonté de lutte de nombreux moyens, dont des actions culturelles, de manière de plus en plus spectaculaire, et de plus en plus violente. L'action la plus visible est le développement des processions, actions populaires mêlant toutes les classes de la société et mobilisant la prédication, les chants ou la musique et incarnant physiquement le peuple de Dieu en marche contre les ennemis de la foi. La multiplication des processions est parfaitement concomitante avec la montée progressive des violences envers les huguenots, aboutissant aux massacres dont celui de la Saint-Barthélémy. Les Guerres de religion sont l'histoire d'une adhésion collective à une violence nécessaire. Cet élan populaire est accompagné par la mobilisation d'une élite intellectuelle qui se radicalise progressivement et se structure en forme d'organisation sociale. Les premières ligues anti-protestantes naissent dans plusieurs régions dès les années 1560, et aboutissent en 1576 à la Sainte union qui mène une pression militaire constante sur les protestants et les modérés ; jusqu'au dénouement de la prise de pouvoir d'Henri IV et de l'Édit de Nantes de 1598.
Face à ce camp, une minorité d'intellectuels portent l'idée d'une tolérance religieuse, nécessaire pour la paix sociale. Malgré les attaques récurrentes et leur position constamment minoritaire, ils portent leurs arguments durant toute la période, même pendant les moments les plus violents, et sont soutenus par le pouvoir royal et certains nobles, au nom de l'intérêt supérieur du royaume. Un certain nombre, souvent religieux, estiment que la violence ne doit pas être utilisée pour ramener les protestants dans la « véritable Église », mais uniquement la parole et la rénovation de l'Église. Parmi eux, on peut citer François Baudoin, le théologien Claude d'Espence ou le dominicain Jean de Monluc. Formant dès les années 1560 le groupe des modérés, soutenus par la Cour, ils existeront durant toute la période troublée et porteront en permanence une voix de concorde et de compromis.

### Culture artistique
Pour un article plus général, voir Art pendant la Réforme protestante et la Contre-Réforme.

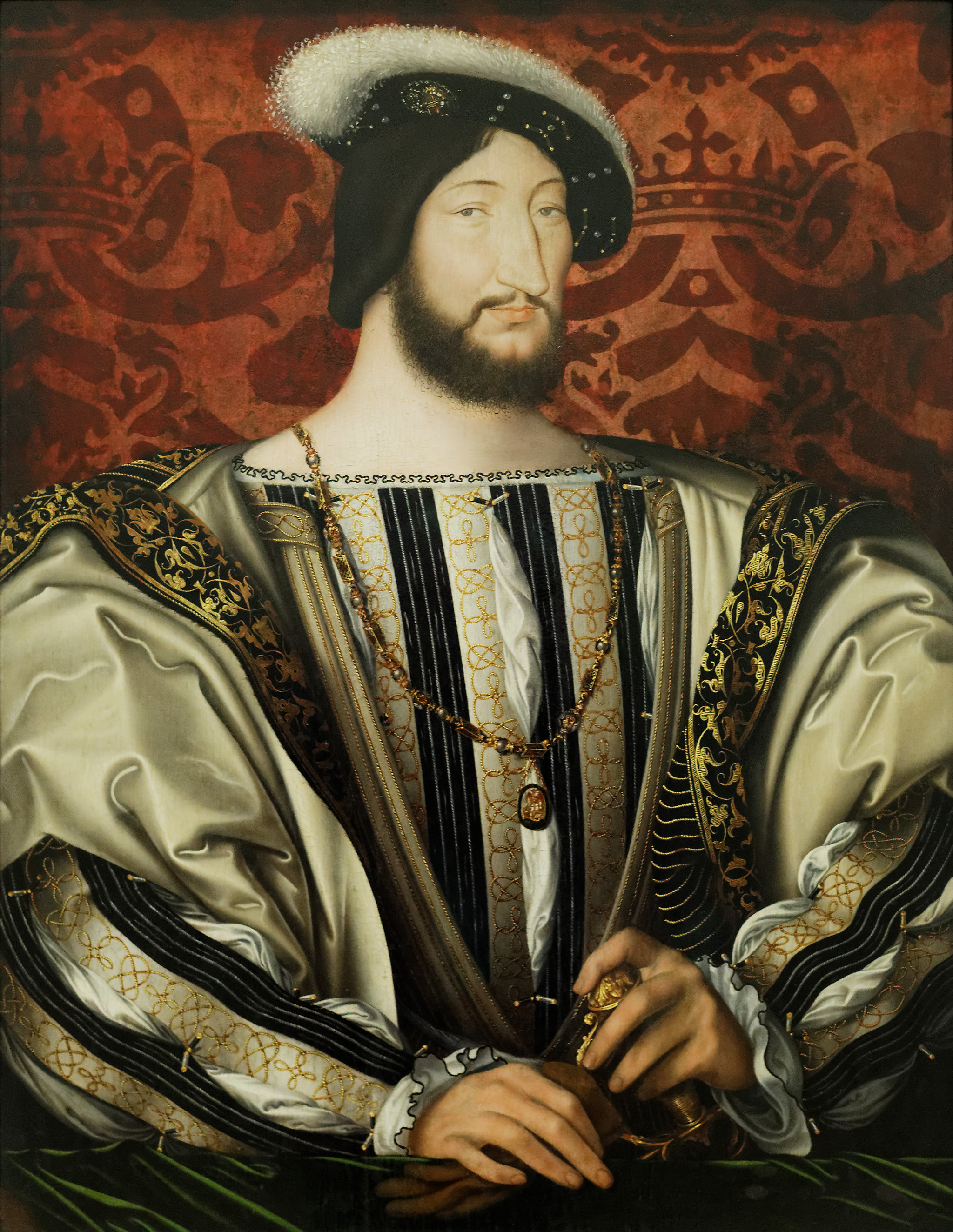
François Ier, par Jean Clouet, entre 1527 et 1530, Musée du Louvre.

La France à la Renaissance est la période de l'apogée de l'art gothique flamboyant dans l'architecture, la statuaire ou les arts décoratifs. Plein de vitalité, de plasticité et en évolution interne permanente, il est la forme artistique principale de l'aire culturelle française. Sans qu'il y ai de concurrence entre eux, il est à partir du milieu du XVe siècle de plus en plus associé à l'art renaissant italien. Les mécènes, les artistes et les institutions n'hésitent pas à utiliser l'un, l'autre, ou les deux en les mêlant de manière brusque ou subtile au sein d'une œuvre architecturale dans sa globalité ou dans certains de ces éléments.

#### Architecture et sculpture
L'art architectural et la statuaire de cette époque traduisent ainsi tout à la fois une permanence dans les habitudes artistiques des commanditaires, mais également la fascination pour l'art antique rénové par les artistes italiens, qu'ils introduisent de manière soit grossière, pour plaquer un élément copié de l'Italie sur une réalisation gothique, soit de manière réellement réfléchie, pour que les éléments des deux styles se répondent harmonieusement l'un l'autre. La cathédrale de Rodez, par exemple, a le haut de sa façade de style purement italien plaqué sur un soubassement purement gothique, voulu par l'évêque Georges d'Armagnac et réalisé par l'architecte humaniste Guillaume Philandrier vers 1560. À l'inverse, dans l'église Saint-Maclou de Rouen bâtie par Jean Goujon entre 1436 et 1520, si l'ensemble est une surabondance de décors gothiques, des éléments de style renaissant sont par la suite insérés de manière logique, tels les colonnes de la tribune des orgues ou les portes de style bellifontain sous un porche gothique.
Le style architectural Renaissance se déploie en premier lieu à Fontainebleau, où Gilles Le Breton exalte la puissance royale avec l'aide de nombreux artistes italiens. Puis, ce style est popularisé par des ouvrages d'architecture, notamment ceux de Sebastiano Serlio et diffusés par plusieurs architectes majeurs : Pierre Lescot, Jean Goujon, Philibert Delorme et Germain Pilon.

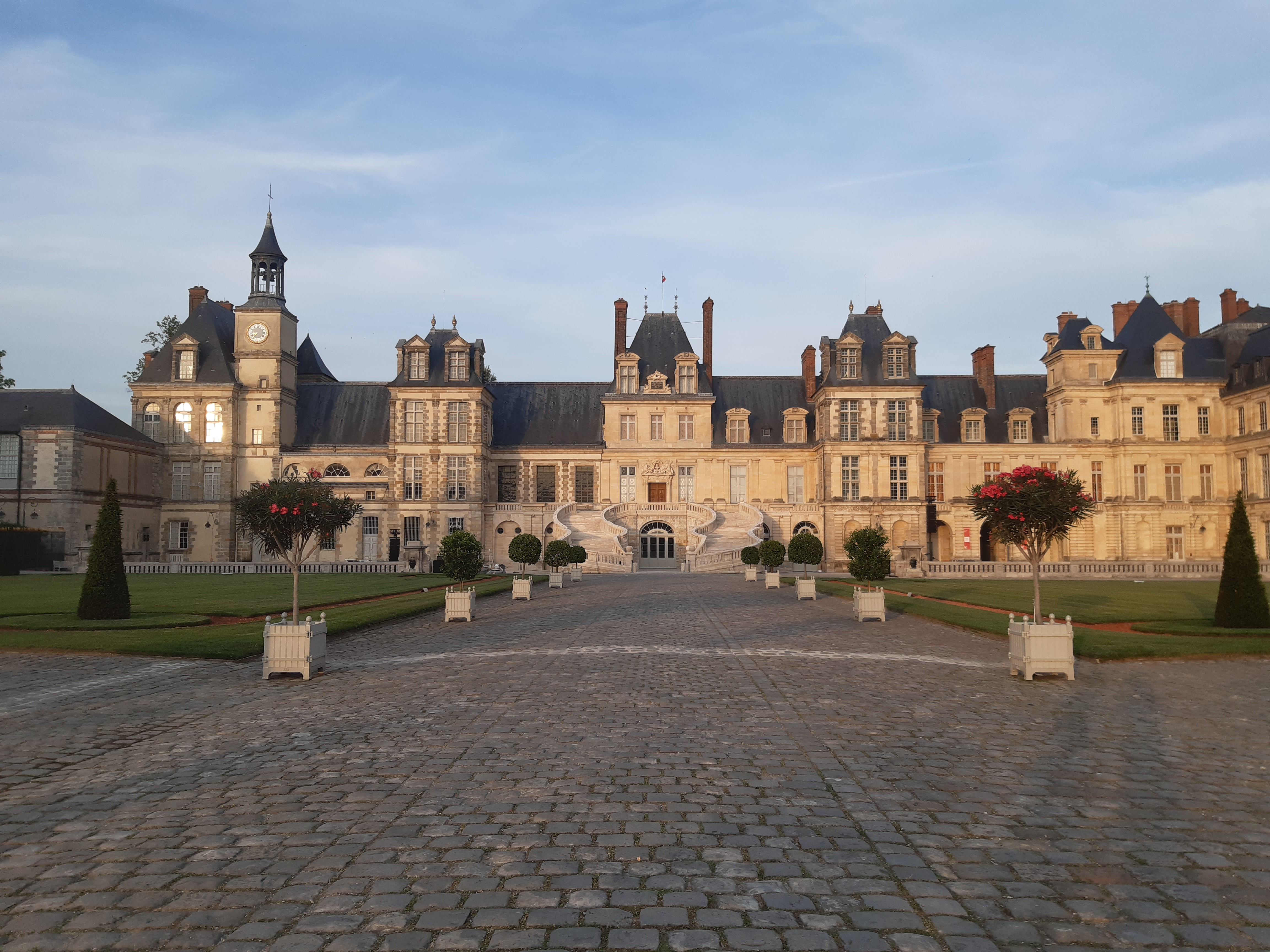
Escalier en fer à cheval du château de Fontainebleau
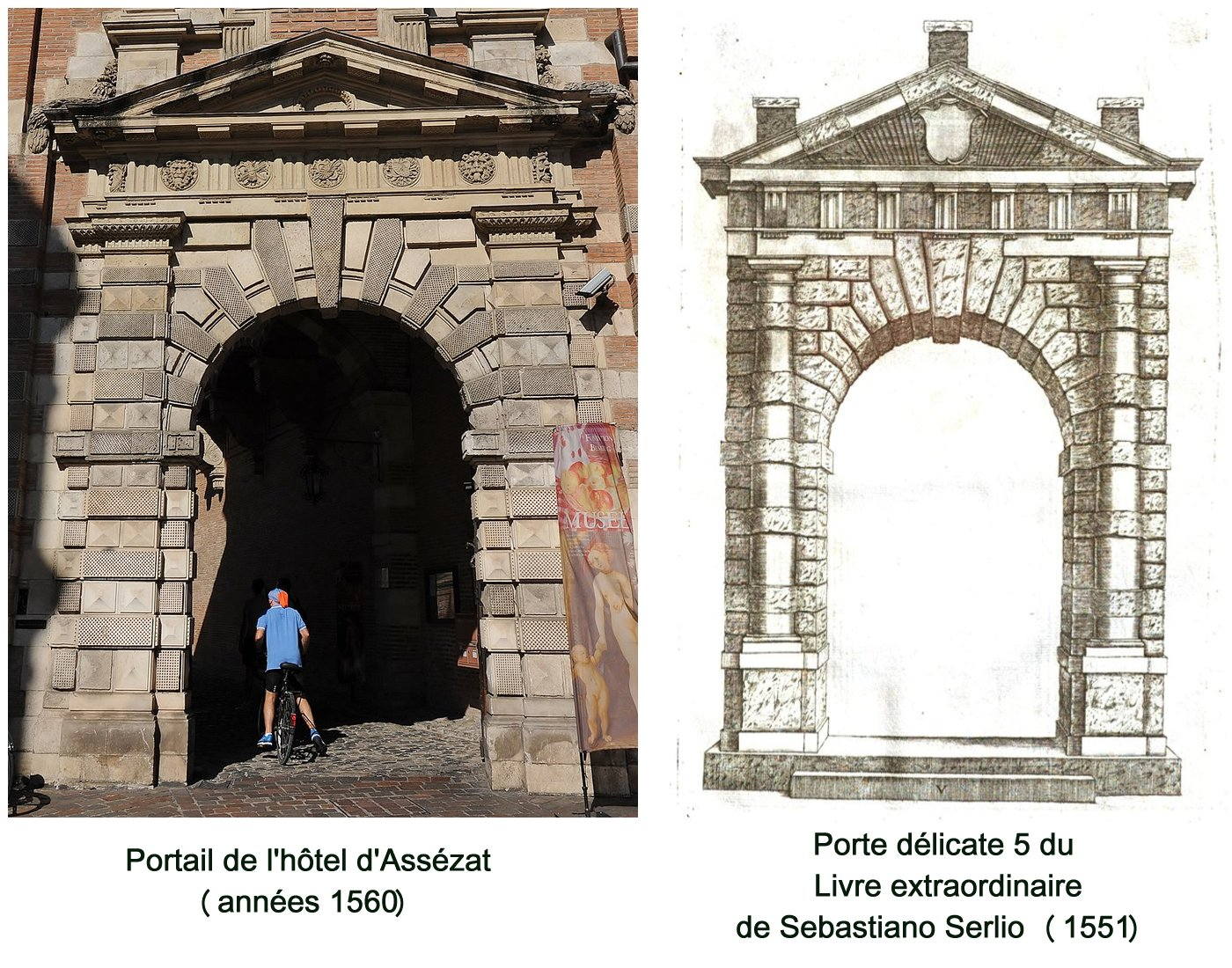
Portail de l'Hôtel d'Assézat à Toulouse réalisé dans années 1560, très fortement inspirée par une gravure de Serlio.
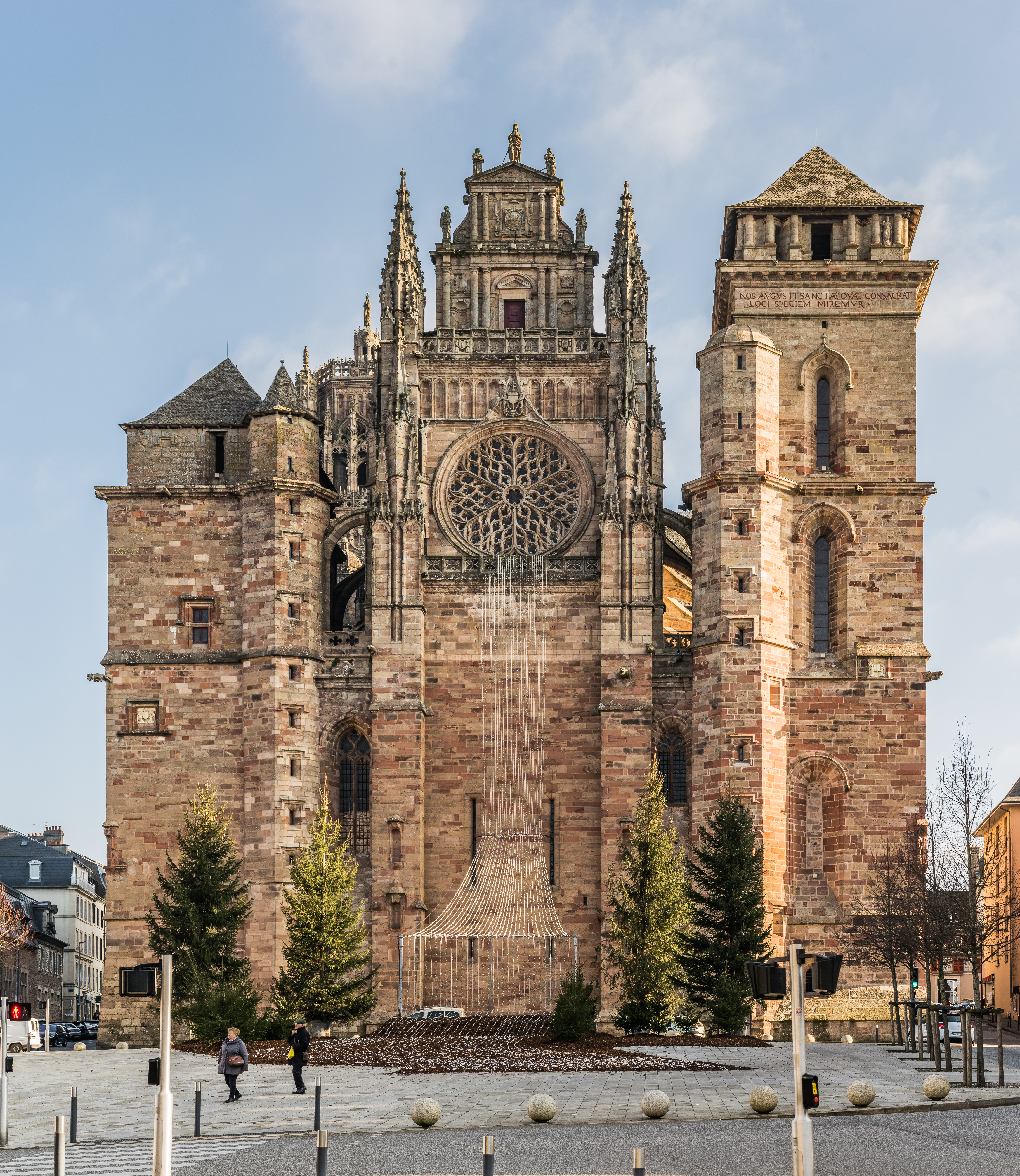
Haut de façade purement italienne sur une façade purement gothique de la cathédrale de Rodez.
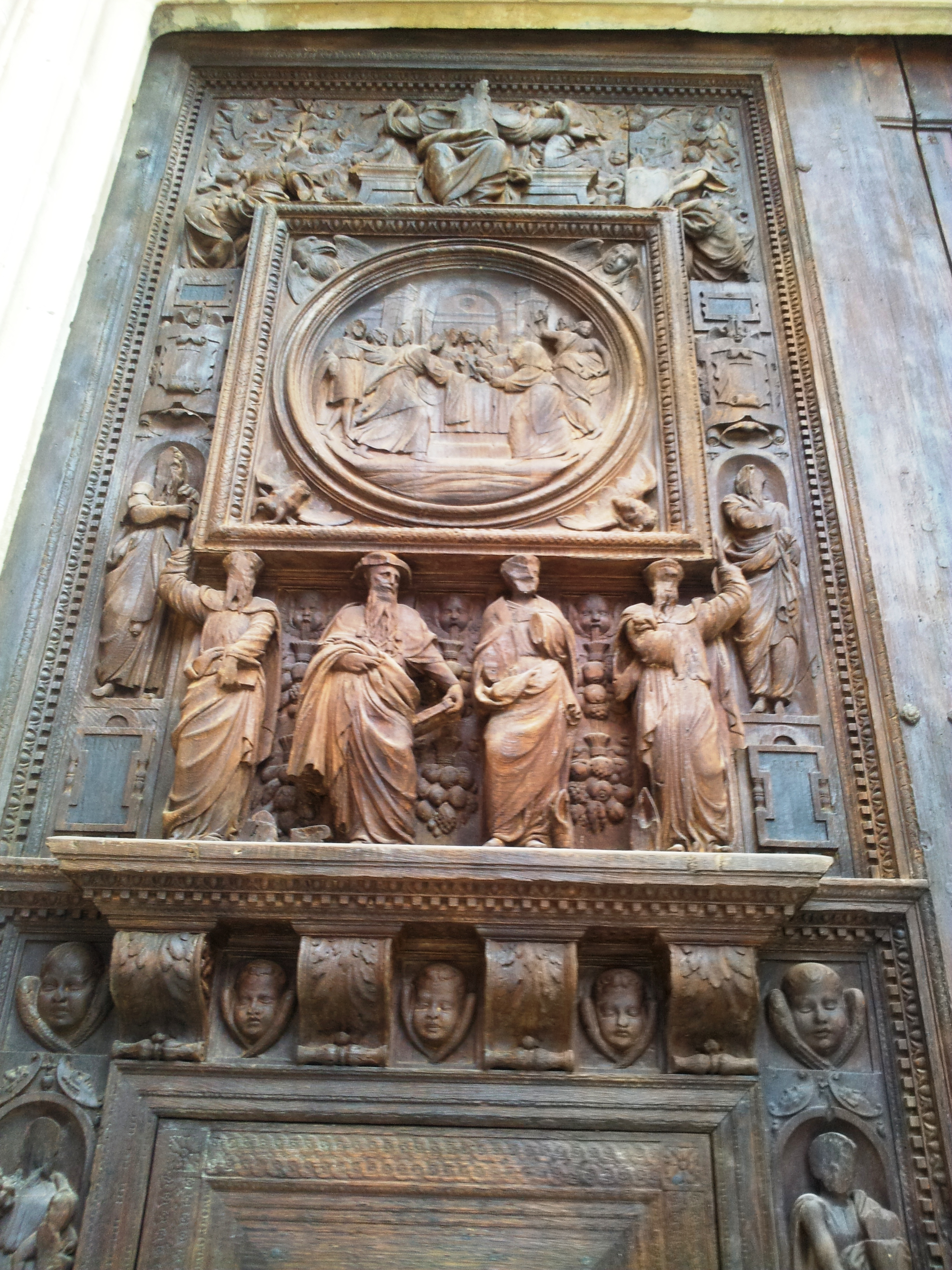
Porte de style de Fontainebleau…
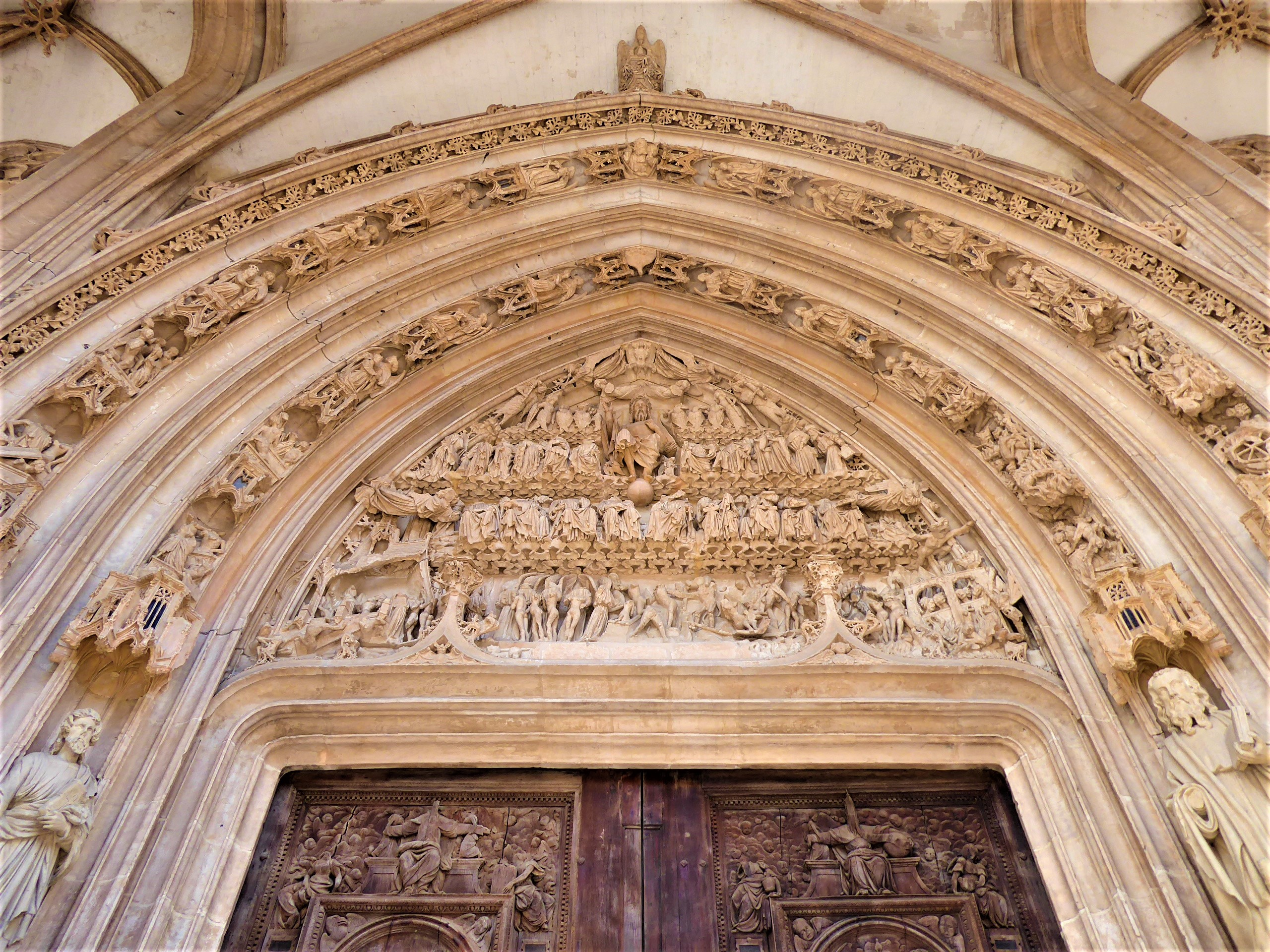
…harmonieusement insérée dans le porche gothique de l'église Saint-Maclou de Rouen.

#### Peinture
Dans le domaine de la peinture, la fin de la Guerre de cent ans à partir des années 1440, créé des conditions économiques favorables. Les commandes publiques et le mécénat se développe considérablement. À partir des années 1480, la cour royale se développe suffisamment pour construire un centre de création puissant, porté par la famille royale, les reines en particulier. Cet art de cour se diffuse avec les déplacements fréquents des rois et reines dans les villes de France, où ils montrent leurs artistes qui peuvent trouver localement de nombreux clients.
Le style gothique reste important durant la seconde moitié du XVe siècle, mêlés d'influence italiennes et surtout flamandes. Le genre de l'enluminure reste très important jusque dans les années 1550 ; ce genre autorise aux artistes une liberté de ton impossible dans les réalisations sur chevalet ou dans des fresques. Parmi les peintres importants sur cette période, il est possible de citer : Barthélemy d'Eyck, Enguerrand Quarton, Jean Fouquet, Jean Hey, Jean Perréal.
François Ier marque la culture artistique du XVIe siècle de son empreinte avec son ambition de construire des châteaux à la mesure de son prestige et après plusieurs demeures plus modestes, il entend faire de Fontainebleau un palais à sa mesure, y consacrant beaucoup de temps et de moyens. La décoration intérieure est particulièrement soignée et si la plus grande partie des artistes y œuvrant sont italiens, le style qui y est représenté est pleinement français. Les magnificences qui y sont réalisées frappent les visiteurs et rapidement, des gravures diffusent les motifs qui y sont représentés, de nombreux peintres y puisent de l'inspiration, créant de fait un style qui marque le goût français.

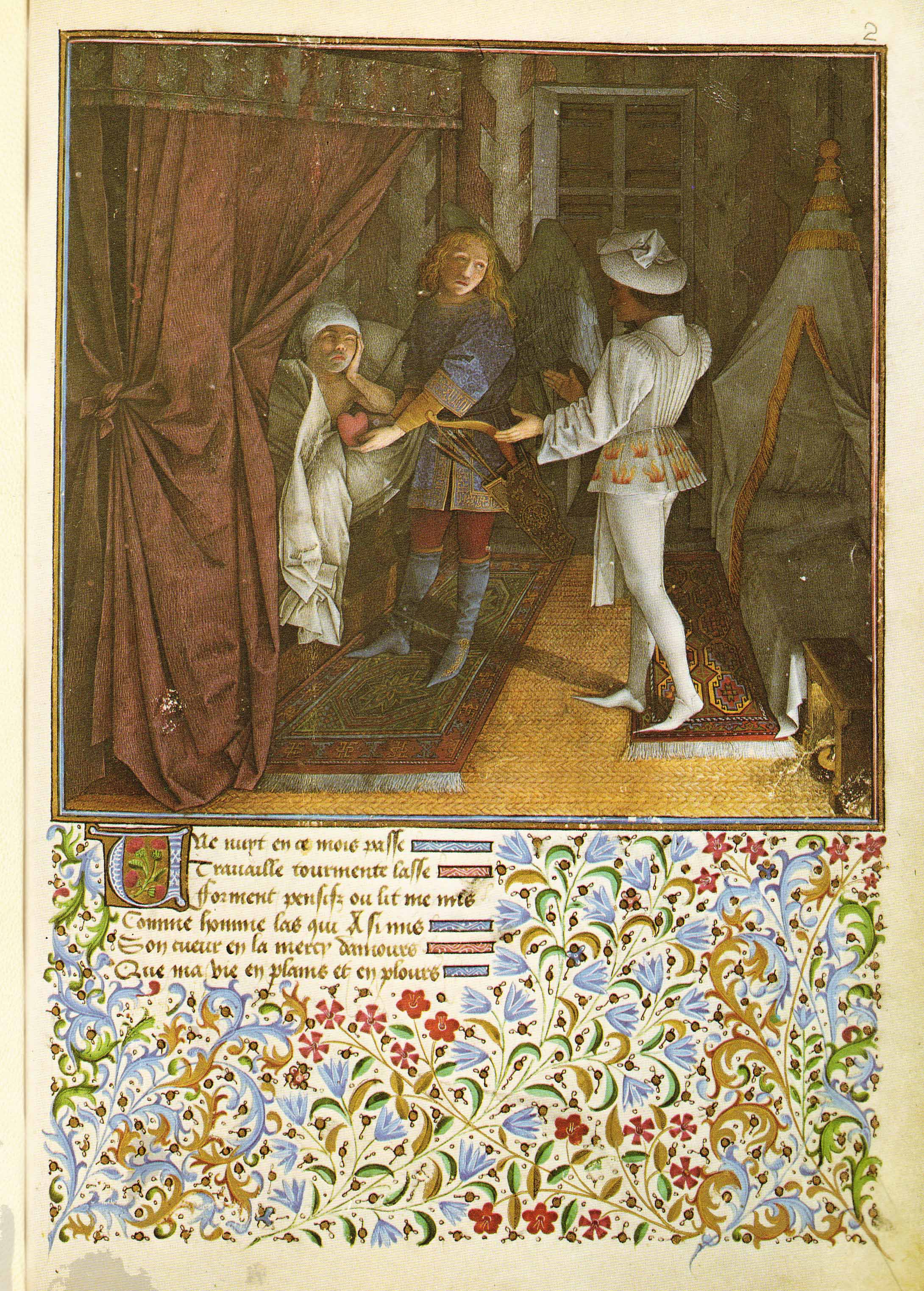
Barthélemy d'Eyck, Livre du cœur d'Amour épris, National Library, Vienna.
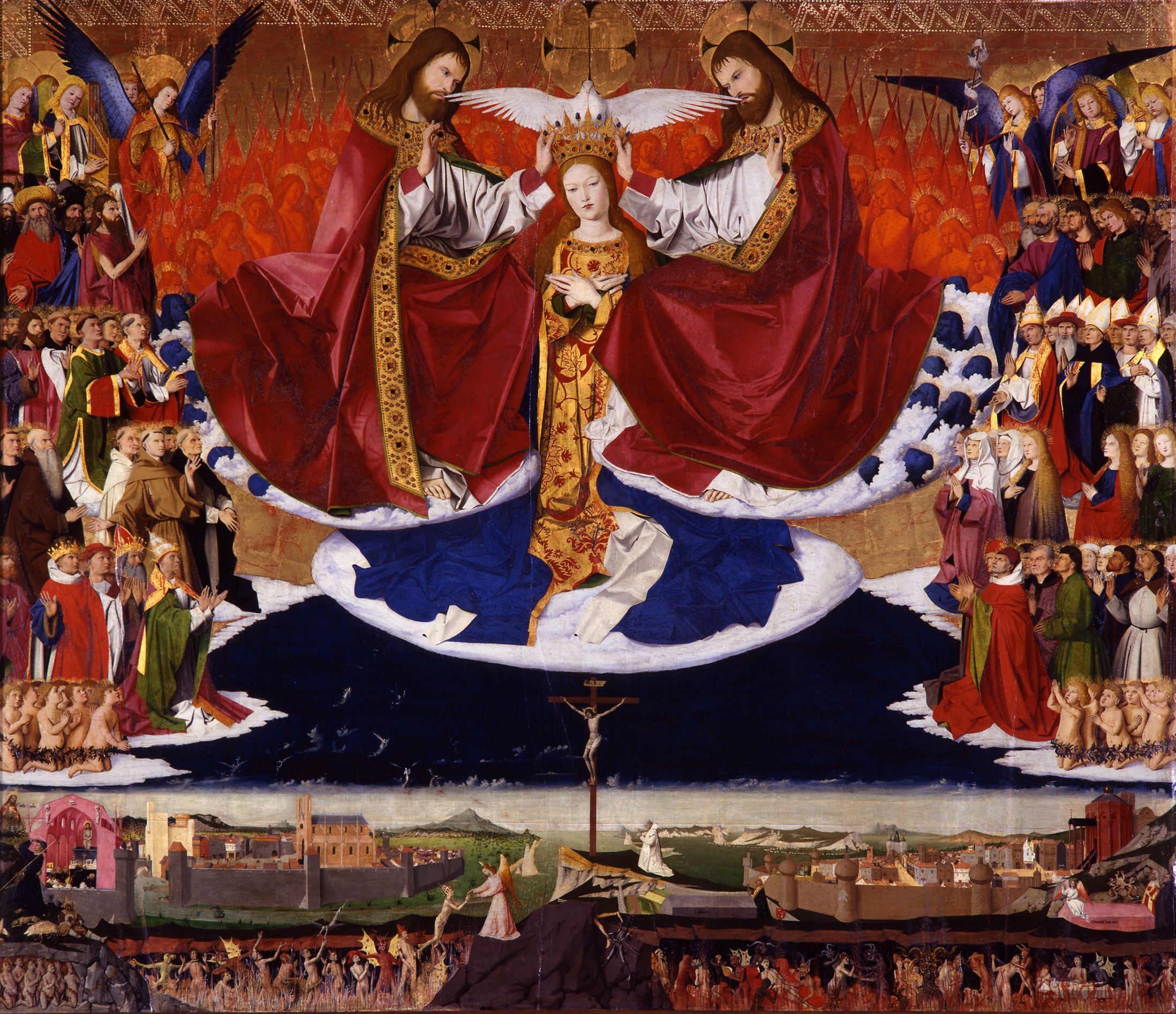
Enguerrand Quarton, Le Couronnement de la Vierge , 1454, Musée Pierre-de-Luxembourg
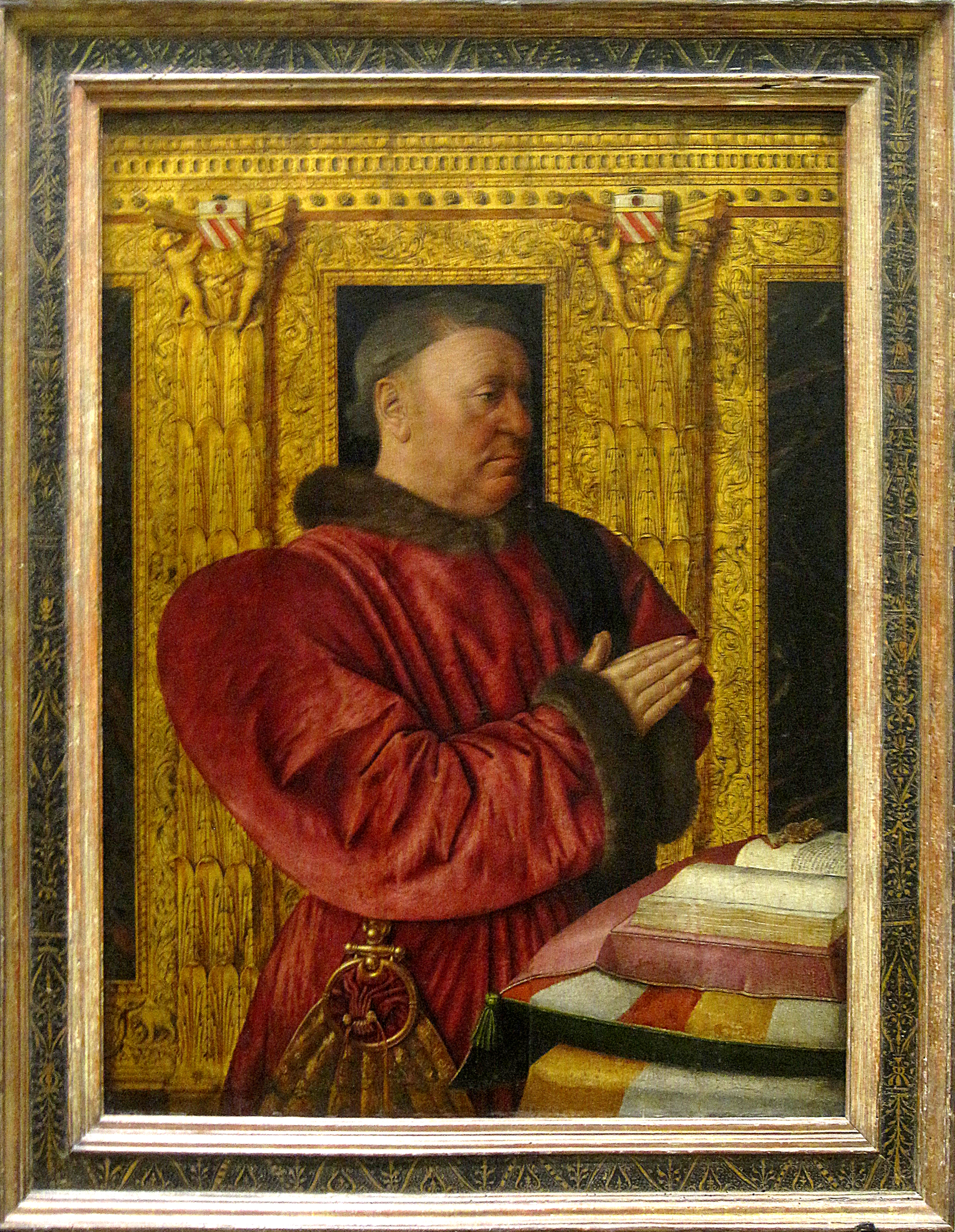
Jean Fouquet, Portrait de Guillaume Jouvenel des Ursins, vers 1460-1465, Louvre.
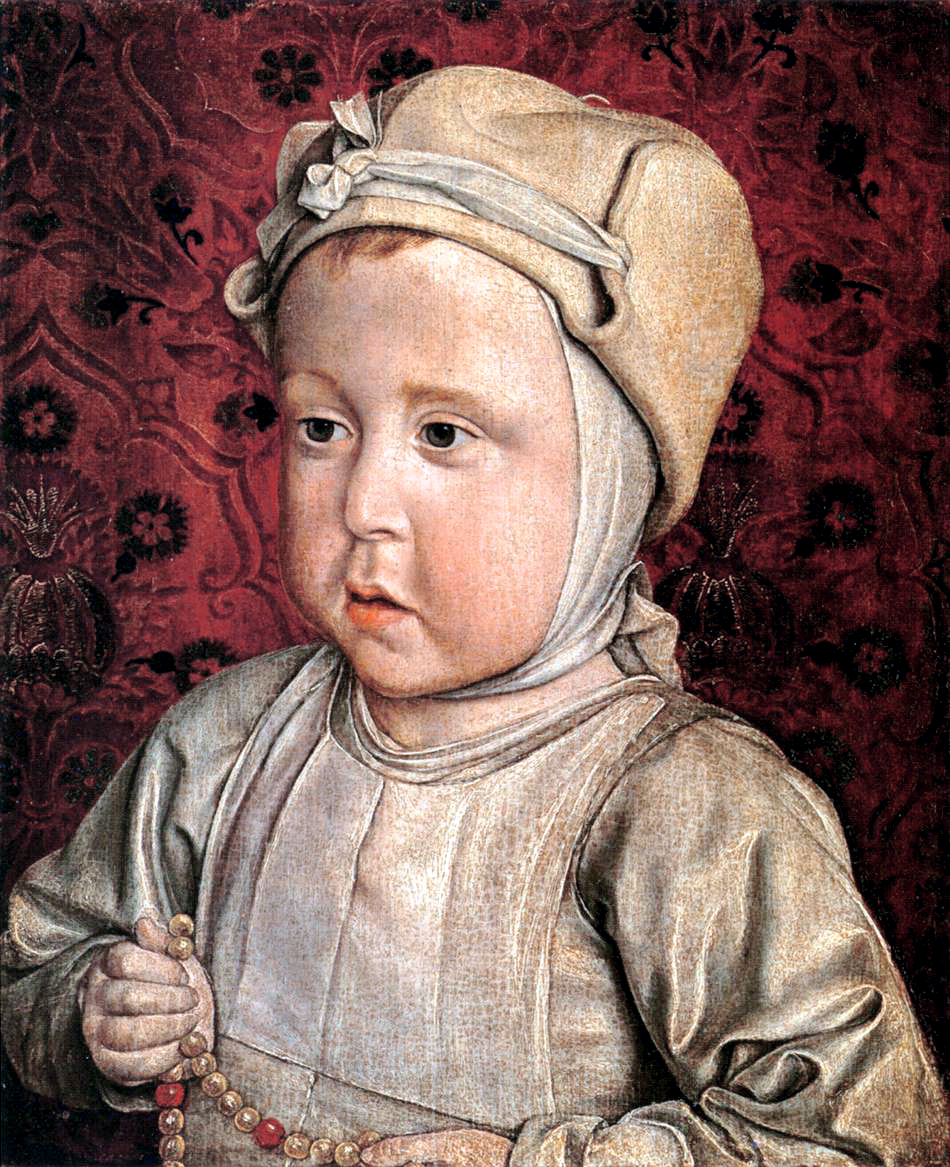
Jean Hey, Portrait de Charles-Orland, 1494, Louvre.
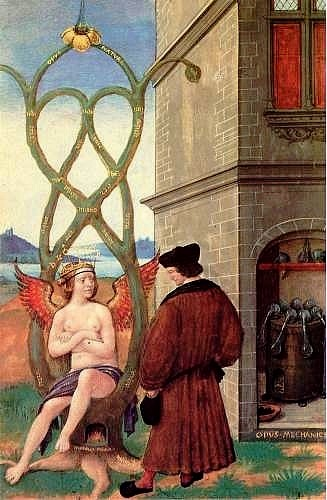

#### Musique

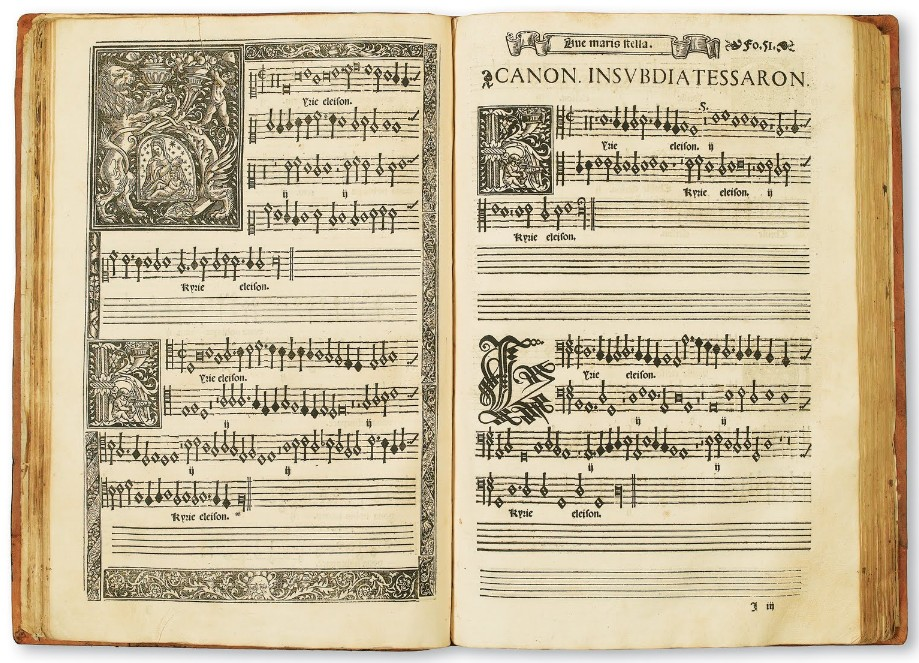
Double page de C. de Morales, "Primus liber missarum" (Lyon : Jacques Moderne, 1546).

Dans le domaine de la musique, la Renaissance française débute durant la première moitié du XVe siècle, avec la naissance de l'âge d'or de la polyphonie, qui s'achève deux siècles plus tard avec le passage à l'ère baroque. Mais cet élan nouveau qui traverse la renaissance n'est pas immédiatement une recherche d'imitation des auteurs antiques, mouvement qui ne devient prégnant qu'au milieu du XVIe siècle. À cette époque, de nombreux compositeurs inventent une musique antique fantasmée, le chromatisme des Anciens, la mesure à l'antique et un récitatif qui est supposé être celui du théâtre grec. Dans le domaine de l'art vocal, le trait majeur est l'abandon des formes sur cantus firmus et l'exploration des relations entre texte et musique..
L'imprimerie musicale, qui naît à Venise en 1501 avec l'Odhecaton de Petrucci, joue un rôle majeur dans la culture musicale française et européenne de la Renaissance. Elle pousse fortement à l'homogénéisation des genres et styles, ainsi qu'à la simplification et l'harmonisation des notations musicales. La France connait rapidement un vivier d'éditeurs musicaux à Paris avec Attaignant puis Leroy et Ballard, et Lyon avec Jacques Moderne.

#### Littérature
Durant la première moitié du XVIe siècle, la littérature française est composée de deux formes principales ; le genre narratif sous forme de nouvelles ou roman avec pour thèmes l'amour, l'aventure et le merveilleux et la poésie latine pratiquée par des « rhétoriqueurs », virtuoses de la rime et références antiques au service des puissants. Au milieu du siècle, le groupe de la Pléiade renouvelle fortement le champ littéraire français en imposant le français comme langue de la haute culture, surtout dans la poésie mais également au sein du théâtre.
Pendant le début de la Renaissance, la littérature française est composée des formes traditionnelles du roman médiéval et de la poésie latine de cour, portée par ceux que l'on appelle les rhétoriqueurs. Les romans d'aventure, célébrant l'amour courtois et gorgés de merveilleux sont toujours la forme dominante de la littérature en prose. Le genre du roman de chevalerie est toujours un immense succès, en témoignent les succès de librairie. Ils sont complétés de roman plus légers ou espiègles tel les ouvrages de Rabelais, qui mêle avec un grand succès la plus grosse bouffonnerie et un propos humaniste cinglant. Légèrement renouvelé par l'influence d'écrivain italien tels Boccace et son Décaméron, le genre de la nouvelle est lue et construite par l'ensemble des lettrés français, de Bonaventure des Périers, valet de chambre Marguerite de Navarre, ou cette dernière avec son célèbre Heptameron.

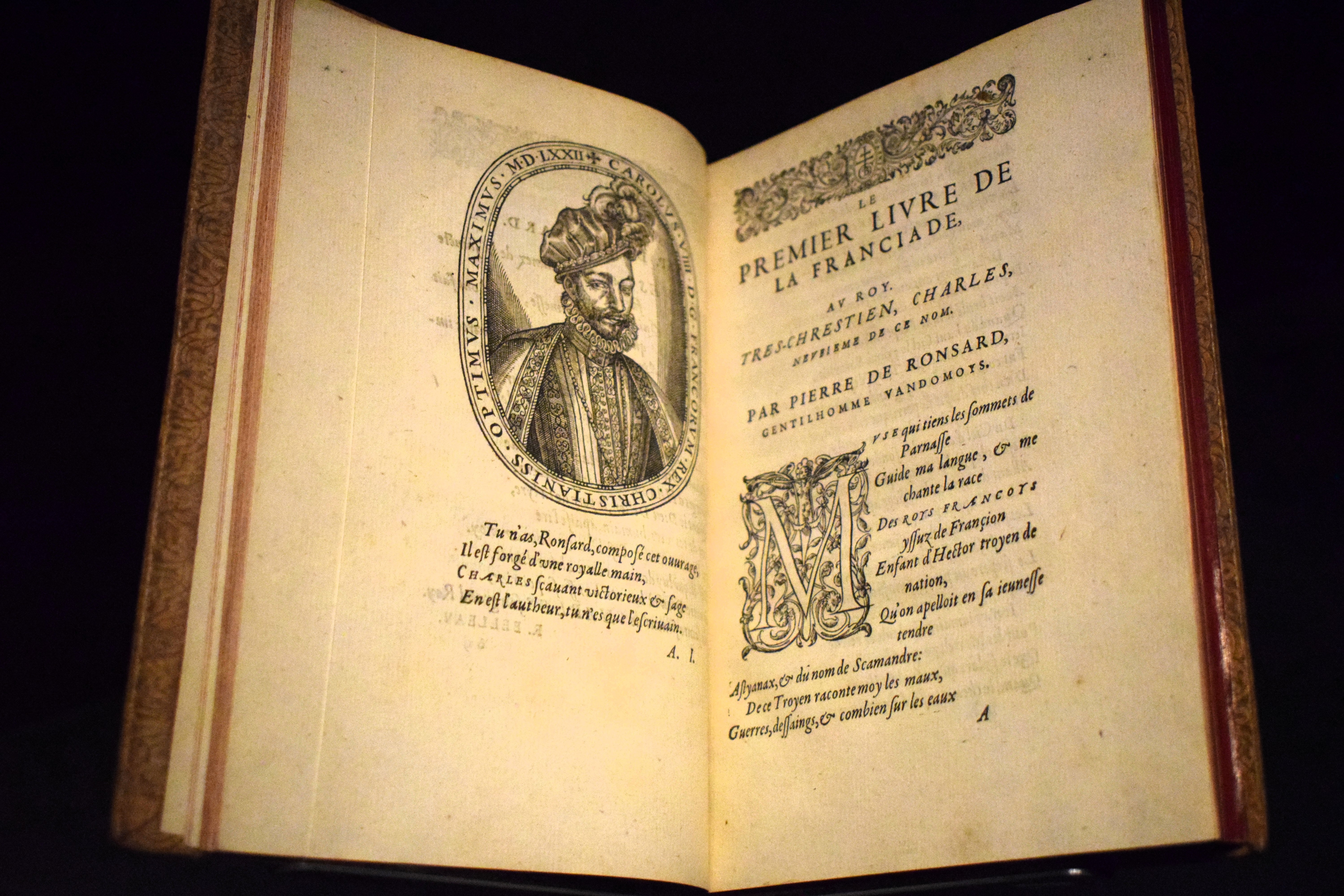
Exemplaire de La Franciade, de Pierre de Ronsard, membre éminent de la Pléiade, conservé à la Fondation Martin Bodmer (Suisse).

Durant la fin du XVe siècle et la première moitié du XVIe, la poésie est toujours une poésie latine, de cour, recherchée et très élaborée. Construite par un groupe connus sous le terme de « rhétoriqueurs », ils sont pour la plupart des serviteurs de grands personnages, dont ils sont les historiographes et les secrétaires. Ils composent une poésie très ornementale, gorgée de références historiques, mythologiques et de jeux de mots littéraires. Parmi les plus grands représentants de cette mouvance se trouvent Jean Meschinot, André de la Vigne ou Guillaume Cretin.
À partir des années 1550, le groupe de la Pléiade transforme le champ littéraire français en imposant la langue française comme langue de la culture de cour, surtout dans la poésie mais également au sein du théâtre. Ayant une conscience très nette de leur importance dans le renouveau poétique, ils publient des traités pour défendre leurs opinions, dont le fondamental La Défense et illustration de la langue française de Du Bellay, et s'engagent dans des polémiques littéraires. Ils veulent faire du français une langue de haute culture de la même manière que les anciens de l'Antiquité ont fait pour leurs propres langues. Pour cela, ils prônent tout à la fois l'enrichissement volontaire de la langue par l'emprunt aux langues régionales, aux autres langues, aux archaïsmes et par les néologismes. Ils rejettent également les formes poétiques traditionnelles tels les ballades ou les chants royaux au profit de celles inspirées de l'Antiquité (l'ode, l'hymne) ou de l'Italie (le sonnet). Le groupe de la Pléiade impose ainsi pour la longue durée une forme de poésie qui deviendra classique,.

## Classicisme et baroque

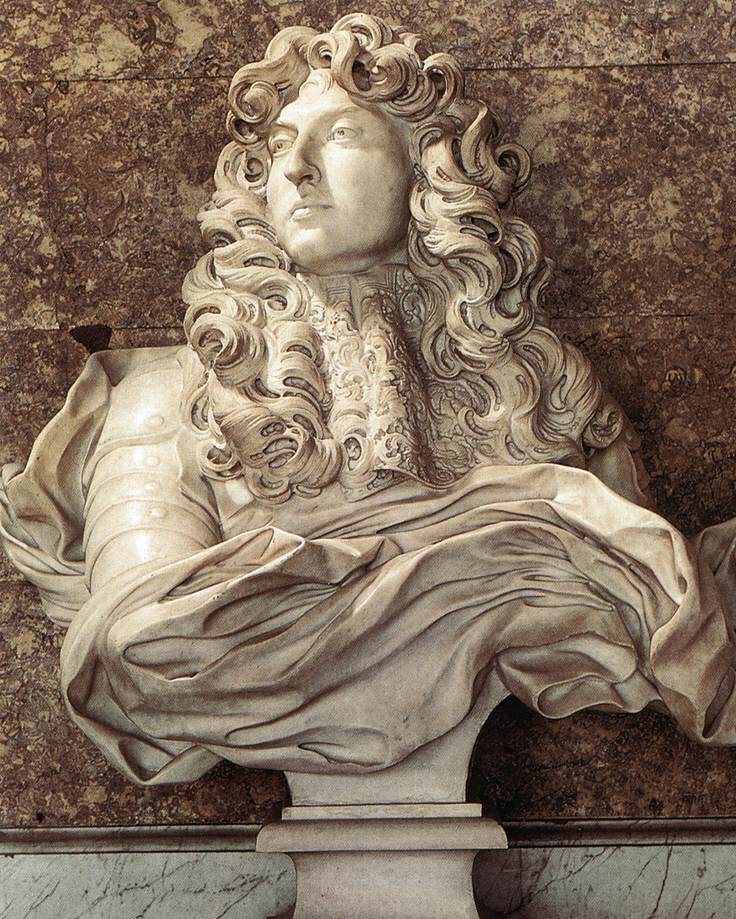
Buste de Louis XIV par Gian Lorenzo Bernini dans le Salon de Diane du château de Versailles.

La séparation entre les cultures baroque et classique, dans une vision traditionnelle où il existerait d'abord une culture baroque foisonnante et confuse où le pire côtoie le meilleur, et une culture classique portée entièrement par l'élite, magnifiant la perfection des arts et durant laquelle existerait une uniformité harmonieuse, est une construction du XIXe siècle largement remise en cause par des générations de critiques, historiens d'art et musicologues.
Il existe néanmoins une vraie césure car sous Louis XIV se construisent des règles qui, portées par des institutions royales et le roi lui-même, s'imposent dans le monde culturel en tant que modèle des bons usages et des critères esthétiques du beau.
Pour un article plus général, voir Grand Siècle (histoire de France).

### L'imprégnation religieuse de la culture française
La société française, autant du côté de la majorité catholique que de la minorité protestante, connaît une transformation importante à la fin de la Renaissance, qui modèle considérablement leur rapport à la sphère religieuse à l'époque moderne. Les progrès de l'écrit au sein d'une élite de plus en plus large a favorisé au sein de nombreuses familles tout à la fois l'enracinement d'une piété personnelle et le désir d'une Église et d'une société qui tende vers leur idéal.
Ces deux facteurs expliquent tout à la fois l'expansion rapide de la Réforme protestante, le développement tout aussi accéléré de la Réforme tridentine, et la cristallisation dans les deux camps d'un milieu dévot ayant pour adversaire celui d'en face.

#### Le milieu dévot
Le milieu dévot, également appelé à l'époque le parti dévot, n'est pas structuré ni organisé. Il se retrouve autour de valeurs et de combats communs, gravitant autour de personnalités ou d'ordres religieux qui embrassent leurs causes. Il se caractérise par une proximité avec l'Espagne, qui agit comme un modèle de pureté chrétienne, une forte intolérance doublé d'un vigoureux manichéisme. Il n'hésite pas à animer et porter des actions et mouvements contre l'autorité si celle-ci s'éloigne de l'idéal espagnol, voire la combat en soutenant la Ligue et les combattants contre les protestants. Si les modèles du parti dévot, et plus généralement du mouvement de réforme catholique, sont tant influencés par les penseurs étrangers, essentiellement espagnols et italiens, c'est en raison de l'intensité de la violence des guerres religieuses, par qui ont profondément perturbé la vie intellectuelle et éditoriale en France durant plusieurs décennies.

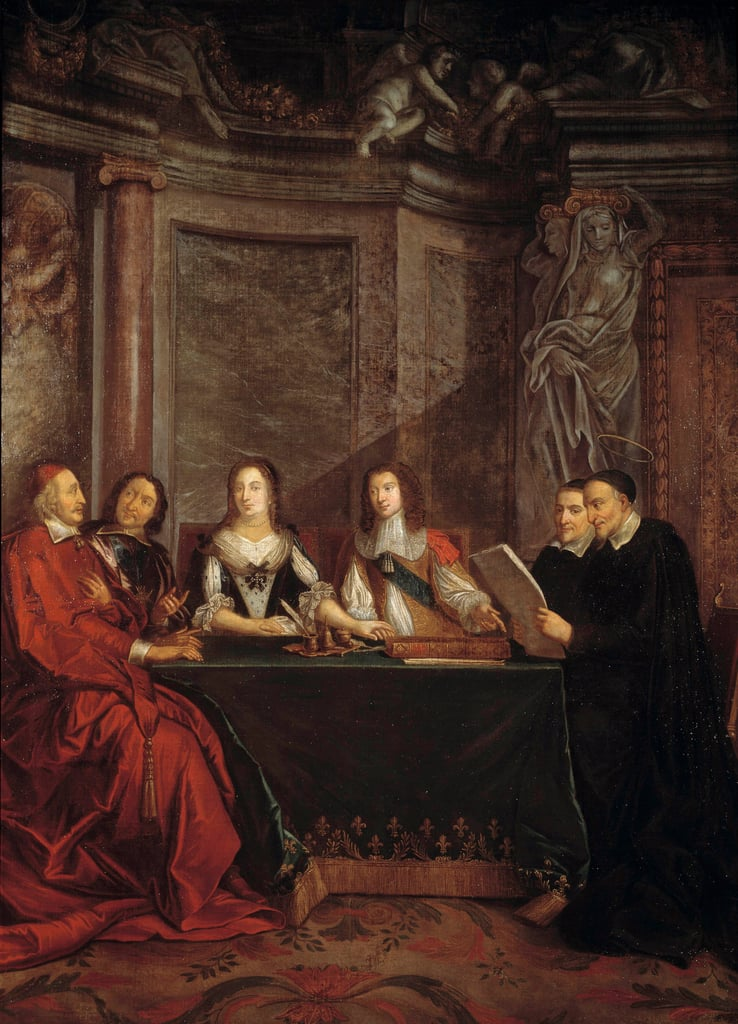
Saint Vincent de Paul, chef du conseil de conscience, lisant devant le cardinal Mazarin, Pierre Séguier, la reine Anne d'Autriche et Louis XIV en 1650. Jean-François de Troy.

Après l'Édit de Nantes, le milieu dévot ne désarme pas rapidement et engage le combat jusqu'aux années 1620. Par la suite, il n'hésite pas, durant les premières décennies du XVIIe siècle, à porter la controverse lors de joutes écrites ou orales où tous les coups sont permis. Progressivement toutefois, au cours du siècle qui voit le rapport de force devenir trop inégal, la virulence se tempère et, à l'exemple de François de Sales, devient une recherche de la conversion sincère par l'argument posé et calme. La lutte contre l'autre devient moins prégnante, et se reporte vers la lutte contre les brebis égarées de sa propre société.
Dans la société, le mouvement dévot a donné une place nouvelle à l'action des laïcs, et en particulier des femmes. Celles-ci fondent et soutiennent des cercles de piété qui modèlent et encouragent de nombreux comportements sociaux soumis à la religion. Elles financent de nombreuses congrégations et d'ordres religieux, ou de compagnies ou de confréries laïques. Le plus souvent hors de l'état de mariage, elle participent à la formation d'une multitude de groupes actifs dans les villes
et villages au service d'une religiosité fervente.
À partir de la fin des guerres de religion, l'action dévote se structure en confréries actives et patronnées par des religieux réguliers ou séculiers. En leur sein, les catholiques militants entreprennent d'encourager les autres catholiques à avoir une vie honorable et à lutter contre les hérétiques jusqu'à obtenir leur conversion. Leur volonté vient de leur croyance en leur propre salut par ces actions. La plus importante structure de ce type est la Compagnie du Saint-Sacrement, fondée à Lyon en 1629 par Henri de Lévis, lieutenant général du Languedoc, où la présence protestante est forte. Ce groupe rassemble des militants de la cause catholique soudés par les réunions et prière et l'action pour la fortification de la foi des catholiques et la conversion des protestants. L'action en son sein est typique du milieu dévot : toutes les occasions rencontrées durant leur vie sont bonnes pour porter leur message et agir selon leur idéal. De la même manière, plusieurs autres confréries de laïcs prospèrent à la fin du XVIe siècle et durant la première moitié du XVIIe, encouragés souvent par l'État royal, mais rapidement soucieux de leur indépendance et dont les buts ne recouvrent pas entièrement les vues et actions des monarques. Ce milieu dévot laïc est accompagné par plusieurs ordres religieux qui partagent leurs convictions, dont les Jésuites, les Oratoriens, les Capucins.
Si le « parti dévot » n'a jamais été un mouvement politique organisé, il a connu un moment politique important autour de Maris de Médicis en 1630 lorsqu'elle tente d'infléchir la volonté de Louis XIII pour faire renvoyer Richelieu et empêcher un conflit avec l'Espagne. Après la Journée des Dupes, le 10 novembre 1630, le roi décide de couper les têtes du parti dévot ; Michel de Marillac et Louis de Marillac sont arrêtés, Marie de Médicis est disgraciée et assignée en résidence à Compiègne ; c'est la fin de l'influence au sommet de l'état du mouvement dévot en tant que force politique. Il restera toutefois une force d'influence importante au sommet de l'État.
Le milieu dévot se tient par la suite en dehors du champ politique et exerce par l'entremise des institutions culturelles et de surveillance une censure tatillonne de tout ce qui dévie des normes établies par lui-même. Se rapprochant de l'académisme, il réprime la création lors du dernier tiers du règne de Louis XIV étiolant au plus haut sommet des lieux de production culturelle les renouvellement ou les inventions.

#### Les pratiques religieuses dans un catholicisme triomphant

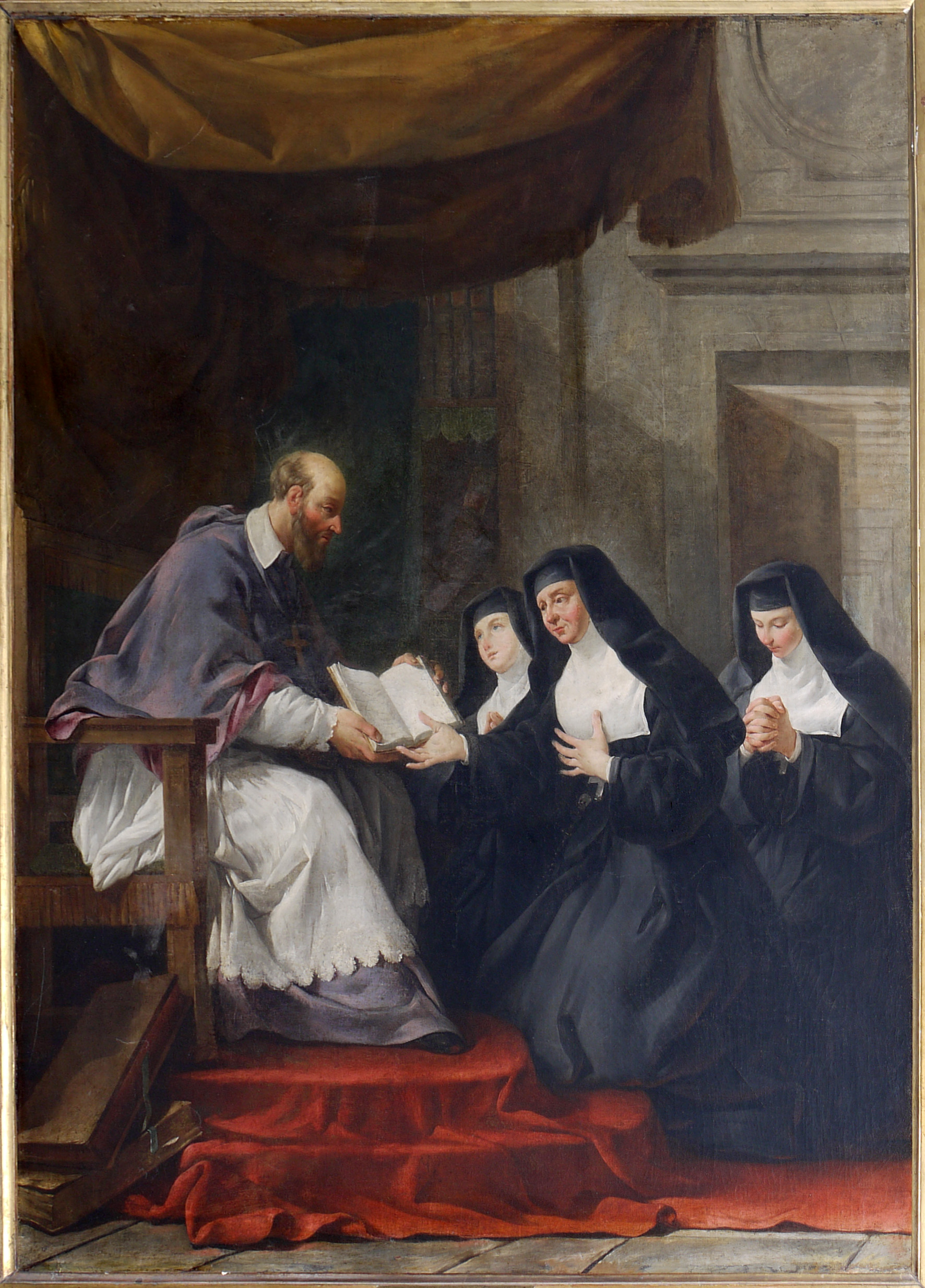
François de Sales donnant à Jeanne de Chantal la règle de l'ordre de la Visitation. Noël Hallé, Église Saint-Louis-en-l'Île.

La grande nouveauté culturelle de l'âge classique dans le domaine de la pratique religieuse est l'essor d'une religion personnelle et intériorisée. Toutes les sensibilités du milieu dévot en France s'unissent dans la recherche d'une vie entièrement tournée vers Dieu et ses volontés. Ils sont soutenus dans cette voie par une vaste littérature de dévotion, tout d'abord surtout venue d'Espagne et d'Italie, puis portée par l'immense succès de l'Introduction à la vie dévote de François de Sales, éditée à vingt-deux reprises du vivant de son auteur. Son succès s'explique tout à la fois par la simplicité de ses instruction et par l'idée que chacun, dans sa situation, peut s'élever vers Dieu, travailler à son salut et à celui de son entourage. Un trait saillant de ce mouvement culturel est l'influence du mysticisme chrétien, surtout durant les règnes de Henri IV et Louis XIII ; il aboutit à un puissant renouveau de l'érémitisme, des ordres cloîtrés et contemplatifs. Ce mysticisme participe du succès du christocentrisme, qui place l'adhésion au Christ dans tous les aspects de la vie et impose une conversion de sa vie radicale. Cette mystique évolue vers le jansénisme sous Louis XIV, qui imprime une forte marque culturelle à la France d'alors, notamment avec les centres que sont Port-Royal des Champs et l'abbaye parisienne de Port-royal, ou de puissantes personnalités tel Lemaistre de Sacy. En revanche, une minorité exprime une version radicale de ce mouvement, une chrétienté doloriste, refusant l'art pour lui-même, affichant un mépris absolu pour l'enveloppe corporelle et ses élans, exigeant des autres une conversion et une vie parfaite pour recevoir l'absolution de leurs fautes. Cette vision de la pratique religieuse reste très minoritaire et ne manque pas de soulever dans les milieux dévots le dilemme entre le refus du compromis au risque de perdre nombre de pratiquants tièdes ou l'intransigeance pour réussir l'élévation de l'âme vers Dieu,.
Dans le domaine de la pratique, le catholicisme de l'âge classique est une religion au sein de laquelle deux cultures s'affrontent, la culture populaire et la culture savante, la seconde entendant modifier les pratiques de la première. Il n'y a pas de transformation des fondements religieux eux-mêmes, mais une volonté de la part des élites savantes du clergé d'exclure les personnes trop éloignées d'un idéal de vie, d'éliminer les comportements jugés inappropriés et d'épurer les pratiques pour arriver à une civilisation chrétienne digne de Dieu. Ainsi, les évêques et les ordres font-ils la chasse aux statues, reliques et images issues des superstitions, allant jusqu'à les détruire. Ils cherchent à inspirer aux chrétiens un respect de tout ce qui touche au sacré, interdisant les animaux, les activités profanes dans les lieux consacrés, églises ou cimetières. Le clergé s’immisce nettement dans la vie intime du peuple, notamment par le biais d'une confession plus fréquente et inquisitrice,, ou par la surveillance de tout ce qui touche au mariage, en particulier les cohabitations prématurées. La baisse du nombre de naissances illégitimes au cours du XVIIe siècle est un marqueur de l'imprégnation d'une culture savante sur les pratiques populaires. Toutefois, ce travail de transformation d'une culture chrétienne populaire se heurte à une résistance obstinée et farouche. Si des évolutions sont indéniables dans plusieurs domaines, les résistances sont nombreuses et réussissent plus d'une fois à faire échouer les tentatives réformatrices, que ce soit pour conserver des pratiques religieuses, pour passer outre aux obligations de naissance dans le mariage ou refuser les questions indiscrètes lors de la confession. À la fin du XVIIe siècle, la civilisation des mœurs voulue par l'élite lettrée du clergé n'est clairement pas installée au sein de l'immense majorité de la population française.

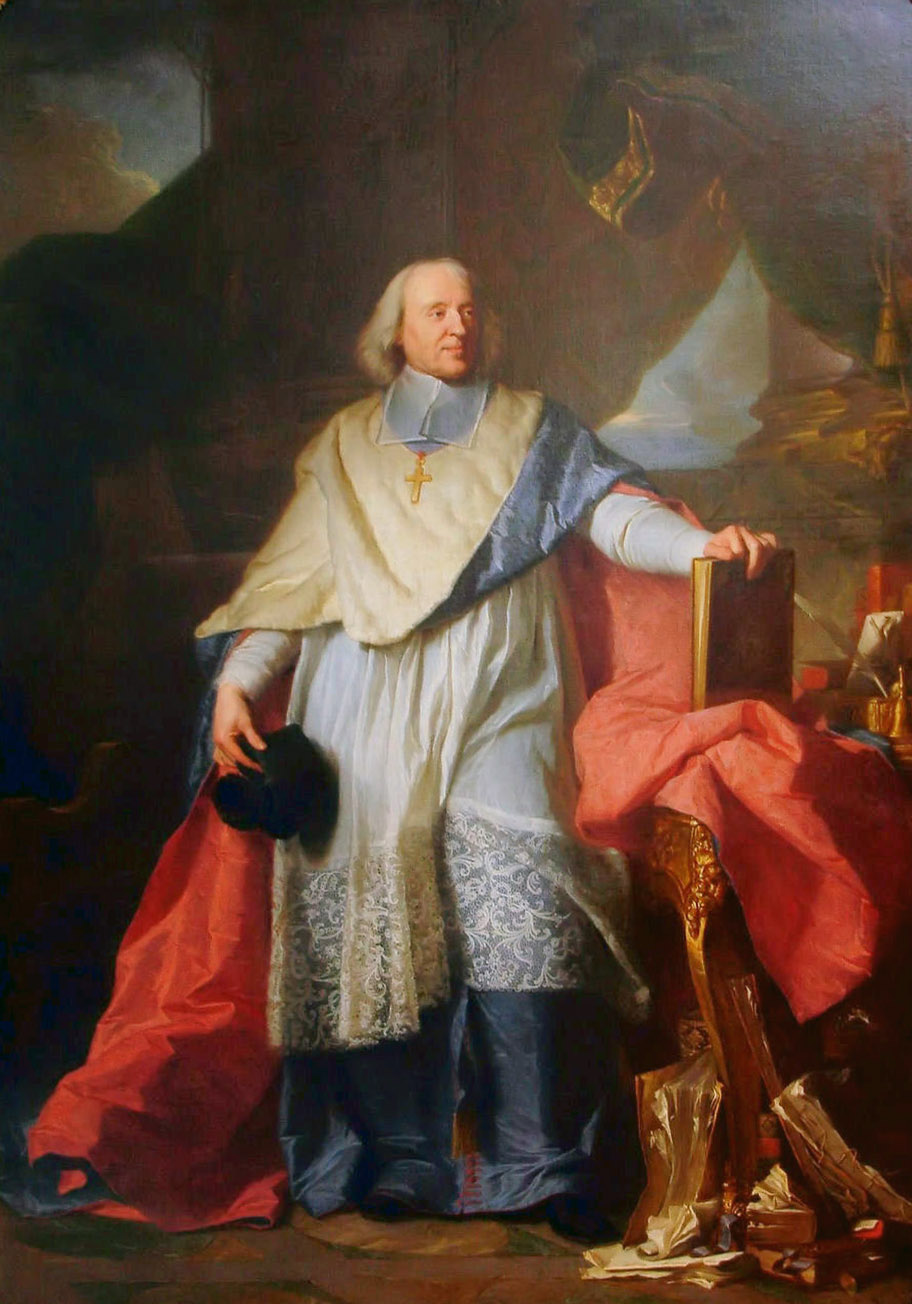
Jacques-Bénigne Bossuet, par Hyacinthe Rigaud, 1702, Musée du Louvre.

À partir des années 1660, le libertinage et les écarts publics à la morale deviennent impossibles, et même les pièces de théâtre les plus célèbres mais critiques envers la religion et la morale deviennent interdites et se jouent discrètement ou plus du tout ; Molière lui-même est obligé de composer et de s'autocensurer. Pour le milieu dévot et l'emprise catholique, la période entre la décennie 1660 et la décennie 1710 est celle de la stabilisation. Le rythme des fondations de séminaires se réduit, le clergé d'encadrement des fidèles est progressivement entièrement formé au moule tridentin, et dispose à présent d'une collection complète d'ouvrages lui permettant de répondre à toutes les questions des fidèles. L'élite culturelle parisienne connaît un point haut dans l'influence religieuse sur la vie quotidienne au cours des années 1660-1690, que l'on peut distinguer dans les testaments, par exemple. Cette période est un summum pour les fondations pieuses, et les dons des fidèles. En province, cette influence maximale peut se lire plus tard dans les archives, jusqu'aux années 1710-1730. Si cette influence est puissante dans toutes les sphères de la société, elle est également moins revendicatrice, plus conformiste. Les extrémistes qui défendaient auparavant la soumission de la France aux intérêts de l'Église ne sont plus suivis ni entendus, et deviennent une force mineure. Le jansénisme, ainsi, fait les frais du changement d'opinion de la majorité. Toutefois, si les jansénistes convaincus sont réduits au silence et étroitement surveillés, ils demeurent une influence morale constante. Une autre tendance combattue à cette époque est le mysticisme, qui tend à pousser le fidèle à chercher à atteindre le divin en court-circuitant les hiérarchies. La lutte contre le quiétisme en France secoue la sphère catholique dans les années 1680-1700, se terminant par la condamnation de Fénelon. En définitive, la France connaît donc à la fin du XVIIe siècle une certaine uniformisation de l'idéal de vie, qui passe par la recherche de la perfection morale, mais soigneusement encadré par les structures officielles de l'Église. Le symbole de cette période est certainement Bossuet qui par ses écrits exprime non seulement la rhétorique classique mais également les combats du catholique cultivé contre les errements de son temps.
Cette volonté officielle d'unification du peuple française autour d'une même doctrine entraîne la révocation de l'Édit de Nantes en 1685. Même si les polémiques les plus virulentes sont éteintes depuis longtemps, il s'agit pour les catholiques de faire cesser des comportements publics qui choquent et deviennent intolérables. La Révocation produit immédiatement des conversions massives et le départ
d'environ deux cent mille protestants à l'étranger, le plus souvent les plus riches. Mais les conversions hâtives, si elles aboutissent à un effacement réel du protestantisme dans les régions où il est vraiment minoritaire, n'entament pas réellement la pratique cachée des protestants dans les régions où ils sont puissamment implantés.

#### Acculturation et encadrement religieux de la population
Durant l'ensemble du XVIIe siècle, l'encadrement religieux des ouailles devient plus solide, plus encadrant, avec, en premier lieu, un personnel clérical bien plus solidement recruté et formé qu'au siècle précédent. Le réseau des collèges est pour les ordres qui les tiennent le lieu par excellence de détection et de renforcement des vocations. C'est également un endroit clos où un état d'esprit et une formation leur sont conférés pour exercer au mieux leur future mission apostolique. S'y ajoute l'établissement d'un réseau de séminaires où les futurs prêtres complètent et renforcent leur éducation. En parallèle, l'acculturation des campagnes avec l'apprentissage du catéchisme devient la règle. Les congrégations, surtout féminines, d'enseignement des rudiments du savoir à des fins de catéchèse, se répandent et assurent progressivement la transmission à la grande majorité de la population d'un savoir religieux produit par les élites de l'Église. Bien évidemment, cette acculturation est plus efficace en ville, où les établissements d'enseignement chrétien sont plus nombreux.
Dans le même temps, le catholicisme connaît une floraison de fondations de maisons religieuses encadrant la vie sociale des fidèles. Naissant essentiellement durant la première moitié du XVIIe siècle, ces institutions accompagnent la vie de toute la population dans un réseau interconnecté. Ces institutions (jésuites, Ursulines, Compagnie du Saint-Sacrement ou carmélites par exemple) organisent la piété quotidienne, de nombreuses prédications ou des voyages de missionnaires dans les campagnes environnantes ; mais ils fertilisent également de multiples confréries laïques qui naissent alors et développent l'esprit dévot au sein de nombreux groupes sociaux. Ces confréries organisent tout à la fois des moments de lecture, de prière ou de recueillement, mais également poussent leurs membres à l'action, à faire preuve d'une vie chrétienne exemplaire, tout en poussant leur entourage à agir de même. La Compagnie du Saint-Sacrement, institution laïque secrète destinée à pousser l'esprit dévot dans l'ensemble de la population, est l'archétype de cette tendance. Leurs membres poussent les chrétiens à agir dans la plus stricte orthodoxie sociale et religieuse, mais surtout traquent et soulignent les dissidences et les errements face à la foi. Si la compagnie en elle-même est dissoute en 1667 par Louis XIV, cette culture de la norme religieuse et sociale lui survit et est portée par de nombreuses autres forces sociales.

#### Répression des déviances  - sorcellerie et hérésie
L'ambiance d'intolérance religieuse et l'emprise des esprits par le clergé expliquent en grande partie la vague de procès en sorcellerie que connaît le XVIIe siècle, surtout lors de la première moitié. La société tout entière croit dans la réalité des pactes démoniaques, dans les capacités maléfiques des sorcières ou des possessions. Même les élites judiciaires, qui le plus souvent recherchent sincèrement des preuves et conduisent sérieusement les interrogatoires, sont baignées dans cette culture catholique globale. Les ouvrages de démonologie, dont la diffusion est modeste au XVIe siècle, connaissent un succès considérable dès les années 1600, dont le célèbre Marteau des sorcières.
En revanche, même lors des périodes où il y eut le plus de condamnations, de nombreuses voix s'élevèrent pour dénoncer des accusations fantaisistes, en appeler à la raison et demander des preuves plus solides que des rumeurs ou de supposées zones de la peau rendues sensément insensibles par le pacte réalisé avec le Diable. Progressivement, les procès deviennent plus rares et les condamnations disparaissent au milieu du XVIIe siècle, signe que la religion et l'opinion générale s'éloigne des émotions pour se tourner vers la raison. Mais « la génération de la chasse aux sorcières a été aussi celle d'une très difficile mais réelle bataille des idées »,.
À la suite des guerres de religion, une lutte est engagée dès le règne de Henri IV et surtout sous Louis XIII pour extirper l'hérésie protestante du royaume de France. De nombreuses missions intérieures visent à convertir la population, portées en grande partie par les Capucins. Organisant des événements spectaculaires destinés aux masses illettrées, les religions catholiques s'engagent également dans des controverses publiques destinées à convaincre les pasteurs et leurs ouailles de leurs erreurs. Le pouvoir royal s'engage également dans une pression importante à l'encontre des élites nobiliaires protestantes pour qu'elles se convertissent, avec succès. Cette pression, maximale sous le règne de Louis XIII obtient de bons résultats et s'émousse pas la suite, pour s'éteindre avec la Révocation de l'Édit de Nantes.

### Pratiques culturelles - Essor de la civilisation classique
La civilisation qui s'établit au XVIIe siècle n'est pas nouvelle ni dans son humanisme ni dans ses fondements religieux, les bases en ayant été établies au siècle précédent. En revanche, trois mouvements sociaux caractérisent la culture française à cette époque : la volonté de différenciation culturelle entre l'élite et le peuple, la volonté des mêmes élites de corriger les insuffisances du peuple, notamment par l'exemplarité, et enfin la force d'outils mis en place pour agir effectivement en ce sens. Bien sûr, ces trois éléments sont des objectifs illusoires et jamais atteints, mais ils sont fondamentaux dans la nouvelle culture qui s'établit alors.

#### La culture classique

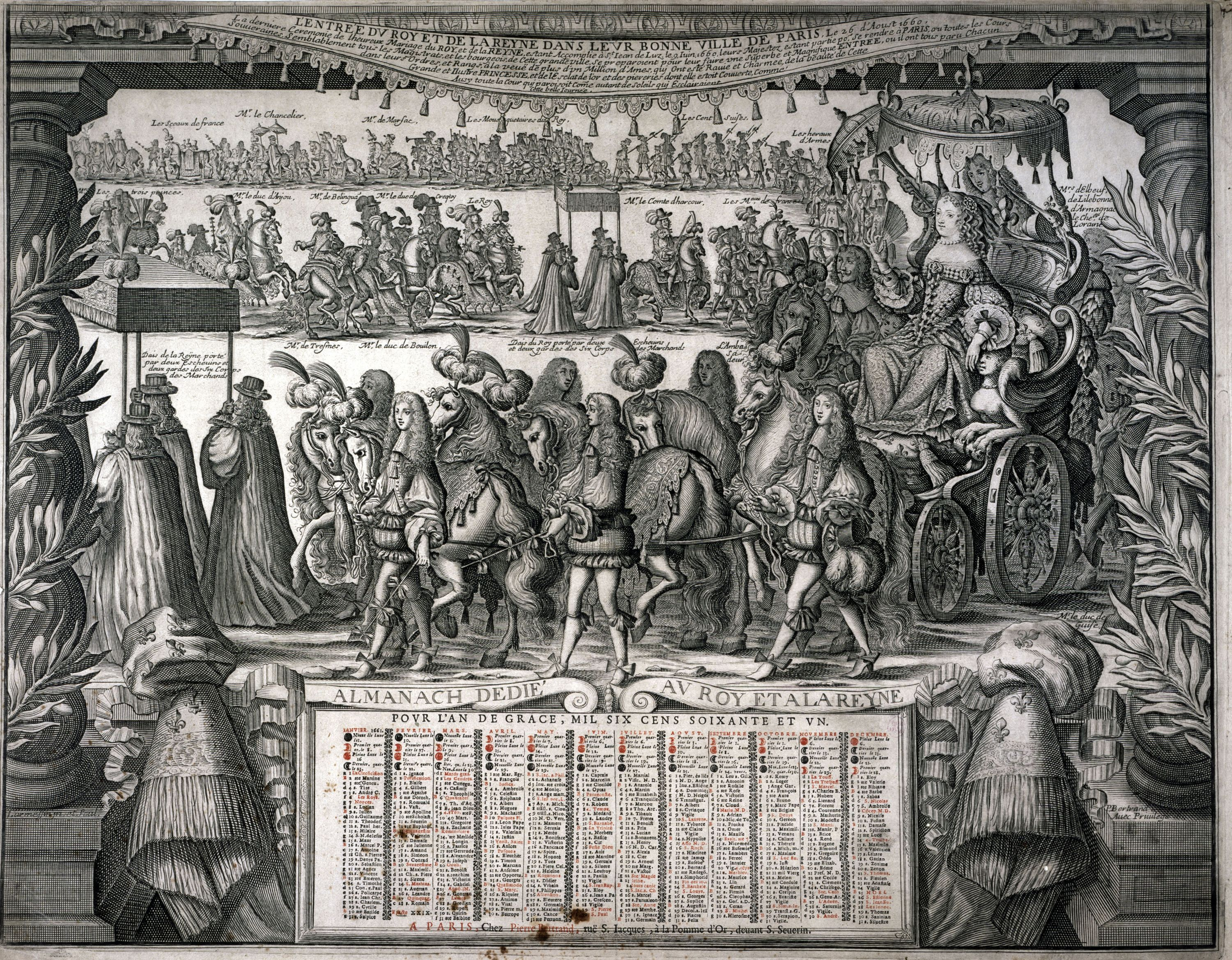
Almanach pour l'année 1661 - Entrée du roi et de la reine à Paris, 26 août 1660. Graveur anonyme. Musée Carnavalet.

Durant le grand siècle de Louis XIII et Louis XIV, la culture classique française s'établit solidement avec trois mouvements : la progressive centralisation des lieux de production intellectuelle à Paris, le progressif contrôle de cette production par quelques institutions de référence et le poids constant de l'église gallicane dans la vie intellectuelle. Ce siècle est également l'établissement d'une division entre une culture de référence, portée et mobilisée par les élites et des cultures populaires que les mêmes élites dédaignent sans pouvoir s'en détacher.
L'apogée de ce contrôle et de cette division a lieu durant les années « fin de siècle » (1680-1715), au cours desquelles « la vie artistique, la création littéraire autorisée sont devenues prisonnières d'un système de monopoles et de privilèges. L'art, la littérature inspirés par le pouvoir sont guettés par l'académisme, et par la fermeture que tend à imposer le raidissement dévot de la cour ». Après les grands auteurs des années centrale du XVIIe siècle (Lully, Corneille, Racine, Bossuet ou La Fontaine), les successeurs sont essentiellement conformistes et ne se risquent pas à l'audace ou la nouveauté.
Conséquence de la censure, une partie des œuvres paraissent sous le manteau ou à l'étranger ; notamment les voix discordantes portées par exemple par les « Nouvelles de la république des lettres » de Pierre Bayle, qui rencontre un grand succès.
La culture française connaît durant ce siècle une lente évolution de ses influences extérieures. Progressivement, la vie de l'esprit est de moins en moins aiguillée par les penseurs venus du Sud de l'Europe, et bien davantage des pays du Nord, protestants. Cela est en partie dû à l'émigration des protestants français qui, une fois en Angleterre ou aux Pays-Bas, participent à l'économie intellectuelle européenne et influencent ensuite en retour les penseurs français.
Enfin, la culture française, portée par la langue, devient au cours du XVIIe siècle une influence importante partout en Europe. La langue française devient une langue internationale, autant pour la diplomatie (le traité de Rastatt de 1714 n'est rédigé qu'en français) que pour certains grands penseurs (Leibnitz écrit autant en français qu'en allemand). L'art français, porté par la gloire de Louis XIV, influence ainsi fortement de nombreux artistes européens,

#### Le comportement social à l'âge classique
À l'âge classique, le comportement social est fortement sous la contrainte de normes religieuses et puritaines sévères, ceci aussi bien en direction des élites que des classes populaires. Les mots d'ordre sont une discipline du comportement dans l'espace public (pas de grossièretés, pas de cris ou d'emportement), un profond respect pour l'ensemble du clergé et la lutte contre les traditions issues des superstitions locales.
Cela se constate très fortement par l'évolution des fêtes municipales et populaires qui rassemblent l'ensemble de la population et montre clairement à tous comment doit se dérouler la vie dans une bonne société catholique. Lors de ces fêtes, les cris, les débordements, les traditions non-chrétiennes sont progressivement limitées, puis interdites. Les jeux, les banquets sont réprimés, progressivement remplacés par de multiples moments religieux. Les symboles proprement municipaux s'effacent lentement au profit des religieux et royaux, que ce soit dans les décors, les spectacles ou les discours.
Cette mise au pas n'est pas celle d'une élite contre des traditions populaires, mais bien issue d'une élite dévote contre une autre partie de l'élite. Les deux tendances existent et s'opposent dans toutes les strates de la société. Cette évolution vers une société policée et dévote se déroule lentement tout au cours du XVIIe siècle. Il n'y a ni date charnière ni homogénéité spatiale dans cette évolution. Toutefois, il est clair que la tenue des règles de civilité est acquise au sein de l'élite au cours de la seconde moitié du siècle. Que ce soit à l'extérieur, en famille ou en société, les codes de bonne conduite sont respectés par l'ensemble des élites. L'idée générale est d'être digne, de ne pas gêner ses voisins de rue, de table ou de société par toutes une série de transformation de petits comportements : ne pas prendre du sel avec son couteau sale, ne pas s'essuyer sur une nappe collective, ne pas crier dans la rue, ne pas paraître indécent, etc.

#### La transformation de la culture noble
Entre le début du XVIIe siècle et son derniers tiers, les mentalités, les représentations de la noblesse évoluent fortement,. Au sortir de la Renaissance et des guerres de religion, les membres de la noblesse française sont soudés autour de mode de pensée largement communs et centrés sur l'honneur et les valeurs guerrières. Perturbés par les transformations sociales puissantes vécues durant la Renaissance, les nobles ont affirmé leur supériorité et leur différence par l'affirmation de la notion de « race » portée par le sang et des pratiques sociales, en particulier le duel d'honneur. Sans être tous effacés, ces marqueurs identitaires sont en partie remplacés par d'autres, portés par plusieurs contraintes visibles ou invisibles,.
Les rois successifs cherchent ainsi à domestiquer la noblesse, à la civiliser pour qu'elle ne puisse plus se révéler un véritable adversaire. Pour cela, la lutte contre le duel est une constante depuis le milieu du XVIe siècle, et la noblesse abandonne dès les années 1650 ce qui est encore dans les années 1630 un marqueur fondamental de son rang. Si le point d’inflexion réel de l'interdiction du duel est la fermeté de Richelieu avec la punition exemplaire avec l'exécution de François de Montmorency-Bouteville, c'est surtout la lutte culturelle contre cette pratique qui aboutit à son rejet par la majorité des membres de l'élite,.
La transformation culturelle de la noblesse se déroule largement dans les académies pour les jeunes nobles. Elles se multiplient à partir du début du XVIIe siècle tant à Paris qu'en province et le modèle de noblesse qui y est promu est celle du gentilhomme courtois, lettré et inséré dans les différentes cours et salons. Ces lieux de sociabilité où les nobles se reconnaissent entre eux se développent et se structurent pour y être des lieux de représentation, « où
prend forme la reconnaissance sociale qui fonde l'honneur nobiliaire, tout en fournissant des modèles de comportement policé à l'ensemble de la société ». Enfin, à cette même époque se développe fortement la généalogie, permettant aux familles de se jauger les unes par rapport aux autres en fonction de leurs ancienneté. La monarchie accentuant ce marqueur en procédant dès 1600 à des contrôle pour déchoir les usurpateurs.

#### La culture provinciale
La culture dans les provinces françaises subit un double phénomène, une imitation de la vie parisienne, où toutes les élites se rassemblent, et une concurrence très forte de ce même milieu, qui appauvrit les ressources culturelles des territoires. Les élites provinciales copient de plus en plus ce qui se fait à Paris, qui devient lentement le modèle à suivre ; mais avec moins d'artisans et d'artistes, les plus nombreux et compétents étant attirés par les immenses commandes parisiennes. Un puissant ressort de ce phénomène est l'installation à Paris de toutes les plus grandes élites nobiliaires, qui y concentrent leurs ressources pour y briller.
Tous les secteurs de la production culturelle sont marqués par ce phénomène. Les centres d'édition provinciaux s'étiolent, notamment le plus grand d'entre eux, Lyon. L'entretien de troupes de théâtre par les grandes familles nobiliaires cesse en province, leurs moyens étant consacrés à Paris. Cette évolution trouve son aboutissement dans le monopole royal de 1680, qui supprime pour les autres troupes tout moyen de construire un répertoire consistant. Les peintres et sculpteurs œuvrent partout en France, mais outre que leurs modèles viennent de Paris, nombre d'entre eux et surtout les meilleurs sont inévitablement aspirés par la capitale. Il en va de même pour l'architecture, où toute variation significative par rapport aux canons parisiens se réduit. Toutefois, cette domination culturelle de Paris n'est pas exclusive, et de nombreuses villes connaissent tout à la fois le maintien de certains particularismes, et quelques moyens de les exprimer.

### Transmission et uniformisation culturelle?

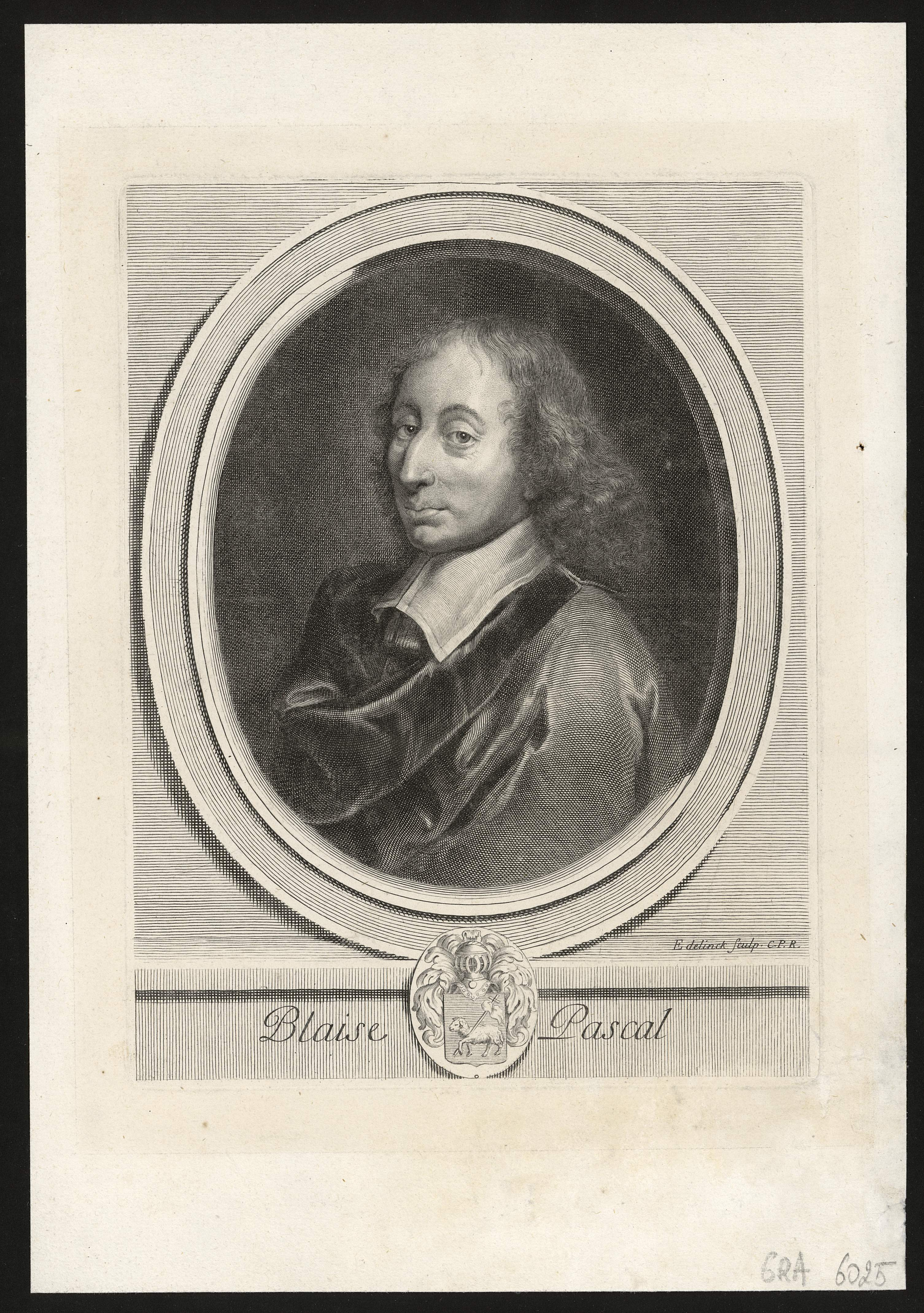
Blaise Pascal par Gérard Edelinck. 1691. Bibliothèque du Patrimoine de Clermont Auvergne Métropole.

Le siècle classique est celui de l'extension de l'enseignement, du savoir, même aux classes populaires. Tout à la fois se développe dans les élites l'idée qu'un honnête homme est un homme cultivé, mais également qu'il est impossible de laisser les classes populaires dans l'ignorance du vrai savoir, essentiellement religieux.

#### Essor des humanités, un enseignement uniquement théorique
Entamé au XVIe siècle, la diffusion des collèges destinés à l'éducation des enfants des élites au sens large s'accomplit au cours du XVIIe siècle. Progressivement, toutes les villes de France établissent un ou plusieurs établissements sur le modèle des parisiens, avec une grande homogénéisation des principes d'enseignement, et surtout du contenu enseigné. Le principe de l'enseignement reçu par tous les fils de bonne famille tient en trois principes : connaître le latin, langue du savoir, se référer en toute chose aux auteurs de référence, essentiellement des auteurs antiques, et avoir pour finalité la maîtrise de la rhétorique et de la philosophie, cette discipline comprenant la logique et la physique.
La finalité de l'enseignement humaniste étant une culture générale permettant de comprendre les grandes questions philosophiques, aucune place n'est prévue dans les cursus pour les savoirs pratiques. « Le monde des métiers, de l'habileté manuelle, est plus que jamais rejeté du côté des activités mercantiles, avec, sous la forme de l'apprentissage, sa filière propre d'acquisition des connaissances. Entre l'une et l'autre, la hiérarchie, voire même l'incompatibilité ne font pas de doute. L'éducation humaniste seule donne une vue large des grandes questions qui se posent à l'homme […] La formation reçue dans les collèges renforce ainsi l'idée d'une culture de référence, « la » culture ».
La généralisation de cet enseignement crée une division supplémentaire dans l'unité culturelle de la France. Il existait déjà une division entre la grande masse analphabète et l'élite lettrée, s'y ajoute un groupe encore plus minoritaire, mais symboliquement au-dessus des deux autres, composé de ceux qui ont eu accès aux études humanistes. L'enseignement humaniste contribue fortement à cette division par son amour de la spéculation abstraite et son mépris pour les savoirs matériels ou l'observation concrète. Ainsi, même dans des domaines très concrets tels la médecine ou le droit, la priorité est donnée aux enseignements tirés des auteurs antiques au détriment des données utiles et concrètes. « L'enseignement universitaire comprend donc une très forte dose de conservatisme et d'irréalité, qui facilite, surtout en médecine, la reproduction sociale, puisque l'apprentissage efficace du métier se fait en fonction du jeu des relations personnelles et familiales. […] Il est en décalage de plusieurs dizaines d'années par rapport à la science qui se fait ».

#### Naissance d'une culture écrite populaire

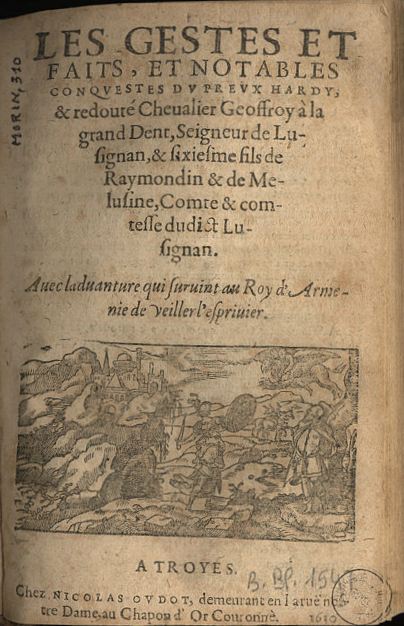
Les Gestes et faits du Chevalier Geoffroy à la Grand Dent, Nicolas Oudot, Troyes, 1630.

Avec les progrès de l'alphabétisation, la part des français bénéficiant de la culture écrite augmente et devient significative à l'époque classique ; une culture populaire de l'écrit apparaît, issue de la culture de l'élite et poursuivant l'acculturation de la grande masse de la population.
À la fin du XVIIe siècle, la France rurale possède alors une solide minorité d'alphabétisés. Les régions du nord (proches de Paris et ayant bénéficié plus tôt de l'essor des congrégations enseignantes) connaissent des taux d'alphabétisation masculine de plus de trente pour cent, tandis que les régions du sud d'une ligne Saint-Malo – Genève (avec de grandes disparités) sont aux alentours de vingt pour cent. Toutefois, cette alphabétisation, qui touche d'abord les petites villes et les bourgs, pour se diffuser par la suite, s'améliore continuellement, pour toucher les campagnes les plus rurales au début du XVIIIe siècle.
Toutefois, la culture apportée par l'écrit ne s'arrête pas aux personnes capables de lire. En effet, la France du XVIIe siècle est toujours plongée dans l'époque de la lecture à voix haute pour la famille élargie ou les voisins. Les personnes sachant lire sont souvent sollicitées et diffusent ainsi dans leur entourage une culture écrite auparavant inaccessible.
Dans les années 1630 apparaît la première littérature de colportage avec la Bibliothèque bleue. Ces ouvrages dont les textes sont simplifiés, dont les gravures proviennent de bois gravés de récupération, à la relecture hâtive et au papier bon marché créent le premier marché éditorial plus grand public. Rapidement, l'offre est large et propose des ouvrages de spiritualité, des abécédaires, des ouvrages d'arithmétique, des manuels de civilité, des contes de fée, des œuvres de fiction classiques (Gargantua, Fortunatus (de) ou l'Histoire des quatre fils Aymon par exemple). Souvent, les versions proposées sont retravaillées et censurées pour correspondre aux normes sociales de l'élite dévote, qui surveille tous les écrits du royaume.

#### Esprits libres et naissance de la pensée critique
Durant la première moitié du XVIIe siècle, il n'existe pas de véritable mouvement libertin, mais de nombreux auteurs influents ont conservé une réelle liberté intellectuelle et, malgré la pression du parti dévot et le poids de la Réforme catholique, rédigé de nombreux écrits qui manifestent leur déviance par rapport aux dogmes établis. Si quelques personnes au début du siècle en arrivent par manque de prudence à des procès terribles, Lucilio Vanini est brûlé et Théophile de Viau exilé, nombreux sont ceux qui osent avec des manières plus discrètes s'en prendre aux dogmes dévots et à la civilisation des mœurs. Un premier groupe se retrouve autour des frères Pierre et Jacques Dupuy, ou de Paul Scarron qui promeut et fait vivre un humanisme opposé à tout esprit conformiste. L'écrivain qui exprime le mieux le symbole de cet esprit est Cyrano de Bergerac qui, avec son roman Histoire comique des États et Empires de la Lune, se permet sous couvert de fiction une critique des excès de son temps. Ce groupe réalise le lien entre les humanistes de la renaissance et les encyclopédistes du XVIIIe siècle, et permet de créer un climat intellectuel permettant l'éclosion des pièces de critiques sociales de Molière telles Tartuffe ou Dom Juan.

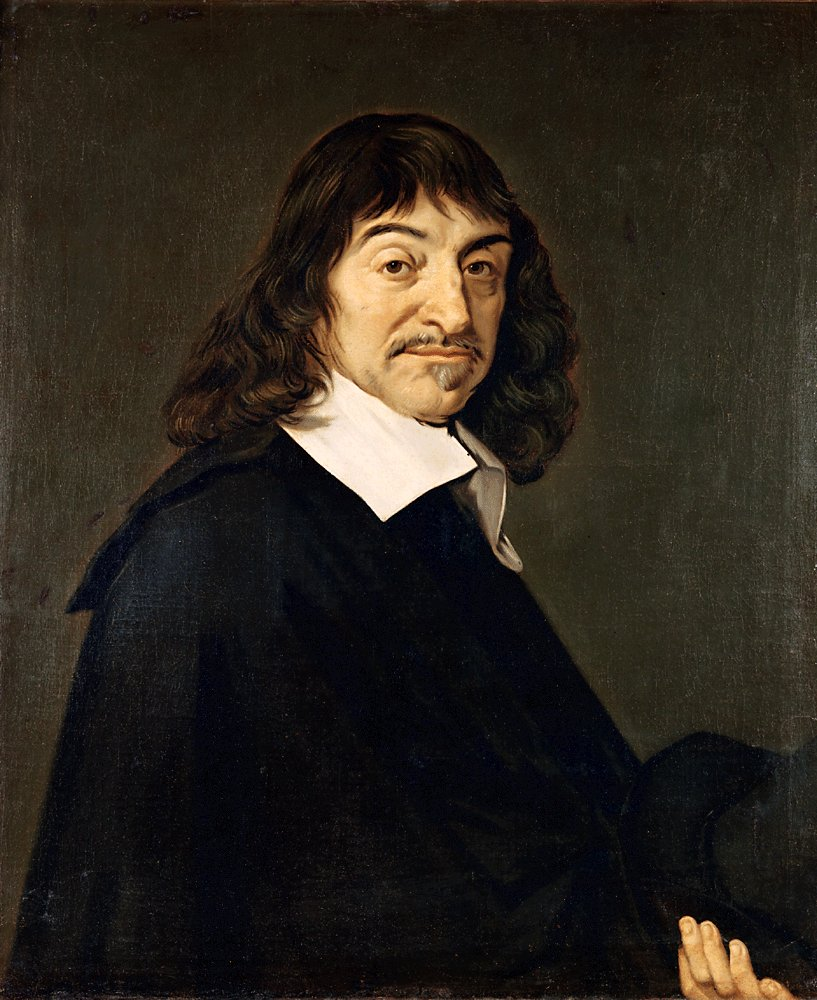
René Descartes, tableau de Frans Franchoisz Hals, 1649, Musée du Louvre.

La naissance d'une pensée critique au sein de cercles progressivement de plus en plus larges provient tout à la fois des crispations de ceux qui souhaitent que la raison guide les hommes et de la diffusion rapide du cartésianisme à partir de 1660. Cette pensée critique n'ébranle pas les dogmes établis à partir de la science, mais bien de réflexion sur les mystères divins. Les deux porteurs les plus influents de cette pensée critiques sont Malebranche avec sa vision d'un Dieu essentiellement créateur, qui ne touche pas aux lois qu'il a lui-même construites et donc d'une réduction drastique de l'importance des miracles et du mystère. De même, Richard Simon entreprend deux études critiques de Ancien Testament et du Nouveau Testament, pointant la vanité d'une lecture littérale alors qu'il relève les nombreuses difficultés intellectuelles d'une telle pratique. Les deux penseurs seront fortement critiqués, mis à l'index pour le premier et rejeté de l'Oratoire pour le second, alors que les deux ont toujours clamés leur orthodoxie et leur souhait de rendre simplement plus
compréhensible la création divine ou les écrits sacrés.
En parallèle, un second courant janséniste naît au sein du clergé le plus instruit mais établit dans la masse des prêtres, nomme quesnelisme du nom de Pasquier Quesnel. Solidement éduqué et ne considérant pas leurs évêques comme supérieurs, en recherche d'une pureté de la religion la plus réelle, ils diffusent une pensée qui remet en cause la supériorité hiérarchique de ces derniers et qui place l'Église véritable au sein de la masse des prêtres, et même des fidèles. Prônant une indépendance d'esprit que ne peut supporter les élites versaillaises de la fin du règne de Louis XIV, ce dernier obtient du pape en 1705 une première condamnation de leurs pratiques, puis dissous en 1709 les religieuses de Port-royal-des-champs, qui portait cet esprit, et surtout en 1713 la bulle Unigenitus qui condamne 101 propositions issues des thèses de Quesnel ou d'Edmond Richer. Cette condamnation sera immédiatement la cible d'une élite religieuse qui réclame un concile pour faire appel devant le pape de cette décision. Ce jansénisme, frappé au cœur, milite encore longtemps et rejoint partiellement au cours du XVIIIe siècle certaines positions des Lumières.
Enfin, quelques savants entreprennent de nourrir un esprit critique dans plusieurs domaines, usant de stratagèmes pour ne pas être trop la cible des dévots. Prônant l'importance de la raison pour discuter des faits naturels et distinguer le vrai du faux, quelques esprits se lancent dans des audaces intellectuelles encore modeste, mais qui exposent des doutes sur des vérités trop facilement admises. Fontenelle, sur le ton du badinage, de la fausse révérence pour désarmer les critiques et du libertinage léger, met en doute l'autorité des Anciens, et donc celle des édifices savants élaborés sur leurs textes, mais également de toute superstition. Pierre Bayle lui emboîte le pas en établissant les incohérence sur le récit d'anciens personnages, créant des doutes qui rejaillissent aisément sur l'ensemble des histoires racontées par les savants de l'époque, y compris religieux. Toutefois, l'influence de ces quelques penseurs sur leurs pairs est limités sous le règne de Louis XIV, et ils ne sont alors que les précurseurs des penseurs des Lumières.

### L'art baroque et l'art classique

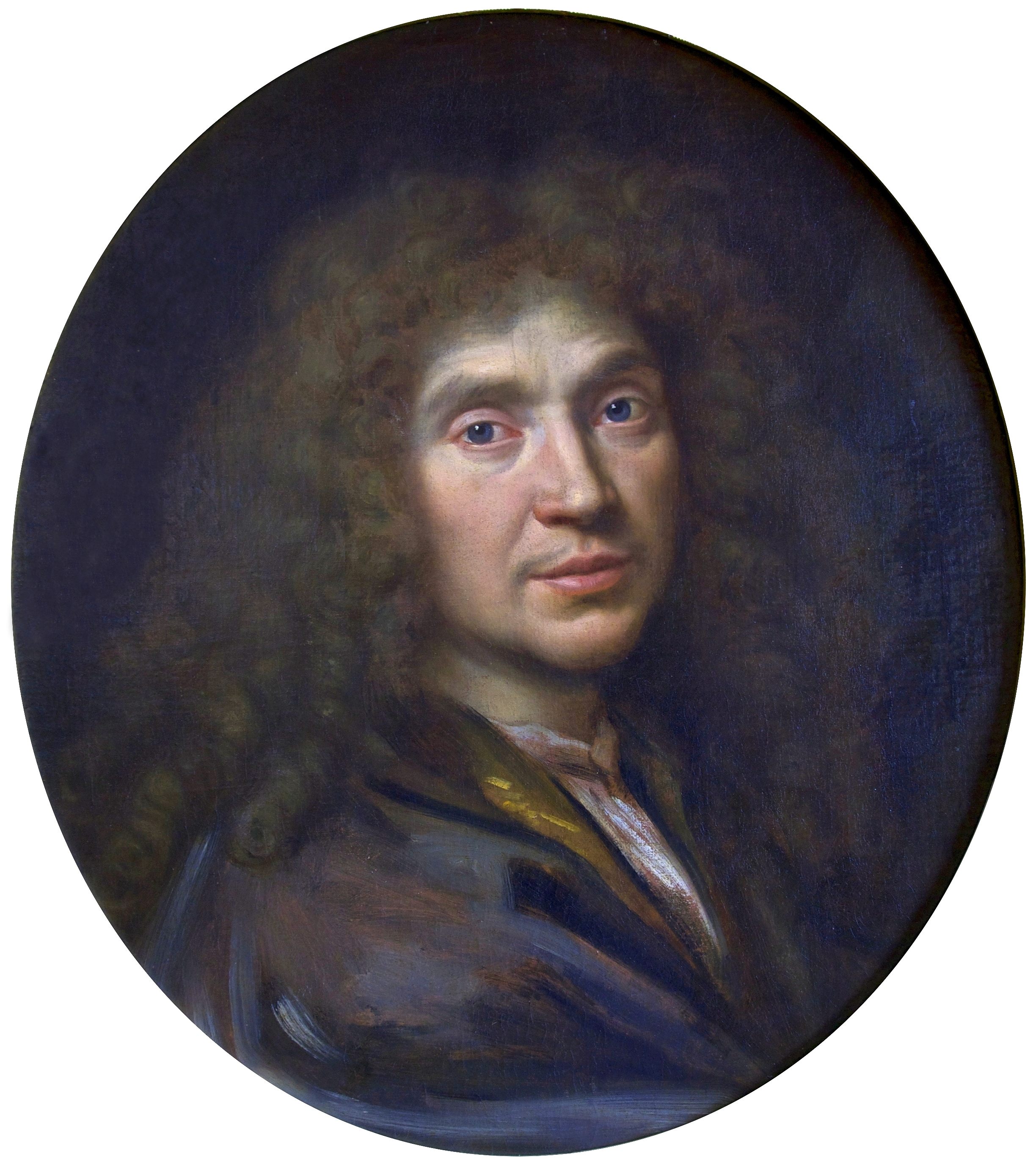
Molière par Pierre Mignard (1658). Musée Condé.

L'art classique français repose sur des règles qui impose l'épuration des genres et l'exclusion de individus rebelles à l'autorité des institutions royales qui seules fixent le bon goût. Louis XIV le veut et l'impose, par les commandes, les pensions et la censure.L'art classique français repose sur des règles qui impose l'épuration des genres et l'exclusion de individus rebelles à l'autorité des institutions royales qui seules fixent le bon goût. Louis XIV le veut et l'impose, par les commandes, les pensions et la censure. La nature du baroque français est discutée et n'est pas ni une norme esthétique ou un style, mais plus simplement une liberté de culture s'opposant au dépouillement voulu à cette époque par la civilisation des mœurs, et qui amène à un sens des effets appuyés et un éloignement de la France « classique ». Cette phase culturelle s'épanouit essentiellement entre les années 1580 et 1660. Le classicisme français s'impose culturellement dans les années 1665-1670, lorsque Louis XIV tourne le dos au baroque italien et fait entrer bien plus nettement qu'auparavant l'art dans le champ du politique. Dans la littérature, la peinture, la musique, et les autres arts, la règle officielle prend une place prépondérante.
Les influences étrangères évoluent au cours du XVIIe siècle. Sous Louis XIII, l'art est essentiellement influencée par celui du Sud de l'Europe, Italie et Espagne en tête. Puis, en quelques décennies durant le règne de Louis XIV, les sources d'inspiration proviennent de plus en plus du Nord

#### Le théâtre
Le théâtre des années 1580-1650 est encore un art nouveau, avec des troupes amateurs, sans salle dédiée et des spectateurs debout dans un joyeux tumulte. C'est de cette époque que naissent les troupes itinérantes, qui jouent un répertoire de tragi-comédies populaires et regorgeant d'actions, avec des dénouements heureux, des combats, des déguisements et des rebondissements multiples. Les grands succès de cette époque sont Bradamante de Robert Garnier de 1582 ou le Pyrame et Thisbé de Théophile de Viau créé en 1621. Ce théâtre évolue avec l'apparition des machines qui permettent des mises en scène animées et spectaculaires, dont Giacomo Torelli est le plus digne représentant dans les années 1640 et suivantes.

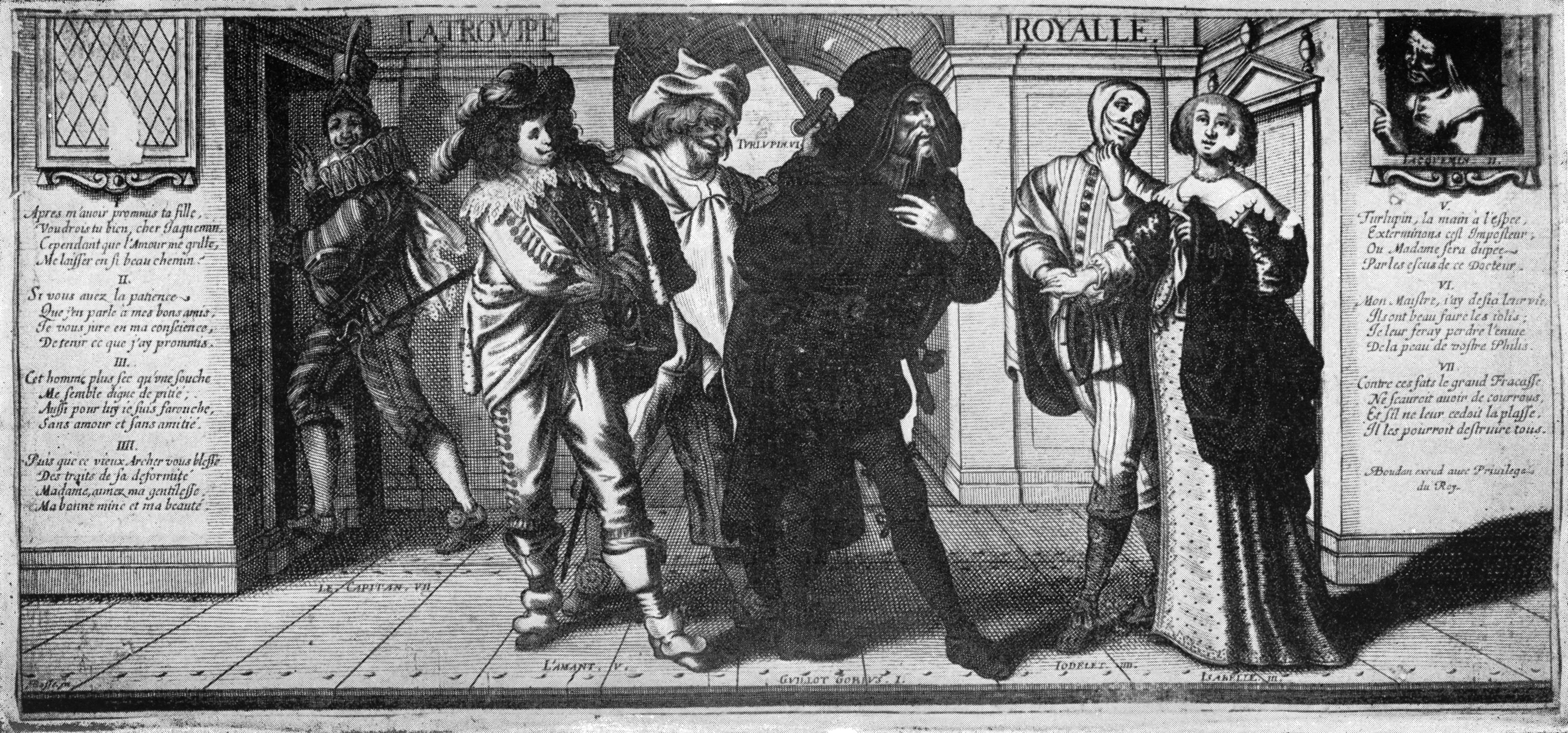
La troupe royale à Hôtel de Bourgogne, gravure d'Abraham Bosse, 1635-1636, Nationalmuseum.

À partir du milieu du siècle, un équipement théâtral se développe à Paris. À partir de deux salles dans les années 1630, une dans le vieil Hôtel de Bourgogne et le théâtre du Marais, qui vient d'ouvrir dans une salle de jeu de paume, l'offre parisienne s'étend progressivement. Une troupe italienne produisant de la Commedia dell'arte s'implante en 1653 dans la salle du Petit-Bourbon, au Louvre, avant d'aller dans une salle du Palais-Royal en 1660. Enfin, en 1673, une salle ouvre rue Mazarine pour accueillir la troupe de Molière. Cette troupe fusionne en 1680 avec celle de l'Hôtel de Bourgogne pour fonder la Comédie-Française en recevant le privilège royal d'être l'unique troupe parisienne, dont le répertoire contient essentiellement les pièces de Molière et de Jean Racine, ainsi que de quelques pièces de Pierre Corneille, Paul Scarron et Jean Rotrou.
Durant le règne de Louis XIV, le langage théâtral connaît une épuration progressive, une normalisation morale, linguistique et esthétique pour se conformer à la civilisation des mœurs qui s'impose sous l'autorité du roi. Le genre théâtral subit alors une division entre un théâtre d'élite, classique, qui se présente comme le seul récipiendaire du bon goût et un théâtre populaire, jugé inférieur, où la liberté de ton et de forme gène suffisamment l'élite pour qu'elle évite de s'y rendre.
La période de fin de règne de Louis XIV, entre 1680 et 1715 est celle d'une créativité qui s'étiole sous l'effet d'une lutte du parti dévot contre les comédies qui attaquent sa philosophie. Les comédiens sont progressivement chassés de Paris et remplacés par des spectacles de chants.

#### La littérature

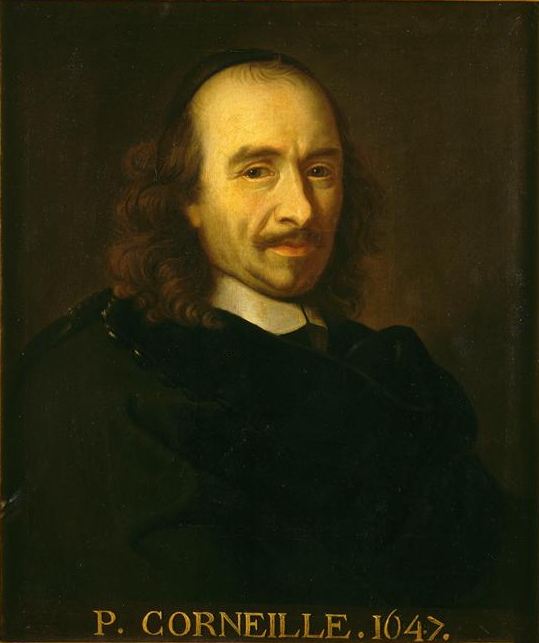
Tableau de Pierre Corneille d'après Charles Le Brun, vers 1685-1700, Château de Versailles.

Avec l'évolution du sentiment d'indépendance et d'honneur de la noblesse, les succès de librairie évoluent et montrent ainsi d'autres héros ou des héros issus non pas de la noblesse mais de la bourgeoisie argentée (Pompée, de Corneille). Ils mettent également en scène des émotions moins pures et des personnages et intrigues ou l'intérêt fini par prévaloir.
La littérature du début du XVIIe siècle est un marqueur fort de l'idéologie de l'élite nobiliaire. Les meilleurs succès de librairie sont des romans héroïques vantant les valeurs guerrières et l'honneur désintéressé. Le Cid, de Corneille illustre le triomphe de ce style qui comprend de nombreux représentants tels Madeleine de Scudéry avec Clélie ou Gautier de Costes avec Cassandre ou Cléopâtre.
La littérature, à partir des années 1680, est de plus en plus surveillée et censurée par les organes royaux,,. Une partie de l'édition, en grande partie critique de la pensée dominante du parti dévot, doit être imprimée clandestinement, ou à l'étranger. Au cours des années 1680 et 1690, le conflit entre les Anciens et les Modernes oppose ceux qui estiment qu'en littérature, les auteurs antiques sont l'alpha et l'oméga du bon goût, et ceux osent clamer haut et fort que de nombreux auteurs grecs ou latins sont ennuyeux, et qui recherchent une prose ou une poésie française différente. Au travers de cette lutte littéraire, c'est l'édifice séculaire du respect absolu des autorités héritées de l'Antiquité qui commence à se fissurer. Par ailleurs, l'isolement versaillais du roi lors de ces deux dernières décennies permet à d'autres foyers littéraires et artistiques d'émerger, tel celui de la duchesse du Maine dans son domaine de Sceaux. Dans les années 1710, madame de Lambert ouvre à Paris le premier grand salon littéraire du XVIIIe siècle.

#### La peinture et la sculpture

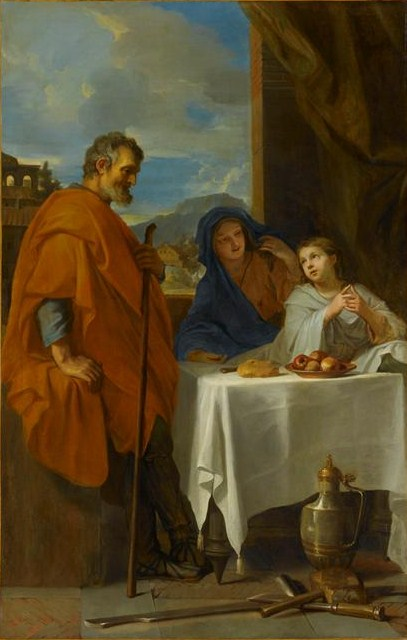
Charles Le Brun, La Sainte Famille ou Le Bénédicité, vers 1655 - 1656
Paris, musée du Louvre.

Au cours du XVIIe siècle, la condition sociale et matérielle des peintres se métamorphose. Durant la première moitié du siècle, le modèle corporatiste est dominant, enfermant les peintres dans le rang de simples artisans, détenteurs d'un simple savoir-faire. L'enseignement et les productions sont balisées et contrôlées, reprenant des recettes et idées répétées, avec un conservatisme assumé. « Un besoin croissant d'ouverture, de promotion sociale et d'amélioration de la culture des peintres va peu à peu remettre en cause l'hégémonie de la corporation ».
Un groupe de peintres réunis autour de Le Brun parvient à faire reconnaître la dignité de leur art avec la fondation en 1648 de l'Académie royale de peinture et de sculpture. Cette naissance est une étape majeure en France de la transformation des peintres artisans en véritables artistes reconnus comme tels par la société. Dorénavant, les peintres vont fréquenter légitimement les cours aristocratiques et les milieux intellectuels.
L'un des thèmes majeurs de cette période est celle de la fuite du temps, des vanités, de la mort mise en scène dans des formes luxuriantes, l'utilisation abondante de la couleur et de l'or. Ce mouvement culturel transparaît dans tous les arts, la peinture, la sculpture ou la poésie. .

#### L'architecture
L'architecture classique française est la réunion des canons antiques, grecs et romains, ainsi que des ajouts liés à la Renaissance. Progressivement imposé par Louis XIV comme le style parfait, il est figé dans l'optique de respecter une forte symétrie, une certaine sobriété et une exploitation rationnelle des canons de l'antiquité. Ce style se propage à l'étranger principalement à partir des exemples des châteaux de Versailles, du Grand Trianon ou de Vaux-le-Vicomte, participant au prestige de la monarchie française.
Ainsi, de nombreux artistes ayant œuvré dans les châteaux français sont ensuite embauchés par des monarchies étrangères, dont celle de Philippe V d'Espagne. Robert de Cotte, élève de Mansart, fournit ainsi des plans sans même quitter la France du roi d'Espagne, du roi de Sardaigne ou de l'Électeur de Cologne.

#### La musique

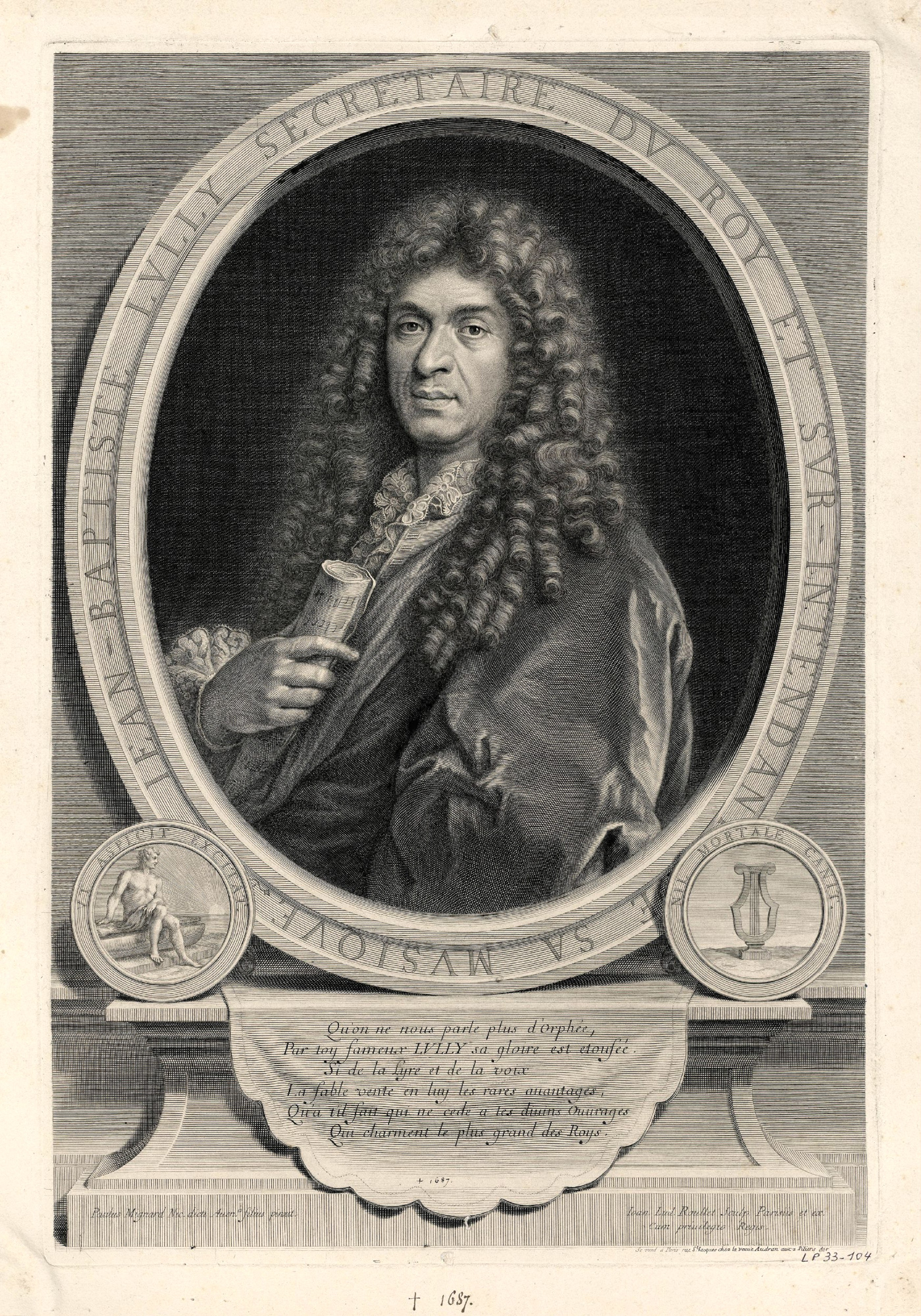
Portrait de Jean-Baptiste Lully de Paul Mignard.

Considérée par Louis XIV comme une extension de sa politique de prestige, la musique officielle est largement financée par l'État royal. La monarchie dispose ainsi de trois orchestres, comptant en tout entre cent vingt et cent cinquante musiciens. Elle déploie cette politique tout à la fois en offrant au peuple des spectacles, en prêtant ses musiciens à des nobles français et en éblouissant les hôtes étrangers par le faste musical proposé à Versailles.
Le ballet à l'italienne est progressivement dévalorisé par les règles du classicisme et ne survivent pas à l'établissement d'un privilège unique octroyé à l'échelle du royaume entier en 1669. Ce privilège, qui fait la gloire de Lully, est étendu à toute la musique de théâtre et restreint la vivacité musicale française tandis qu'elle se fige dans les formes classiques, qui seront préservées longtemps après la mort du compositeur. Bien après celle-ci, ses pièces continuent d'être jouées. Créateur de l'opéra français, il rayonne de son vivant à l'étranger, plusieurs de ses compositions étant jouées à Londres, Amsterdam ou ailleurs.
Malgré une morale sévère sur la musique, l'Église développe de la musique liturgique qui devient, pour l'élite, un lieu de représentations. De nombreuses œuvres sont ainsi jouées autant pour des raisons spirituelles que mondaines. Il devient habituel, quand lors de la Semaine sainte les spectacles sont fermés, que les mélomanes aillent dans tel couvent ou telle église pour entendre un ensemble réputé.

## Les Lumières: 1715-1815

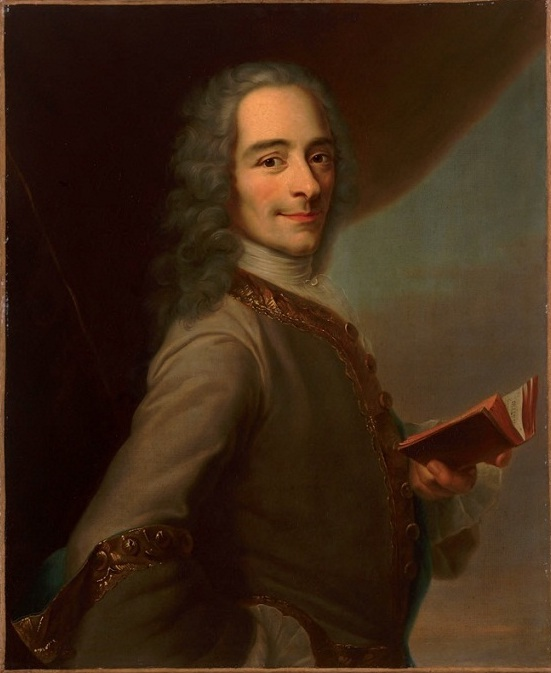
Tableau de Voltaire, D’après Maurice-Quentin de La Tour, première moitié du XIXe siècle, Château de Versailles.

L'épisode culturel des Lumières en France est celle de l’épanouissement d'un esprit critique public, de l'affaiblissement progressif des autorités naturelles de la royauté et de l'Église, et il se conclut par les périodes révolutionnaire et napoléonienne, qui mobilisent les évolutions antérieures pour construire un système culturel nouveau. La culture des Lumières consiste en tous les moyens matériels et intellectuels pour éclairer l'Homme, pour qu'il s'émancipe des traditions mentales, issues de la royauté ou de l'Église. Elle est développée et portée par des philosophes qui sont en conflit avec la plupart des institutions en place, qu'ils accusent d'obscurantisme, de répandre le fanatisme et les préjugés, et de s'imposer par le despotisme. Cette culture critique se développe aussi bien au sein de les milieux lettrés que dans l'ensemble de la population française, car la culture française n'est pas segmentée en compartiments étanches, mais constitue bien un seul ensemble. En un siècle, cet esprit critique finit par saper complètement les autorités traditionnelles, la culture devenant alors un enjeu politique pour toutes les parties des soubresauts de la fin du XVIIIe siècle et du début du XIXe.

### La République des lettres
Au cours du XVIIIe siècle, le sens critique des lettrés s'établit et devient une force combative. Les philosophes, comme leurs adversaires, prennent à partie l'opinion et les institutions d'autorité ne peuvent plus ignorer « ce que pense le peuple ». La République des lettres devient vaste et variée. Elle se fonde sur l'écrit et surtout l'imprimé ; elle évolue au sein d'une élite large et éclairée. Face à l'esprit des Lumières, les tenants de la Tradition ripostent vivement. Par ailleurs, la République des lettres connaît en son sein conflits et dissensions,.

#### L'essor du sens critique
Le doute méthodique cartésien est la base de la révolution culturelle des Lumières ; il est néanmoins dépassé pour prendre comme objet l'ensemble des connaissances humaines. En effet, là où Descartes s'interdit d'utiliser sa méthode à l'endroit de la religion et de la forme de gouvernement, d'autres après lui franchissent le pas et portent sa méthode à l'ensemble des connaissances humaines. Les initiateurs de cette audace apparaissent à la fin du XVIIe siècle et sont Richard Simon avec son Histoire critique du Vieux Testament ou Pierre Bayle dans son Dictionnaire historique et critique. Encore isolés et unanimement condamnés, ils sont les précurseurs de travaux qui apparaissent surtout après la mort de Louis XIV.

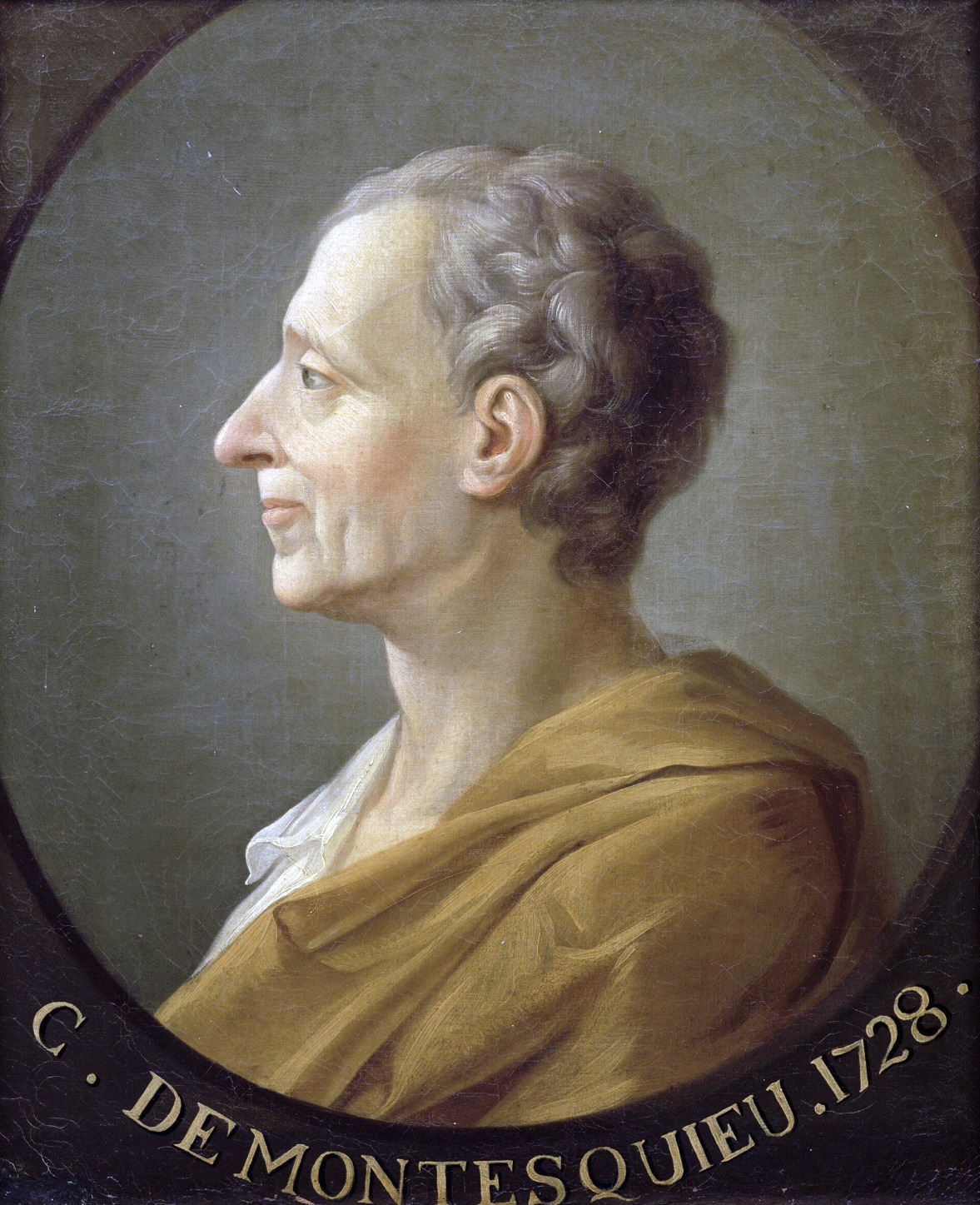
Montesquieu, auteur des Lettres persanes. Portrait d'après Jacques-Antoine Dassier, vers 1753, Institut de France.

La révolution culturelle portée par la critique méthodique du savoir est surtout utilisée durant la première moitié du siècle dans trois directions : le savoir anthropologique, l'usage de l'observation et de l'expérimentation en science et le fait que le jugement des œuvres culturelles s'affranchit des autorités pour devenir le fait de critiques libres.
Le premier domaine où le sens critique s'étend est porté par les récits de voyage, la découverte et la description d'autres cultures du monde entier. Les savants et  philosophes qui décrivent et utilisent ces descriptions pour classer et catégoriser les cultures, mais également pour en présenter les qualités et les travers. Après quelques décennies, il devient possible de proposer aux lecteurs des sommes qui présentent l'ensemble des cultures connues du monde, telle l'Histoire des voyages de l'abbé Prévost de 1759. Cette nouvelle culture des mondes extérieurs à l'Europe est utilisée par nombre de philosophes pour mettre en doute les vérités constituées occidentales en usant souvent de l'utopie mettant en parallèle les usages européens et les usages des autres civilisations. De même, la découverte que tous les peuples de la terre possèdent une morale qui n'est finalement pas si éloignée de celle du bon sens européen permet aux philosophes d'en tirer argument pour mettre à mal l'idée de Révélation, et à l'inverse pour justifier la possibilité d'une morale fondée par la Raison. De très nombreux romanciers philosophes mettent ainsi en confrontation les morales d'ailleurs et d'ici pour mieux relativiser l'européenne, tel Montesquieu avec les Lettres persanes, le baron de Lahontan avec son Dialogues entre un Sauvage et le baron de Lahontan, Giovanni Paolo Marana et l'Espion turc, et l'abbé Terrasson avec Sethos, histoire, ou Vie tirée des monumens, anecdotes de l'ancienne Égypte.

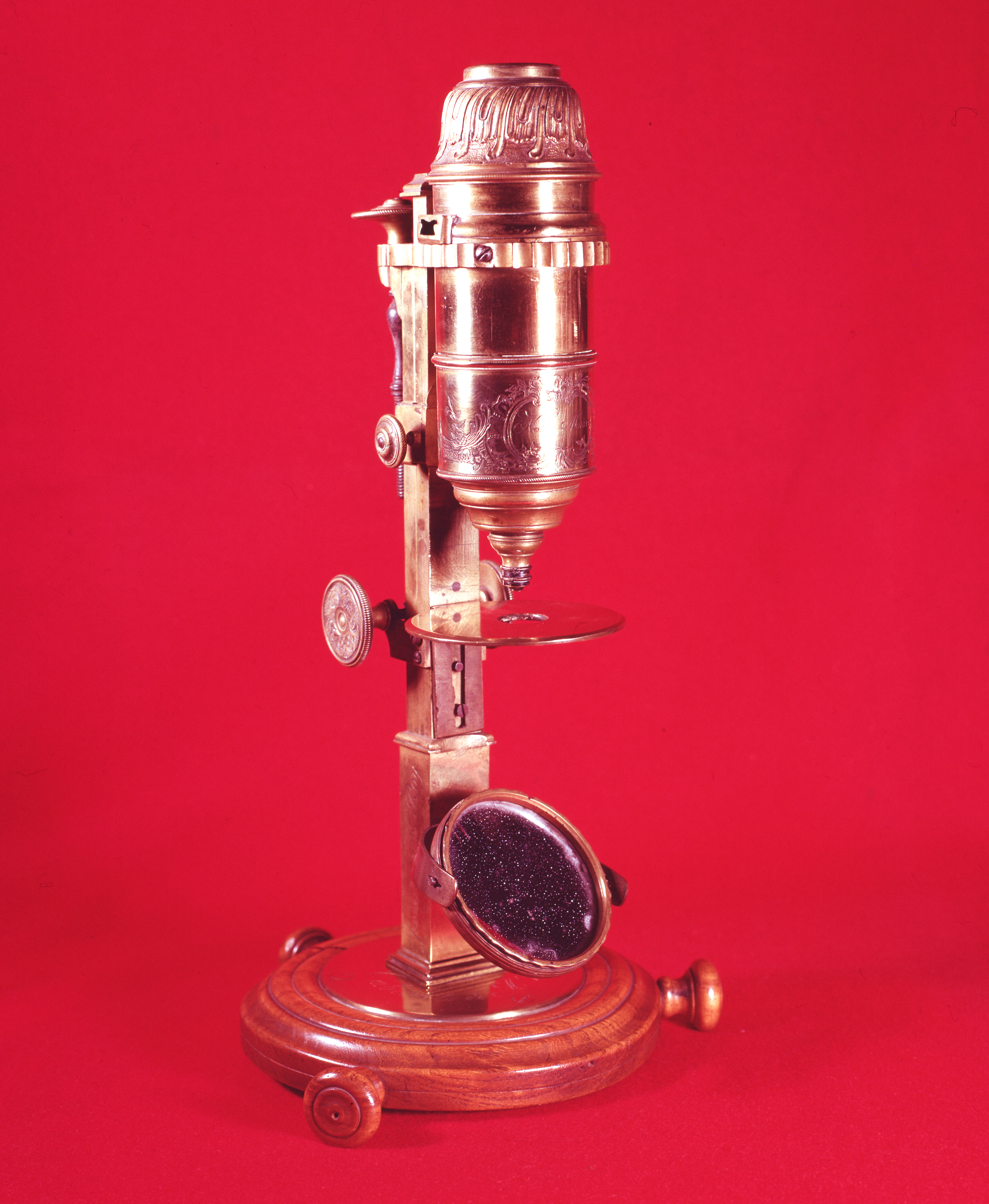
Microscope de Buffon, réalisé par Chapotot, gravé par Humbert en 1758. Il lui a été offert par ses élèves.

La première moitié du XVIIIe siècle est également celle d'une révolution conceptuelle en science qui voit le règne des théories fondées sur des autorités antiques s'effondrer au profit de celles tirées de l'observation et des expérimentations. Le discours scientifique, qui prétend alors ne tirer de validité que de la nature et de la raison, s'affranchit progressivement de la religion et ne relie plus ces résultats ni à Dieu, ni aux Écritures. Cette laïcisation de la science, acceptée par la majorité de l'élite cultivée de l'époque, devient un socle pour le scepticisme. Même lorsqu'ils sont confrontés à des manques ou des inconnues, les hommes de science ne cherchent pas à revenir à Dieu pour compléter leurs théories. Tels Maupertuis ou Buffon, lorsque dans leurs œuvres ils mesurent l'ampleur de ce qu'ils ignorent, ils s'en remettent entièrement aux générations futures pour poursuivre leur œuvre.

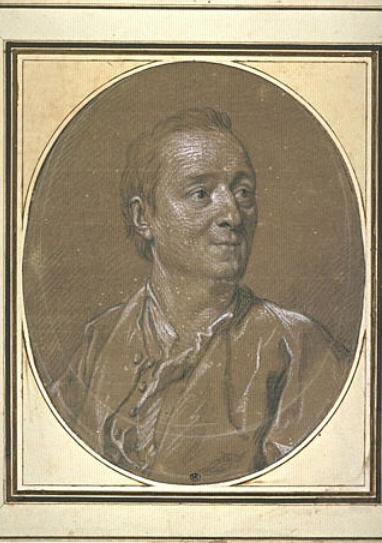
Dessin de Denis Diderot, par Louis-Michel van Loo, vers 1760, Musée du Louvre.

Enfin, « La troisième forme de diffusion de l'esprit critique s'attache à la multiplication des jugements émis sur les productions littéraires et artistiques du temps. La « critique » des ouvrages et des images se constitue en effet en genre au cours du XVIIIe siècle ». Ce discours est essentiellement porté par des périodiques, qui naissent en grand nombre entre 1720 et 1750, dont le but principal est ainsi l'examen critique des livres nouveaux ; les plus notables étant le Spectateur françois de Marivaux, les Nouvelles littéraires de Raynal ou le Pour et le Contre de l'abbé Prévost. Ces journaux, souvent portés par un seul auteur, forment une des armatures de la République des lettres, par la diffusion large d'idées sociales, philosophiques ou politiques. Cette critique littéraire influence le public et au travers de son orientation, et elle se détache progressivement de la production du livre autorisé par la censure. Ainsi, à partir du milieu du siècle, les critiques n'évoquent plus qu'à peine les ouvrages religieux, pour se consacrer exclusivement aux livres de science, de voyage ou de philosophie. La critique d'art, essentiellement pictural, prend également une place importante et oriente le goût de la société française. Fortement lié au Salon, les critiques orientent progressivement les discussions sur la production actuelle, et non plus sur l'histoire de l'art et les grands maîtres. L'un des critiques les plus brillant est Denis Diderot, qui œuvre sans discontinuer durant les décennies 1760 et 1770. Cette critique exerce une influence notable sur la production picturale elle-même, orientant tant les styles que les sujets, en définissant le bon goût et les sujets dignes d'intérêt, même s'il ne faut pas exagérer son influence réelle. Enfin, cette culture de la critique s'étend à la musique avec les Lettres sur la musique française de Rousseau, et à la gastronomie avec les écrits de Grimod de la Reynière.
Le développement du sens critique s'épanouit le mieux au sein de l'outil emblématique des Lumières : le dictionnaire et l'encyclopédie. Au cours du XVIIIe siècle, cet outil intellectuel devient plus riche, il se multiplie et constitue un phénomène culturel majeur. Même si l'Académie française jouit en théorie d'un monopole sur l'élaboration du dictionnaire, cette forme nait au grand public avec celui de Bayle, connaissant neuf éditions entre 1695 et 1741. Les deux dictionnaires critiques majeurs du siècle sont celui de Diderot et d'Alembert, puis l'Encyclopédie méthodique de Panckoucke. Ces deux œuvres éditoriales mobilisent plus de cent auteurs chacune, accaparant une fraction importante de la république des lettres.

#### Les acteurs de la République des Lettres

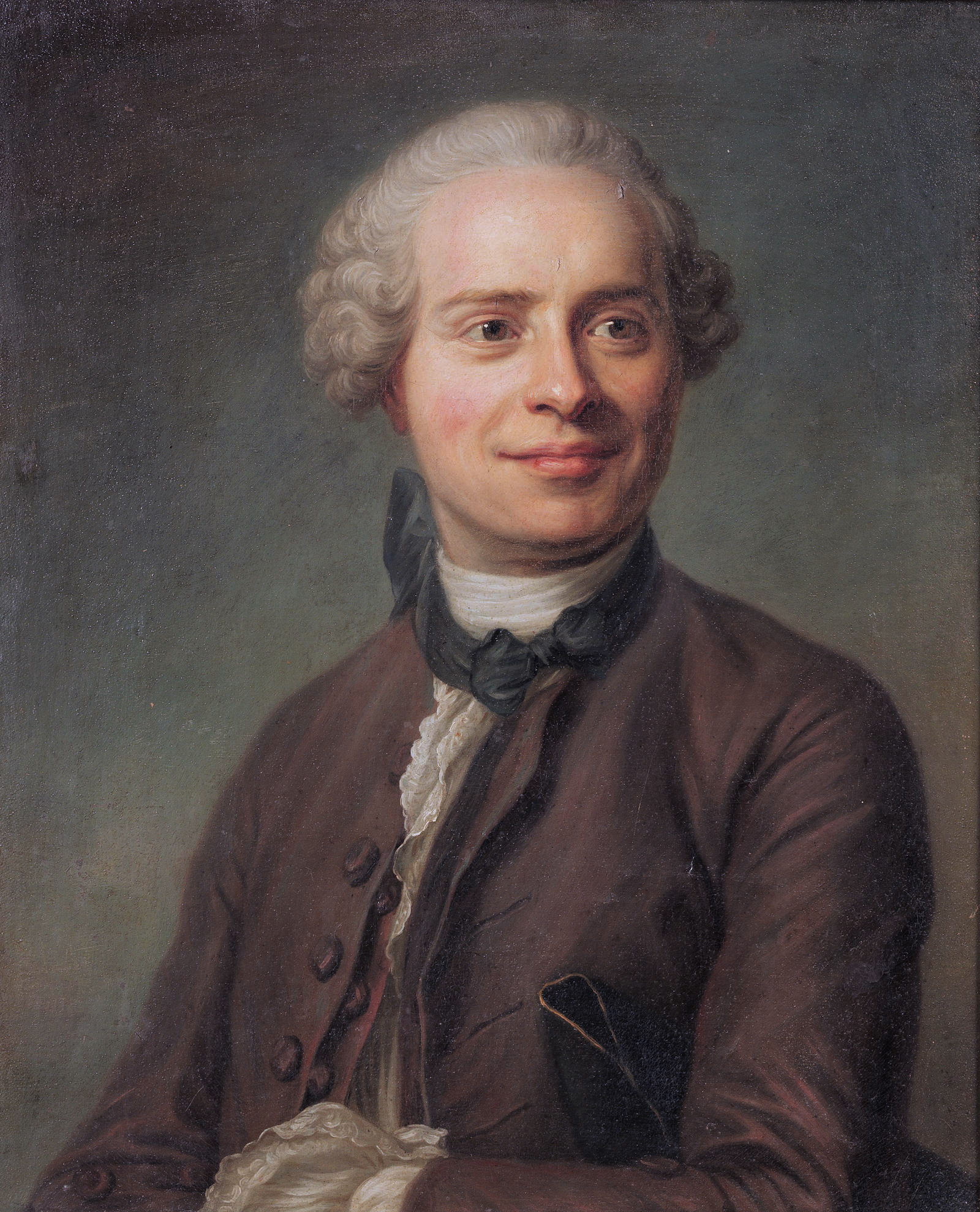
Portrait de Jean Le Rond d'Alembert, mathématicien et encyclopédiste, par Maurice-Quentin de La Tour, 1753, musée du Louvre.

Le monde intellectuel connaît une profonde transformation durant le siècle des Lumières. Trois principaux bouleversements caractérisent cette transformation : le rôle des hommes de lettres devient légitime et s'étend considérablement ; les corps savants deviennent nombreux et spécialisés et un rythme sans précédent de la production des imprimés.

##### Les écrivains des Lumières
Le rôle des hommes de lettres est un statut construit par les écrivains et savants eux-mêmes. Il s'agit tout à la fois d'être un érudit, un travailleur du savoir qui cherche à se rendre meilleur et plus utile pour la société, mais également un philosophe actif dans la lutte contre les erreurs, les traditions inutiles, les calomnies faites à la raison ou les injustices. Les plus grands écrivains louent cet état d'« homme de lettres » ; Voltaire, D'Alembert, Duclos le présentant comme « l'état le plus distingué de la société », comme un être héroïque luttant contre l'obscurantisme ou un explorateur de tous les champs du savoir pour mener les autres hommes à la sagesse.
Cette auto-célébration construit au cours du siècle un mythe actif et efficace, avec des fondateurs, Bacon, Descartes, Newton, Locke, des célébrités, Voltaire, Rousseau, Diderot et un grand nombre d'admirateurs qui prennent leur suite pour poursuivre leurs œuvres. Elle cache cependant la diversité sociologique des hommes de lettres. En effet, si beaucoup de membres de la république des lettres se réclament d'une lutte contre un ordre établi, une majorité sont membres des élites institutionnelles (clergé, noblesse d'épée ou de robe) ou en sont des affiliés en étant financés par ces derniers (secrétaire, bibliothécaire, traducteur, percepteur…). Une autre grosse minorité correspond à des personnes issues d'une profession à talents, avocats, professeurs et médecins. La grande majorité des hommes de lettres ne vivent donc pas de leur écriture, et cela correspond d'ailleurs à une idée répandue, et défendue par Voltaire lui-même, qu'un homme de lettre digne ne doit pas dépendre pour vivre de son art, pour être libre des contraintes matérielles qui lui imposeraient de vendre sa plume au plus offrant pour gagner son pain. Toutefois, environ 15 % des hommes de lettres vivent de leur art. Ce sont souvent les plus pauvres, et ils forment une bohème littéraire dont ils cherchent souvent à s'extraire en trouvant des places rémunérées. Ce groupe grossit au fil du siècle, la revue La France littéraire recensant en 1784 2 819 hommes de lettres dont 1 426 sans profession. Le droit d'auteur en France est une notion qui s'implante difficilement, et la rétribution des écrivains ne connaît qu'une croissance faible.
Par ailleurs, pendant longtemps, la République des Lettres a été considérée par les historiens et le grand public comme dominée par quelques grandes figures étudiée à l'école et dont le centre de gravité étaient les salons mondains. Or, depuis les travaux de Daniel Mornet et surtout Robert Darnton, la vision que la recherche a des membres de cette vaste littérature a fortement changée : la grande majorité des écrivains interdits par la censure sont des gagne-petits et des oubliés. Les autorités recherchent et condamnent toute une faune de lettrés qui publient et vendent des libelles, des textes licencieux et des pamphlets. À l'inverse, les textes de certains grands noms sont en réalité, peu ou pas lus. Ainsi, il est presque impossible de trouver une mention du Contrat social de Rousseau dans les bibliothèques privées avant 1789.

##### Les lieux de sociabilité et les corps savants

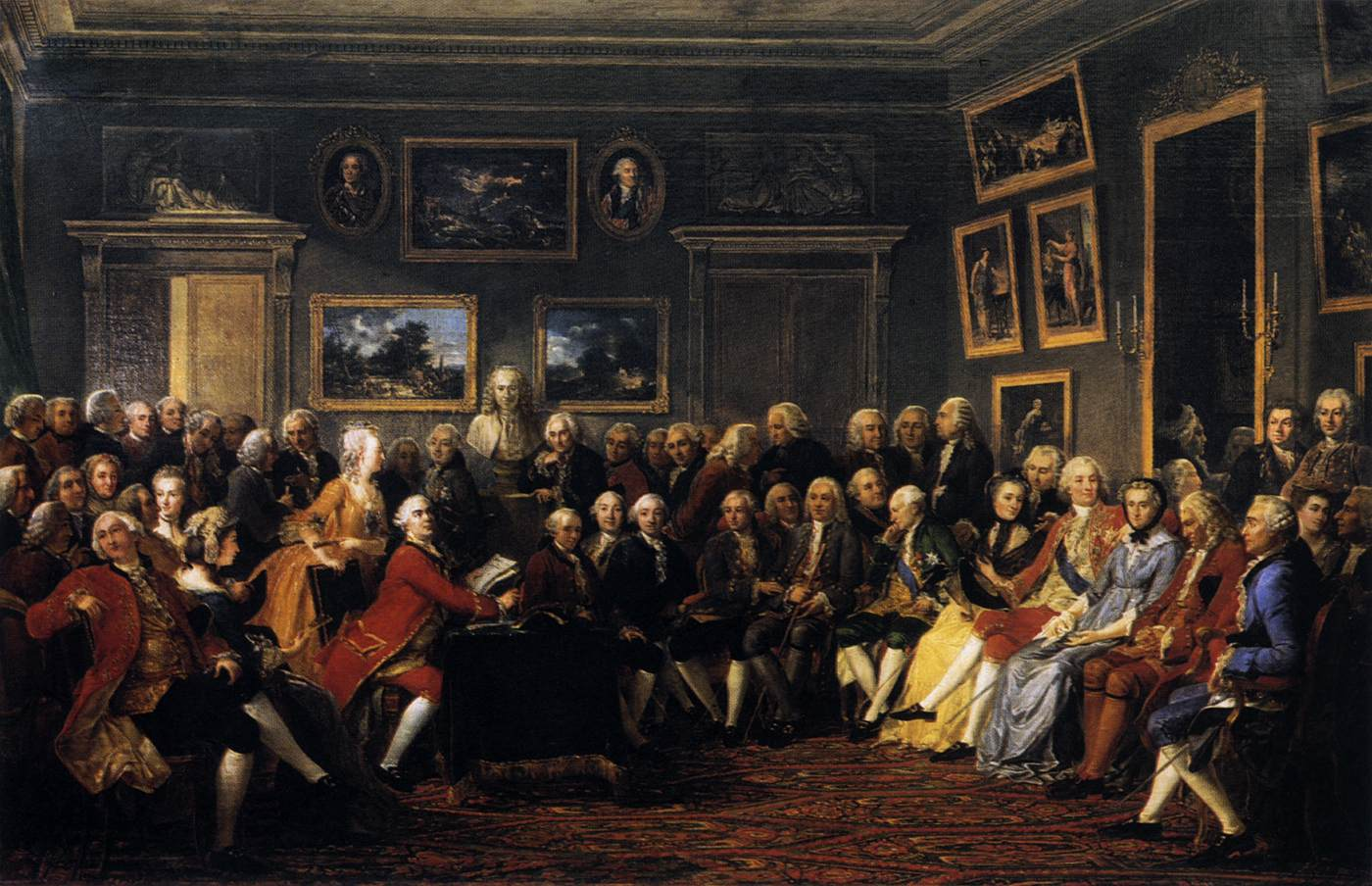
Lecture de la tragédie « L'Orphelin de la Chine » de Voltaire dans le salon de Madame geoffrin, 1755, Lemonnier, 1812, Château de Malmaison.

L'un des outils les plus efficace pour la fermentation et la diffusion des idées nouvelles sont les lieux de sociabilité. Succédant aux salons de l'époque classique où étaient surtout produits des jeux littéraires ou des lectures de poèmes, les lieux de l'époque des Lumières sont l'endroit où s'échangent l'information, où se confrontent les théories et idées, où se façonne l'exercice collectif de la critique. En ces lieux s'exercent une sociabilité qui évolue, passant d'assemblées quasiment exclusivement constituées de nobles à d'autres où un brassage des conditions s'effectue devant l'exigence d'égalité voulue par les débats intellectuels. Cette mutation est repérable durant la Régence, durant laquelle la cour perd le monopole du débat culturel ; des sociétés philosophiques sont en effet fondées, tels les salons de la marquise de Lambert ou celui de madame de Tencin, que fréquente régulièrement Fontenelle, mais surtout le Club de l'Entresol, réunit chez l'abbé Alary place Vendôme. Tout au long du siècle, en plus des salons où la parole se libère de la tutelle de la cour ou de l'Église, les thèmes philosophiques des Lumière font leur entrée à l'Académie française, où elles sont progressivement portées par de plus en plus d'esprits éclairés.
Ces lieux de sociabilités sont également le lieu où se crée l'art de la conversation, l'art de débattre sans froisser l'autre. Cette règle non établie qui impose d'utiliser l'arme de son intelligence pour convaincre autrui est maintenue par les maîtres et surtout les maîtresses des salons. En effet, la plupart des lieux de sociabilité de la République des Lettres sont tenus par des femmes, qui veillent à ce que l'équilibre entre critique et civilité, entre fronde et politesse soit toujours préservée. Les témoins insistent toujours pour vanter l'habileté des dames à tenir leurs convives dans les règles, et créer ainsi des lieux agréables et harmonieux pour le bien de tous. Les mêmes témoins soulignent d'ailleurs que les quelques salons masculins sont plus frondeurs, plus débridés et donc moins agréables à fréquenter.
Durant la seconde partie du XVIIIe siècle, les académies officielles basculent progressivement dans le camp des Lumières ; tout d'abord l'Académie des sciences, puis l'Académie des inscriptions et belles-lettres, et enfin l'Académie française dont la bascule à lieu durant la décennie 1760, qui voit sur quatorze élections neuf remportée par des tenants de la philosophie éclairée. À la même époque, les nombreuses académies de province existante ou en voie de création connaissent la même évolution, abandonnant les travaux traditionnels (poèmes, traités et discours) pour voir se développer les mémoires de physique, de chimie, d'agriculture ou de sciences naturelles. En revanche, les travaux des académies de province, si elles portent l'esprit critique sur le plan scientifique, ne s'engagent jamais sur le plan politique, les discours à ce sujet restant fidèles à la monarchie.
Un nouveau lieu de sociabilité émerge enfin à cette époque : les loges de franc-maçons. Apparaissant en France en 1725, la franc-maçonnerie connaît une expansion considérable entre 1760 et 1789, avec plus de vingt nouvelles loges chaque année. Plus ouvertes que les salons qui restent élitistes, les loges promeuvent une même égalité et les mêmes idéaux de tolérance, de progrès et de liberté de conscience ; plus de trois quarts des frères membres proviennent du tiers état, ce qui inclut notamment des marchands, des boutiquiers ou des artisans.
Durant les dernières années de l'Ancien Régime, aux lieux précédents s'ajoutent d'autres moins formels mais où la parole se libère et les groupes se forment, les cafés littéraires et politiques (dont le Procope, la Régence, Le Conti par exemple) et des clubs scientifiques.

#### Les oppositions et conflits internes
Les savants qui s'engagent pour l'avancée des Lumières, contre les traditions et les obscurantismes, se retrouvent immédiatement confrontés à de nombreux détracteurs, qui le plus souvent utilisent, en plus des moyens coercitifs de l'État, les mêmes armes intellectuelles ou culturelles qu'eux. Par ailleurs, la république des lettres n'est pas un mouvement unifié et homogène. De nombreux courants ou personnalités en son sein se confrontent et s'opposent.

##### Les oppositions

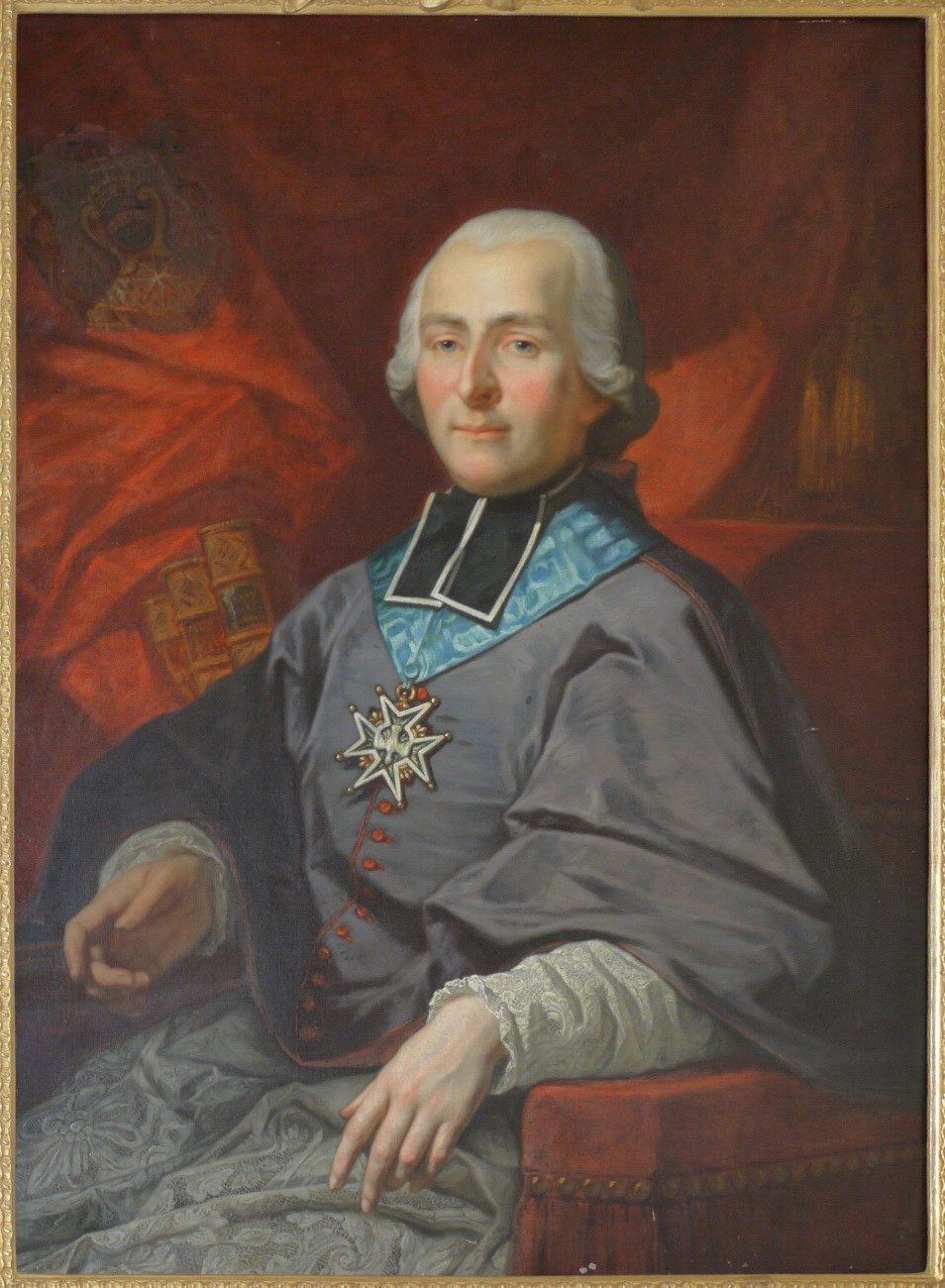
Christophe de Beaumont, opposé aux philosophes, et qui fait condamner l’Émile de Jean-Jacques Rousseau.

L'esprit critique et la philosophie des Lumières ne se diffusent pas au sein de la société française sans opposition. Les tenants de la Tradition et de l'autorité monarchique absolue sont nombreux, puissants et usent de tous les moyens à leur disposition pour tout à la fois condamner les philosophes et convaincre les autres de la fausseté des opinions des Lumières. En de nombreuses reprises, des lettrés sont emprisonnés, condamnés à des amendes, et leurs livres sont interdits et brûlés.
Toutefois, les trois grandes forces d'opposition : les théologiens, les tenants de la monarchie et les philosophes partisans des traditions, ne sont ni unifiés, ni exempts d'ambiguïtés car nombreux sont ceux qui se réclament d'une authentique curiosité pour l'esprit critique et les nouveautés du siècle. Acceptant pour la plupart le postulat que l'argument intellectuel doit prévaloir face à la force brute, ils doivent s'engager (quelquefois avec talent) dans l'arène de la philosophie. Nombreux sont les philosophes de la tradition dont la postérité n'a pas retenu les noms mais qui disposent à cette époque d'un prestige au moins égal à ceux de leurs plus prestigieux adversaires. Élie Fréron, Palissot, l'abbé Baruel, Chancenetz, Dorat ou Moreau ferraillent avec les Diderot, Raynal, Beaumarchais et Laclos et obtiennent de fréquents succès publics, que ce soit par la critique ou la satire.
Toutefois, l'opposition la plus déterminée vient de l'Église, des théologiens et des catholiques. Les ouvrages de défense et de justification de la religion sont régulièrement publiés et sont souvent de grands succès de librairie. Le corps épiscopal et la Sorbonne condamnent chaque ouvrage tendancieux et leurs auteurs. Plusieurs grandes plumes sont de grandes figures intellectuelles de ce siècle tel Bouiller, Prudent Maran, Jean Baptiste Bullet, Bergier, Claude-Adrien Nonnotte, Joseph-Adrien Lelarge de Lignac, Charles Bonnet ou Gabriel Gauchat.
Ceci alors que la grande majorité des philosophes ne sont pas athées, mais prônent une religion sentimentale, ardente mais surtout tolérante. Ces idées infusent au sein d'une fraction importante du corps ecclésial et durant les dernières décennies de l'ancien régime, des projets de réforme de l'Église naissent en son sein, cherchant à corriger les aspects les plus décriés par les philosophes comme les membres inutiles de l'Église, les superstitions les plus éloignées de la science de la foi, une répartition de l'impôt clérical plus juste ou la recherche de moyens d'avoir des prêtres mieux formés. Toutes les propositions, poussées par les éléments les plus avancés de l'Église se retrouveront dans la Constitution civile du clergé.
La monarchie, à travers Louis XV et Louis XVI, adopte une position ambiguë. Souhaitant paraître à la pointe des idées nouvelles, qu'elles soient scientifiques ou savantes, les deux rois rejettent néanmoins tout ce qui pourrait porter atteinte à leur majesté et leur autorité. Ainsi, ils usent fermement de la censure pour tenter de faire taire toute parole qui attaque de front leur légitimité, mais souhaitent et organisent des moyens pour nombre de philosophes de passer entre les mailles du filet de la Librairie royale et des censeurs royaux. De même, finançant largement pour des raisons de prestige des arts et lettres, le roi soutien indirectement de nombreux artistes et lettrés qui sont pourtant victimes de la persécution officielle.

##### Les conflits internes

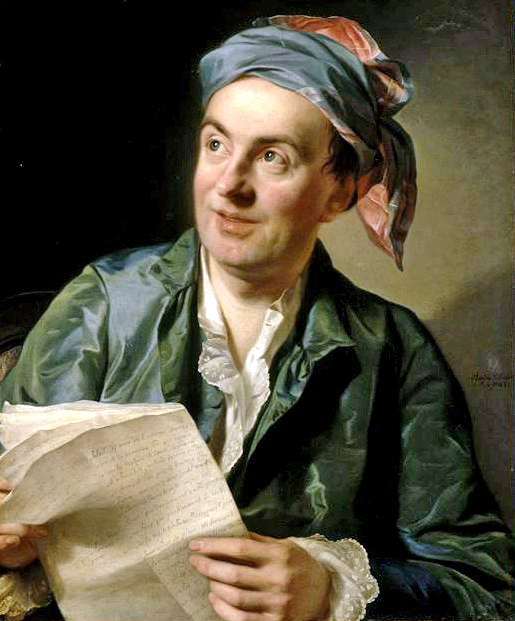
Jean-François Marmontel, par Alexandre Roslin, 1767, musée du Louvre.

Par ailleurs, la République des Lettres n'apparait pas comme un mouvement unifié et homogène. Des courants ou personnalités diverses se confrontent et s'opposent en son sein. Elle connaît de multiples et parfois violentes inimitiés. Nées d'opposition sur des sujets variés et souvent liés à l'art, des polémiques naissent et divisent quelquefois fortement des lettrés par ailleurs en accord sur d'autres points. Durant le XVIIIe siècle, l'opéra en particulier est le théâtre de luttes féroces, entre autres avec la querelle des Lullystes et des Ramistes durant les années 1730 ou celle entre gluckistes et piccinistes dans les années 1770.
Une mutation culturelle a lieu durant les années 1770 et 1780 lorsque les pionniers de la philosophie des Lumières disparaissent et qu'immédiatement un culte est voué aux plus célèbres. Après Montesquieu, Voltaire, Rousseau, Condillac, d'Alembert, Diderot, Mably ou Buffon, un vide se crée et est occupé par une nouvelle génération d'intellectuels qui cueillent les récompenses des efforts des premiers en poursuivant leurs œuvres et rencontrant un public habitué à l'esprit critique. Parmi cette seconde génération se rencontre Marmontel, Morellet, Thomas, La Harpe, Suard, Nougaret, Deslisle de Sales, Raynal. Ils connaissent ainsi le succès littéraire, acquièrent des places dans les plus prestigieuses académies, sont assurés de places confortables ; ils incarnent la douceur de vivre de la fin de l'Ancien régime. Toutefois, ces philosophes qui monopolisent les places contrôlent également les subsides royaux et se les approprient, rejetant de nombreux autres écrivains plus jeunes encore formant une foisonnante bohème littéraire dont les idées se radicalisent. Un grand nombre d'écrivain pauvres, plusieurs centaines probablement, se pressent dans Paris pour tenter d'imiter leurs modèles, et déchantent devant la limite du nombre de postes pour les avocats ou de pensions pour les écrivains. Une fracture se crée donc pendant la décennies 1780 au sein de la République des Lettres, entre une frange privilégiée et une masse de polémistes sans le sou et poursuivis par la police. Ces Gorsas, Carra, Audouin, Hébert, Duport, Marat, Mercier, Chénier, Fréron fils, Fabre d'Églantine, pour une bonne part d'entre eux, seront les hérauts de la presse révolutionnaire.

### La culture commune
L'historiographie récente insiste depuis les années 1990 sur le fait que la culture populaire est très largement partagée par les élites, qu'il n'y a pas d'opposition entre les deux. Le peuple des villes comme de campagnes n'est pas isolé des débats de l'élite et s'approprie progressivement les éléments et arguments des uns et des autres. Dans le même temps, un véritable discours se construit à l'époque sur la nature et les humeurs du « peuple ». Par ailleurs, les penseurs des Lumières réalisent un puissant débat sur la pédagogie et la nécessité de former le peuple aux idéaux de la nouvelle civilisation, mais non sans ambiguïté sur ce qu'il faut réellement apporter au peuple.

#### Une culture de l'élite pour le peuple?
« Le peuple » devient au XVIIIe siècle un concept fondamental dans les discours de l'élite intellectuelle ; il est théorisé et caricaturé. De très nombreux traités sur le peuple, ce qu'il est et ce qu'il lui faut sont publiés ; discours qui tiennent rarement compte de la réalité de ce qu'est la grande masse des Français. Ces réflexions, pour la plupart, mobilisent deux thèmes principaux, celui de la « populace ignare et dangereuse » et celui de « l'innocent bienheureux et plein de bon sens ». Ces deux idéal-types sont des moyens de construire un discours sur la société idéale.

##### Une acculturation dans les deux sens
D'un côté, la populace est décrite comme ignare, incapable de raisonnement subtil, dangereuse, rustre et métrisable. D'un autre le peuple est également vu comme le gardien de traditions et de mœurs respectables, doté d'un solide bon sens. Dans un registre proche du « bon sauvage », dans l'esprit des philosophes, le bon paysan et le bon ouvrier acquièrent une valeur d'exemplarité, une sorte d'autorité morale supérieure aux mœurs corrompues des élites de la cour. « Incarnant une communauté idéale, le peuple dessine ici l'horizon dégagé d'une sérénité nostalgique que les Lumières ont souvent nommée bonheur ».
Les élites politiques, qui partagent pleinement cette vision des Français, s'attachent à mieux connaître la population au travers d'enquêtes réalisées souvent en même temps que les enquêtes fiscales où il est demandés aux fonctionnaires de décrire l'état du peuple au sein de la région qu'ils visitent. Mais au-delà de ces rapports ponctuels, le moyen essentiel pour les autorités pour connaître les rumeurs et l'opinion des sujets du roi est la police.
Durant le siècle, ce modèle du peuple idéal capable par une bonne éducation d'accéder aux attributs de l'homme civilisé se diffuse dans toutes les couches de la société, à la fois par le haut, dans une volonté pédagogique, et par le bas, par une volonté d'imitation et de progression sociale. Mais cette acculturation d'une grande masse de la population ne se fait pas dans un seul sens. Les normes et les modèles proposés sont continuellement adaptés, détournés par ceux qui les reçoivent. Et à l'inverse, ces modes de fonctionnement réels d'idéal social s'insinuent parmi, les élites qui vivent pleinement cette culture commune.

##### Les transformations pédagogiques des Lumières

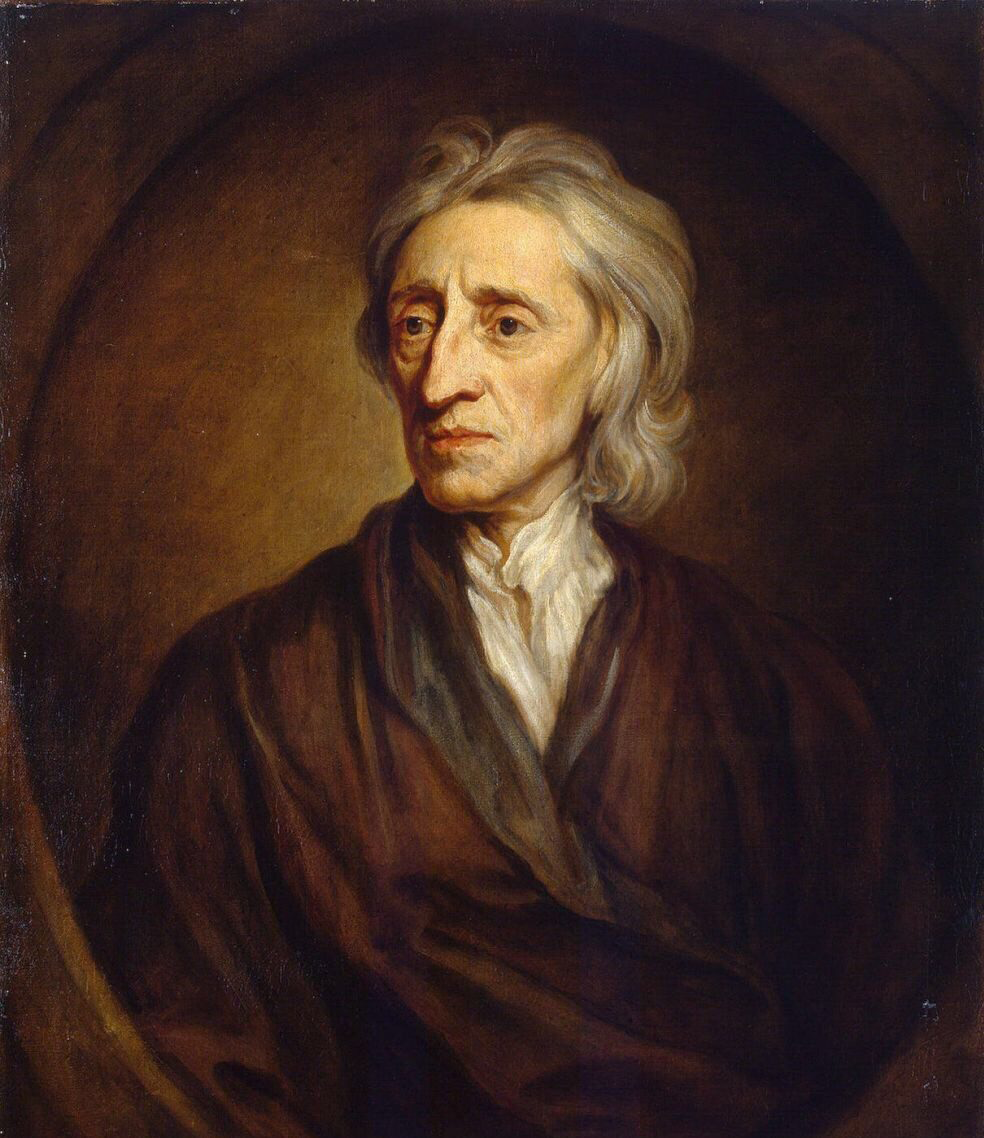
Portrait de John Locke de 1697 par Godfrey Kneller, Musée de l'Ermitage.

Au XVIIIe siècle, l'éducation prend une importance sociale grandissante dans la société et la culture française ; de nombreux acteurs jouent alors un rôle dans son fonctionnement et son évolution : les familles, l'Église, l'État, les corps de métier et les philosophes des Lumières. Contre un humanisme scolastique élitiste et défenseur des traditions, la philosophie des Lumières estime et défend que tout homme est capable de penser, que l'éducation est la clé de l'émancipation des croyances anciennes, obsolètes et néfastes. En face, l'Église s'investit toujours davantage dans l'éducation mais avec le projet de centrer l'élévation de la pensée uniquement sur le Salut et les moyens terrestres d'y parvenir.
Le lieu principal de l'éducation au XVIIIe siècle se déroule toujours dans la sphère familiale. Le père est le garant de l'éducation de ses enfants qui poursuivent ensuite leur parcours éducatif au sein des lieux de travail. L'Église poursuit le développement de son réseau de petites écoles qui, en même temps qu'elles accomplissent leur mission d'enseignement  religieux, font graduellement reculer l'analphabétisme au sein de la population. La société française devient au cours du siècle un monde où l'écrit est présent dans toutes les communautés, même paysannes, où il est toujours possible de trouver des personnes dans son entourage capables de lire. Certaines régions présentent même à la veille de la Révolution un fort taux d'alphabétisation. Dans le même temps se développent des groupes de personnes ayant reçu une réelle éducation et ainsi capables d'apporter à leur entourage une portion de la culture lettrée.

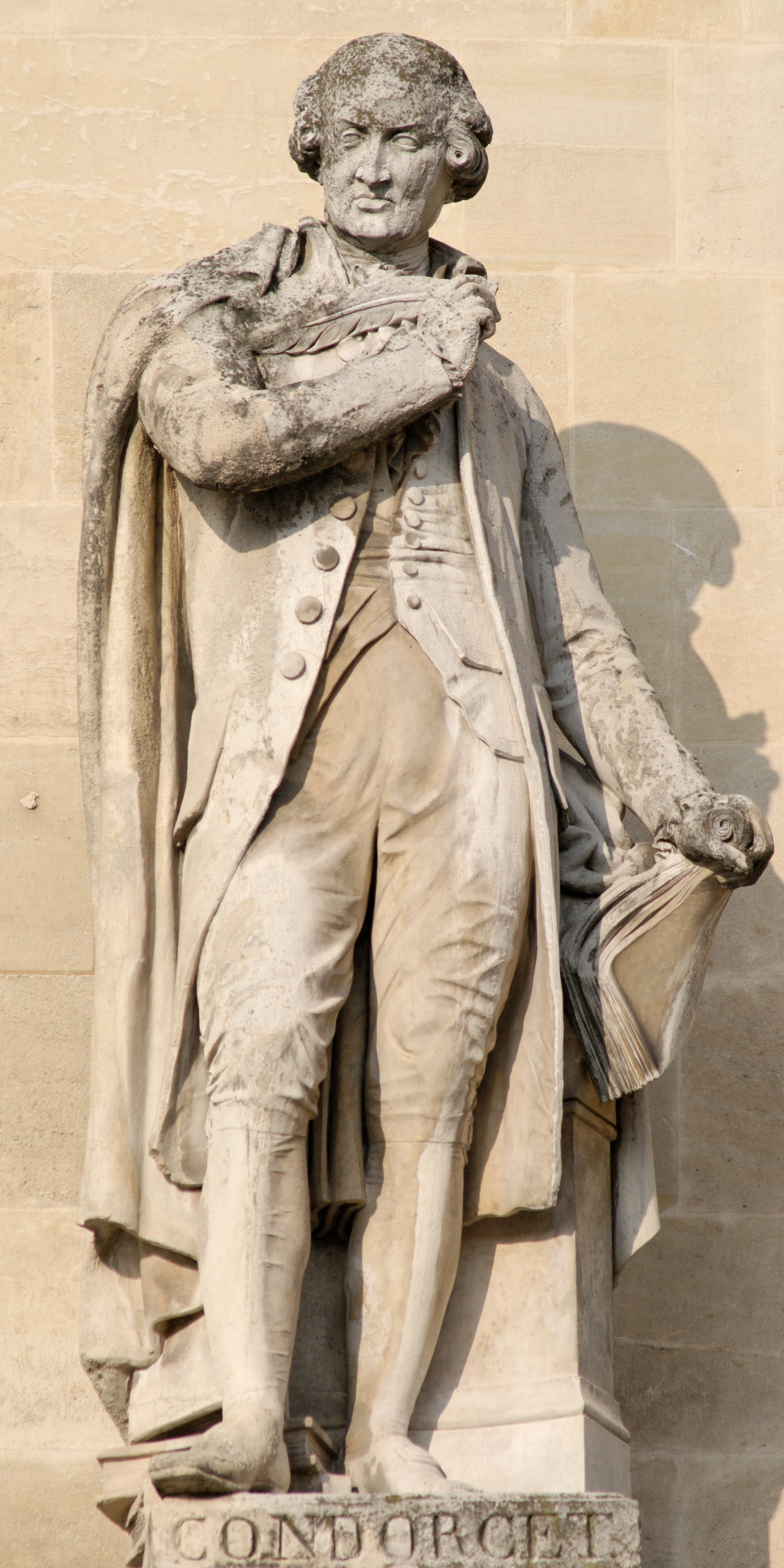
Pierre Loison, Condorcet (vers 1853). Première statue du pavillon Colbert au pavillon Sully, cour Napoléon, palais du Louvre à Paris.

Les savants des Lumières accordent une place énorme à l'éducation dans leur réflexion. Les traités, les propositions de pédagogie, les débats et les polémiques sur ce thème sont constitutifs de la culture de cette période. L'influence principale durant la première moitié du siècle est John Locke, qui entame le combat contre la pédagogie traditionnelle engoncée de rhétorique et de scolastique et promeut des études concrètes : géométrie, histoire, morale, droit civil, éducation manuelle et physique. La seconde moitié du siècle est marquée quant à elle par l'Émile de Jean-Jacques Rousseau de 1762. Il s'agit du premier essai qui traite l'enfant comme un enfant, et non comme un petit adulte en devenir. Il s'efforce donc d'adapter la pédagogie à chaque âge, et non à l'adulte qu'il sera. « Pour ses lecteurs fervents, l'Émile apparaît comme une tentative idéale de libérer l'enfant des contraintes sociales pour en faire un pur produit de la nature où il s'éduque par la maîtrise progressive et expérimentale de son environnement ». Le dernier penseur important de cette époque est Condorcet, qui à la fin du siècle a une influence capitale dans les réflexions et décisions des révolutionnaires. Auteur d'une philosophie résolument optimiste, il tranche de ses prédécesseurs en estimant que l'ensemble du peuple peut recevoir l'enseignement qui lui permettra d'être un homme libre des superstitions du passé.
Les lieux d'enseignement de l'élite évoluent fortement, le prestige social grandissant d'une bonne éducation poussant les familles à investir pour développer les meilleurs lieux près de chez eux. Les collèges se multiplient ainsi dans les grandes et petites villes de France, jusqu'à être présents au sein des trois quarts des cités de plus de cinq mille habitants. De même, les bourses, les soutiens se multiplient, permettant aux couches modestes de la bourgeoisie française d'avoir accès à une bonne éducation. En même temps, les débats sur la pédagogie entraînent la création de structures éducatives alternatives aux cursus traditionnels : écoles de dessin, écoles royales militaires, pensionnats des Frères des écoles chrétiennes, cours des académies provinciales, lycées, cours au sein de musées. La culture et les idées nouvelles trouvent ainsi de très nombreux endroits où se répandre et prospérer.

#### Une culture partagée
Un tournant historiographique a lieu dans les années 1970 ; il renverse la perspective d'une séparation nette entre « culture des élites » et « culture du peuple » en Histoire. À la suite de Michel de Certeau et de l'Invention du quotidien, les chercheurs découvrent que tous les aspects culturels jusqu'alors vus comme populaires ou élitistes étaient en fait largement utilisés, réemployés, détournés par des publics qui n'en étaient pas les premiers destinataires, formant en définitive une culture commune largement partagée. Cette culture tente d'imposer un modèle de l'homme civilisé, qui sait se tenir en toute circonstance et surmonter ses instincts naturels. Cet idéal qui se diffuse au sein de l'ensemble de la société est toutefois régulièrement mis à mal, voire rejeté par une partie de la population, qui se joue des obligations morales théoriques.

##### Appropriations culturelles
Il existe des réappropriations permanentes au sein de la société française entre les différentes couches sociales d'éléments culturels des uns par les autres. Une grande partie des créations culturelles des élites lettrées ou des groupes illettrés sont ainsi largement repris et employés par d'autres groupes.
Dans le domaine de la lecture, des pans entier de la littérature ou de la création écrite au sens large sont utilisés non pas uniquement par ceux à qui ils sont initialement destinés, mais par la plupart des groupes sociaux. Le XVIIIe siècle, avec la généralisation de la bibliothèque bleue, est le moment d'appropriation par un grand nombre de lecteurs de tous niveaux d'une grande part de la littérature classique ou contemporaine. De même, la diffusion très large des livres d'heures, images gravées, almanach, ABC permettent la génération d'une culture française commune, encore diffusée aux échelles inférieures de la société par un bouche à oreille permanent.
De nombreux autres domaines sont la rencontre de culture de groupes très éloignés socialement, créant mélanges et appropriations croisées, telle l'utilisation des instruments populaires en musique, le théâtre de foire, où des lettrés de l'élite créent des pièces pour le peuple en reprenant des codes populaires ou la vogue des récits de vie, qui existent aussi bien au sein des salons parisiens que des métiers modestes.

##### La maîtrise de soi: une discipline collective
Le Siècle des Lumières connaît une tendance culturelle lourde, présente dans toutes les activités et les milieux sociaux : la volonté de faire de chaque homme un « honnête homme », maître de ses émotions et civilisé. Cette tendance affecte l'ensemble de la société via quatre mécanismes qui œuvrent sur un temps long : la surveillance des activités répréhensibles, l'éducation à la civilité, la médicalisation des attitudes et un discours sur la sensibilité.
Le Siècle des Lumières voit la police s'insinuer dans la surveillance et la répression des activités à la limite de la légalité, non point à chaque fois pour interdire complètement, mais pour faire en sorte que tout ce fasse dans des limites convenables. Le jeu d'argent est ainsi la cible d'un discours réprobateur et l'État tente de le contenir dans des cadres raisonnables, et pour lui très lucratifs. La répression dans ce domaine concerne donc surtout les lieux clandestins. Le domaine de la prostitution connaît un sort similaire : la police se contente d'arrêter les femmes — jamais les clients — les moins organisées, les plus visibles, en laissant tranquille les activités structurées par des maquerelles. Les discours sur ces deux « fléaux de la société » sont unanimement négatifs, et hypocritement soutenus par l'ensemble de la population. Cette répression n'aboutit évidemment pas à une diminution des deux phénomènes, mais plutôt à établir une limite de ce qui est socialement supportable, et de ce qui ne l'est pas.
À côté de ce volet répressif, une abondante littérature se propose de conduire l'homme et la femme du XVIIIe siècle vers l'état d'humain civilisé, par l'apprentissage de règles de vie. L'extension des rites et usages de la société de cour à l'ensemble de la population française se fait ainsi par divulgation et imitation. Le récit du mode de vie courtisan, les traités de bienséance, la littérature, les gravures sont autant de médias qui diffusent très largement l'image d'un homme civilisé sachant parfaitement contrôler ses pulsions, modérer ses paroles et ses actes en toutes circonstances. Les traités de politesse mondaine, s'ils insistent sur la modification du comportement pour devenir un honnête homme, diffusent également des pratiques concrètes qui font évoluer la société française. Ainsi pour ne pas se salir les mains au repas, l'usage des fourchettes et cuillères se répand. Par ailleurs, le fait que les membres d'une même famille dorment dans la même chambre, voire le même lit devient anormal, malséant. Jean-Baptiste de La Salle, dans son ouvrage constamment réédité durant tout le siècle Les Règles de la bienséance et de la civilité chrétienne  affirme « C'est un étrange abus de faire coucher des personnes de différents sexes dans la même chambre ; et si la nécessité l'y oblige, il faut bien faire en sorte que les lits soient séparés, et que la pudeur ne souffre en rien de ce mélange. Une grande indigence peut seule excuser cet usage ». La pudeur devient une part importante du comportement social général, avec un effacement progressif de la vision de la nudité, et une réprobation sociale de ceux qui, même pour rire, exhibent les excrétions et la sexualité. Le rire utilisant ces ressorts est ainsi cantonné au peuple grossier. Enfin, une diminution de la violence, privée comme institutionnelle, se produit en France, avec le tableau montré par les jugements sur l'ensemble du siècle. Les crimes de sang perdent de leur violence, sont moins nombreux, et les punitions infligées suivent le même mouvement. En revanche, les tribunaux sont de plus en plus saisis pour des atteintes aux biens, vols et escroqueries.
La maîtrise du corps s'accompagne d'une médicalisation de celui-ci. Portée par les valeurs de science et de progrès, une transformation de la culture quotidienne insiste sur la nécessité de prendre soin de son corps, d'avoir un corps sain. Il s'agit d'un véritable climat favorable à l'esprit médical, qui explique en partie un certain recul de la mortalité, avec l'acceptation de la vaccine contre la variole, de la présence d'une sage-femme professionnelle auprès des accouchées ou les progrès de la médecine clinique. Le siècle est également celui d'un discours dominant sur la posture, avec la recherche d'une tenue parfaite du corps et la naissance de l'orthopédie. Enfin, la médecine s'empare du thème de la sexualité, en relais de la morale religieuse, avec une attention très forte portée sur l'onanisme, décrit pendant tout le siècle comme la source de nombreux maux.
Enfin, la culture française du XVIIIe siècle est celui de la reconnaissance de la sensibilité humaine. En effet, en même temps qu'est affirmé l'importance de dresser et maîtriser ses émotions, le discours expose l'importance de l'introspection, de la connaissance de ses sentiments, de sa sensibilité. Il s'agit, ainsi que l'expose Condiallac dans le Traité des sensations, que « l'homme découvre peu à peu ses humeurs, apprend à les faire jouer, puis à les maîtriser et à en contenir les excès. Cet homme est bien évidemment le modèle idéal du discours éclairé, l'objet de toutes les expérimentations et le centre des idées nouvelles. C'est l'Émile de Rousseau, le Candide de Voltaire, le Persan de Montesquieu… » Cet éveil à soi tant vanté par les philosophes est décrit en opposition aux deux défauts majeurs qui empêchent cet accomplissement, la superstition et la trivialité. Le projet de cet éveil à sa propre sensibilité est rien moins que l'aboutissement au bonheur. Le siècle des Lumières est sensualiste dans le but d'amener les hommes à l'équilibre des passions, équilibre qui mène au bonheur.

##### Les résistances au modèle de l'élite
Le modèle de l'homme civilisé est toutefois régulièrement mis à mal, voire rejeté par une partie de la population, qui se joue des obligations morales théoriques. Si les imaginaires, les idéaux et les aspirations des lettrés se diffusent largement au sein de la population française, celle-ci ne les reçoit pas passivement, ni ne les accepte béatement. Les injonctions à la morale, à l'hygiène de vie, à la figure de « l'honnête homme » sont déformées, intégrées partiellement, en fonction des cultures locales, du village ou du quartier. Et en parallèle, moins visibles mais bien vivantes, d'autres pratiques culturelles subsistent, vivant pleinement.
Une tendance de fond du XVIIIe siècle est l'extension lente et encore largement incomplète de la culture urbaine. La France s'urbanise lentement, surtout Paris, les grandes cités et les ports, mais également un grand nombre de petites villes (entre 2 000 et 10 000 habitants) qui se développent. La culture proprement urbaine en profite, se renforce et se diffuse aux alentours.
Mais cette culture du peuple urbain n'est pas identique à celle des élites intellectuelles, elle a ses propres rituels, ses propres lieux, ses propres temporalités. Certaines traditions populaires se revitalisent même durant le XVIIIe siècle. La culture populaire a d'abord ses habitudes, ses lieux vivants : les foires, les tavernes et cabarets où se déroulent une large part de la sociabilité populaire, avec la rue elle-même. Elle a ses fêtes, qui sont surtout des fêtes transgressives qui moquent les puissants en reprenant leur propre culture, les carnavals et charivaris. Elle a ses modes d'organisation, qui sont ceux de la boutique, de la ferme, du compagnonnage, lieux où la culture du travail se transmet.
Mais il existe également d'autres formes, propres à la culture populaire, tout en étant liés à la production intellectuelle des lettrés. Le placard est ainsi un moyen puissant et populaire de protester avec les modes de l'élite, l'écrit imprimé, contre cette élite. Ces affiches placardées sur les portes et arbres peuvent être des récits protestataires de la cherté de la vie, une dénonciation des mœurs des puissants, des textes sur la vie quotidienne comme sur les grands évènements du royaume. « Anonymes, écrits de façon malhabile, presque toujours mal orthographiés, ils ponctuent la ville de leurs dénonciations et de leurs anathèmes, la plupart du temps sous forme d'historiettes. Ils racontent la ville, ses cocufiages, ses trahisons, ses complots, ou la cour et ses réputations saccagées par la rumeur. Ces récits participent de la curiosité publique qui fait feu de tout bois et illustre l'ironie mordante, l'art de la pointe et de la répartie très maîtrisée par le peuple de la rue ».
Une autre culture populaire est celle du contre-héros. Essentiellement des bandits de grand chemin, dont les archétypes sont Mandrin et Cartouche, ils sont popularisés par une abondante littérature d'échafaud, surtout au sein de la bibliothèque bleue. Ils deviennent des bandits de contestation, dont l'histoire est reconstitués par la rumeur populaire ; la rue s'identifie à eux, s'imagine pouvoir réclamer sa propre part et compatit à leur supplice.
Enfin, la culture populaire intègre également la part de mouvement, de soulèvement et de révolte. Nombreuses sont les révoltes qui ont explicitement des raisons politiques ou religieuses, et dont les problèmes de subsistances ne sont que des déclencheurs. Il existe une culture de la révolte, qui connaît les élites et qui fonde ses revendications sur une volonté de faire bouger les puissants.

### La politisation de la culture
Les origines culturelles de la Révolution ne sont pas à rechercher dans une construction a priori cherchant à remplacer le monde de l'Ancien Régime, mais plutôt dans l'effritement des fondements des deux piliers de la civilisation traditionnelle : la religion catholique et ses pratiques d'une part ; la majesté royale et son faire-croire d'autre part. Cette mutation mentale qui a lieu vers 1750-1770 entraîne la diffusion de l'idée d'une civilisation vieillie, épuisée, à bout de force, en pleine dégénérescence. Cette idée s'est si bien imposée que la rupture de 1789 est vécue par tous dans l'enthousiasme et une certain réenchantement. Ce réenchantement trouve immédiatement une transcription culturelle au travers des images, des symboles, des rhétoriques, des signes. Une nouvelle culture se crée, dont les forces et les faiblesses apparaissent rapidement selon son lien avec les aspirations et les préoccupations du plus grand nombre.

#### Les prémices culturelles de la Révolution française
À partir des années 1750-1770, une mutation culturelle se produit en France sous trois aspects : la politisation des mentalités et le désenchantement des deux piliers de la civilisation classique, l'Église et le roi. Cette mutation s'inscrit dans une évolution culturelle plus large, à l'échelle de l'Europe.

##### Le peuple s'empare de la chose publique
La centralisation des pouvoirs en France, globalement achevée sous Louis XIV, met sous de nombreux aspects la monarchie en contact direct avec ses sujets. La noblesse cesse de jouer un rôle politique et les décisions qui affectent fortement la population viennent à présent uniquement de l'autorité royale. Du point de vue de l'ensemble de la population, le roi est à présent le seul maître vers qui se tourner pour protester contre des demandes douloureuses, fiscales ou militaires essentiellement. Or, dans le même temps, le peuple est de plus en plus informé des décisions royales, de la vie publique et privée du souverain, des ministres, de la cour. Journaux, libelles, caricatures et chansons enseignent les évènements à la masse populaire qui peut ainsi exercer son esprit critique. Le plus grand nombre connaît ainsi les problèmes financiers, les propositions de réformes, leurs tenants et opposants. Cette mutation culturelle importante est le soubassement des changements plus profonds qui affectent la confiance accordée à l'Église et au roi car un grand nombre se sent légitime à avoir un avis sur ces sujets,,.
Par ailleurs, la noblesse, corps intermédiaire traditionnel théoriquement investi de la chose publique aux côtés du roi, est encore davantage perçu comme une survivance inutile du passé. Même si une fraction notable des nobles sont objectivement ralliés aux Lumières, leur classe est, dans les discours, vouée à disparaître. Les principaux débats politiques, les réflexions philosophiques qui imaginent et construisent une nouvelle citoyenneté n'accordent aucune place à la noblesse.

##### L'affaiblissement du religieux
La seconde moitié du XVIIIe siècle est une période d'évolution particulièrement importante du sentiment religieux et des pratiques de la population. Les raisons profondes de ces transformations ont fait l'objet de vives interrogations et plusieurs évolutions sociales et culturelles lourdes ont été identifiées.
Du point de vue social, l'Église connaît pour la première fois un reflux net de la pratique religieuse, pour l'essentiel dans les centres urbains. Faire ses Pâques et aller régulièrement à la messe n'est plus le fait que d'une faible majorité de la population des grandes villes, notamment Paris et Bordeaux. Les petites cités et les campagnes situées près des grands centres urbains connaissent également cet éloignement des pratiques religieuses régulières d'une partie de la population, même si le phénomène est moins marqué.
La composition du clergé évolue, et même si sa formation n'a jamais été aussi solide, un décalage se produit entre son discours et une partie du peuple. Le nombre de nouveaux prêtres diminue, et même s'il n'y a pas encore pénurie à l'échelle du royaume, certains diocèses sont à présent obligés de faire appel à des religieux venus d'autres provinces. Les diocèses de Paris et Bordeaux sont ainsi les plus touchés. Par ailleurs, le recrutement évolue. Les élites traditionnelles, nobiliaires et de la bourgeoisie urbaine boudent désormais ce cursus pour leurs enfants, et elles sont remplacées massivement par les bourgeois des cités plus modestes ou des enfants des campagnes. Les curés, dans leur majorité, sont ainsi à la fin de l'ancien régime massivement issus du monde rural et de milieux modestes.
Les incessantes querelles publiques entre les jansénistes et l'autorité royale minent le respect séculaire pour les institutions religieuses. Les polémiques incessantes et de plus en plus violentes remettent en question l'autorité royale, le corps ecclésial traditionnel et l'influence des Jésuites. La position janséniste est largement partagée par les parlementaires et une partie des élites bourgeoises, diffusée par les Nouvelles ecclésiastiques, pourchassée par les agents du roi, et elle a aidé à politiser les opinions et à former un esprit critique.

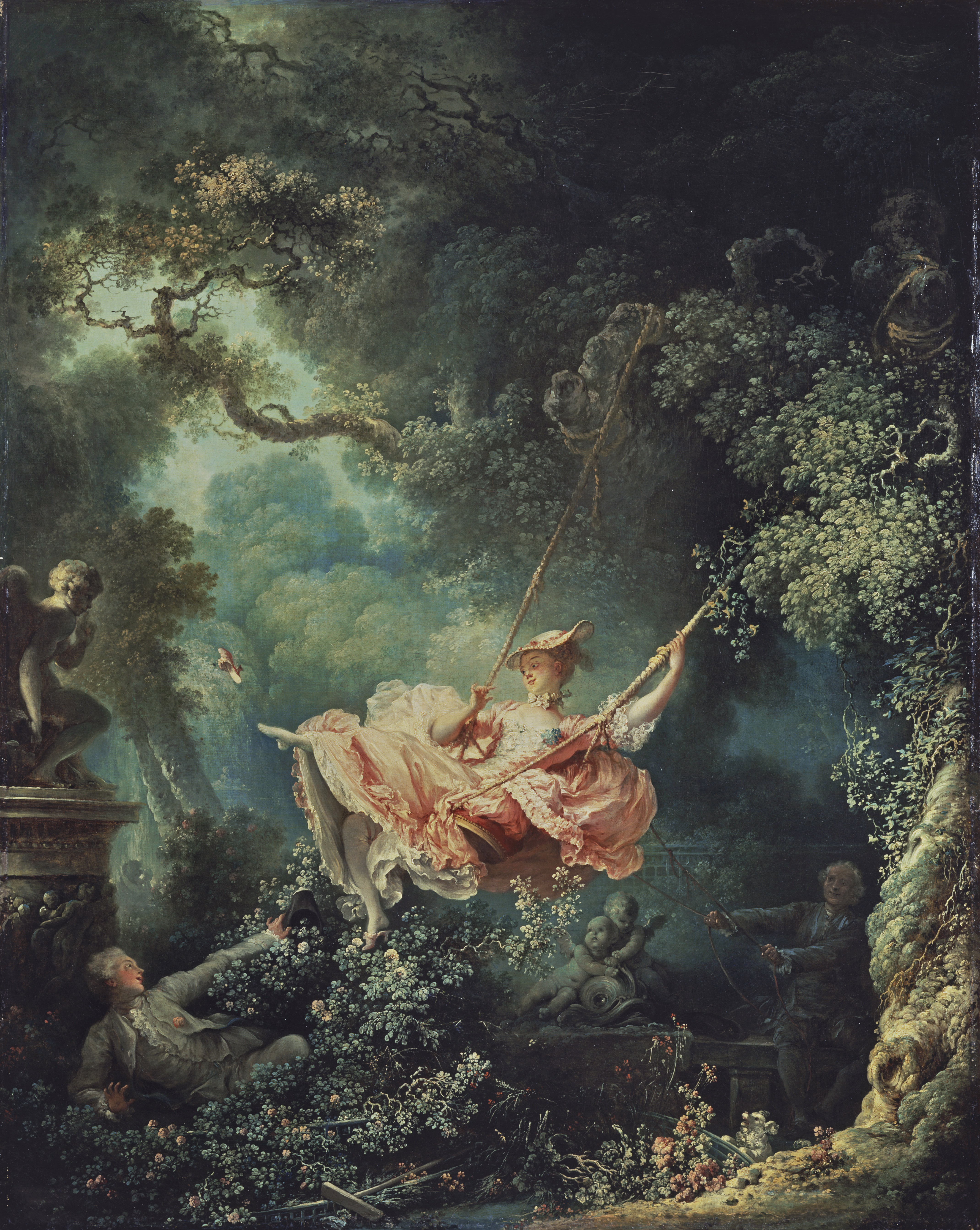
Les Hasards heureux de l'escarpolette, par Jean-Honoré Fragonard, entre 1767 et 1769, Wallace Collection.

Du point de vue culturel, deux évolutions majeures apparaissent fortement à partir des années 1750 : le rapport d'une grande partie de la population à la sexualité et à la mort.
Pendant les dernières décennies de l'Ancien régime, la discipline sexuelle de l'Église se relâche sensiblement, essentiellement au travers de deux indicateurs : le nombre d'enfants illégitimes et le nombre de conceptions prénuptiales. Alors que ces deux évènements sont rarissimes au début du XVIIIe siècle, et en permanence interdits comme de graves péchés, ils deviennent bien plus fréquents après 1750. Le taux de naissances illégitimes dans les villes passe ainsi de presque zéro à un taux compris ente 6 et 12 % des naissances. De même, le taux de conception prénuptiale s'accroît sensiblement, et touche quant à lui autant les villes que la campagne. Les taux les plus élevés sont situés au sein des populations ouvrières, et atteignent quelquefois 20 % des naissances.
Par ailleurs, le contrôle des naissances est à cette époque complètement intégré au mode de vie de nombreux ménages. Il se pratique avec des habitudes sexuelles en complète oppositions des préceptes enseignés par l'Église, le coitus interruptus, la sodomie et l'onanisme. Ces pratiques créent un espacement volontaire des naissances qui passent d'une naissance tous les deux ans à une tous les quatre à cinq ans. De même, de nombreux couples arrêtent de faire des enfants après trois ou quatre enfants vivants. Ces pratiques sont suffisamment massives pour entraîner une baisse de la fertilité. « La peur face aux interdits religieux en matière de sexualité semble ainsi s'être érodée ».
Le rapport à la mort évolue également fortement, s'éloignant des préceptes religieux. « La peur est toujours présente, bien évidemment, mais semble désormais prise partiellement en charge par d'autres discours, celui de la médecine, de la vertu sociale, de l'utilité morale. Une distance s'est édifiée entre une partie de la population et une pastorale imposée par la Réforme catholique, celle qui, en donnant à craindre les terribles peines du purgatoire, voire de l'enfer, conduisait à la demande d'intercessions susceptibles de les modérer et de les abréger ». De nombreux faits montrent cet éloignement, notamment les évolutions des dispositions testamentaires : les saints y sont de moins en moins invoqués, les demandes de messes sont de moins en moins nombreuses, la demande d'être enterré en terre consacrée se raréfie, de même que les legs de charité.

##### L'affaiblissement de la monarchie

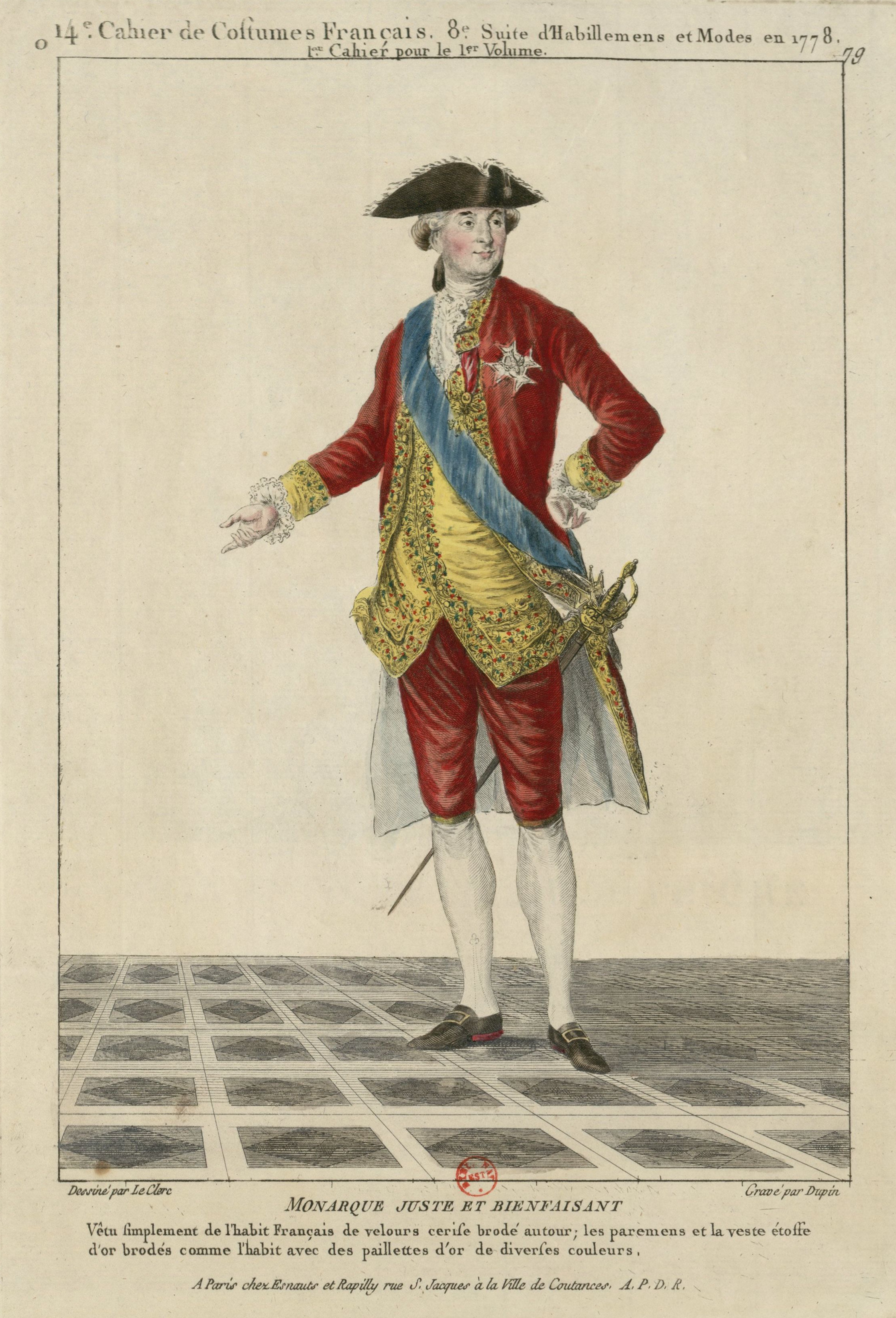
Gravure représentant Louis XIV, image publicitaire pour des costumes, BNF.

L'image du roi au sein du peuple évolue fortement lors des quarante dernières années de l'Ancien régime, en perdant de son importance. Le roi n'est plus vu comme au-dessus de son peuple,.
En apparence, dans les textes, les discours officiels, l'image du roi est toujours, jusqu'à la fin de l'Ancien régime, celui d'un monarque aimé de ses sujets, sacré et inviolable. Cela se retrouve notamment dans les Cahiers de doléances, qui exposent un grand nombre de critiques, tout en respectant en permanence la personne du roi. Toutefois, cette sacralité sociale évolue à partir du milieu du siècle, pour ne plus être uniquement liée à la figure royale. Progressivement, le thème d'une nation française elle-même sacrée se diffuse et devient banale. À sa suite, la figure du Peuple prend également une importance forte, et une stature que seule la monarchie possédait auparavant. On en arrive à la veille de la Révolution à l'idée que la sacralité du Peuple, de la Nation française est fondatrice du pacte social, et que celle du roi ne l'est que parce que le Peuple la lui a transmise.
En même temps, l'image du roi se répand très largement dans toute la société française. Elle est diffusée par des images, sur des objets du quotidien, des ustensiles domestiques, des gravures décoratives. Ce foisonnement fait entrer l'image du roi dans les foyers français, mais elle la banalise, la rend habituelle et familière, l'éloignant radicalement du l'image d'un roi mythique, lointain, dominant qu'il avait auparavant. Cela donne plus de prises aux libelles moqueurs, orduriers ou critiques qui, s'ils existaient par le passé, prennent alors une force nouvelle.
À la même époque, Louis XV puis Louis XVI s'éloignent de leur peuple. Ne voyageant presque plus, ils ne se montrent plus lors de grandes fêtes pendant des entrées royales dans les grandes villes du royaume. Ainsi, Louis XIV est le dernier roi à en faire une à Lyon, par exemple. Les fêtes royales nationales consécutives à des mariages ou des baptêmes se raréfient également, limitant les moments de communion entre le roi et son peuple.
« Les relations du roi et de l'opinion ressemblent finalement aux rapports liant un vieux couple : la banalisation des attitudes, des gestes, des conversations est la règle, mais les disputes comme les complicités sont régulièrement de mise. Cette métaphore indique clairement que l'autorité et la majesté de la monarchie se sont érodées. Le corps du roi, haï sous Louis XV, ridiculisé sous Louis XVI, a perdu sa sacralité, et le pouvoir d'enchantement du récit monarchique est un souvenir nostalgique renvoyé vers les souverains mythiques du passé, Saint Louis, Charlemagne ou Henri IV ».

#### Les réenchantements culturels de la Révolution française
Les prémices culturelles de la Révolution expliquent que tous, de tout bord, ressentent la rupture de 1789 comme un effondrement qui était inéluctable, et une régénération. Les promoteurs d'une civilisation nouvelle créent immédiatement des pratiques symboliques, des mots nouveaux, des emblèmes des rituels. De cette nouvelle culture qui se crée, foisonnante, il ne subsiste à la fin de la période napoléonienne que ce qui est réellement en prise avec les aspirations du plus grand nombre.

##### La révolution: une liberté culturelle nouvelle

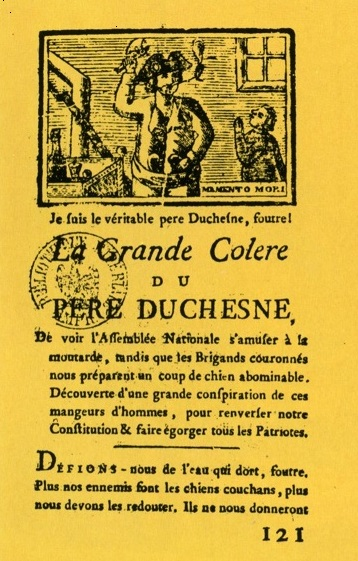
Le Père Duchesne, rédigé par Jacques-René Hébert à partir de 1790, exemple de journal radical.

La culture révolutionnaire connaît un foisonnement sans équivalent dans l'histoire de France, et se déploie sur de nombreux champs culturels, transformant les modes de diffusion et les symboles.
Le langage des acteurs de la révolution est caractéristique, faite de métaphores innombrables célébrant et mettant en mot des évènements sans comparaison, rompant avec toutes les traditions. Dans de multiples libelles, traités et discours, des images naissent immédiatement et sont sans cesse reprises : dégénérescence des privilégiés, impuissance du roi, force herculéenne du peuple, sacralisation des législateurs, meurtrissure des martyrs, hantise du complot. Ces éléments de langage permettent également à la communauté révolutionnaire de décrire ces moments charnières, de se décrire soi-même,.
Le foisonnement de la langue bénéficie d'une nouvelle et grisante liberté de parole. Dès l'année 1789, en quelques mois, des traités et ouvrages sur les réformes en cours paraissent par centaines. Tout aussi vite, les organes de presse sont libérés de la censure et se multiplient par dizaines. Rien qu'à Paris, l'année 1789 voit la naissance de plus de cent quarante revues et journaux, ou plus de trois mille brochures et pamphlets. La censure royale tente un court moment de réguler ce foisonnement, mais elle est vite débordée tout à la fois par le nombre de nouveautés et par l'opposition nouvelle à la censure qu'elle rencontre. Cette avalanche d'écrits est accompagnée par des centaines de caricatures, de pièce de théâtre, de chansons, d'affiches, de placards. L'explosion du nombre de titres (il n'y avait au début de l'année que six journaux politiques autorisés, et soigneusement surveillés), la liberté de parole absolue qui s'installe, bouleverse non seulement le monde du journalisme, mais également l'opinion publique qui a à présent accès à une presse très réactive, qui délivre une information très détaillée et anime des débats d'opinion inconnus auparavant. Le journal devient ainsi l'un des symboles de la Révolution elle-même et la liberté de la presse est proclamée dans l'article 11 de la Déclaration des droits de l'homme et du citoyen du 26 août 1789. De même, les deux dernières limites à une liberté absolue sont la censure, qui tombe à l'été 1789 et la corporation parisienne et ses privilèges, qui est abolie au printemps 1971.

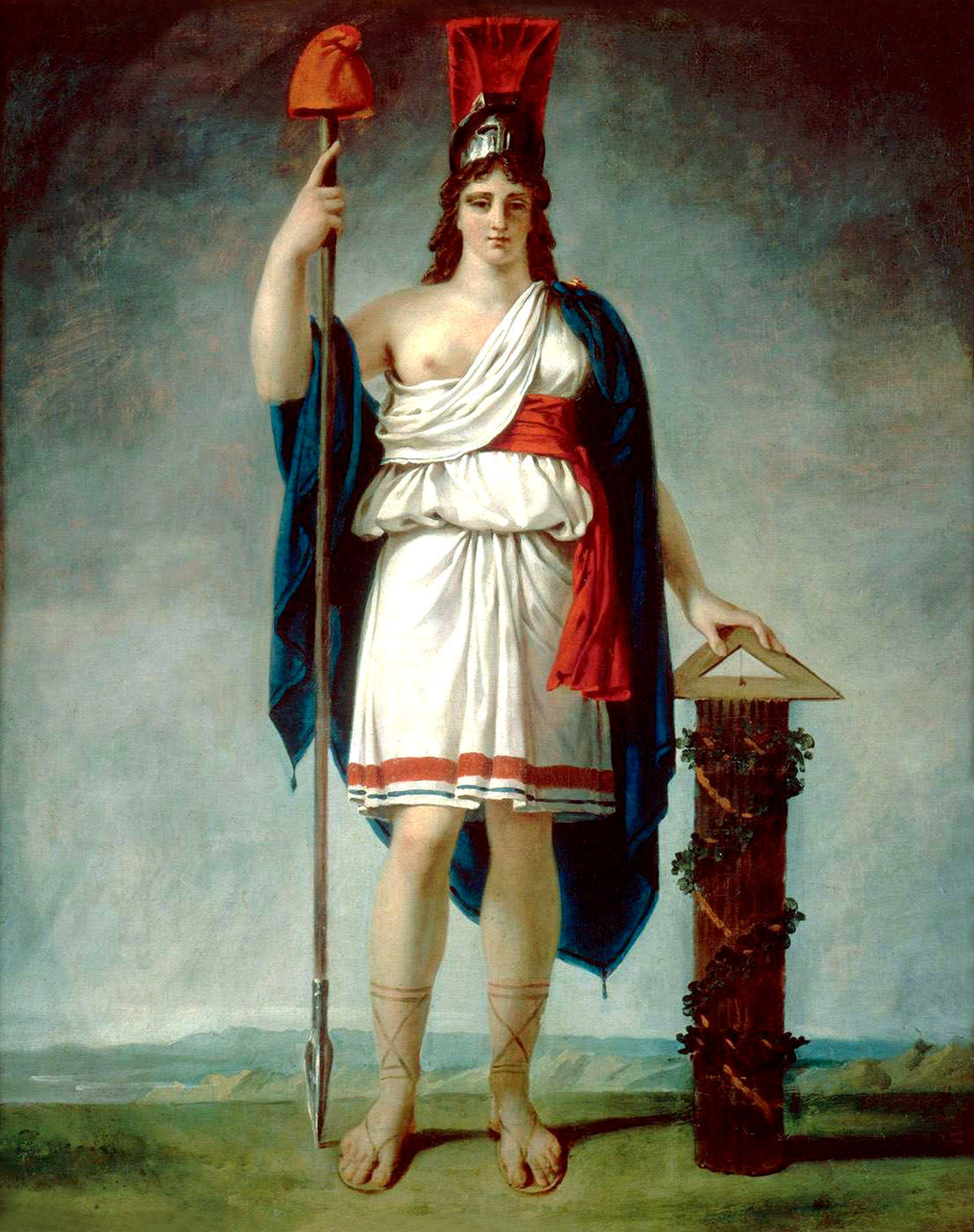
La République Française, de Antoine-Jean Gros, 1794-1795, Musée de l'Histoire de France.

Au-delà des mots, immédiatement, les partisans de la Révolution ont multiplié les symboles pour incarner l'évènement dans la conscience des Français. Il s'agit tout autant de faire vivre les acquis des réformes que de remplacer les symboles anciens devenus obsolètes par des rites, des cérémonies, des symboles, des allégories nouvelles. Parmi les symboles les plus importants créés très vite se trouvent les allégories de la Liberté, sous la forme du bonnet phrygien, de l'arbre de la liberté, la pique de l'homme insurgé et la Femme incarnant la nation. Ce symbole chasse progressivement tous les signes royaux, avec une accélération lors de l'interdiction par l'Assemblée nationale le 10 août 1792 de tous les signes de la monarchie. Devenue le symbole principal de la Révolution, elle prend progressivement une forme type, assurée, sereine et debout. Elle est souvent accompagnée de deux autres figures féminines, l'une en marche, enthousiaste, échevelée et partiellement dénudée, symbole de la Liberté agissante ; et une autre casquée telle Minerve, assise sur les tables de la loi, symbolisant l'ordre garantissant leurs droits à tous.

##### L'homme nouveau, l'homme régénéré
Très vite, l'encadrement religieux traditionnel de la vie publique disparaît, pour une bonne part dès 1789. Se repliant sur la sphère privée la force symbolique de la religion doit être remplacée pour cimenter l'unité des citoyens, elle le sera par la valeur phare des révolutionnaire : la Vertu. Pour une part d'entre eux, cette transformation touche directement l'Homme lui-même, transfiguré par l'évènement salvateur. Pour d'autres, l'Homme ne peut se régénérer entièrement seul, engoncé dans trop d'habitudes, et il faut que la République naissante prenne en charge l'éducation et la répression pour accomplir le destin de la Nation.
Dès 1789, l'ensemble des Français a bien conscience d'une accélération de l'histoire, qu'une fracture civilisationnelle a lieu sous ses yeux, et cette rupture donne aux hommes qui la vivent l'impression que cet évènement extraordinaire est de nature a transformer l'Homme lui-même, pour que l'Homme nouveau accompagne toutes les nouvelles formes sociales qui apparaissent : nouvelles fêtes, écoles, nouveaux espaces que sont les départements, temps nouveaux du calendrier républicain, lieux rebaptisés, tutoiement révolutionnaire ou port de la cocarde. L'idée de régénérer la société et l'Homme en même temps est présente partout. Cette régénération est associée dans les discours au fait religieux. Elle est désignée comme miraculeuse, comme une genèse, une grâce. Les images produites dès le printemps et l'été 1789 utilisent les figures religieuses pour décrire le processus révolutionnaire. Utilisée par de nombreux meneurs dans leurs discours, tel Mirabeau s'adressant aux députés de l'Assemblée nationale : « Vous avez soufflé sur sur ces restes qui paraissaient inanimés. Tout à coup une constitution s'organise, déjà ses ressorts déploient une force active : le cadavre qu'a touché la Liberté se lève et reçoit une vie nouvelle ». De nombreux graveurs s'emparent de ce vocabulaire religieux pour en tirer des symboles détournés, propageant immédiatement l'idée d'une transformation de l'homme ancien : figures de nains devenant des géants, d'esclaves courbés qui se redressent en brisant leurs chaînes, d'endormis qui se réveillent, d'arbres courbés redressés par un tuteur, de plantes desséchées vivifiées par une sève nouvelle… Enfin, en de nombreuses reprises, le mythe du jugement dernier est sollicité et détourné, l'année 1789 étant assimilée à une parousie civique reprenant et laïcisant tous les codes chrétiens.
Nombreux sont ceux qui doutent toutefois du caractère immédiat et naturel de cette régénération de l'Homme. Beaucoup pointent les traditions, les habitudes, les imaginaires pétris de valeurs de l'Ancien régime. Pour régénérer véritablement les citoyens de la République naissante, ils insistent sur les deux volets de la force publique à destination du plus grand nombre : la surveillance, incluant un volet répressif, et l'éducation.

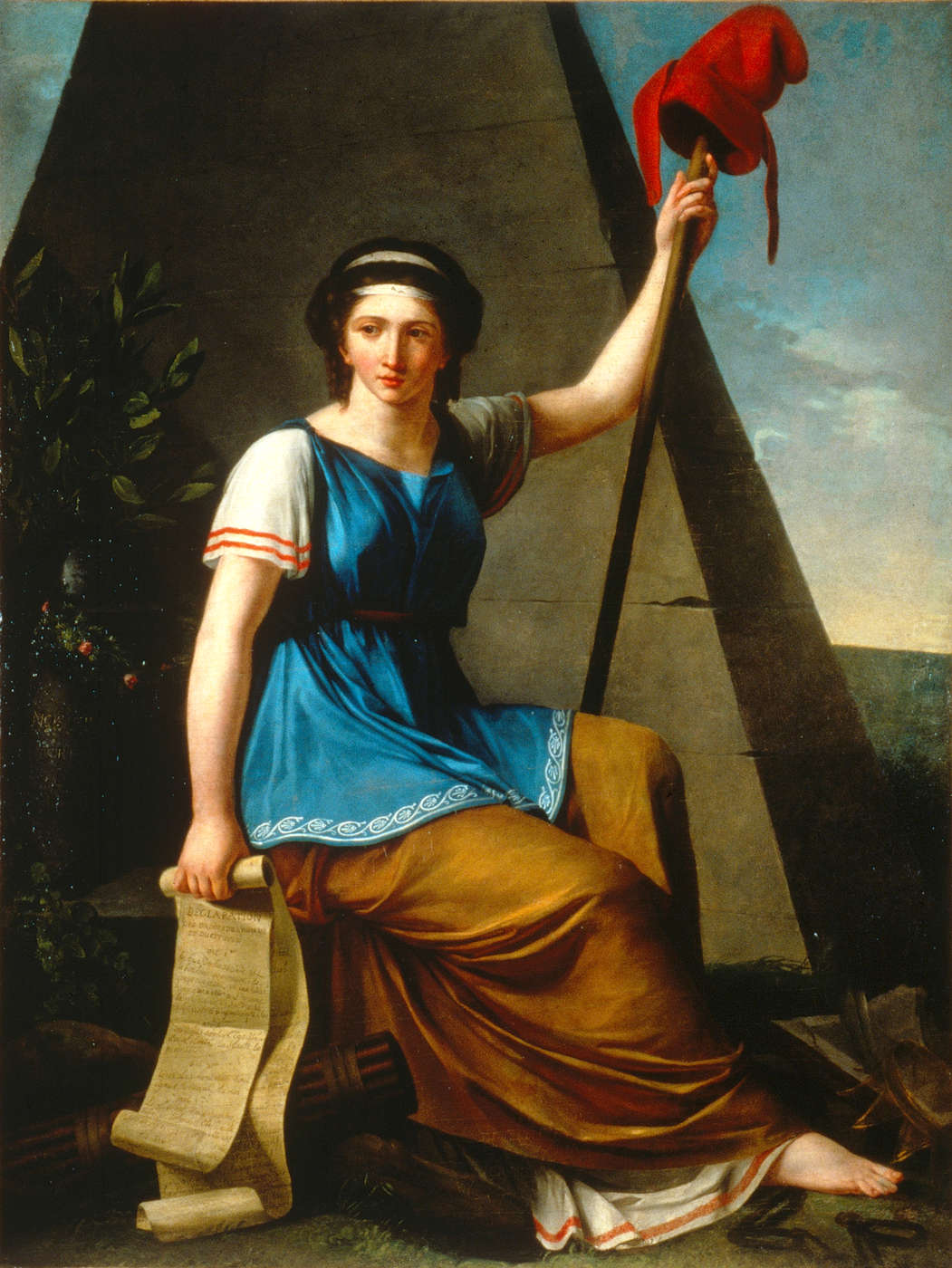
La Liberté, de Nanine Vallain, vers 1793-1794, Musée de la Révolution française.

Du côté de l'éducation, de très nombreux projets imaginent, pour les enfants éduqués par la République, tous les détails d'un enseignement pris en charge par la Nation, mettant en avant l'apprentissage de la vertu et de la citoyenneté. La plupart imaginent des environnements entièrement nouveaux, dans les moindres détails, vêtements, loisirs, matières. Les trois points sur lesquels ces plans mettent l'accent sont un réseau serré d'écoles pour qu'aucun enfant ne soit laissé à lui-même et à sa famille, des instituteurs formés et pétris de vertus pédagogiques républicaines et enfin un ensemble de textes destinés à accompagner la formation des futurs citoyens.
Pour les personnes éduquées sous l'Ancien régime, il s'agit tout à la fois de susciter l'enthousiasme républicain et de détruire les anciennes habitudes. Tous les aspects jugés néfastes et corrompus de la monarchie catholique sont ainsi tenus pour suspects et combattus. Cette politique, effectivement appliquée avec plus ou moins de succès s'attaque tous azimuts aux traditions jugées archaïques. Les plus évidents sont l'ensemble des signes de la noblesse (titre, blasons), de la royauté et de l'Église, qui sont brisés et effacés en de nombreux endroits. Mais les révolutionnaires s'attaquent également à ce qui à leurs yeux entache la vertu républicaine, telles les fêtes catholiques, même celles des saints patrons de confrérie, de quartier, ou les jeux d'argent, accusés de corrompre le peuple. Les tripots sont fermés, les joueurs un temps pourchassés. Dans le même mouvement, les éléments qui divisent la République tels les jargons, patois ou les poids et mesures particuliers sont combattus.
L'idéal de régénération révolutionnaire tient en un seul concept : la Vertu. Cette valeur morale, constamment mise en avant tourne autour de l'idée d'une perfection privée de l'homme permettant de juger positivement le même homme en public. Elle est ainsi intimement associée au concept de transparence sociale : celui qui dissimule des choses, qui agit chez lui secrètement est suspect, notamment en matière de religion. Avec ses exigences, cette culture de la régénération est rapidement minée par une ambiguïté : toutes les actions, les obligations ou les interdits édictés par les révolutionnaires pour promouvoir la vertu citoyenne entrent en conflit avec les grands principes de 1789, en particulier celui de Liberté.

#### Les transformations de la culture française
Pour transformer la France, les députés révolutionnaires n'arrêtent pas de débattre, proposer, décréter, légiférer et abroger. Jamais probablement la France n'a connu une activité législative aussi intense, mais si les députés des quatre assemblées qui se sont succédé ont tenté de réformer le peuple français par la loi, l'efficacité sur le long terme des projets engagés est très inégale. Si des pans entier de la culture française sont effectivement métamorphosés en profondeur par l'évènement, d'autres innovations ne subsistent pas et se contentent d'intégrer l'Histoire de France comme mythe ou souvenir.

##### Les métamorphoses de la France

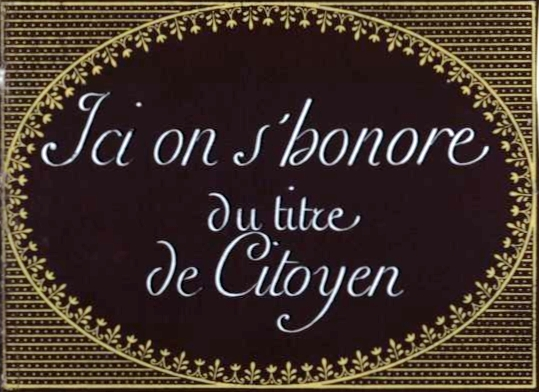
Placard imprimé édité en 1799 par la manufacture Berthelot.

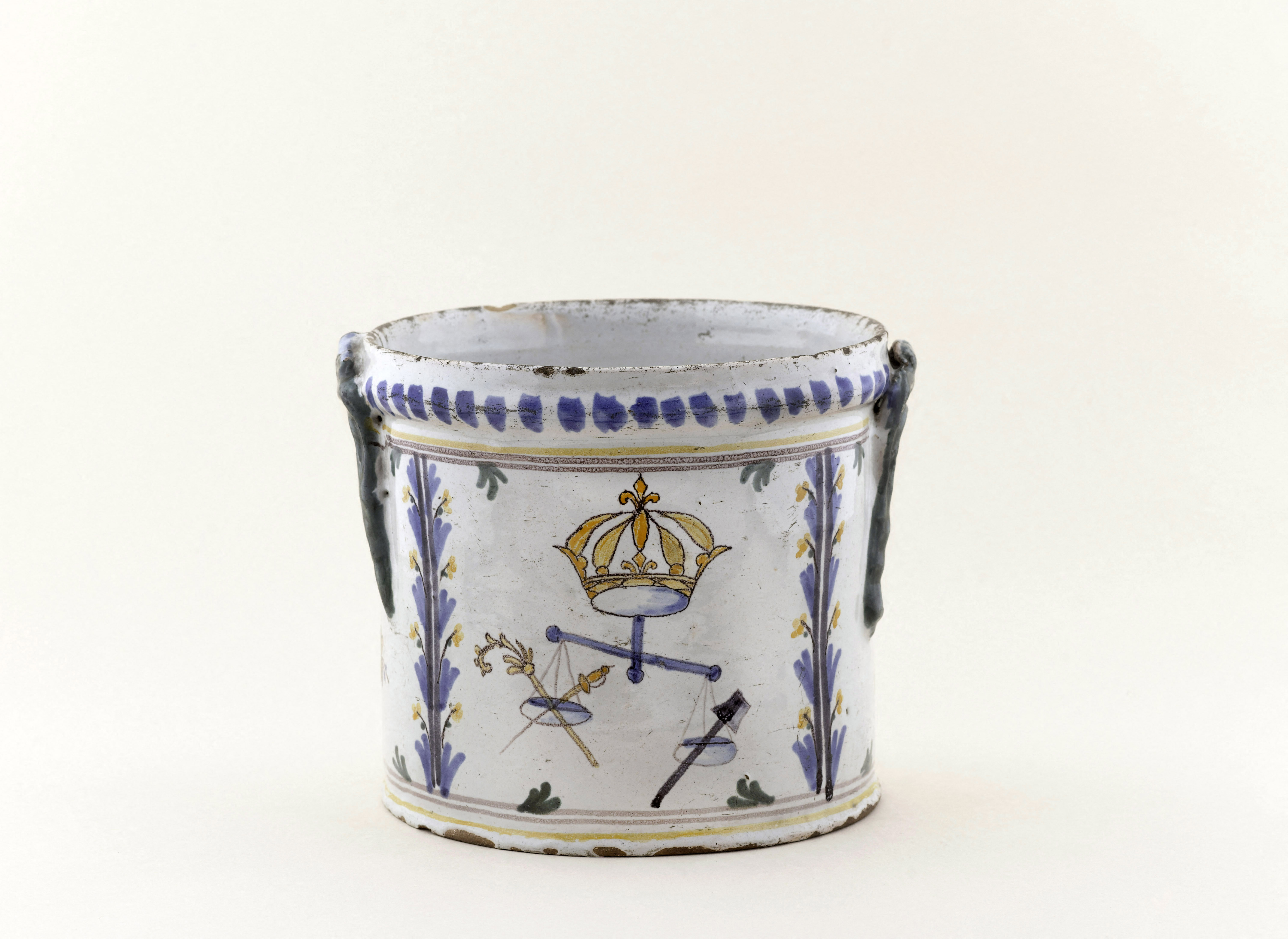
Pot à tabac montrant une balance où le symbole du tiers état fait pencher la balance de son côté contre ceux du clergé et de la noblesse. Musée Carnavalet.

Dans le registre des symboles, un certain nombre deviennent rapidement des nouveaux piliers de la culture française. En premier lieu le drapeau tricolore et surtout la cocarde, qui devient un symbole simple et universellement reconnu de la libération du joug de l'Ancien régime. De même, La Marseillaise est très rapidement associée à la République française dans toute sa puissance militaire et légale. Dans le domaine du symbole social, la notion de « citoyen français » prend une importance considérable en un temps très court, en opposition au statut de « sujet » ou de « bourgeois ». Instaurant un égalité structurelle de tous, ce titre s'impose rapidement et fonde dans le quotidien une référence à l'égalité juridique et civique de l'ensemble des Français.
Dans le domaine du symbole, très rapidement, les images des grandes figures révolutionnaires, mais aussi des grands évènements ou grandes batailles, se diffuse dans l'ensemble de la société et raconte ainsi à tous une nouvelle histoire de France, en train de se réaliser et mobilisant des imaginaires nouveaux. Cet imaginaire se répand de manière très officielle par des bustes et statues, mais surtout de manière plus modeste via des imprimés, des faïences, des étoffes et draperies, des jeux de cartes, pots à tabac, etc.
D'autres aspects plus concrets touchent l'ensemble des citoyens. La destruction des anciennes circonscriptions territoriales et la création des départements touche au quotidien la population et la manière dont elle se situe dans l'espace. Tout aussi fondamentale, la substitution des anciennes mesures par le gramme et le mètre transforment la culture française en renforçant son unité.
Parmi les mesures qui touchent de manière forte la culture nationale se trouve la laïcisation de l'état civil. Il s'agit de reprendre la sacralité de l'Église catholique pour la transférer à la Nation. Ôter le contrôle des grands évènements de la vie familiale des mains des prêtres pour les placer dans les officiels de la République permet aux citoyens de s'attacher à cette dernière. Cette attaque contre l'influence de l'Église est multiple et obtient des résultats durables. L'éloignement d'une fraction de la population de certaines directives religieuses avant la Révolution prend une tout autre ampleur avec celle-ci. Le choc de la Constitution civile du clergé, la suspicion généralisée envers les religieux menant aux vandalismes, au départ de nombreuses congrégations, à la perte en de nombreux endroits en France de l'encadrement normal des paroissiens. Cette crise, certes temporaire, a une influence définitive sur la trajectoire de la déchristianisation en France.

##### Les tentatives échouées
Une partie des essais de réforme menées par les révolutionnaires n'ont pas réussi à perdurer dans le temps, que ce soit par manque d'attrait des Français ou par leur annulation par le régime impérial. Toutefois, en devenant des images fortes de la période révolutionnaires, ces tentatives participent du mythe qui se met en place immédiatement après les évènements.

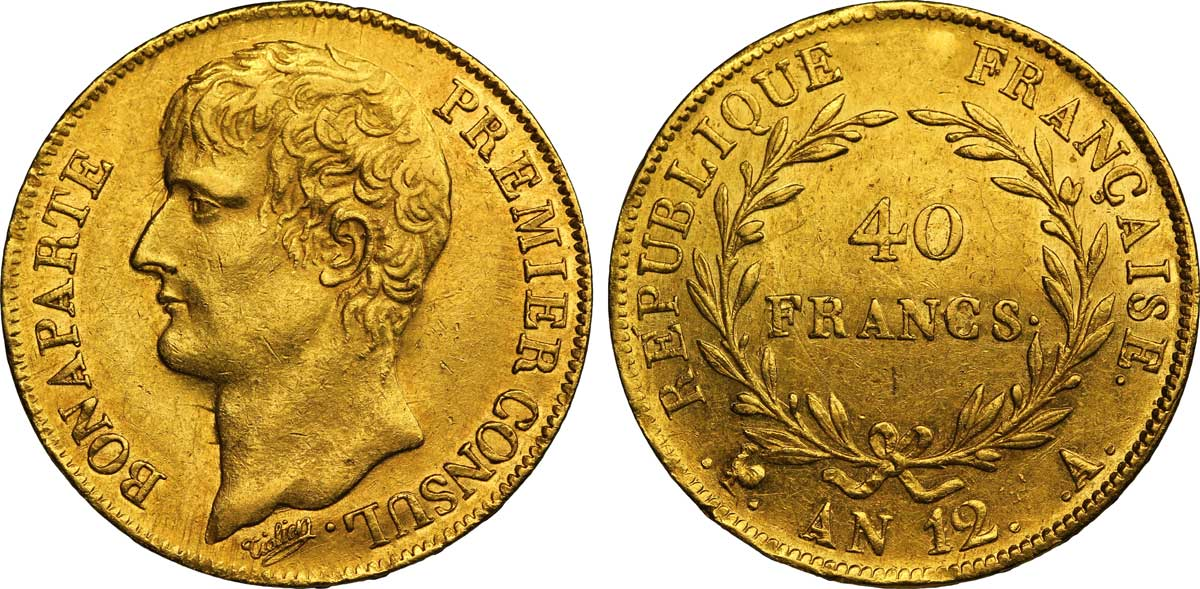
Quarante francs or à l'effigie de Napoléon Bonaparte, frappé de l'an 12.

Les députés révolutionnaire, voulant entièrement réformer la société française dans son ensemble pour en extirper les structures et traditions de l'Ancien régime, décident de transformer ce qui fonde les habitudes les plus intimes de la vie des Français. Le calendrier révolutionnaire incarne ainsi la volonté de supprimer toutes mentions des saints, des fêtes catholiques, pour que le quotidien de l'ensemble de la population soit rythmé par une temporalité neutre, laïque et républicaine. Mais heurtant des habitudes trop ancrées, il n'est pas employé par la masse de la population ; il est même à l'inverse surprenant que son abandon par l'administration soit si tardive, au premier janvier 1806.
Le changement des noms de ville obéit à la même logique. L'Assemblée nationale fait disparaître les noms de lieux liés à la monarchie, à la noblesse et à la religion. Plus de trois mille localités changent de nom, nombre considérable ; mais les nouvelles appellations ne durent qu'un temps, avant de voir revenir inéluctablement celui utilisé depuis des siècles. Cette vague de changement de nom, entamé en 1790 et important durant deux ou trois ans est accompagné par l'octroi massif de prénoms révolutionnaires tels Marat, Brutus, Mucius, Messidor, Floréal et de très nombreux prénoms issus des calendriers révolutionnaires. Cette vague est forte durant l'an 1793, puis s'étiole rapidement.

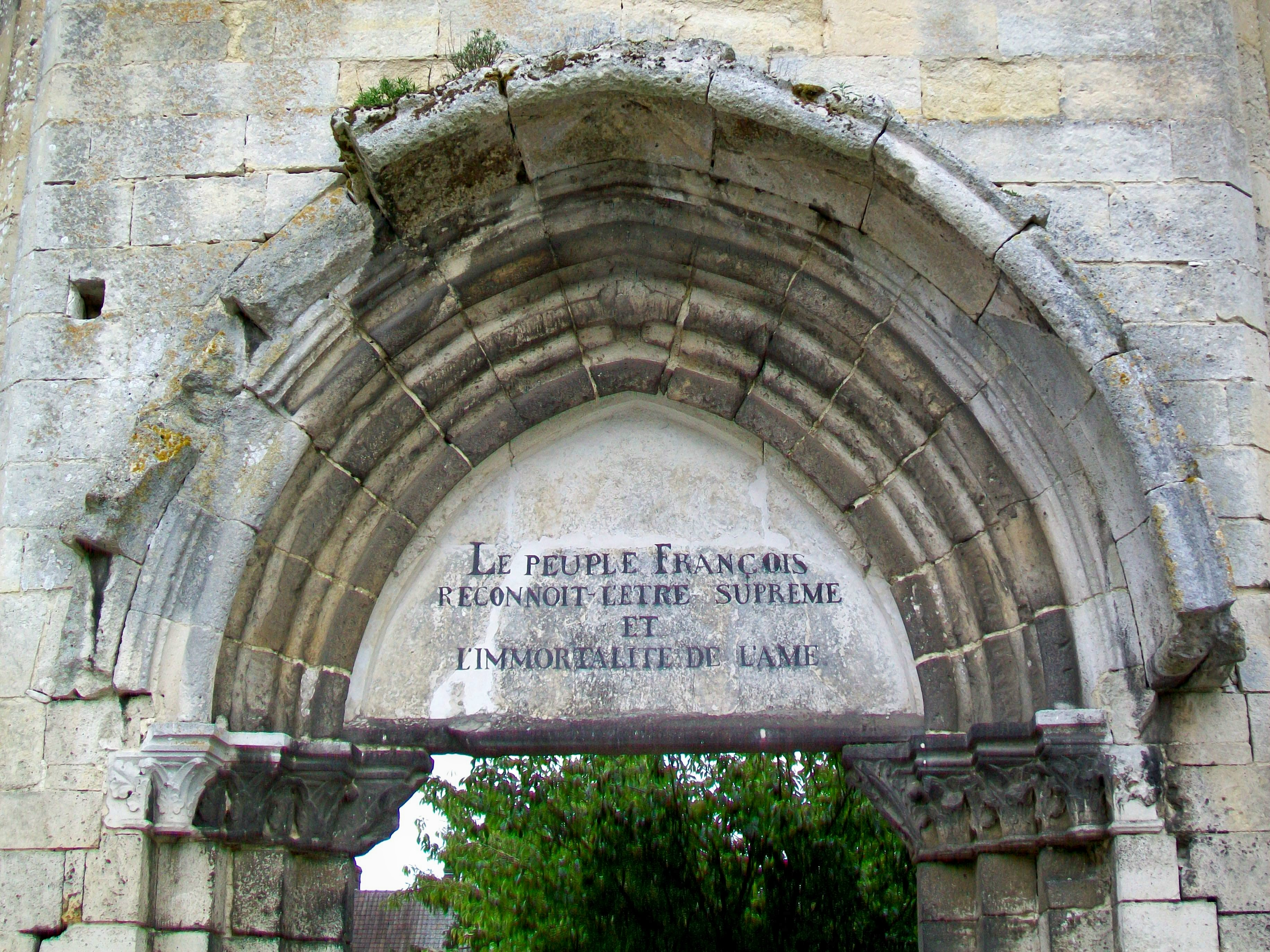
Inscription rappelant le culte de l'Être suprême, sur le portail de la collégiale ruinée Saint-Thomas à Crépy-en-Valois (Oise).

Dans le domaine religieux, les tentatives de religion de substitution font long feu. Même si la ferveur révolutionnaire et républicaine ont connu des cérémonies et fêtes sincères et partagées, mais l'établissement d'une religion qui supplanterait le catholicisme ne connaît pas de succès durable, malgré plusieurs tentatives, tel le culte de la Raison, celui de l'être suprême ou la Théophilanthropie.
Mais si plusieurs nouveautés issues de décisions législatives ne parviennent pas à convaincre le peuple de les adopter, d'autres perdurent et sont abolies par le régime impérial, malgré une véritable acceptation par une large frange de la population. Ainsi, les nouvelles possibilités de divorce s'imposent rapidement dans de nombreux milieux, avant d'être éteintes par Napoléon Bonaparte et un code civil rétablissant des droits considérables entre les mains du père de famille et mari. De même avec les droits testamentaires des cadets et enfants non légitimes. La Révolution décide de proclamer l'égalité de tous les enfants devant l'héritage, allant jusqu'aux enfants naturels non reconnus officiellement. Mais ces dispositions sont également balayées par la volonté impériale.

#### L'Empire: stabilisation et transformation de la culture révolutionnaire
Après les dix années de soubresauts et de tentatives de transformation révolutionnaires, Bonaparte s'empare de cet héritage et le reprend à son compte. Souhaitant être un véritable prince éclairé par les Lumières, il les revendique pour assoir son gouvernement, affirmant que la France est à présent gouvernée par celles-ci et ne rejetant pas la Révolution. En revanche, il souhaite mettre de l'ordre dans toutes les avancées révolutionnaires, et l'autoritarisme est pour lui le moyen de le faire. « Nous avons fini le roman de la Révolution : il faut en commencer l'histoire, ne voir que ce qu'il y a de réel et de possible dans l'application de principes, et non ce qu'il y a de spéculatif et d'hypothétique. Suivre aujourd'hui une autre voie, ce serait philosopher et non gouverner »,.
Cette mise en ordre, en application implique de nombreuses remises en cause. Ainsi, le code civil revient sur de nombreuses avancées mises en œuvre pour les femmes et les enfants au sein de la famille, faisant du mari et père le maître absolu de sa maisonnée. La soumission de la femme est rétablie solidement et la vie hors mariage devient juridiquement proscrite. Si la société conserve des traits issus des évolutions des mœurs de la seconde moitié du XVIIIe siècle, contrôle des naissances par contraception, détachement vis-à-vis des préceptes religieux, attachement toujours plus grands aux enfants, l'ordre familial napoléonien d'une immense rigidité associé à ces évolutions fonde la culture bourgeoise qui a cours sur l'ensemble du XIXe siècle.

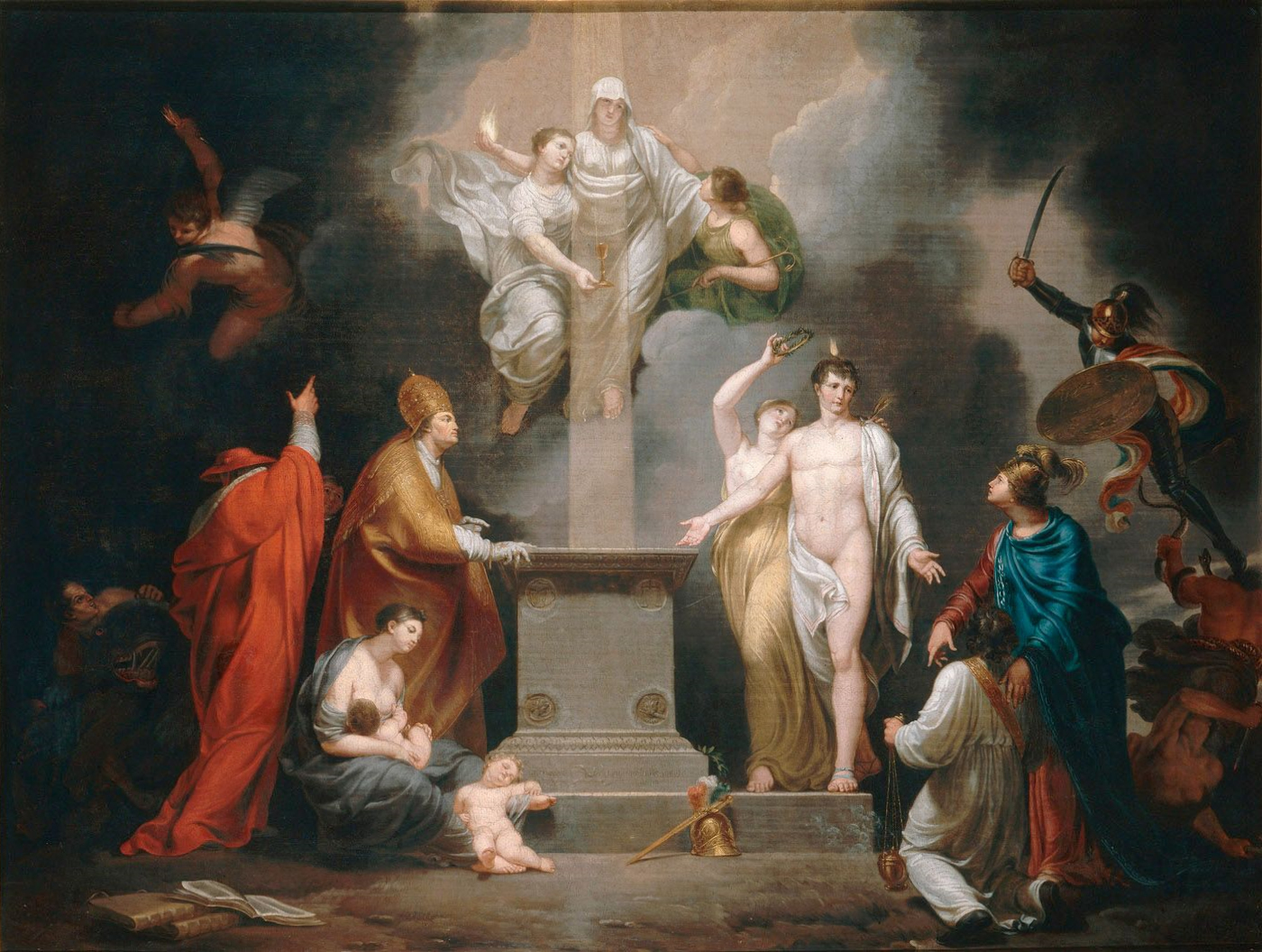
Allégorie du Concordat de 1801, de Pierre Joseph Célestin François, 1802, Château de Malmaison.

Si Bonaparte souhaite reconstruire les liens entre le catholicisme et la France, l'Église française sort très affaiblie de la Révolution. Plus d'un tiers des prêtres et religieux ne peuvent pas ou ne souhaitent pas reprendre leur place. Le Concordat qu'il met en place en 1802 lui permet de contrôler le clergé, qui lui prête serment et qu'il nomme. Il profite au même moment d'un fort renouveau religieux, symbolisé par l'immense succès du Génie du christianisme de Chateaubriand et porté par une partie de l'élite intellectuelle qui renoue avec la religion traditionnelle. Pour le pouvoir, ce concordat est pensé comme un moyen de pacification sociale. Toutefois, de larges pans de la société restent à présent en dehors du contrôle de l'Église : l'armée napoléonienne, une grand part de la bourgeoisie restée voltairienne, des milieux ouvriers largement déchristianisés et une jeunesse bien moins encadrée par l'Église. La pratique religieuse n'est plus un point commun à toute la société française, elle est devenue et reste faible, voire inexistante dans de nombreuses régions et milieux. Une très forte distinction s'est réalisée entre les sexes, avec une puissante indifférence masculine et une pratique féminine très importante. Napoléon tente également de conjuguer le renouveau religieux et le culte de sa propre personne au travers du Catéchisme impérial et de la fête de la Saint-Napoléon, établie le 15 août.
Souhaitant établir un enseignement unifié et de qualité au travers de l'Université impériale, le pouvoir s'appuie à la fois sur l'héritage de la Révolution et les forces d'enseignement privées. Ainsi, les écoles communales sont multipliées, les écoles centrales remplacées par les lycées qui sont multipliés. Près de cent cinquante lycées sont créés dans les principales villes de France, et bénéficient d'un enseignement de qualité avec un personnel issu de l'école normale. La morale et la discipline quasi-militaire y sont strictes, pour fournir à la jeunesse un environnement exemplaire. Pour compléter cet encadrement, le pouvoir impérial associe le clergé religieux, avec les petites écoles chrétiennes, les collèges et les écoles secondaires ecclésiastiques.

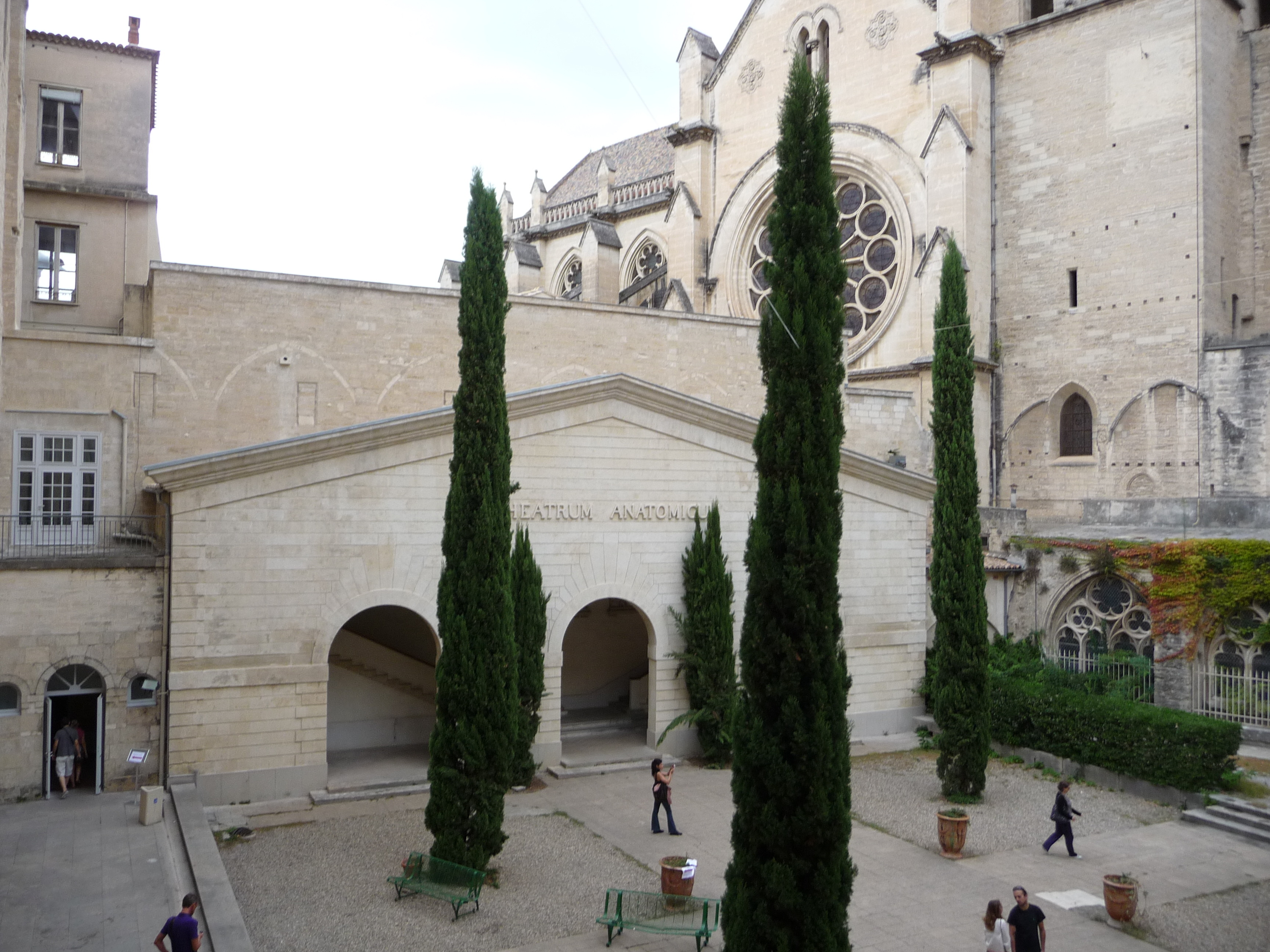
Entrée du nouveau bâtiment de la faculté de médecine, construit sous Napoléon 1er.

Une évolution culturelle importante de cette période est l'essor de l'hygiène et de la place nouvelle de la médecine dans la société. Sous la Révolution s'opère une réforme radicale avec la suppression des académies et la création de trois écoles de médecine dont l'enseignement est entièrement centré sur l'observation clinique, la compréhension du fonctionnement du corps par la dissection et l’interprétation objective de faits constants. Par ailleurs, la place des médecins dans la société évolue, gagne en prestige, notamment du fait de l'empereur qui s'implique pour faire du corps médical un pilier de la société française, à l'égal du corps enseignant ou du corps clérical. Quatre médecins sont ainsi faits sénateur d'empire et l'empereur veille personnellement à la qualité des écoles de santé et s'associe au rayonnement de l'école française anatomo-clinique.
La vie intellectuelle sous Napoléon poursuit un temps sa foisonnante émulation, mais l'empereur bride et muselle rapidement toute velléité de critique et d'opposition. La censure est rétablie, mais elle établit un travail de vérification avant publication, de manière à ne pas avoir à punir un écrit déjà publié. Les journaux trop libres sont progressivement interdits et la parole publique s'étiole lentement pour ne laisser place à la fin du règne qu'à des discours et commentaires laudateurs ou au pire neutres. Une autre méthode utilisée par Napoléon est d'accorder des honneurs à certains, pour s'en faire des obligés. Malgré cela, une vie intellectuelle se développe en France, portée principalement par trois groupes de pensée entre lesquels les controverses sont souvent brillantes, bien que feutrées : les idéologues, les libéraux et les contre-révolutionnaires.

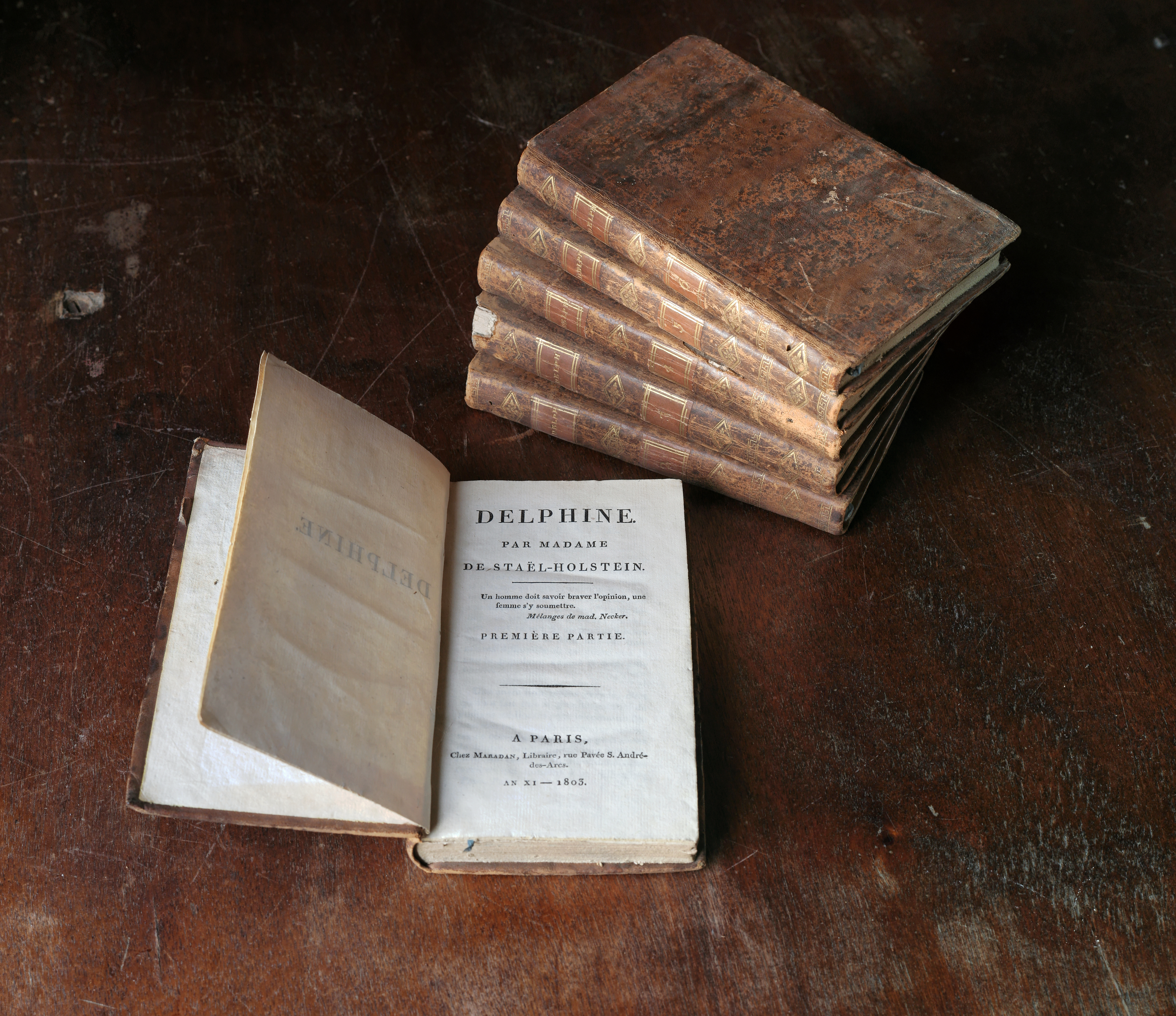
Édition de 1803 du roman Delphine de madame de Staël, interdit et qui vaut à son auteur un ordre d'exil de Paris.

Les idéologues sont issus pour la majorité du salon de madame Helvetius et écrivent (avant sa disparition en 1807) dans la Décade philosophique. Le groupe comprend, entre autres, Sieyès, Cabanis, Say, Volney, Daunou, Garat, Destutt de Tracy ou Roederer. Partisan de Napoléon lors du Consulat, ils s'en éloignent rapidement avec la montée de son autoritarisme, sa complaisance avec les émigrés et sa politique de conciliation avec l'Église. Leurs prises de parole vaut à certains des déshonneurs et ils sont privés de parole par divers moyens.
Les libéraux connaissent un sort plus sévère, n'ayant pas hésité à critiquer la tyrannie de l'empereur après, pendant la Révolution, celle des Montagnards[Quoi ?]. Représentés au sein du groupe de Coppet par Benjamin Constant, Germaine de Staël, Charles Victor de Bonstetten, Auguste Schlegel ou Jean de Sismondi. Napoléon s'oppose plus fortement à ce groupe, dont nombreux sont ceux qui doivent s'exiler, et allant jusqu'à faire saisir les exemplaires de De l'Allemagne qui avait été acceptés par la censure.
Les contre-révolutionnaires portent les idées royalistes et catholiques et sont représentés principalement par Chateaubriand, Fontanes, de Maistre ou Ballanche. Eux aussi connaissent certains honneurs et des persécutions et disgrâce lorsqu'ils tentent de manière trop voyantes de dénoncer la tyrannie impériale.
À l'inverse, le régime s'entoure d'un « bureau de la dithyrambe » qui dispose quant à lui de larges espaces d'expression et dévoué à construire la légende de l'empereur et de ses proches. On y retrouve certains anciens adversaires ralliés tel Roederer et d’autres plumes issues de nombreux milieux : Fiévée, Barère, Montlosier, Méhée de la Touche, Choderlos de Laclos, Goldsmith. Soutenus par le pouvoir du moment qu'ils écrivent sans relâche éloges et compliments, ils créent en quinze ans une propagande nouvelle pour l'époque et d'une grande efficacité, du fait de la variété des milieux d'où ils viennent, et donc des milieux qu'ils touchent. Même si leurs idées et arguments finissent par se répéter sans cesse, ils s'inscrivent dans une politique plus large où les images, les objets et les arts s'associent pour construire une culture impériale centrée sur le culte de l'empereur.

## XIXesiècle: 1815-1880

### Les héritages culturels et le romanisme: 1815 - 1840
Le XIXe siècle français est notamment marqué par le romantisme dans une version française (romantisme français).

## XXesiècle
L'entre-deux-guerres est marqué par une efflorescence artistique dans les milieux parisiens, et par un essor des loisirs de masse et de la culture populaire.
La Quatrième République cherche à mettre en place une forme de démocratisation culturelle en continuant un processus d'ouverture de la culture aux populations. L'époque est toutefois également marquée par une uniformisation et une américanisation de la culture. La culture de masse s'épanouit dans les années 1960 et 1970. L'époque est marquée par le rôle d'André Malraux en tant que ministre de la Culture du président Charles de Gaulle.

### Ouvrages généraux
- Michel Sot (directeur du vol. 1), Jean-Patrice Boudet et Anita Guerreau-Jalabert, sous la dir. de Jean-Pierre Rioux et Jean-François Sirinelli, Histoire culturelle de la France, vol. 1 : Le Moyen âge, Paris, Seuil, coll. « Points histoire » (no 348), 2005 (1re éd. 1997), 463 p. (ISBN 2-02-082675-5, BNF 40070240)
- Alain Croix et Jean Quéniart, sous la dir. de Jean-Pierre Rioux et Jean-François Sirinelli, Histoire culturelle de la France, vol. 2 : De la Renaissance à l'aube des Lumières, Paris, Seuil, coll. « Points histoire » (no 345), 2005 (1re éd. 1997), 496 p. (ISBN 2-02-082677-1, BNF 40070247)
- Antoine de Baecque et Françoise Mélonio, sous la dir. de Jean-Pierre Rioux et Jean-François Sirinelli, Histoire culturelle de la France, vol. 3 : Lumières et liberté : les dix-huitième et dix-neuvième siècles, Paris, Seuil, coll. « Points histoire » (no 349), 2005 (1re éd. 1998), 490 p. (ISBN 978-2-02-079893-8, BNF 39955571)
- Jean-Pierre Rioux et Jean-François Sirinelli, Histoire culturelle de la France, vol. 4 : Le temps des masses : le vingtième siècle, Paris, Seuil, coll. « Points histoire » (no 346), 2005 (1re éd. 1998), 490 p. (ISBN 978-2-02-079894-5, BNF 39954955)

### Ouvrages thématiques
- Marie-Claire Beltrando-Patier (dir.), Histoire de la musique : La musique occidentale du moyen âge à nos jours, Paris, Bordas, coll. « Marc Honegger », 1982, 630 p. (ISBN 2-04-015303-9)
- Pierre Rosenberg, La peinture française, Place des Victoires, 2013, 1032 p. (ISBN 978-2-8099-1057-5)
- Georges Duby et Jean-Luc Daval, La Sculpture : De l'antiquité au XXe siècle, Taschen, 2015 (ISBN 978-3-8365-4483-2)

### Ouvrages concernant une période

#### Moyen Âge
- Pierre Riché, L'empire carolingien : VIIIe et IXe siècles, Paris, Hachette, coll. « Civilisation et sociétés », 1994 (1re éd. 1973), 385 p. (ISBN 2-01-235100-X, BNF 35708363)
- Jacques Le Goff, Les intellectuels au Moyen Âge, Seuil, 1985
- Hervé Martin, Mentalités médiévales : XIe – XVe siècle, Presses universitaires de France, 1996 (ISBN 2-13-047678-3)
- Rolf Toman (de), L'art roman : Architecture — Sculpture — Peinture, Könemann, 1997 (ISBN 3-89508-448-4)
- Piotr Skubiszewski, L'art du haut Moyen Âge : L'art européen du VIe au IXe siècle, Librairie générale française, coll. « Pochothèque / Encyclopédie d'aujourd'hui » (no 3056), 1998, 480 p., Nicolas Reveyron, conseiller pour l'édition française (ISBN 2253130567, BNF 36705271)
- Colette Beaune, Éducation et cultures : Du début du XIIe siècle au milieu du XVe siècle, SEDES, coll. « Regards sur l'histoire » (no 131), 1999 (ISBN 2-7181-9208-9)
- Boris Bove et Jean-Louis Biget (dir.), Le temps de la guerre de cent ans, Paris, Belin, coll. « Histoire de France, sous la direction de Joël Cornette », 2009, 670 p. (ISBN 978-2-7011-3361-4)
- Jean-Christophe Cassard et Jean-Louis Biget (dir.), L'âge d'or capétien, Paris, Belin, coll. « Histoire de France, sous la direction de Joël Cornette », 2011, 777 p. (ISBN 978-2-7011-3360-7)

#### Époque moderne
- Pierre Chaunu, Le temps des Réformes : histoire religieuse et système de civilisation, Paris, Hachette, 1975, 570 p. (ISBN 2-01-278801-7)
- Jean Delumeau, La civilisation de la Renaissance, Paris, Arthaud, coll. « Les grandes civilisations », 1984, 539 p. (ISBN 2-7003-0471-3)
- Janine Garrisson, Royauté, Renaissance et réforme (1483-1559), Paris, Seuil, coll. « Nouvelle histoire de la France contemporaine », 1991, 301 p. (ISBN 2-02-013688-0)
- Jean de Viguerie, Histoire et dictionnaire du temps des Lumières, Paris, Robert Laffont, 1995, 1730 p. (ISBN 2-221-04810-5)
- Arlette Jouanna, La France de la Renaissance, Paris, Perrin, coll. « Tempus », 2001, 759 p. (ISBN 978-2-262-03014-8)
- Philippe Hamon, Les renaissances 1453-1559, Paris, Belin, coll. « Histoire de France sous la direction de Joël Cornette », 2009, 619 p. (ISBN 978-2-7011-3362-1)
- Pierre-Yves Beaurepaire et Joël Cornette (dir.), La France des Lumières 1715-1789, Paris, Belin, coll. « Histoire de France », 2011, 836 p. (ISBN 978-2-7011-3365-2)
- Olivia Carpi, Les guerres de religion (1559-1598) : Un conflit franco-français, Paris, Ellipses, 2012, 718 p. (ISBN 978-2-7298-73370)
- Nicolas Le Roux et Joël Cornette (dir.), Les guerres de religions, Paris, Belin, coll. « Histoire de France », 2014, 607 p. (ISBN 978-2-7011-9193-5)
- Hervé Drévillon et Joël Cornette (dir.), Les rois absolus, Paris, Belin, coll. « Histoire de France », 2014, 637 p. (ISBN 978-2-7011-9194-2)

#### Époque contemporaine
- Serge Berstein (dir.), Michel Winock (dir.), Raymond Huard, Jean-Clément Martin et Nicolas Roussellier, Histoire de la France politique, vol. 3 : L'invention de la démocratie 1789-1914, Seuil, 2002 (ISBN 978-2-7578-0226-7)
- Arnaud Dephalese, France : Dictionnaire critique de civilisation contemporaine, Coneuwe, 2024 (ISBN 978-2959237003)
- [Mollier, Sirinelli & Delporte 2010] Jean-Yves Mollier (dir.), Jean-François Sirinelli (dir.) et Christian Delporte (dir.), Dictionnaire d'histoire culturelle de la France contemporaine, Paris, PUF, coll. « Dictionnaires Quadrige », janvier 2010, 928 p. (ISBN 978-2-13-056108-8)
- Jean-Claude Yon, Histoire culturelle de la France au XIXe siècle, Armand Colin, 2021, 2e éd. (1re éd. 2010), 393 p. (ISBN 978-2-200-62367-8, lire en ligne)